# Art públic de Barcelona

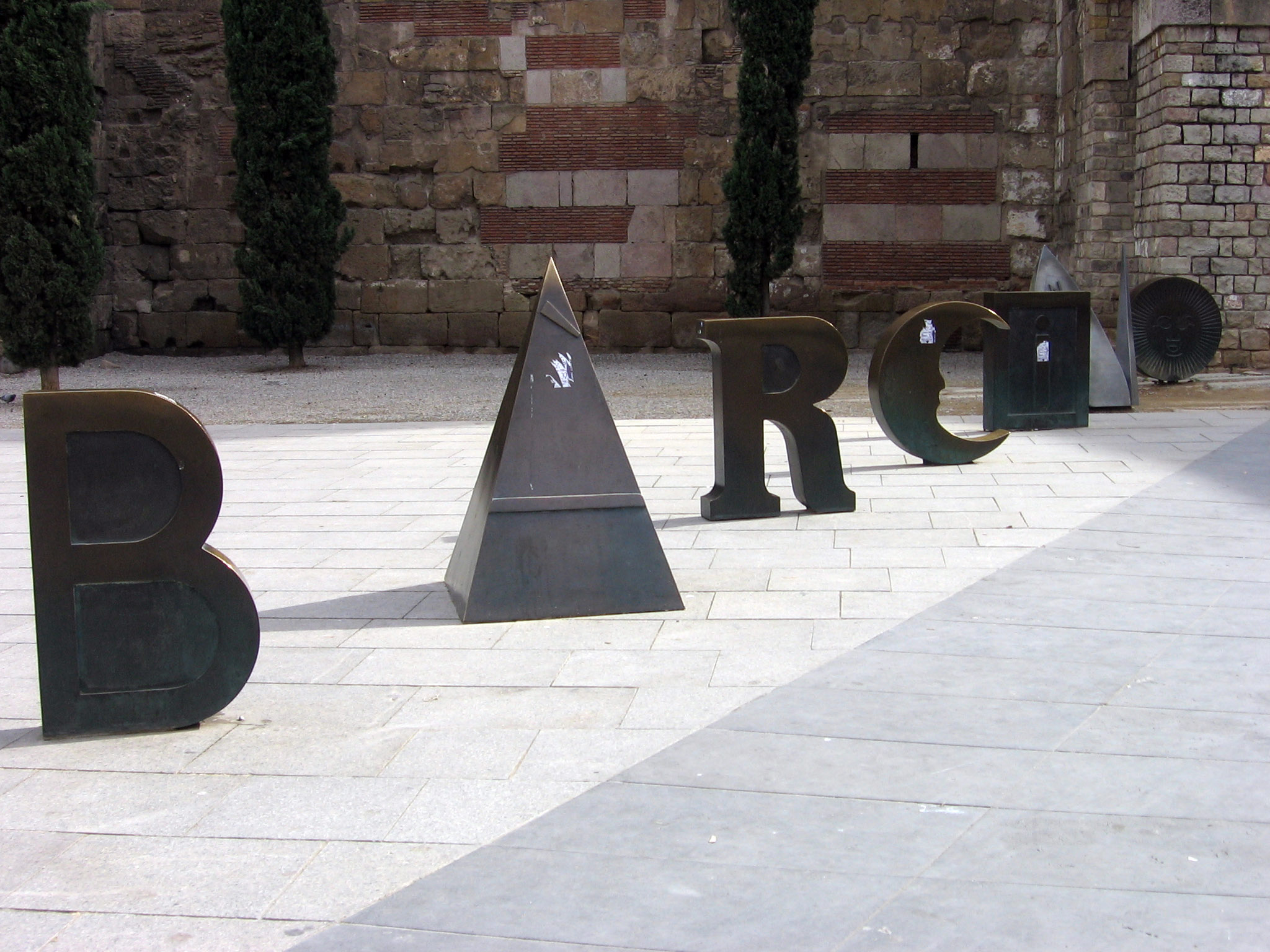
Poema visual Bàrcino (1994), de Joan Brossa, Plaça Nova de Barcelona.

El conjunt de monuments i escultures a l'aire lliure de Barcelona constitueix una destacada mostra d'art públic que atorga a la capital catalana, en conjunció amb altres elements com la seva arquitectura, la seva xarxa de museus o el seu conjunt de parcs i jardins, un inconfusible segell artístic, ja que la ciutat comtal sempre ha apostat per l'art i la cultura com una de les seves principals característiques identitàries.
El patrimoni d'art públic de la ciutat és extens, si bé la majoria de monuments i estatuària situada en llocs públics procedeix del segle xix endavant. El primer monument situat a la via pública de forma expressa i per encàrrec municipal que es conserva és el Monument a Santa Eulàlia, a la Plaça del Pedró, del 1673; altres obres anteriors considerades d'art públic són, o bé fonts o bé estàtues situades a l'interior de fornícules, a les façanes d'edificis públics, si bé en molts casos foren encàrrecs de caràcter privat que han passat a titularitat pública posteriorment. Cal remarcar que fins al segle xix la ciutat estava encotillada per les seves muralles d'origen medieval, en tenir la ciutat la consideració de plaça militar, pel que el seu creixement estava limitat, i el poc espai disponible s'utilitzava preferentment per a les activitats diàries de la població, sense poder dedicar uns espais adequats per a grans monuments.
La situació va canviar amb l'enderroc de les muralles i la donació a la ciutat de la Fortalesa de la Ciutadella, fet que va afavorir l'expansió urbana pel pla adjacent, i que es va plasmar en el projecte d'Eixample elaborat per Ildefons Cerdà, que suposà l'ampliació territorial més gran que ha tingut la ciutat. Un altre augment significatiu de la superfície de la capital catalana fou l'annexió de diversos municipis limítrofs entre finals del segle xix i començaments del xx. Tot això va suposar l'adequació dels nous espais urbans i un augment dels encàrrecs artístics municipals a les vies públiques, que van ser afavorits igualment per diversos esdeveniments celebrats a la ciutat, com l'Exposició Universal del 1888 i la Internacional del 1929 o, més recentment, pels Jocs Olímpics del 1992 i el Fòrum Universal de les Cultures del 2004.

## Aspectes generals

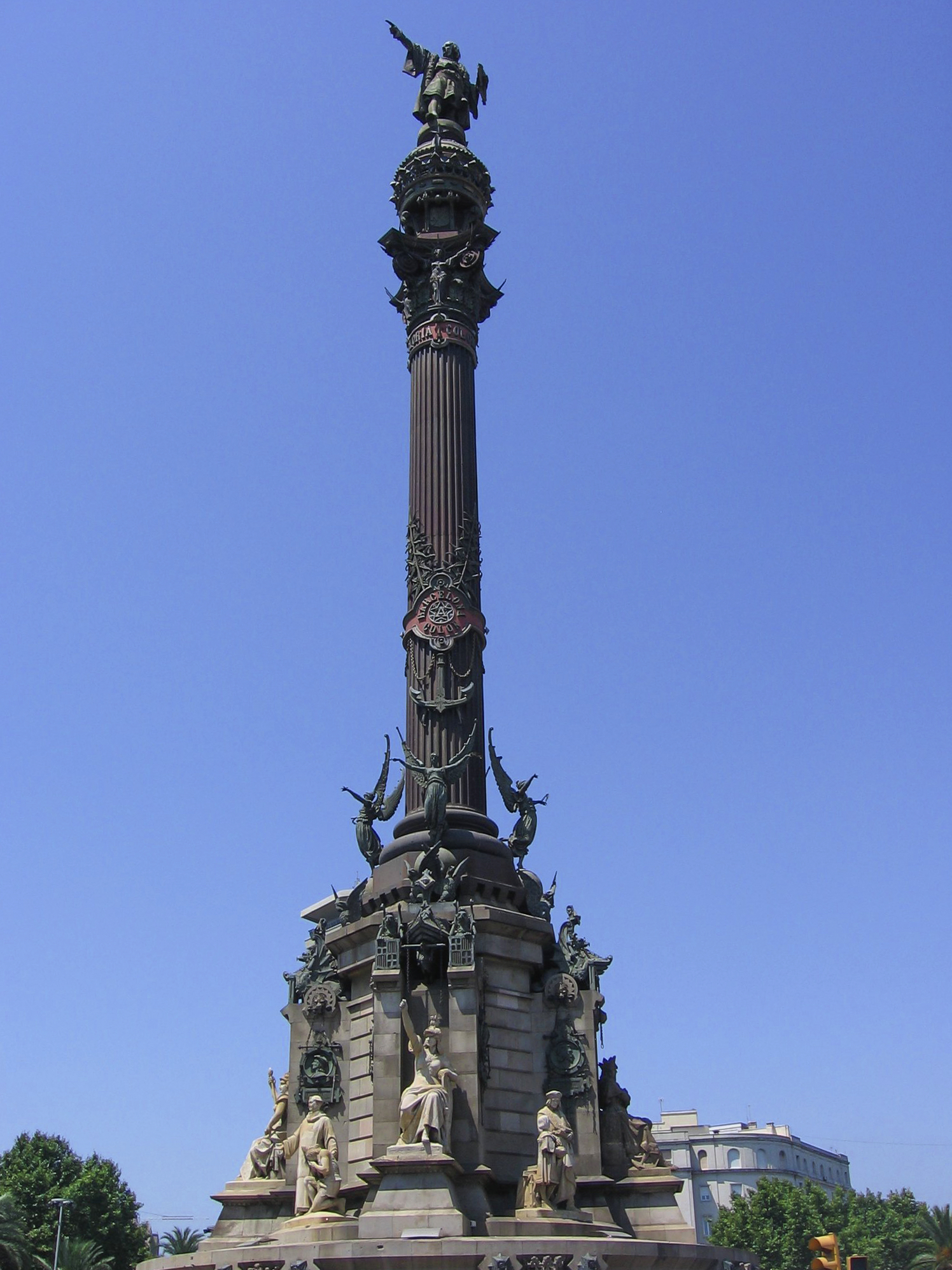
Monument a Colom (1888), Pla del Portal de la Pau, un dels monuments més emblemàtics de Barcelona.

L'art públic barceloní està a càrrec de l'Àrea d'Urbanisme, Transició Ecològica, Serveis Urbans i Habitatge de l'Ajuntament de Barcelona, i l'òrgan directament responsable és el Consell Assessor d'Art Públic, que decideix quines obres es posen o treuen a l'espai públic.
L'escultura pública monumental té una rellevància relativa en el context urbanístic d'una ciutat de grans dimensions com és Barcelona, ja que les principals directrius urbanes són lògicament l'adequació d'espais d'ús públic, les infraestructures, els transports, l'habitatge, les mesures d'higiene i seguretat públiques, la gestió del medi ambient, i altres factors necessaris per a la convivència de l'ésser humà al seu entorn natural i social. Tot i així, la natural sensibilitat de l'ésser humà per a l'art i la bellesa ha motivat l'habilitació de certs espais de caràcter estètic al seu entorn diari, per a configurar un espai vital propici i agradable per a la convivència i les relacions socials. Un altre factor a l'hora de concebre monuments i espais públics de naturalesa artística és la commemoració de personatges i episodis històrics que per la seva rellevància meriten un especial record en la població que els homenatja, i que a través de les institucions públiques, o per iniciatives privades o associatives, promouen la creació de diverses tipologies de monuments i estatuària en l'àmbit urbà.
En la planificació urbana intervenen diverses disciplines, com l'arquitectura, l'enginyeria, la jardineria, les arts industrials i, en certa manera, l'escultura. Si la urbanística s'ocupa de l'ordenació del territori i l'urbanisme de la seva aplicació pràctica, el disseny urbà se centra en els aspectes més sociològics —incloent-hi els estètics— del desenvolupament urbà de la ciutat. Per altra banda, l'urbanisme es relaciona estretament amb diversos àmbits i disciplines com la política, l'economia, la història, la geografia i la sociologia, pel que qualsevol planificació de caràcter urbà requereix la conjunció de múltiples estaments i institucions encarregades del desenvolupament i manteniment de l'espai públic urbà. En l'àmbit de convivència urbana intervenen tanmateix diversos factors, com els fisiològics, els sociològics i els psicològics. En aquests darrers caldria englobar les necessitats estètiques de l'individu, l'existència en un entorn que procuri una dimensió de retir i descans, d'evasió dels problemes quotidians, d'un cert component de bellesa que esmorteeixi la duresa d'un entorn hostil com és de vegades l'àmbit urbà.

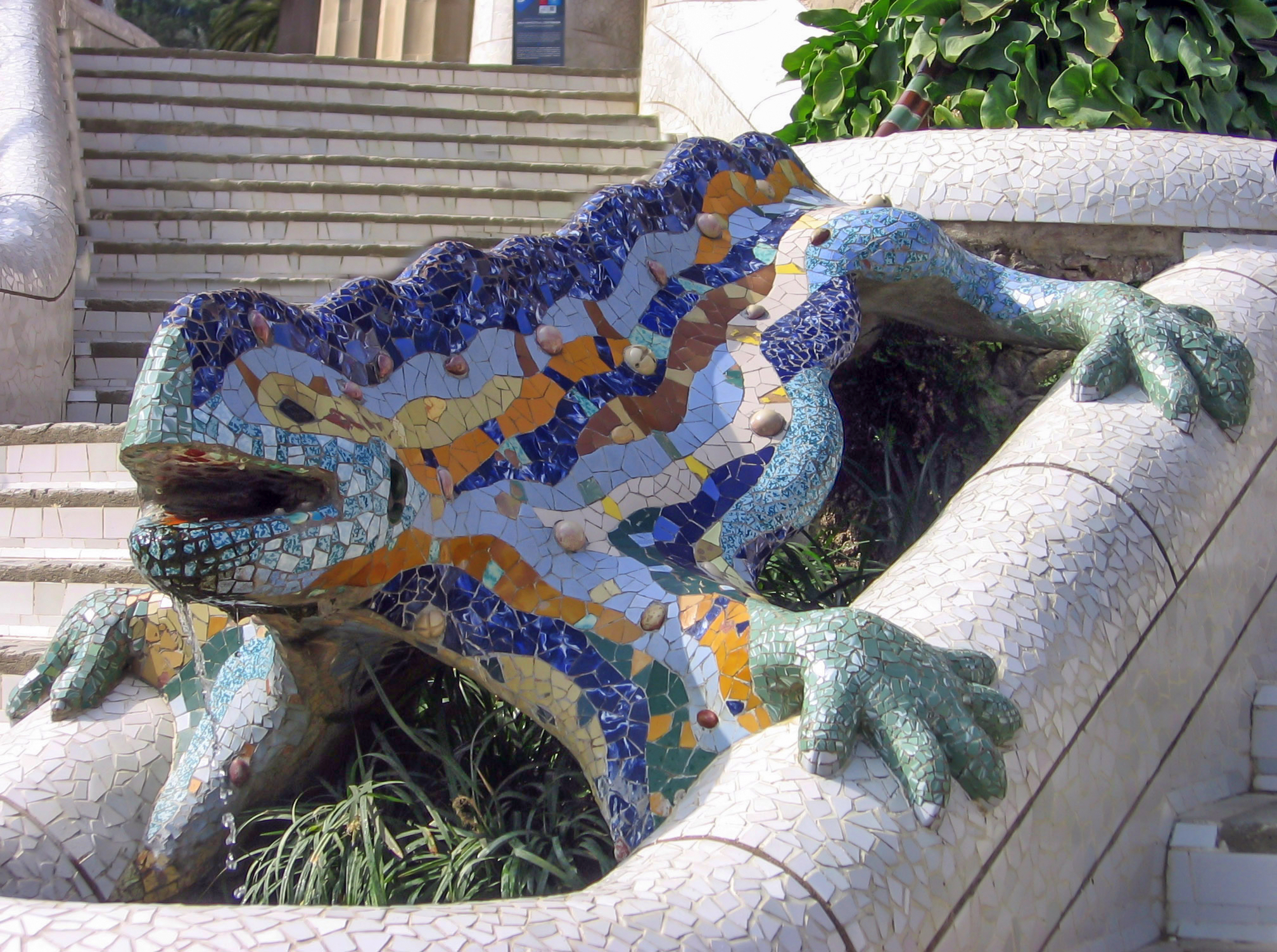
Drac del Park Güell (1900-1903), d'Antoni Gaudí, un altre dels símbols de la ciutat.

En la concepció del monumentalisme urbà cal tenir en consideració diversos aspectes, com l'emplaçament: una obra d'art públic ha d'estar ubicada en un entorn de certa rellevància, que realci la plasticitat de l'obra, i ha de procurar facilitar una bona perspectiva, per a la correcta visió del conjunt des de diversos angles. Generalment, els espais més utilitzats per a obres d'art públic són els parcs i jardins, les places i cruïlles de carrers —especialment si són passejos o avingudes—, o en l'àmbit d'edificis públics, ja sigui a les seves portes d'accés, en patis o en els seus murs —generalment en fornícules.
Els monuments i obres d'art de consideració pública es poden classificar en diverses tipologies: fins al segle xix les més utilitzades eren la columna, l'arc de triomf i l'estàtua eqüestre, tres tipus de monuments commemoratius heretats de l'art romà. Més tard foren sorgint diverses modalitats, des de l'escultura exempta o la situada a fornícules, passant per busts, medallons, fonts, esteles i pedestals, frisos, relleus, plaques, làpides i altres elements, fins a varietats més modernes com instal·lacions, obres integrades a la natura (art natura), obres realitzades amb noves tecnologies (vídeo, làser) o qualsevol modalitat concebuda amb elements multidisciplinaris.
Un altre aspecte a tenir en compte és el material, del qual en depenen diversos factors com l'aparença, la perdurabilitat o la conservació, a més de ser un punt essencial a tenir en compte a l'hora de concebre l'obra, especialment pel que es refereix al seu cost econòmic i al temps d'execució. Entre els més utilitzats es troben: la fusta, el guix, la terracota, la ceràmica, la pedra, el marbre, el bronze, el ferro, l'acer, el formigó i l'alumini.
En darrer lloc, cal tenir en consideració la temàtica i la iconografia de les obres d'art públic, amb especial atenció als dos principals elements constitutius d'un homenatge o dedicatòria: un personatge o un esdeveniment. En funció d'això, es pot constatar que la major part de personatges homenatjats són: sants o religiosos, déus o personatges mitològics, símbols i al·legories de conceptes abstractes (Fama, Glòria, Indústria, Justícia, Llibertat, República), reis i personatges històrics, polítics, militars, empresaris, metges, científics, escriptors, artistes, músics, etc. Pel que fa a esdeveniments, se solen rememorar els episodis més destacats de la història de la ciutat, des de batalles, guerres i revolucions fins a fets tràgics, epidèmies i desastres naturals, o en sentit contrari, diverses efemèrides d'especial significació per a la ciutat, com esdeveniments culturals o esportius. Tot això tractat des de l'estil més realista fins al més abstracte, ja que com és lògic la concepció de l'estatuària pública ha tingut la mateixa evolució històrica i artística que la resta de les arts a la ciutat, amb consideració del seu context tant nacional com internacional.

Tipologies
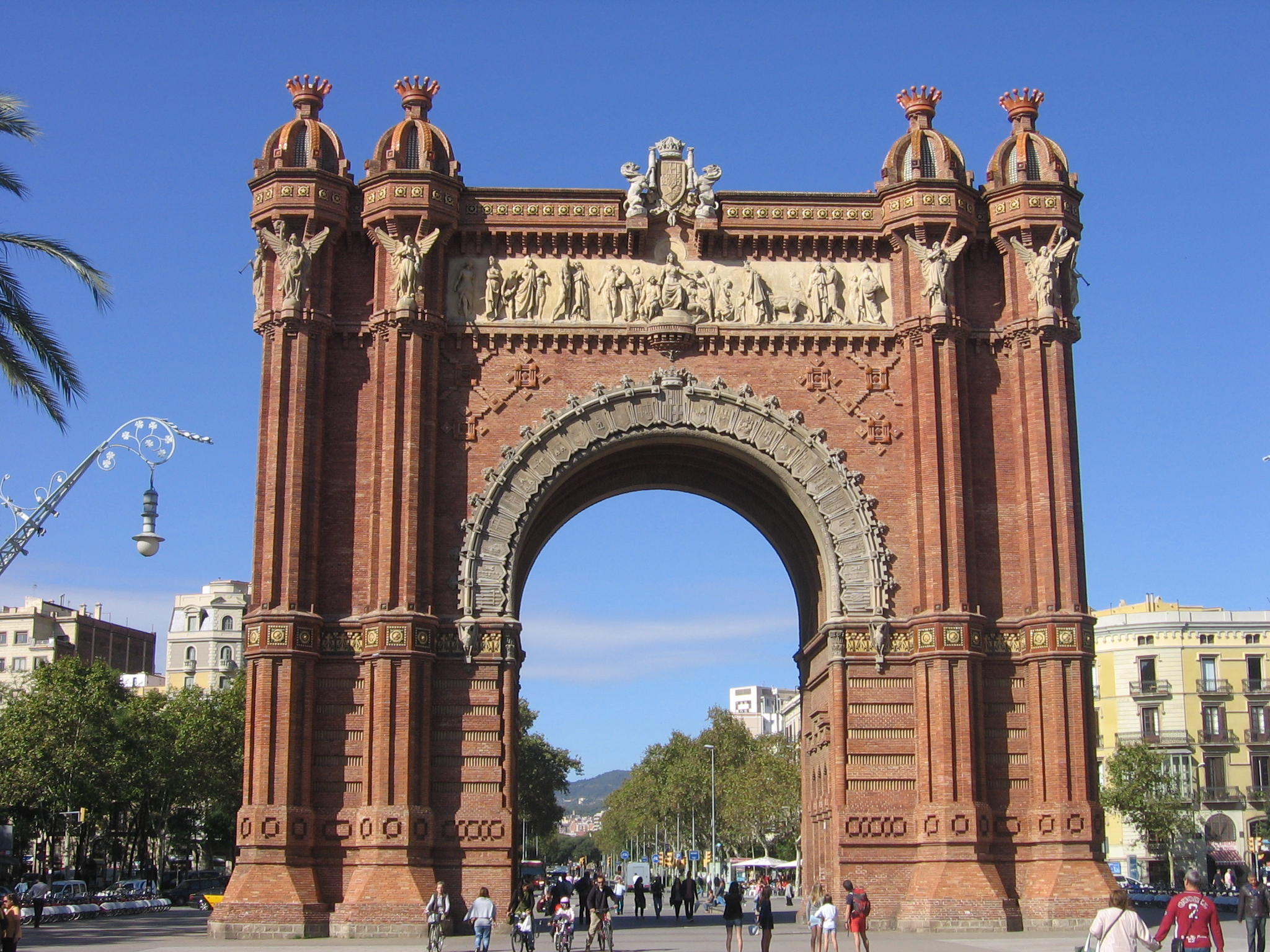
Arc de Triomf de Barcelona (1888), Passeig de Lluís Companys.
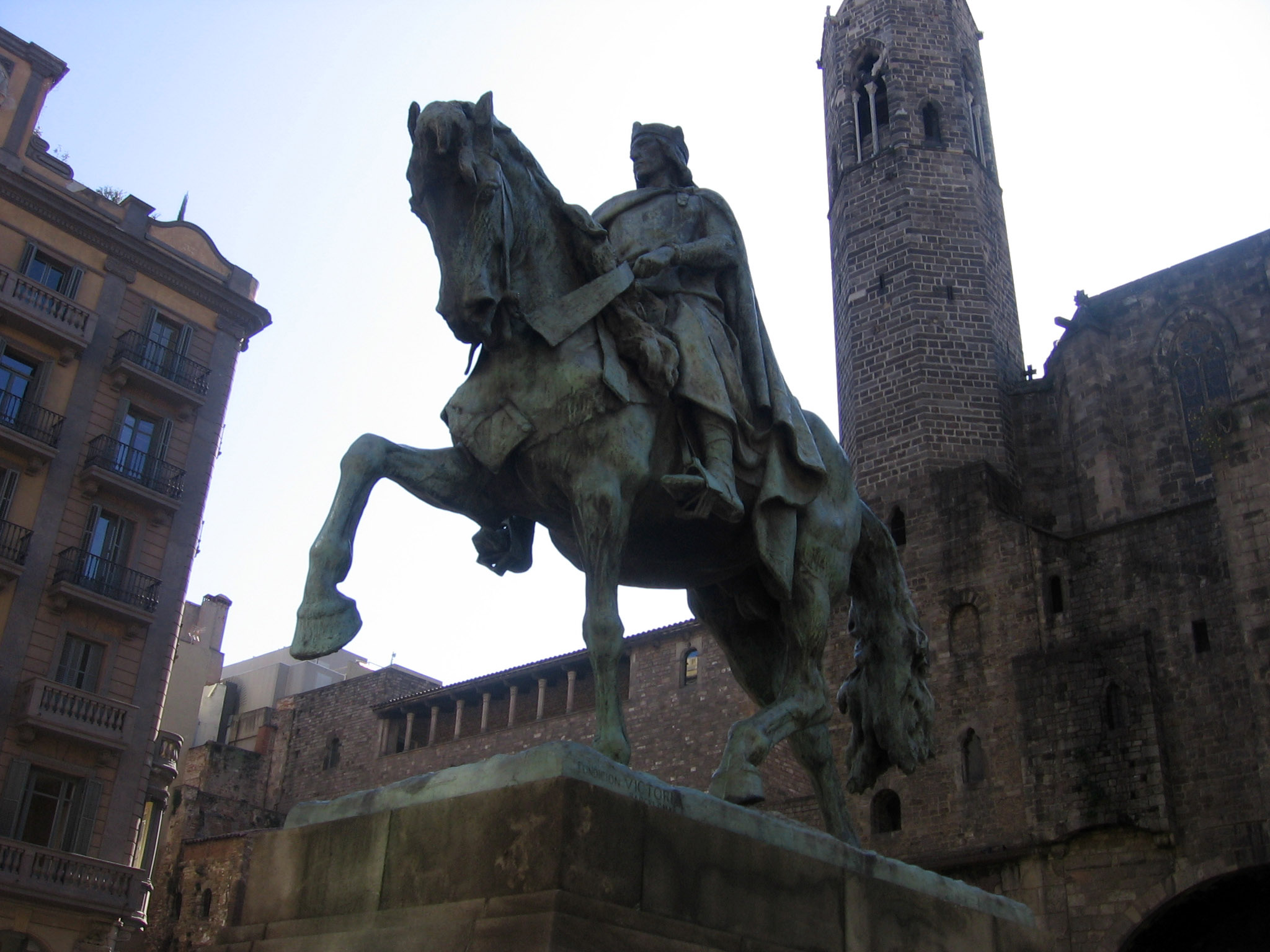
Estàtua eqüestre: A Ramon Berenguer III (1888), de Josep Llimona, Via Laietana.
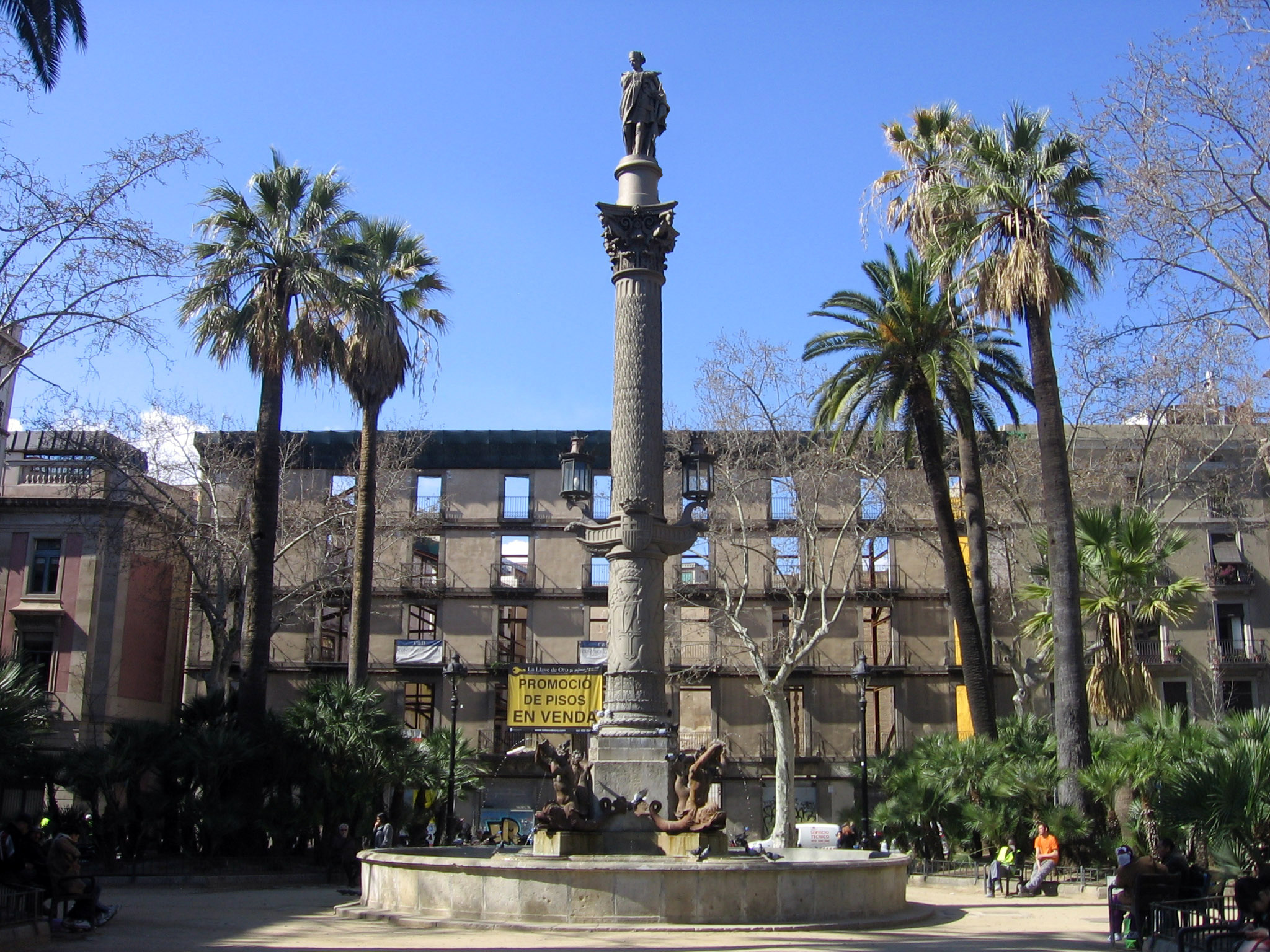
Columna: A Galceran Marquet (1851), de Damià Campeny, Plaça del Duc de Medinaceli.
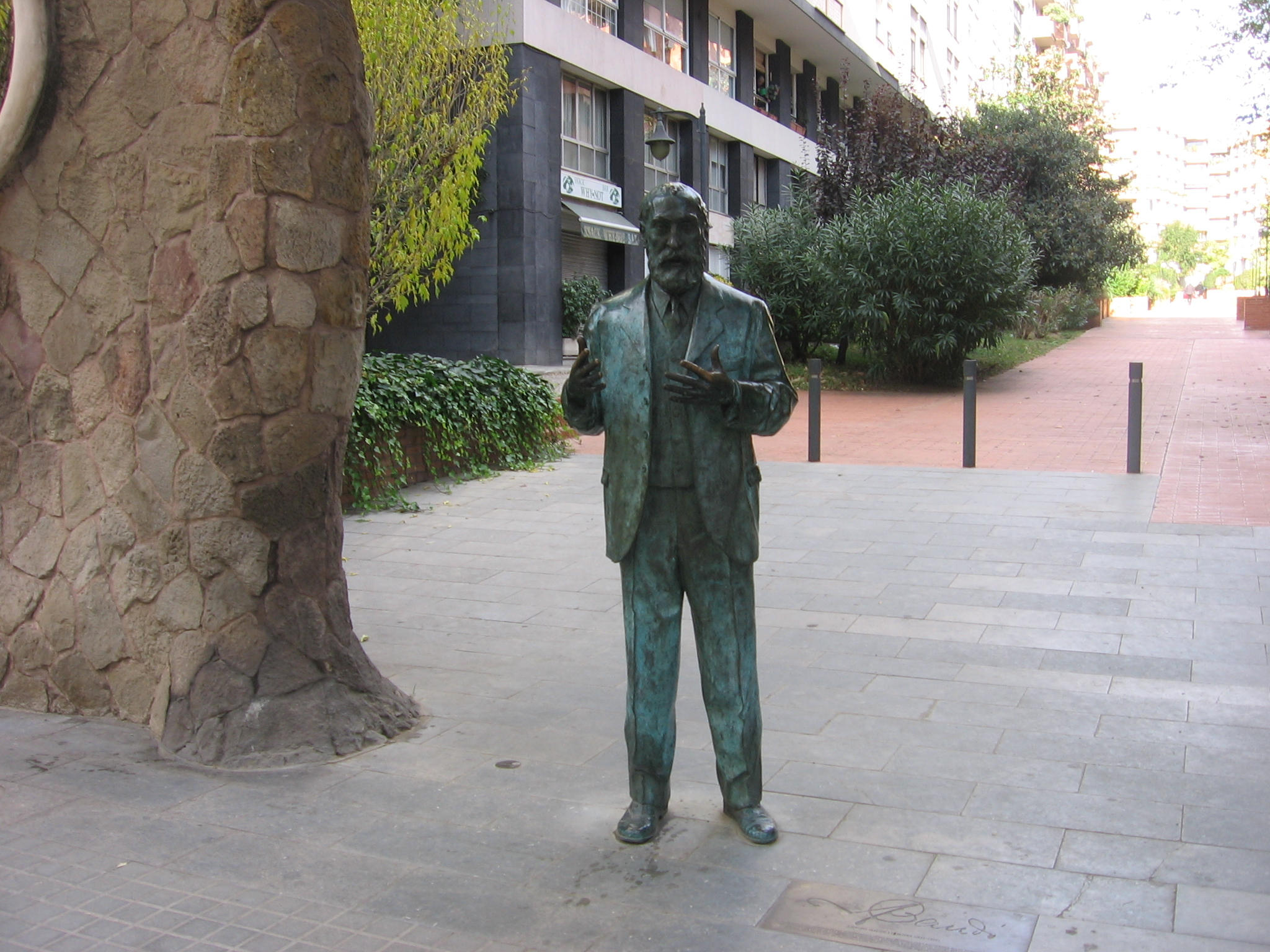
Escultura exempta: A Antoni Gaudí (1999), de Joaquim Camps, Passeig de Manuel Girona.
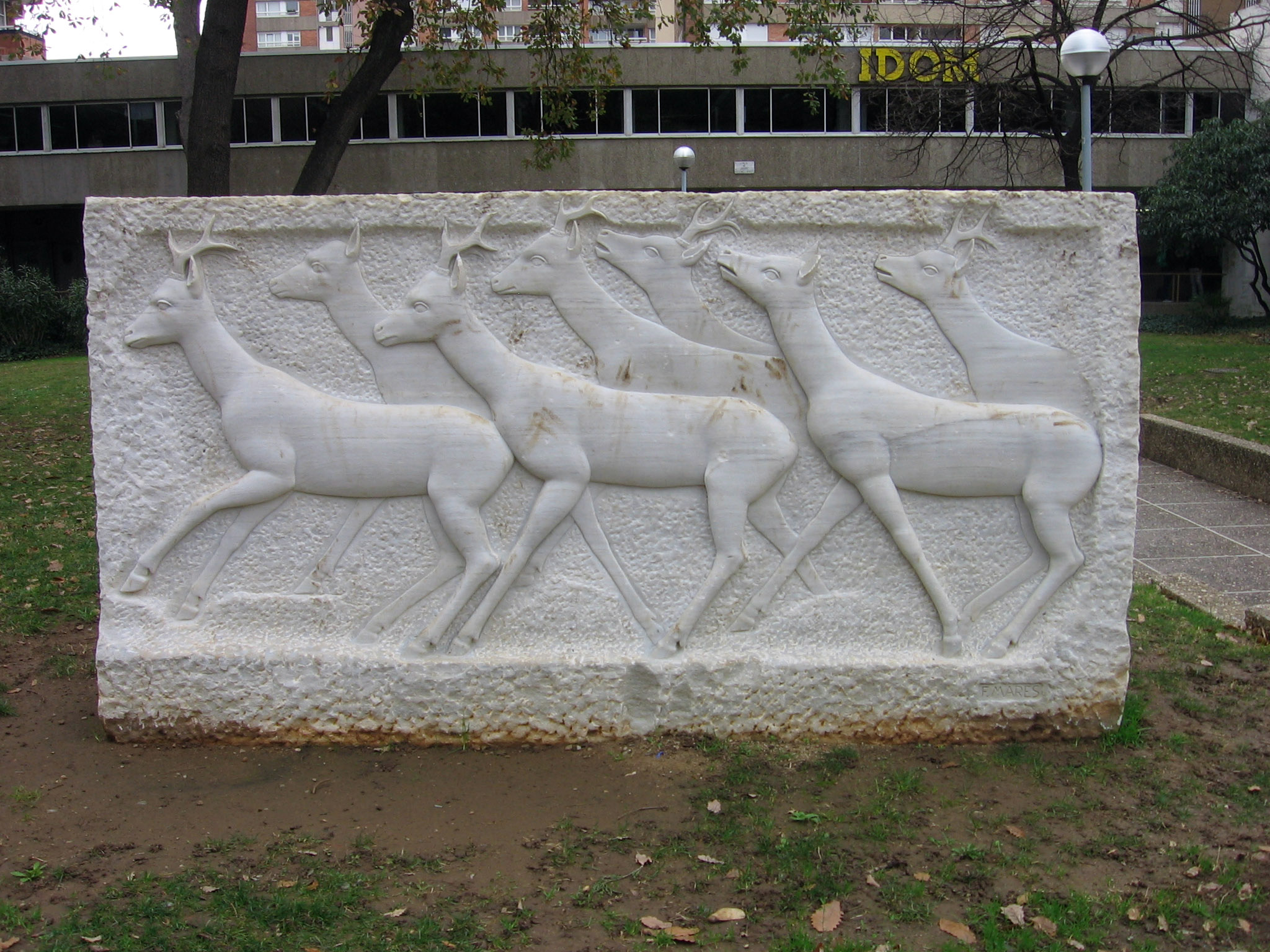
Relleu: Cèrvols, del conjunt d'animals dels Jardins de Jaume Vicens i Vives (1967), de Frederic Marès, Avinguda Diagonal.
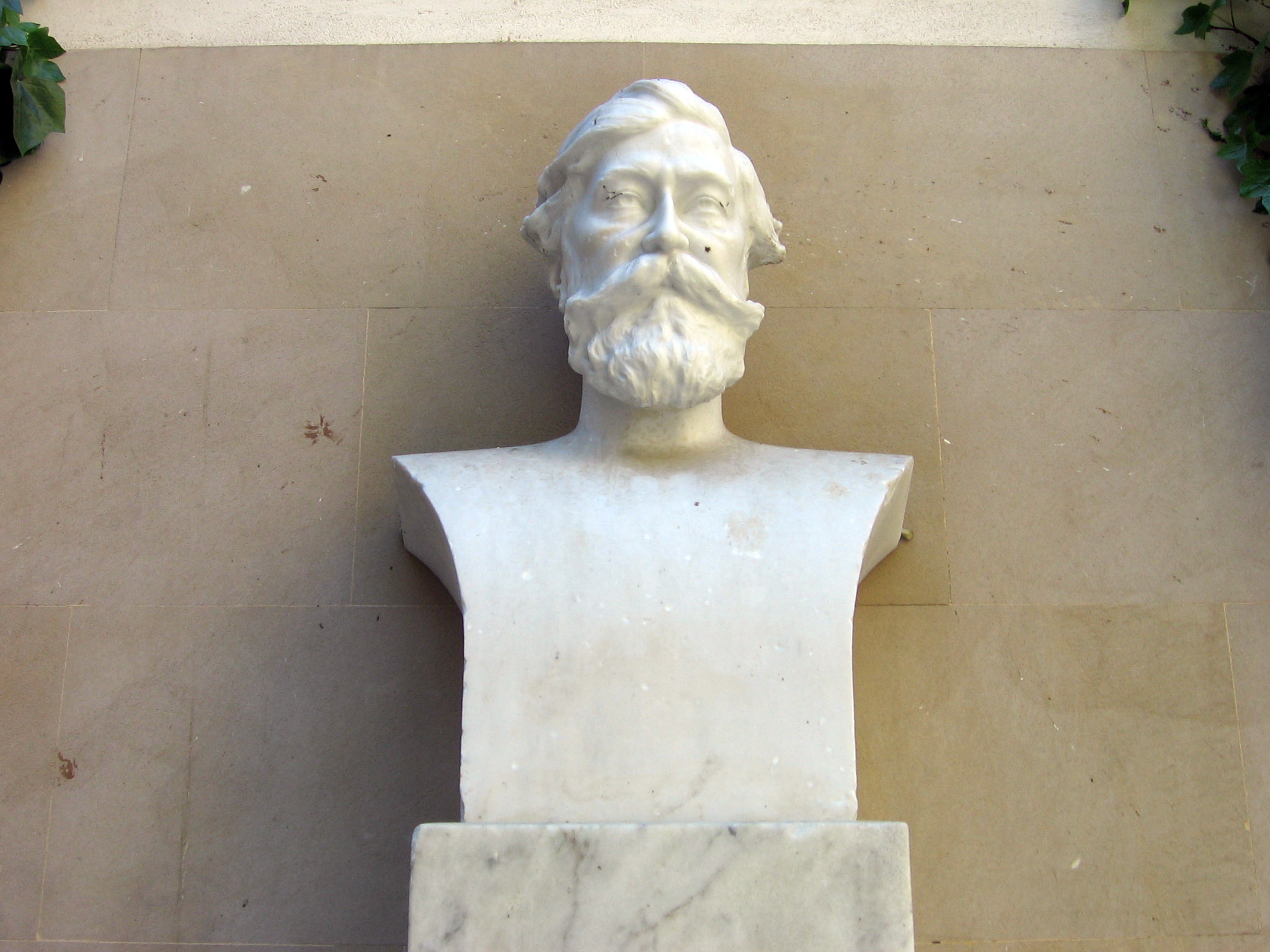
Bust: A Santiago Rusiñol (1935), d'Enric Clarasó, Plaça de La Puntual.

## Història

### Edat mitjana

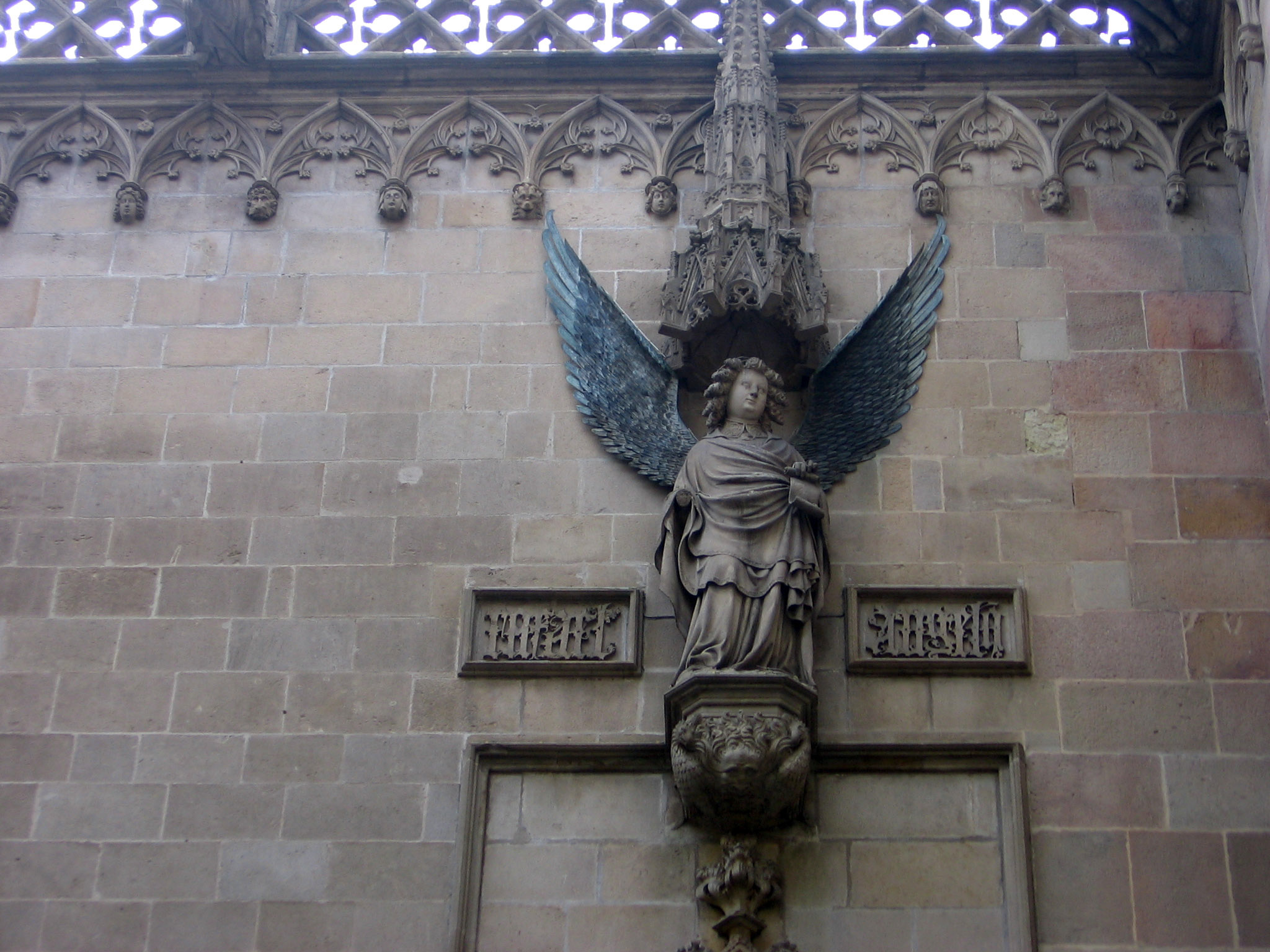
Sant Rafael (1400), de Pere Sanglada, Casa de la Ciutat de Barcelona.

Els primers vestigis conservats d'obres d'art situades en vies o edificis públics procedeixen de l'edat mitjana, època en què la ciutat formava part de la Corona d'Aragó i era un important eix marítim i comercial de la Mediterrània. En el segle xiii sorgí el Consell de Cent, una de les primeres institucions públiques de Barcelona. El recinte de la ciutat fou creixent des del primitiu nucli urbà —el que avui dia és el Barri Gòtic—, i en el segle xiv sorgí el barri del Raval. Barcelona tenia aleshores uns 25.000 habitants.

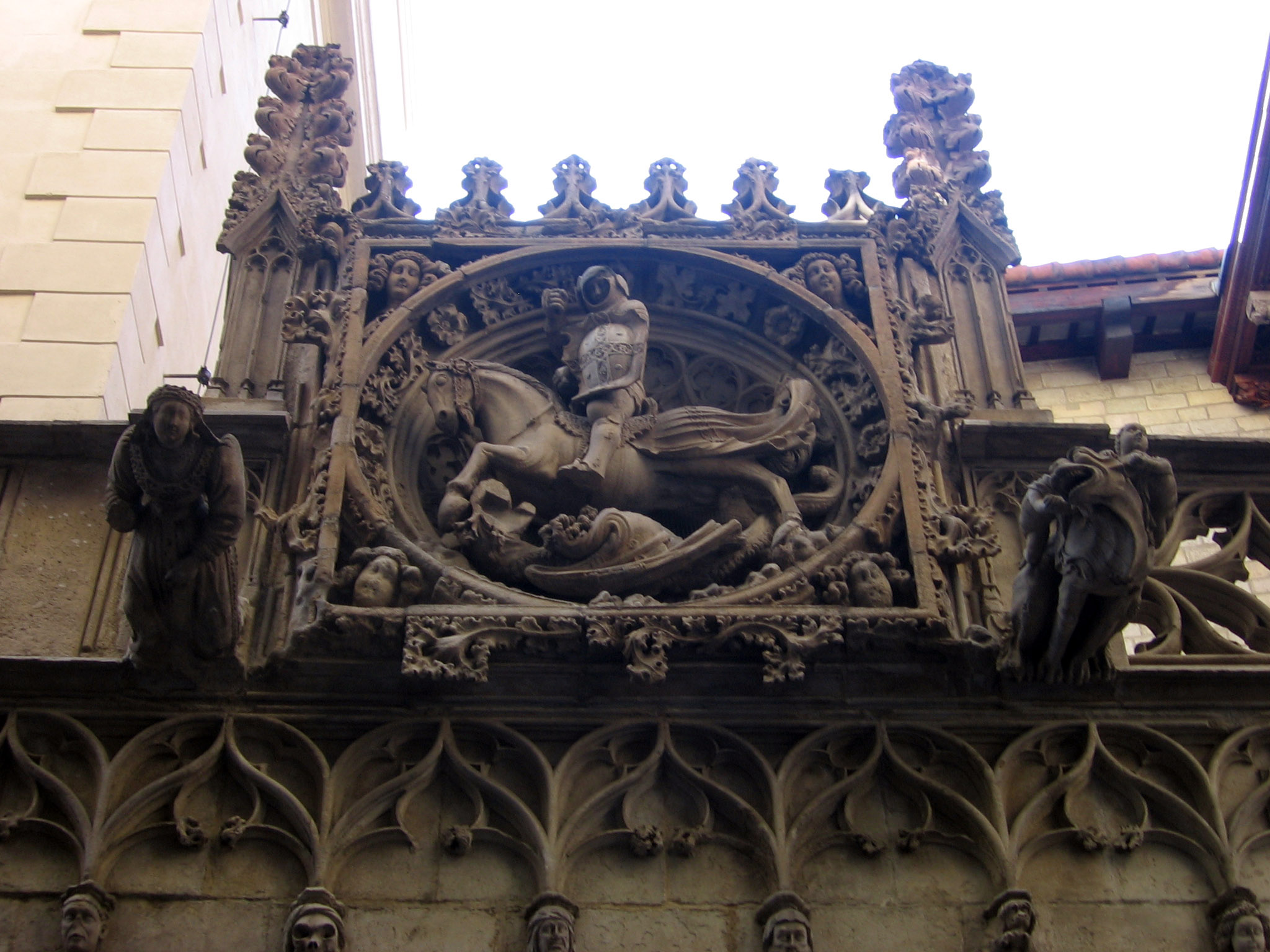
Sant Jordi (1418), de Pere Johan, Palau de la Generalitat de Catalunya.

D'aquesta època no existeix cap monument públic pròpiament dit, sinó algunes fonts i escultures col·locades en fornícules en els edificis públics de la ciutat. Caldria citar en aquest sentit les escultures col·locades a la façana gòtica de la Casa de la Ciutat —actualment en un carrer lateral respecte a la façana principal—, confeccionades al voltant de l'any 1400. Encomanada a Arnau Bargués, la façana presenta els típics elements ornamentals gòtics, i per damunt de la porta principal es va situar una peanya coberta de cobricel amb una figura de Sant Rafael, obra de Pere Sanglada, realitzada en pedra amb les ales de bronze. Tanmateix, als laterals es van col·locar sengles peanyes amb les figures de Sant Sever, bisbe de Barcelona, i Santa Eulàlia, patrona de la ciutat: la primera, d'artista desconegut, era original de 1550, però el 1888 es va col·locar una còpia realitzada per Joan Flotats; la segona, igualment anònima, és de la mateixa data i encara es conserva al seu lloc original. Una altra figura col·locada en un edifici públic fou el Sant Jordi del Palau de la Generalitat, confeccionat el 1418 per Pere Johan, una figura eqüestre en alt relleu situada en un medalló emmarcat per una barana coronada de pinacles i rodejada de gàrgoles.
Pel que fa a les fonts, en aquest període se'n van crear en diverses zones de la ciutat, per assegurar un subministrament regular a la població, tot i que el seu caràcter utilitari no va deixar gaire lloc a la creació artística. La primera que es conserva és la Font de Santa Anna, a l'Avinguda Portal de l'Àngel amb el carrer Cucurulla, datada el 1356, i que fou ampliada el 1819 i decorada amb imatges ceràmiques el 1918. Altres fonts de l'època són: la de Sant Just, a la plaça homònima, de 1367; la de Santa Maria, a la plaça del mateix nom, de 1403, obra d'Arnau Bargués; i la de Sant Jordi, al claustre de la Catedral de Barcelona, obra de 1449 de l'arquitecte Andreu Escuder amb una imatge del sant a cavall de l'escultor Antoni Claperós, substituïda el 1970 per una altra d'Emili Colom —aquesta font és famosa per la festa de l'ou com balla.

### Edat Moderna

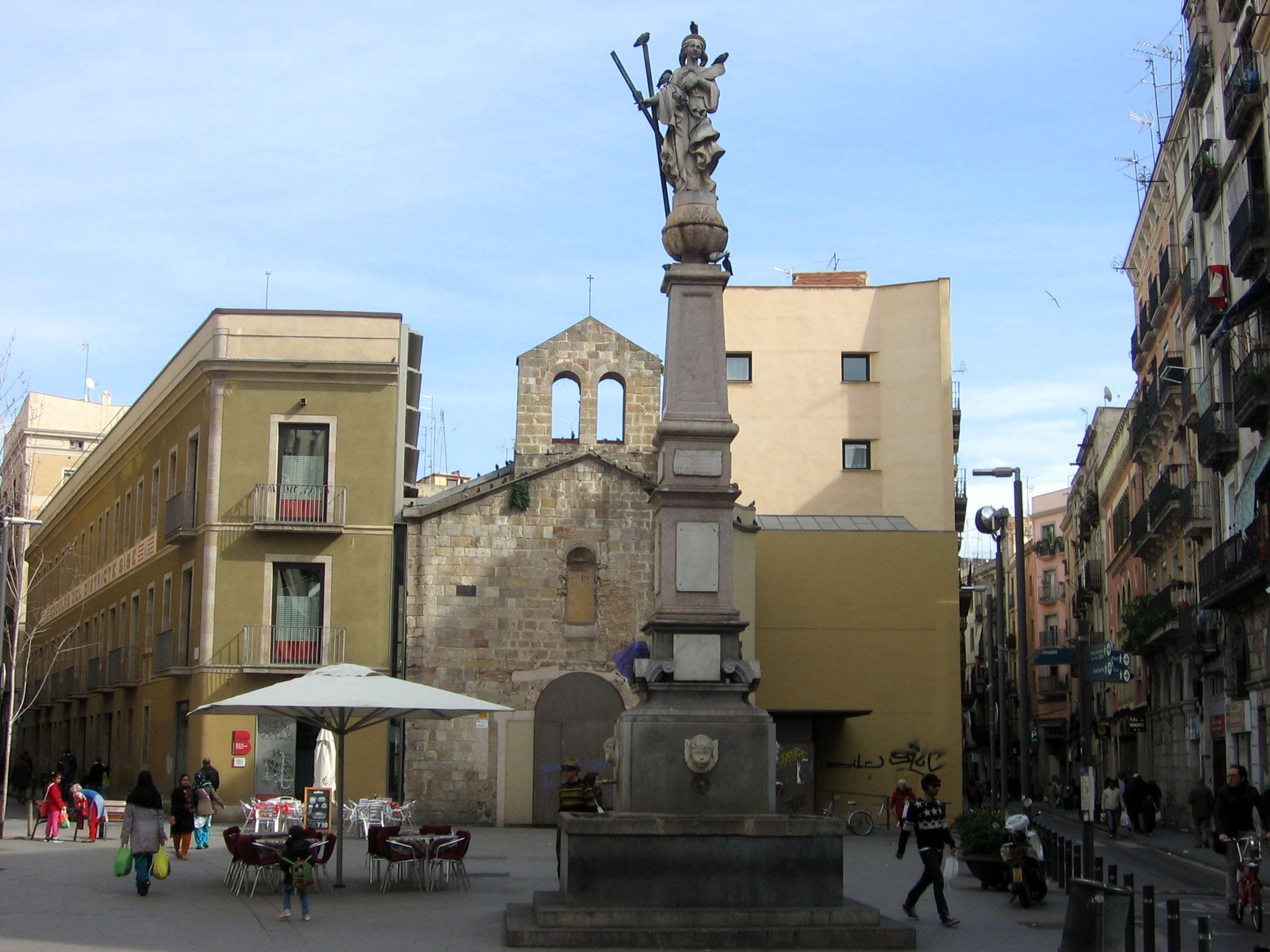
Monument a Santa Eulàlia (1673), Plaça del Pedró, el més antic que es conserva a la ciutat.

En aquest període Barcelona passà a formar part del nou regne d'Espanya sorgit de la unió de les corones de Castella i Aragó. En general, fou una època d'una certa decadència econòmica i cultural, accentuada per conflictes socials i bèl·lics com la Guerra dels Segadors i la Guerra de Successió. La ciutat seguia encotillada en les seves muralles —l'única ampliació fou cap a la platja, el barri de la Barceloneta—, malgrat que al final del període tenia quasi 100.000 habitants. Artísticament fou l'època del Renaixement i el Barroc, estils en els quals es van construir nombrosos palaus i esglésies.
Com en el període anterior les obres d'art de consideració pública es van reduir en un principi a fonts i estàtues ubicades en edificis públics, fins que a finals del segle xvii sorgí el primer monument públic de caràcter aïllat, el de Santa Eulàlia. També cal destacar d'aquest període les creus de terme, de les quals se'n conserven dues: la de Sant Andreu, a la carretera de Ribes, original de 1565; i la de Santa Anna, a la placeta de Ramon Amadeu, obra de 1608 de Joan Molist. Pel que fa a fonts únicament es conserva la de Portaferrissa, al carrer homònim, original de 1680 i decorada amb ceràmiques de 1959, confeccionades per Joan Baptista Guivernau.
Pel que es refereix a estatuària en edificis públics, convé destacar el conjunt de l'Hospital de la Santa Creu, al pati del qual hi figura una creu situada sobre una columna salomònica, obra de Bernat Vilar de 1691 —destruïda durant la Guerra Civil, l'actual és de 1939—; en el mateix pati hi ha les figures de Sant Roc i la Caritat, datables al voltant de 1638, d'artista desconegut; d'altra banda, al pati de la Casa de Convalescència del mateix hospital hi ha una estàtua de Sant Pau, obra de Lluís Bonifaç el Vell de 1679; en darrer lloc, a una fornícula en la cantonada del carrer del Carme amb Egipcíaques s'hi ubica un altre Sant Pau, obra de Domènec Rovira el Jove de 1668.

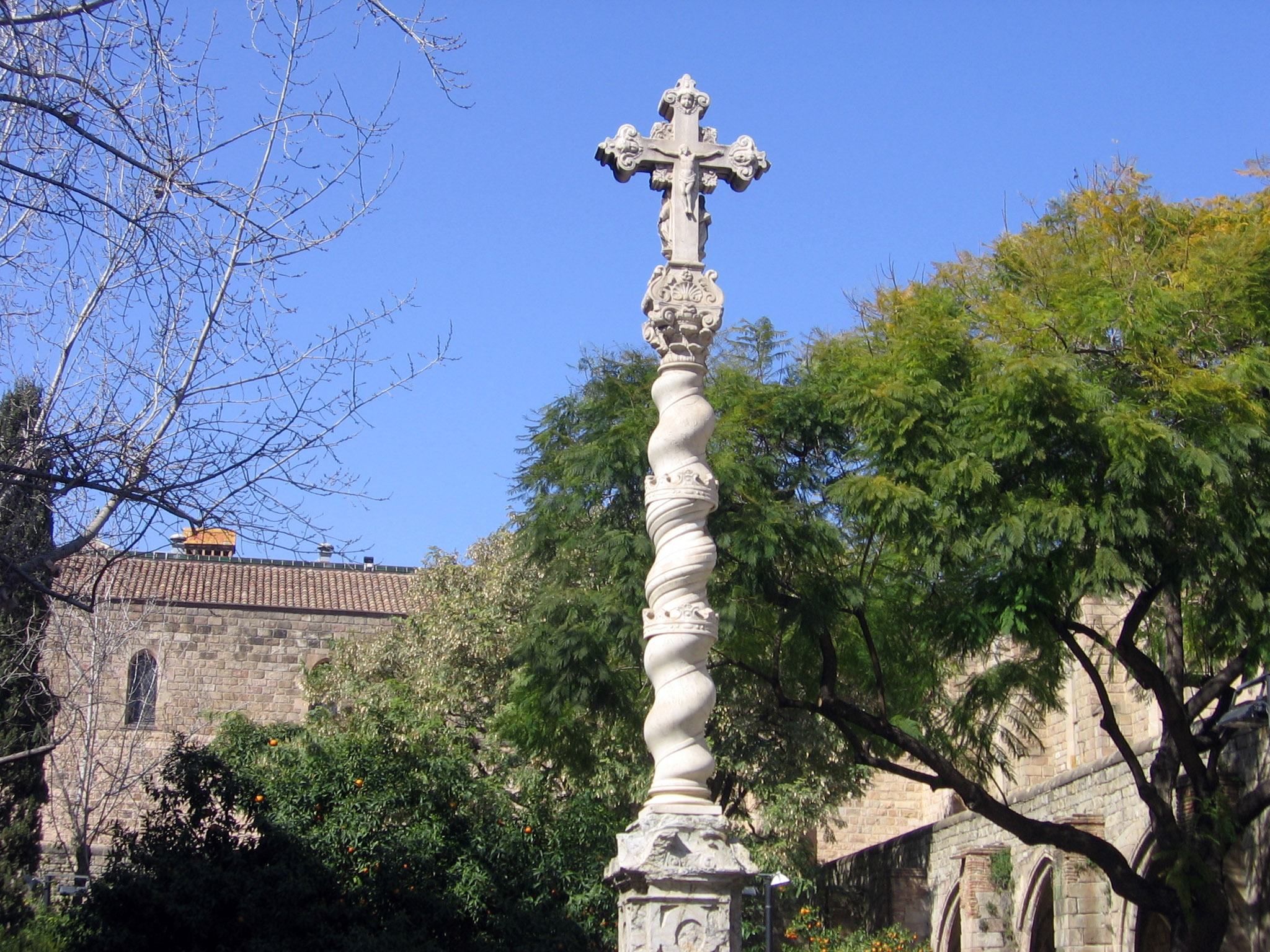
Creu de l'Hospital de la Santa Creu (1691), de Bernat Vilar.

Altres obres d'edificis públics de l'època foren confeccionades per a diversos gremis, totes situades a fornícules: el Sant Joan Baptista situat al carrer Assaonadors amb la Placeta d'en Marcús, promogut pel gremi d'assaonadors, obra d'artista desconegut de 1628 reconstruïda el 1958 per Josep Miret; el Sant Miquel Arcàngel patrocinat pel gremi de revenedors (botiguers) situat a la Plaça del Pi, obra de 1685 de Salvador Escala i reconstruïda per Jaume Martrús el 1957; i la figura de la Mare de Déu dels Àngels col·locada a la Via Laietana, construïda per Joan Enrich el 1763 per al gremi de velers (teixidors de vels de seda).

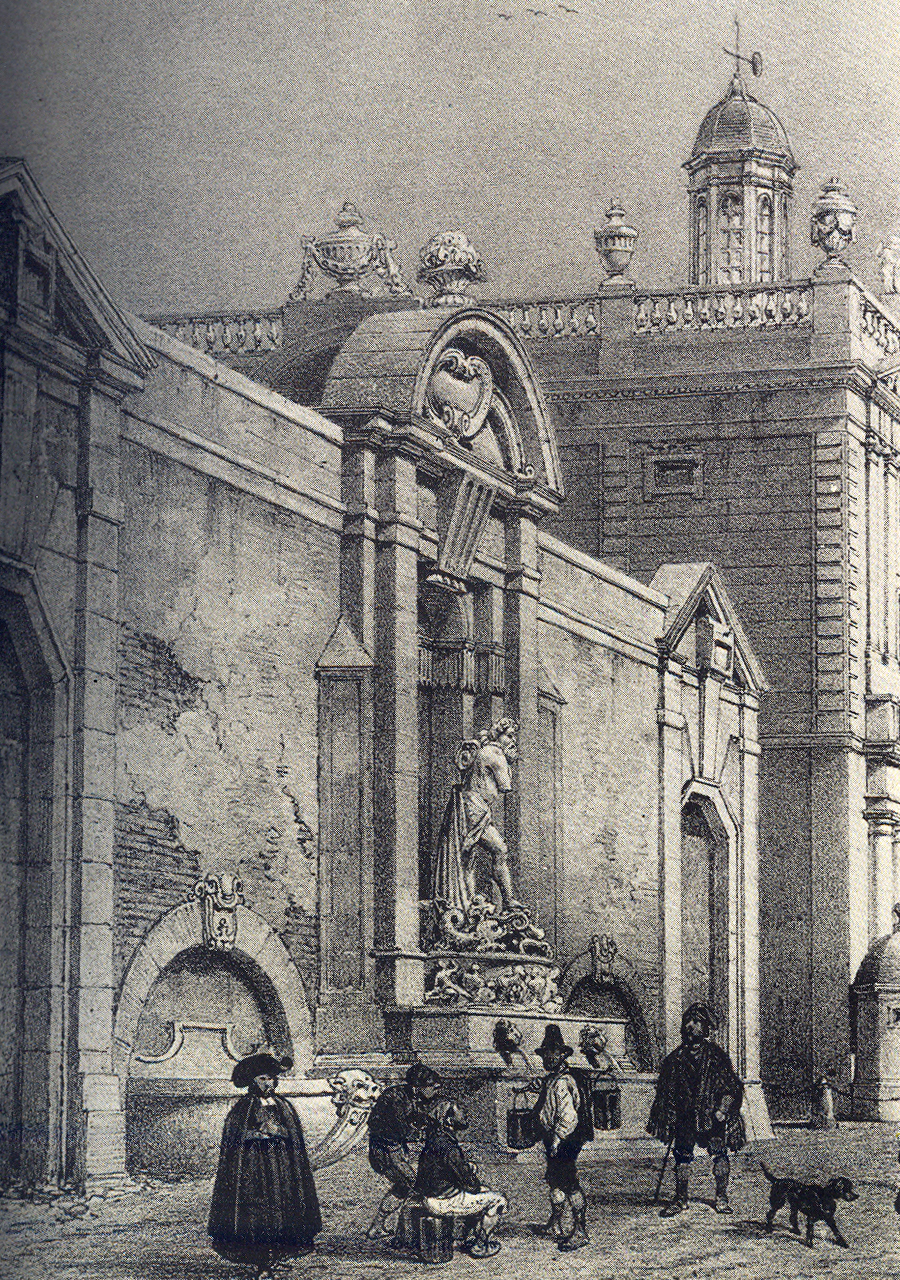
Font de Neptú (1784), de Joan Enrich. Litografia de Chapuy, secció de Gravats de la Biblioteca de Catalunya.

El monument públic més antic que es conserva a la ciutat al seu emplaçament original —malgrat que l'obra en si ha sigut restaurada diversos cops i ja no pot considerar-se com l'original— és el Monument a Santa Eulàlia, patrona de la ciutat, erigit a la Plaça del Pedró el 1673. Fou realitzat pel mestre d'obres Benet Parés, amb una imatge de fusta de la santa elaborada per Josep Darder, que el 1685 fou substituïda per una altra de marbre de Llàtzer Tramulles i Lluís Bonifaç. El 1826, la base del monument fou convertida en font, obra de Josep Mas i Vila. El 1936 el monument fou enderrocat degut als enfrontaments originats en l'inici de la Guerra Civil, però el 1951 fou reconstruït amb una nova imatge, obra de Frederic Marès —el cap de l'anterior imatge sobrevisqué i es conserva al Museu d'Història de Barcelona. La base del monument és una font quadrada sobre la qual s'aixeca un obelisc rematat per l'estàtua de Santa Eulàlia, que porta els atributs del seu martiri: la palma i la creu en aspa.
Cal ressenyar que anteriorment ja s'havia efectuat un monument a Santa Eulàlia, elaborat el 1618 i situat a la Plaça del Blat —actualment de l'Àngel. Fou dissenyat per Rafael Plansó, i consistia en un obelisc sobre el qual se situava la figura d'un àngel, que assenyalava amb el dit el lloc on un àngel s'havia aparegut a la comitiva que traslladava les restes de la santa a la Catedral de Barcelona. La figura de l'Àngel fou elaborada per l'argenter Felip Ros. El 1821 l'obelisc fou retirat perquè dificultava la circulació, i l'Àngel fou col·locat en una fornícula. El 1966 fou substituït per una còpia i traslladat al Museu d'Història de Barcelona.
El 1784 es va construir la Font de Neptú, obra de Joan Enrich promoguda pel comte de l'Asalto, situada al costat de la Duana, a la ubicació de l'actual Estació de França. Representava al déu Neptú dempeus sobre uns dofins i un pedestal amb baixos relleus, enmig d'una tassa d'aigua. L'estàtua va ser destruïda en la revolta popular de la Camància (1843) i substituïda per una còpia efectuada per un picapedrer, fins que el 1877 la font va ser desmuntada; tan sols es va conservar el baix relleu del pedestal, que es troba al Museu d'Història de Barcelona.
A finals del segle xviii es va constituir a la finca del marquès de Llupià situada en el municipi de Sant Joan d'Horta —avui un barri més de la ciutat— un jardí que malgrat ser de caràcter privat va passar posteriorment al patrimoni públic. Conegut actualment com a Parc del Laberint d'Horta, aquest jardí presenta una profusa decoració escultòrica, que malgrat ser d'artista desconegut suposa una interessant mostra d'art neoclàssic. Del jardí en destaca el laberint que dona nom al parc, al centre del qual hi ha una estàtua d'Eros, mentre que a l'entrada hi ha un relleu d'Ariadna i Teseu, i a la sortida es troba la Gruta d'Eco i Narcís; en un nivell superior hi ha el Mirador o Belvedere, on destaquen dos templets d'estil italià amb estàtues de Dànae i Artemisa; en darrer lloc, en una tercera terrassa s'aixeca el Pavelló de Carles IV, coronat per una escultura que representa Apol·lo i les muses, mentre que a la seva part posterior es troba un gran estany nodrit per la font de la nimfa Egèria, inspirat en la gruta de Stowe.

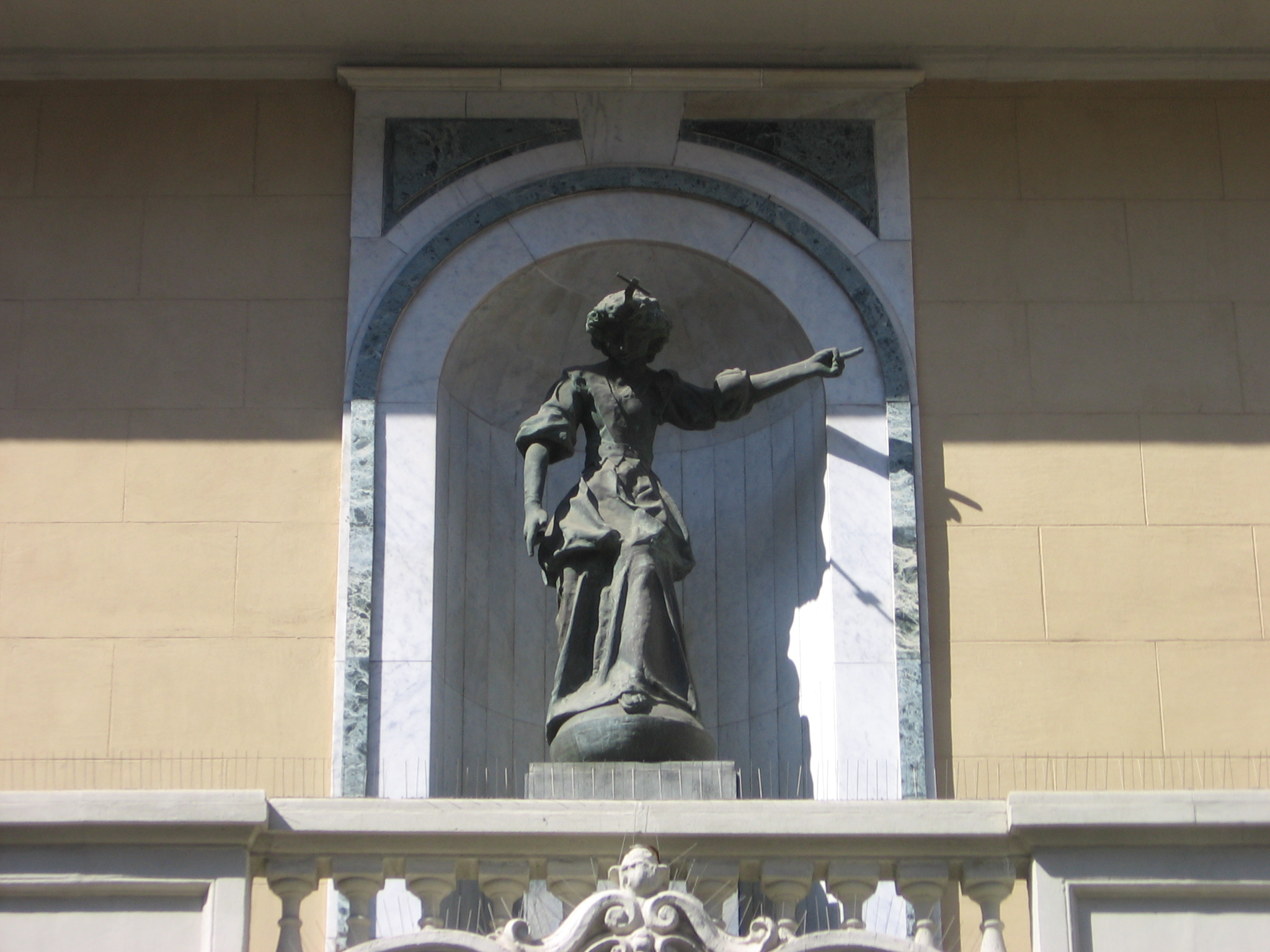
Àngel (1618), de Felip Ros, Plaça de l'Àngel.
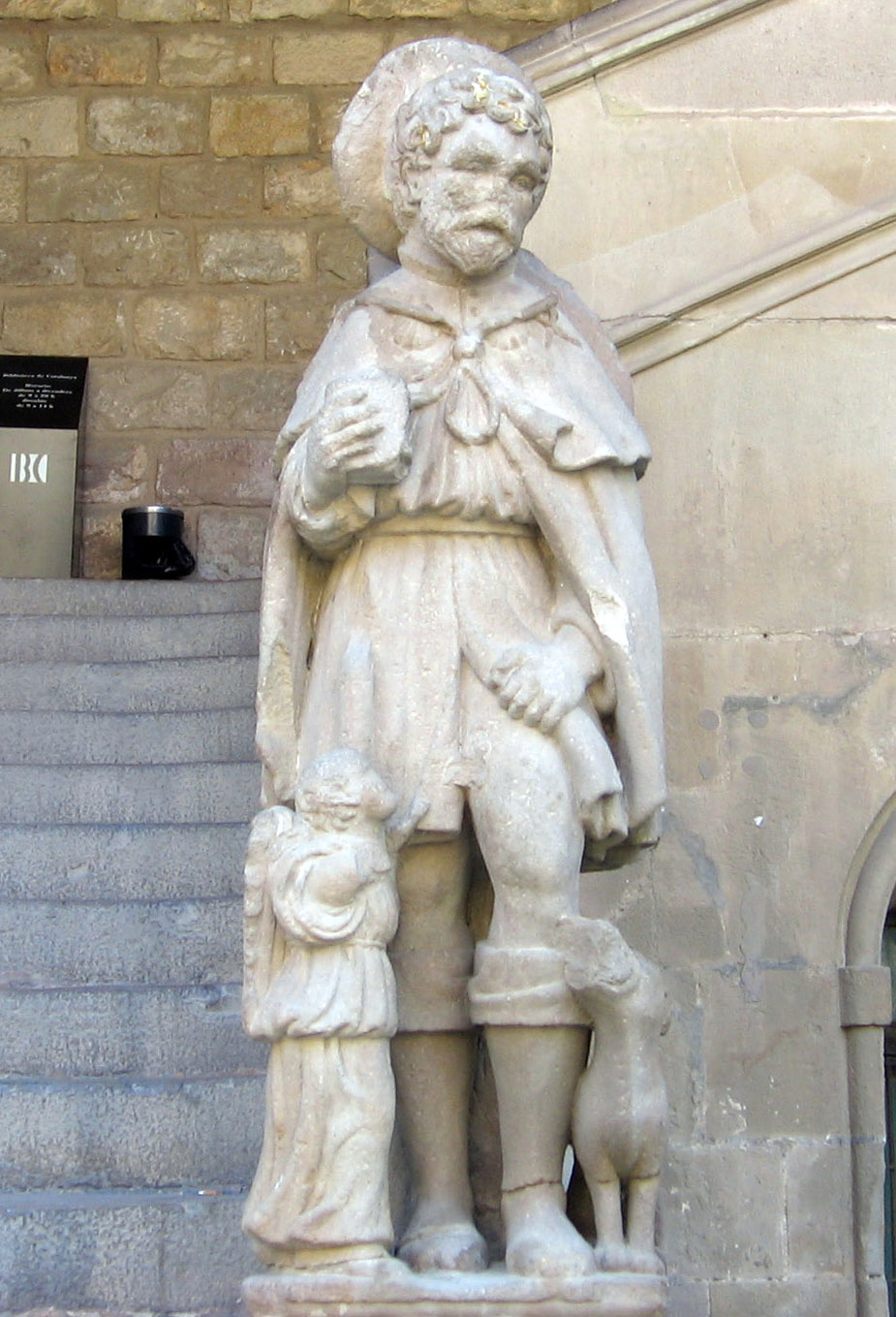
Hospital de la Santa Creu: Sant Roc (1638).
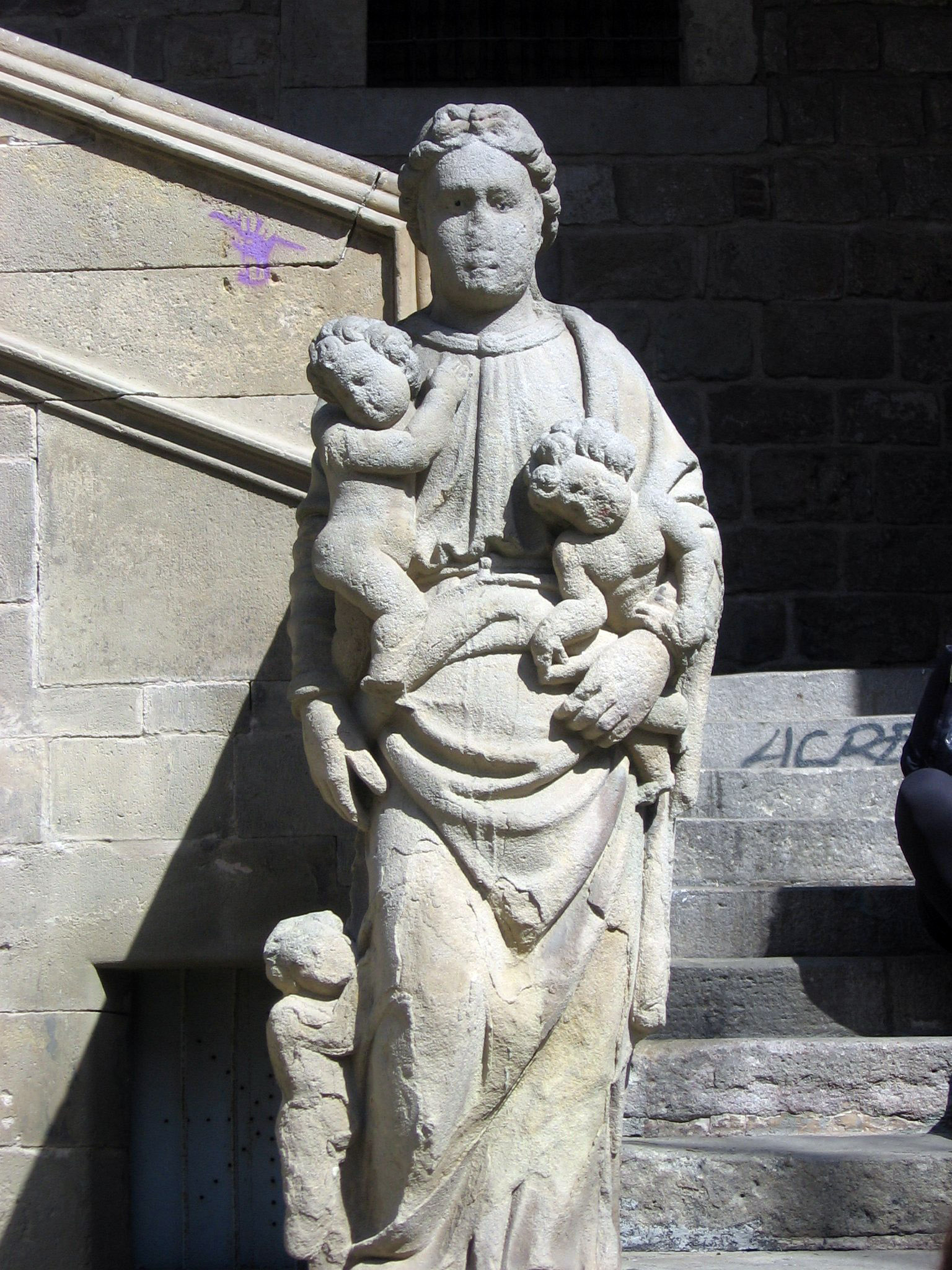
Hospital de la Santa Creu: Caritat (1638).
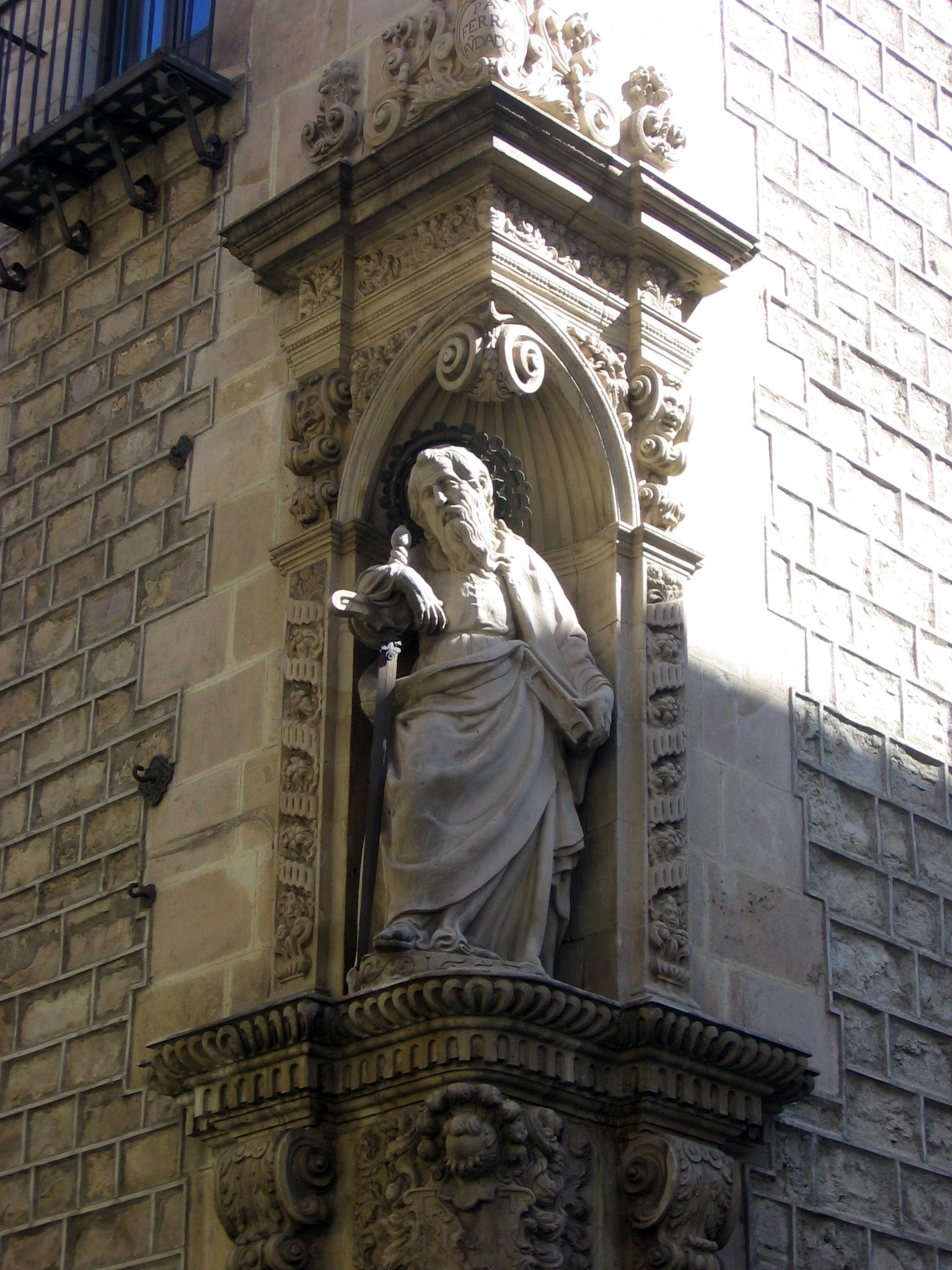
Casa de Convalescència: Sant Pau (1668), de Domènec Rovira el Jove.
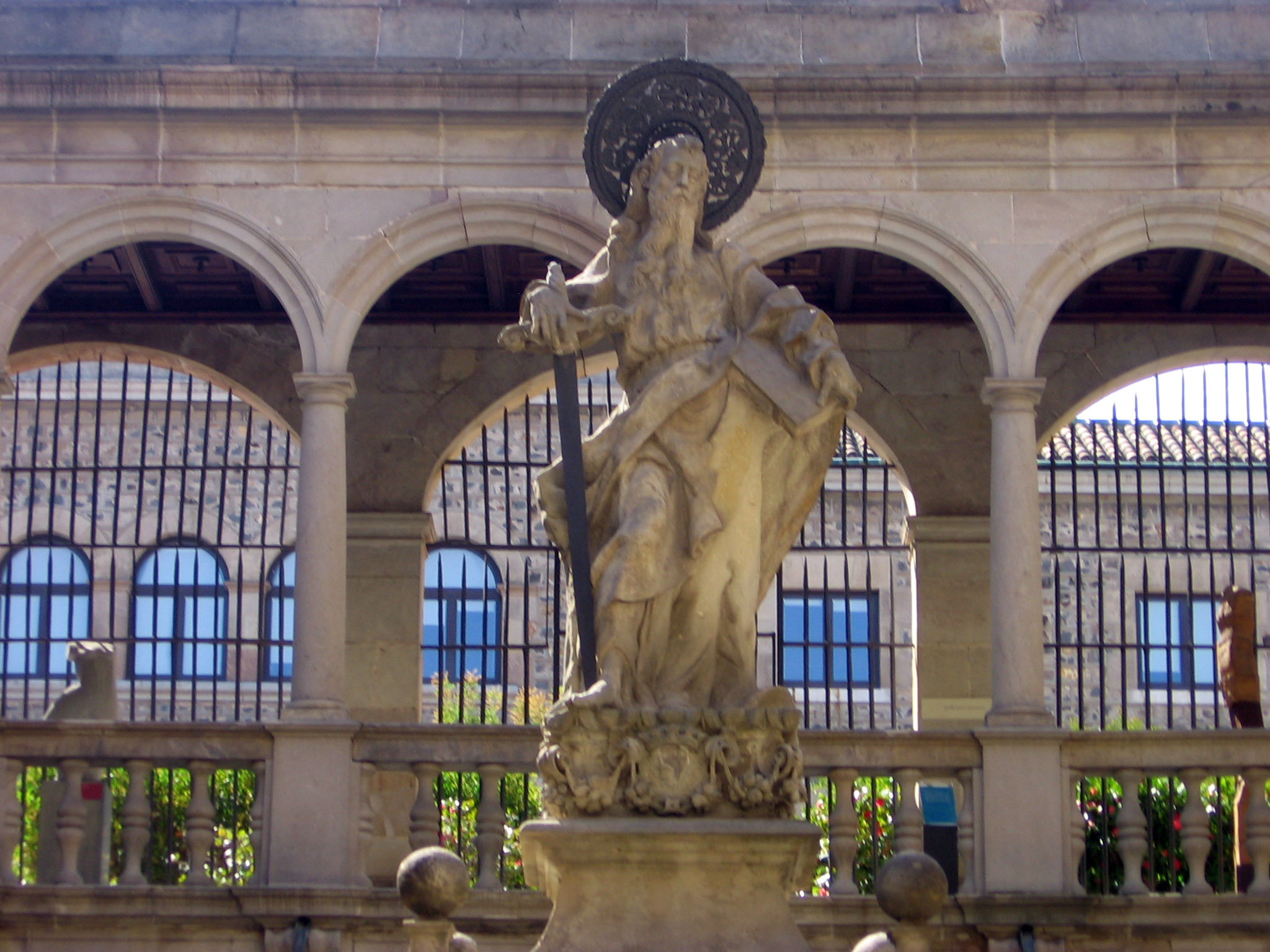
Casa de Convalescència: Sant Pau (1679), de Lluís Bonifaç el Vell.
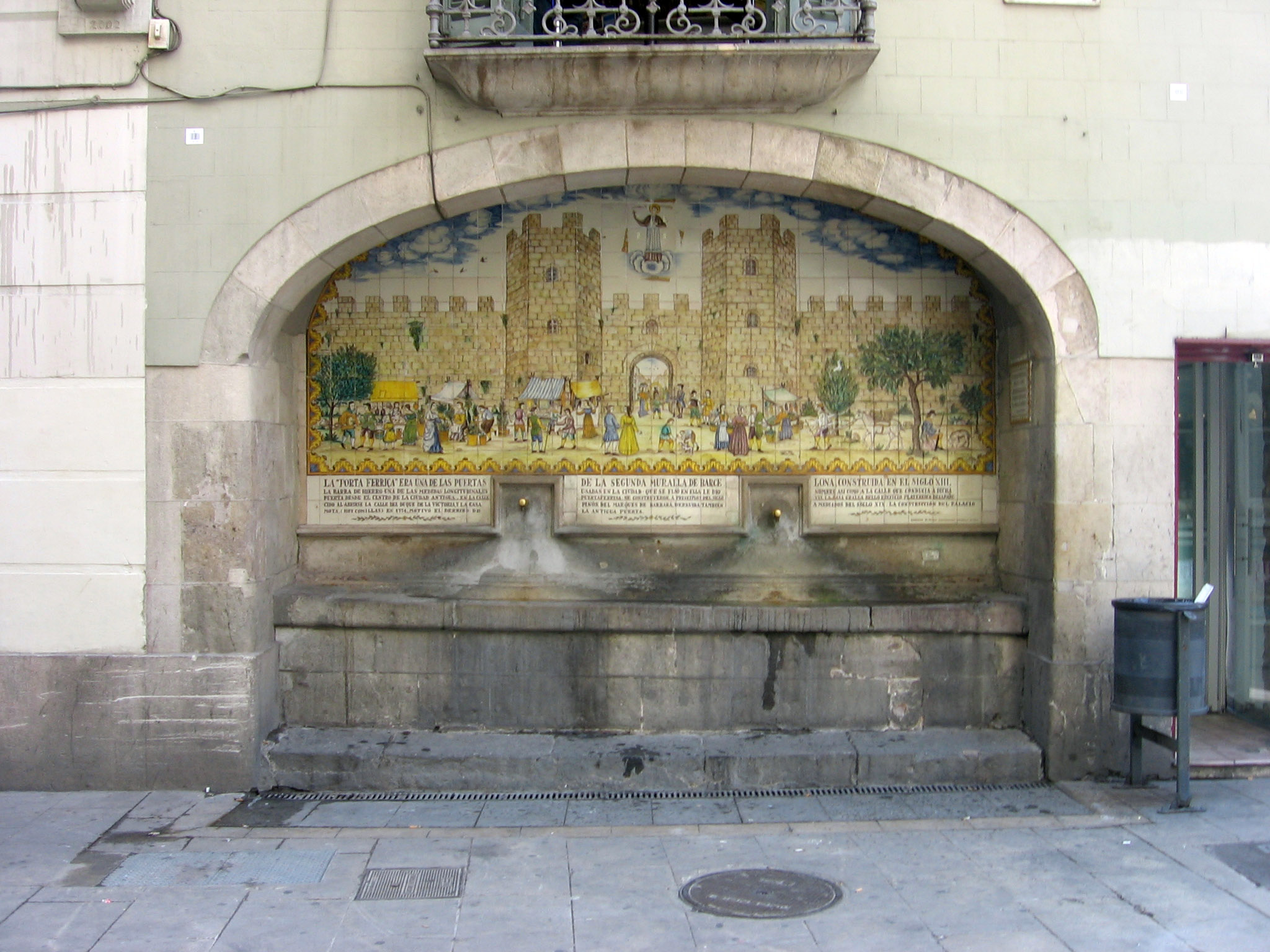
Font de Portaferrissa (1680).
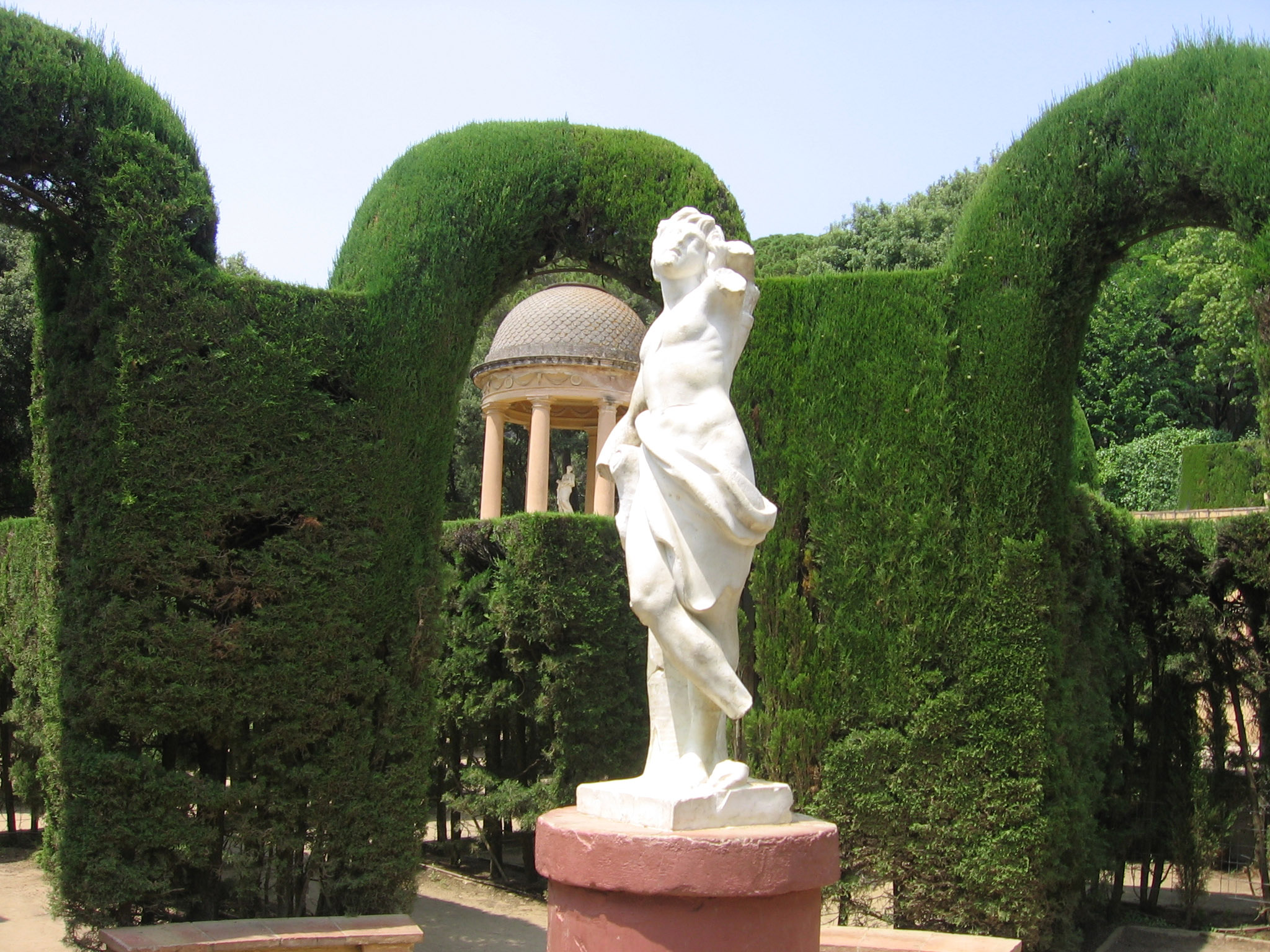
Parc del Laberint d'Horta (segle xviii): estàtua d'Eros.

### Seglexix

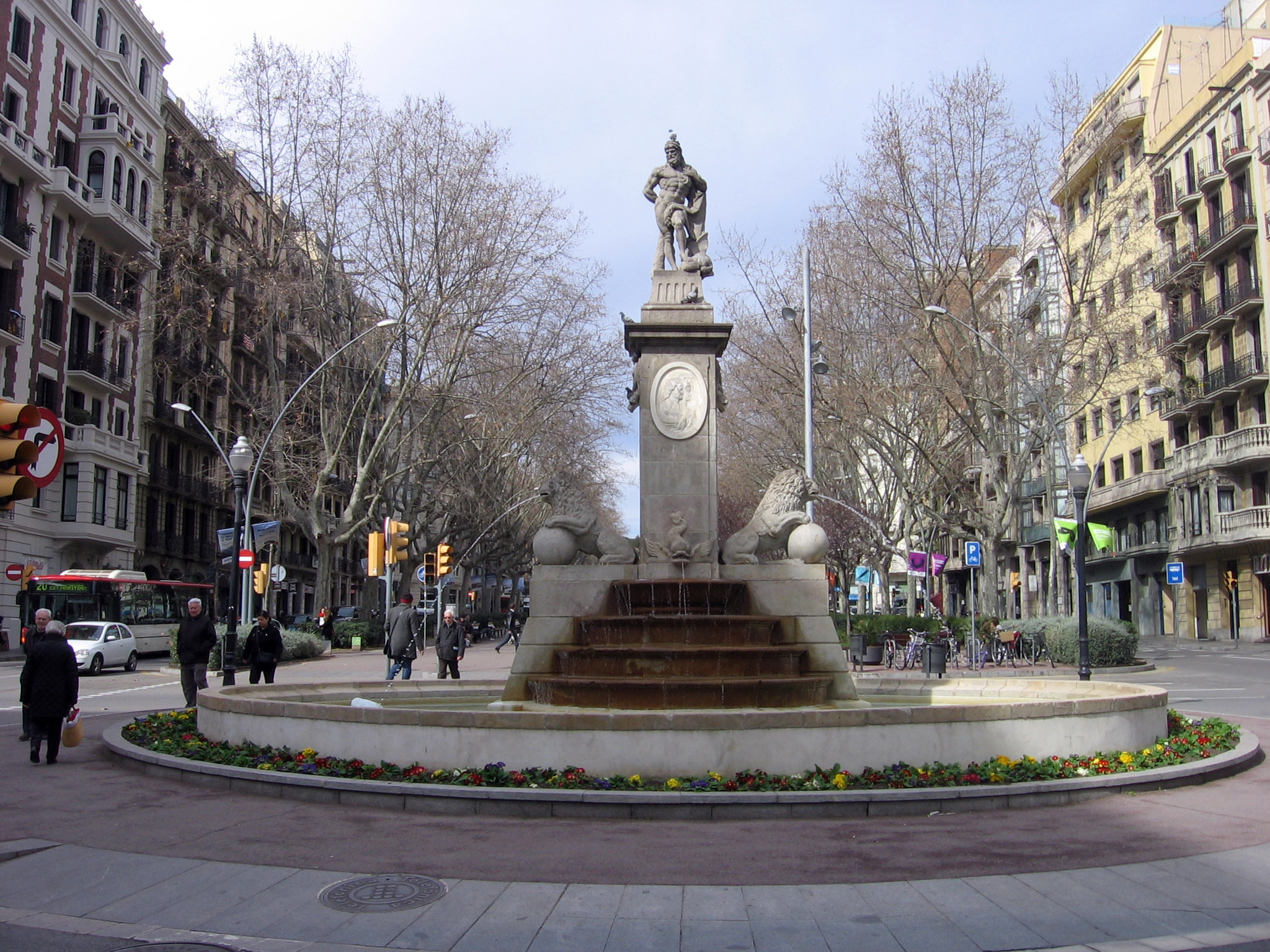
Font d'Hèrcules (1802), de Josep Moret i Salvador Gurri, estàtua original més antiga de Barcelona.

En aquest període hi va haver una gran revitalització econòmica, lligada a la Revolució Industrial —especialment la indústria tèxtil—, fet que va comportar també un renaixement cultural. Entre 1854 i 1859 es produí l'enderroc de les muralles, pel que la ciutat va poder expandir-se, especialment gràcies al projecte d'Eixample elaborat per Ildefons Cerdà el 1859. Tanmateix, gràcies a la revolució de 1868 s'aconseguí l'enderroc de la Ciutadella, els terrenys de la qual foren transformats en un parc públic. La població fou creixent, especialment gràcies a la immigració de la resta de l'estat, arribant a finals de segle als 400.000 habitants. Artísticament, el segle va veure la successió de diversos estils de diferent signe, com el neoclassicisme, el romanticisme i el realisme.
Com en períodes anteriors, les realitzacions artístiques de caràcter públic es van circumscriure bàsicament a edificis oficials i fonts. Alguns exemples de monuments públics, com els dedicats a Ferran VII (1831) i a Ferran el Catòlic (1850), no han arribat fins als nostres dies. En canvi, la confecció de fonts fou profusa en aquesta època, pel que es podria parlar quasi d'una moda. La més antiga fou la Font d'Hèrcules, situada en la cruïlla del Passeig de Sant Joan amb el carrer Còrsega, obra del 1802 realitzada per Josep Moret sobre un projecte de Salvador Gurri. Situada inicialment al Passeig Nou —o de l'Esplanada—, enfront de la fortalesa militar de la Ciutadella, està en el seu actual emplaçament des del 1928, i és considerada com l'estàtua pública de confecció original més antiga de Barcelona.

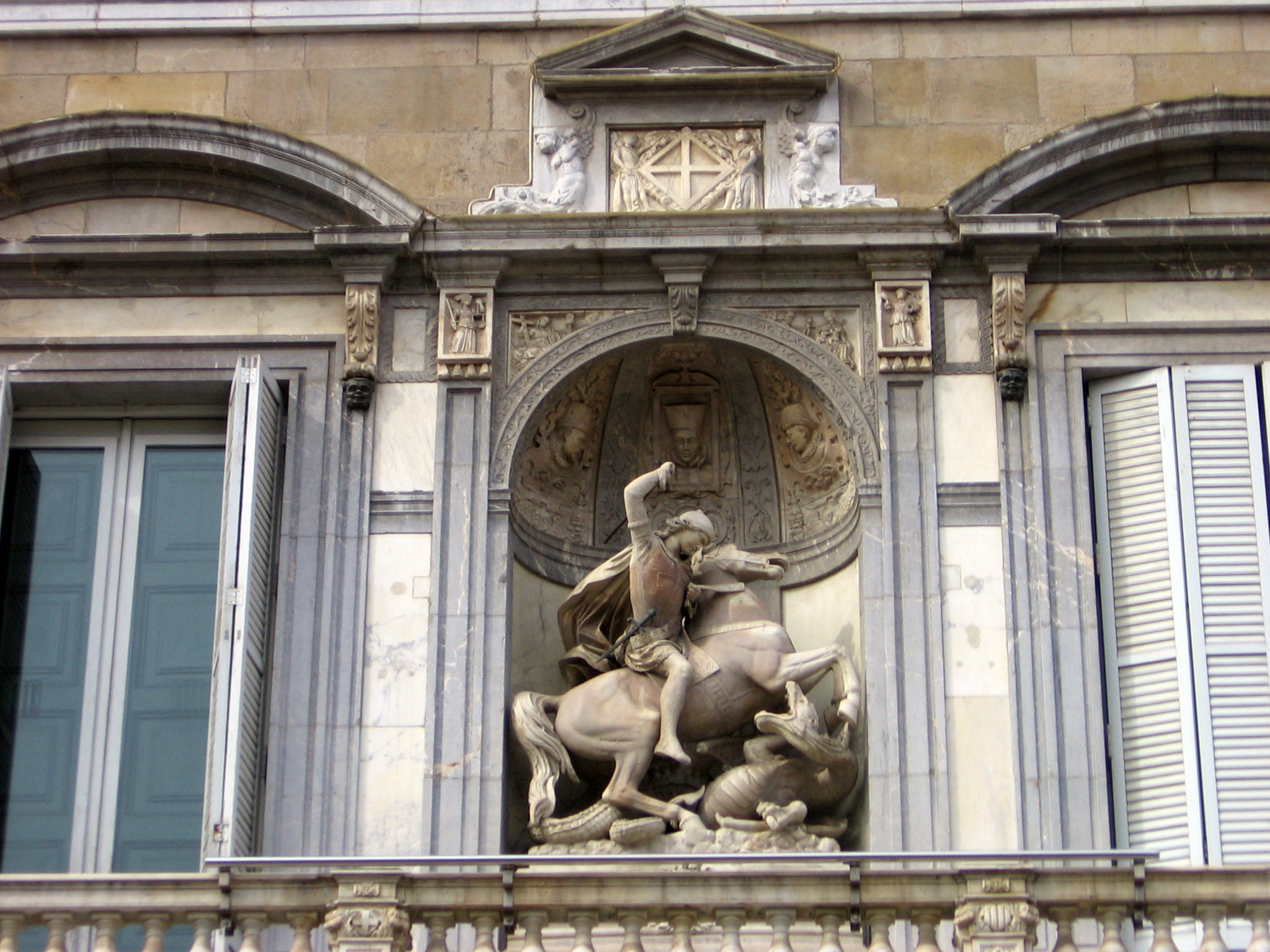
Sant Jordi (1871), d'Andreu Aleu, Palau de la Generalitat.

Altres fonts d'aquesta època són: la Font del Vell o del Xato (1816), de Damià Campeny, ubicada inicialment a la Plaça del Teatre, al costat de la Rambla, i que posteriorment fou traslladada al Parc de la Ciutadella (1877) i, en darrer lloc, a la Plaça de Sants (1975); la Font de Ceres (1825-1830), de Celdoni Guixà, situada en el Passeig de Gràcia cantonada amb el carrer Provença, i traslladada el 1874 a la Plaça Blasco de Garay, en el Poble Sec, i el 1918 a la Plaça de Sant Jordi, a Montjuïc; la Font de Neptú (1826), d'Adrià Ferran, col·locada al Moll de la Riba, a la Barceloneta, i traslladada posteriorment als Jardins de Laribal i, el 1983, a la Plaça de la Mercè, enfront de la basílica homònima; el Monument a Galceran Marquet (1851), de Damià Campeny i Josep Anicet Santigosa, a la Plaça del Duc de Medinaceli —primera obra realitzada en ferro a la ciutat—; la Font del Geni Català (1856), de Faust Baratta i Josep Anicet Santigosa, al Pla de Palau; i la Font de les Tres Gràcies (1876), a la Plaça Reial, projectada per l'arquitecte Antoni Rovira i Trias. Convé esmentar en darrer lloc les Fonts Wallace, realitzades el 1872 per Charles-Auguste Lebourg per encàrrec del filantrop anglès sir Richard Wallace, i repartides per múltiples ciutats europees com acte de germanor; a Barcelona en resten dues d'una dotzena inicial: a la Rambla amb Santa Mònica i a la Gran Via amb el Passeig de Gràcia. Totes elles presenten quatre figures de cariàtides que sostenen una cúpula semiesfèrica, entre les quals hi cau un raig d'aigua.
Pel que fa a edificis públics, el més rellevant foren les dues estàtues situades en fornícules a ambdós costats de la porta principal de la nova façana de la Casa de la Ciutat, que representen a Jaume I el Conqueridor i a Joan Fiveller, confeccionades per Josep Bover el 1844. Just enfront, a la façana del Palau de la Generalitat, es va col·locar el 1871 una estàtua eqüestre de Sant Jordi —situada igualment en una fornícula—, obra d'Andreu Aleu. Aquesta façana també era nova, ja que l'apertura de la Plaça de Sant Jaume el 1823 deixà els dos edificis institucionals front a front. Cal assenyalar que llavors el Palau de la Generalitat no albergava aquesta institució, que estava abolida des del Decret de Nova Planta, sinó la Reial Audiència, la Diputació Provincial i l'Arxiu de la Corona d'Aragó.
També caldria citar pel que fa a edificis públics les estàtues situades al vestíbul d'entrada de la Universitat de Barcelona, un monumental complex arquitectònic construït per Elies Rogent entre 1863 i 1882. Fou el mateix arquitecte qui va proposar l'elaboració de les estàtues als germans Agapit i Venanci Vallmitjana, que foren realitzades el 1865 i col·locades el 1876. Són cinc figures que representen la ciència i el saber al llarg de la història d'Espanya: Sant Isidor de Sevilla, pel regne visigot; Averroes, per l'època hispano-musulmana; Alfons el Savi, pel període medieval a Castella; Ramon Llull, pel mateix període a la Corona d'Aragó; i Joan Lluís Vives, per l'etapa renaixentista. En darrer lloc, caldria citar el grup de la Caritat, obra de Joan Serra del 1880 situada a la Casa de la Caritat; i les al·legories del Comerç i la Indústria situades a la porta del Casino Mercantil —antic edifici de la Borsa de Barcelona— al carrer Avinyó, obres de Rossend Nobas i Joan Roig i Solé, del 1888.

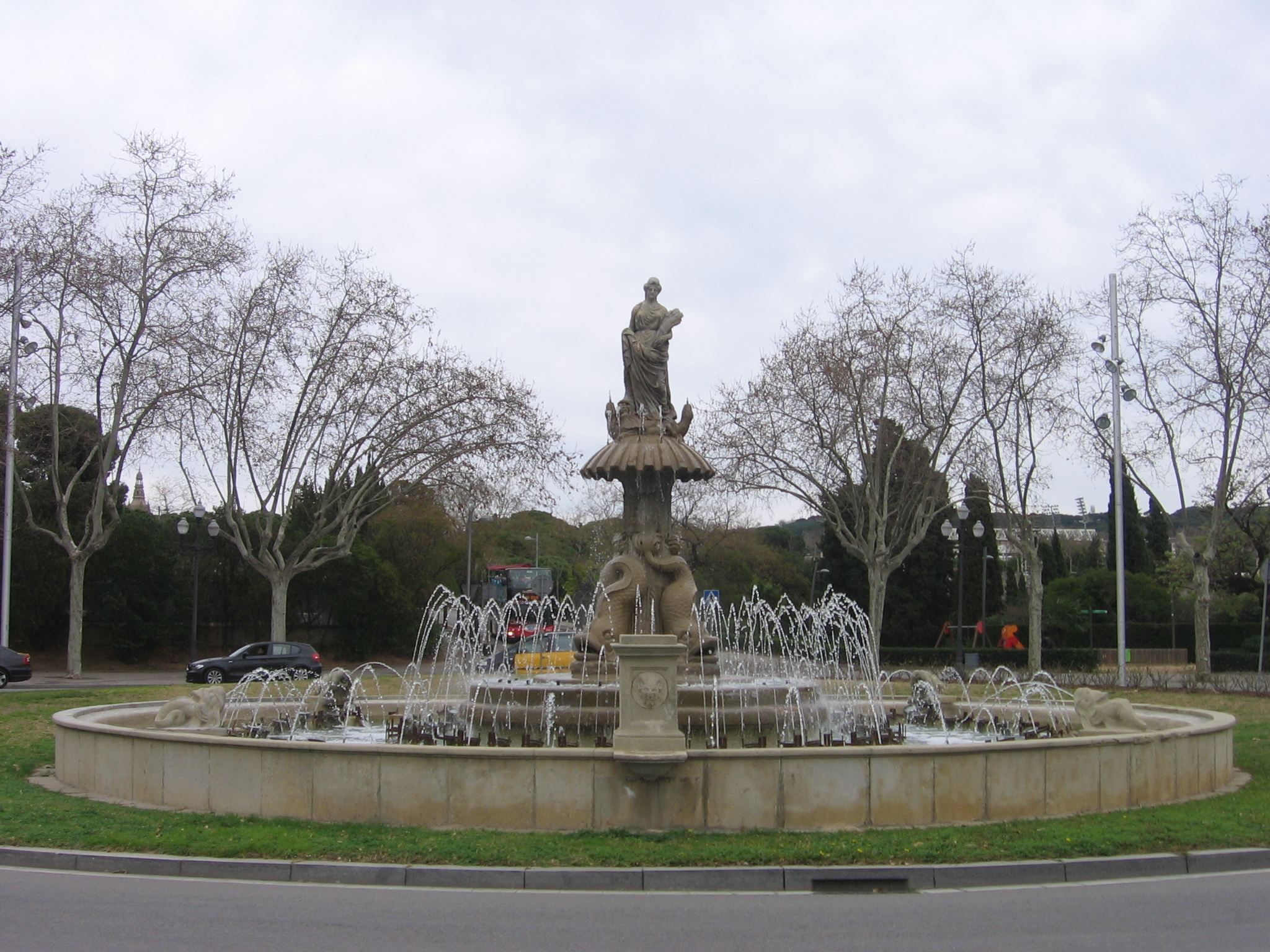
Font de Ceres (1825-1830), de Celdoni Guixà, Plaça de Sant Jordi (Montjuïc).
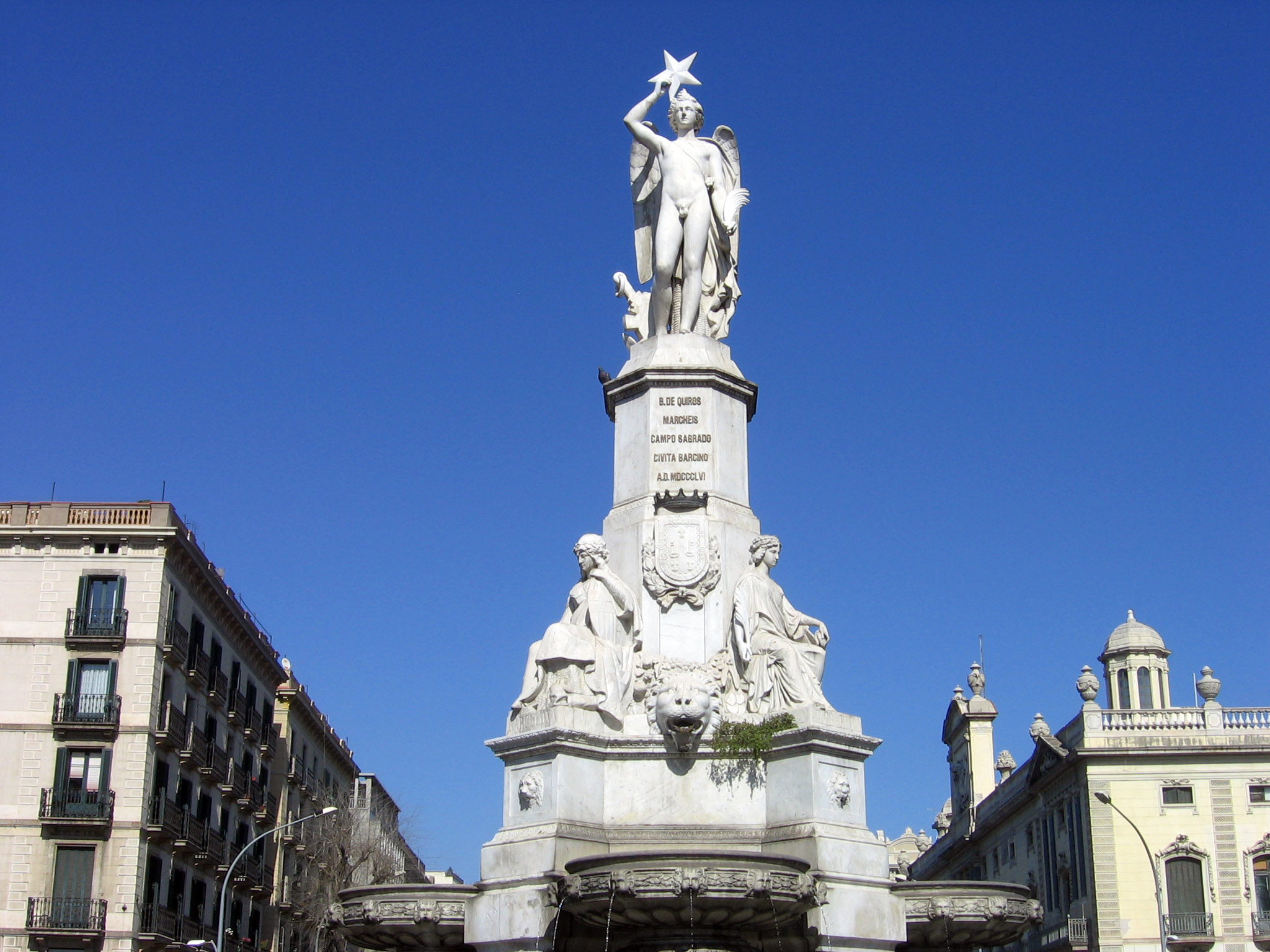
Font del Geni Català (1856), de Faust Baratta i Josep Anicet Santigosa, Pla de Palau.
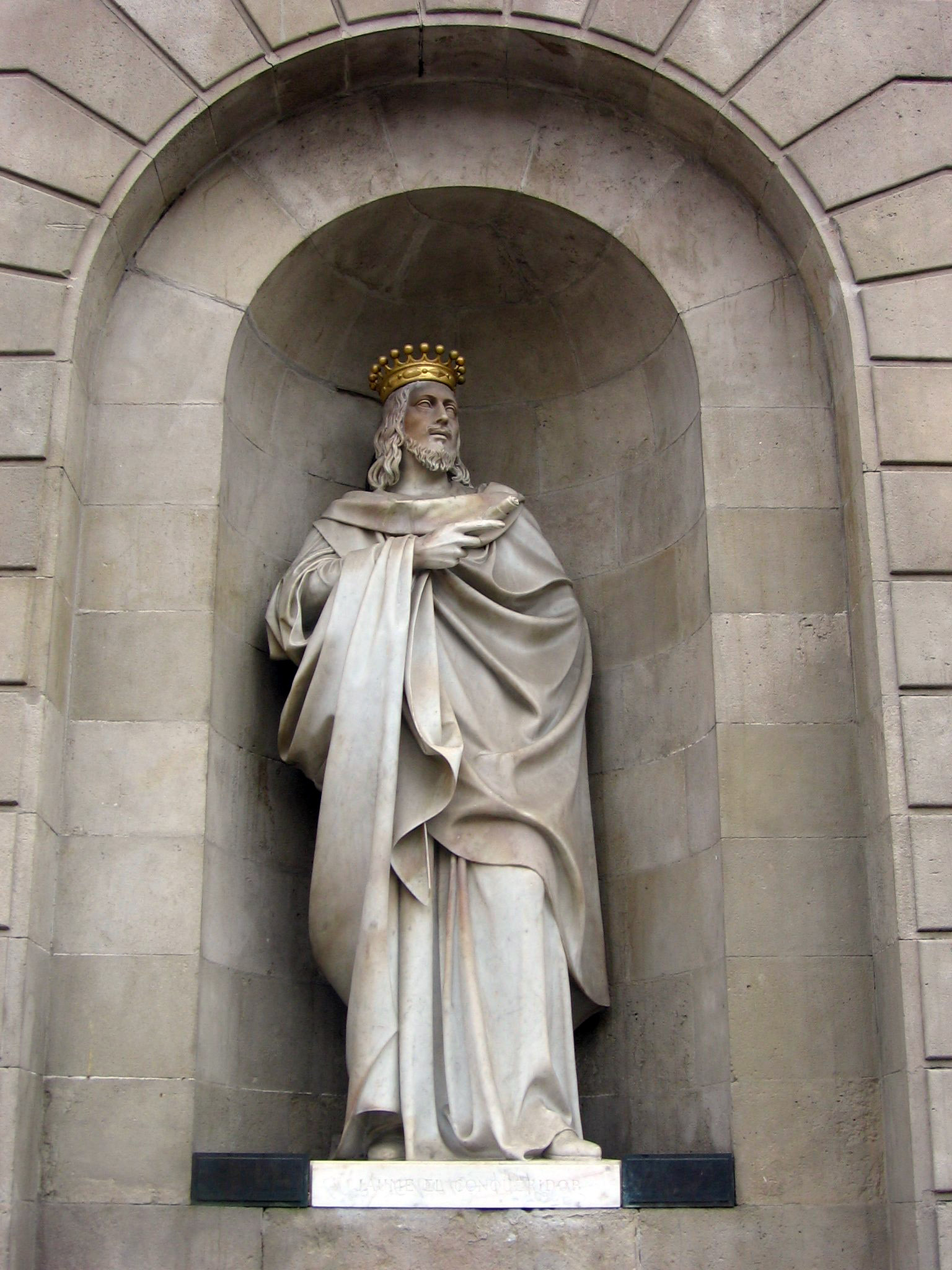
Jaume I el Conqueridor (1844), de Josep Bover, Casa de la Ciutat de Barcelona.
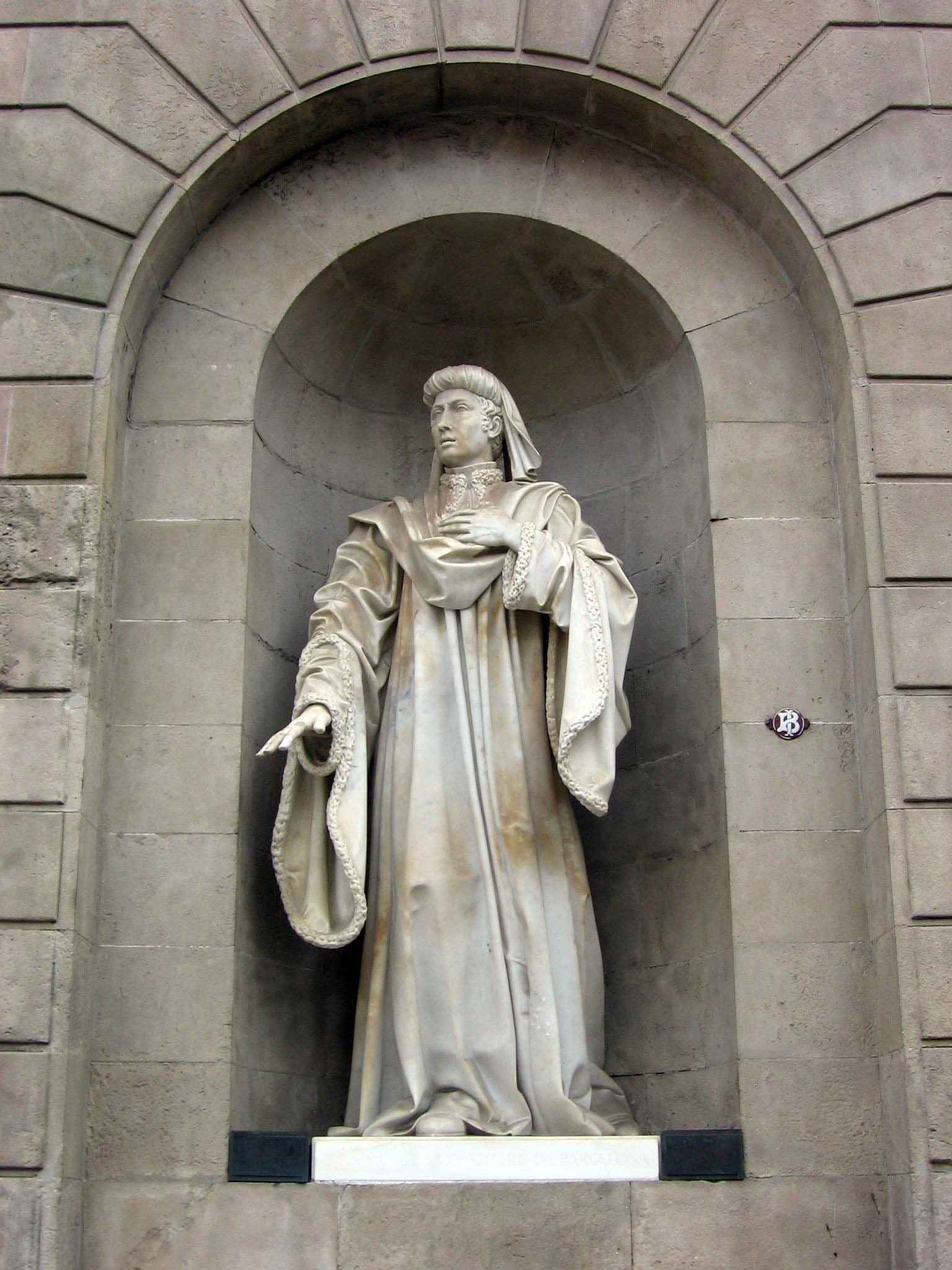
Joan Fiveller, (1844), de Josep Bover, Casa de la Ciutat de Barcelona.
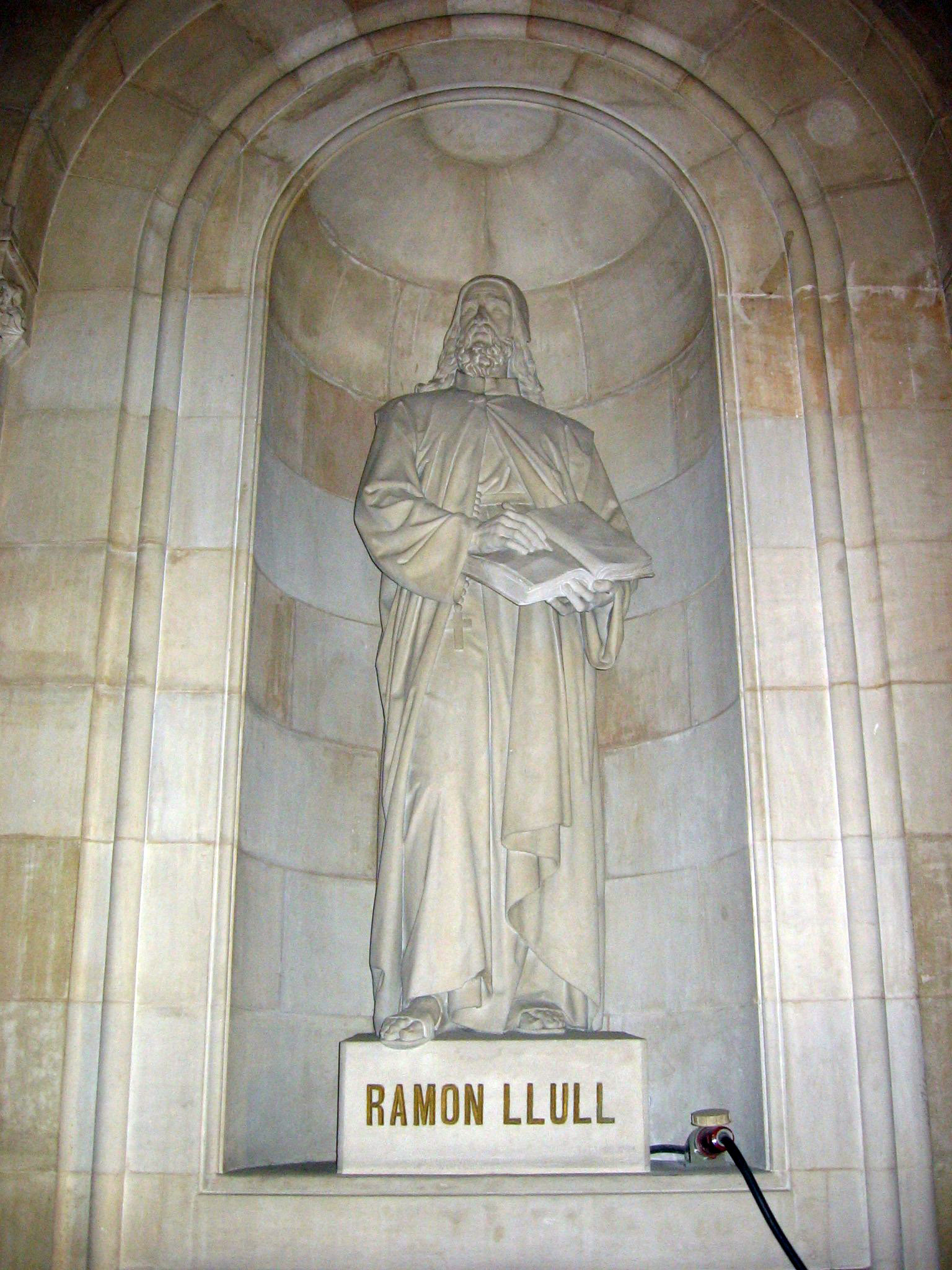
Ramon Llull (1865), de Venanci Vallmitjana, Universitat de Barcelona.
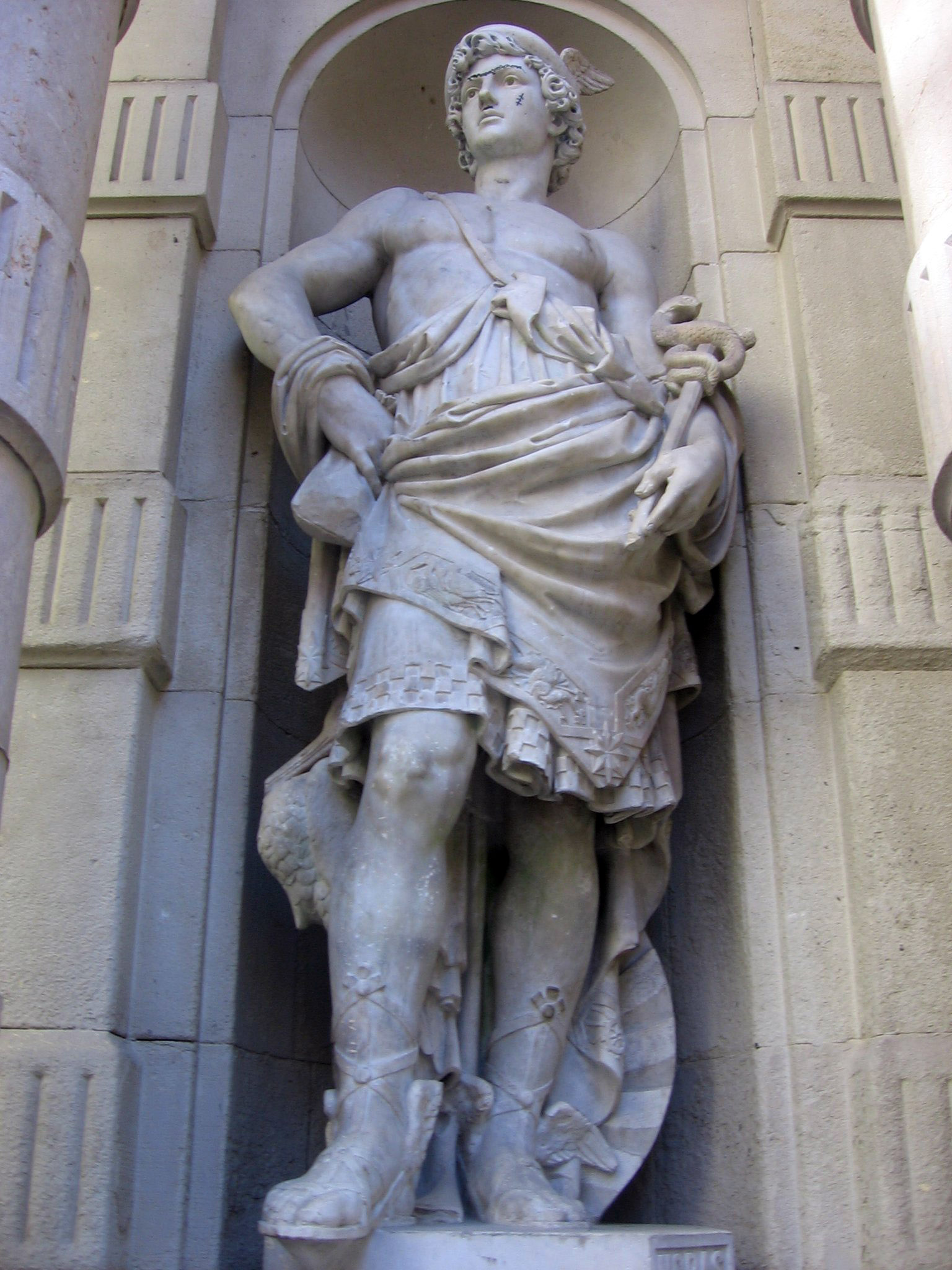
Comerç (1888), de Rossend Nobas, Casino Mercantil.
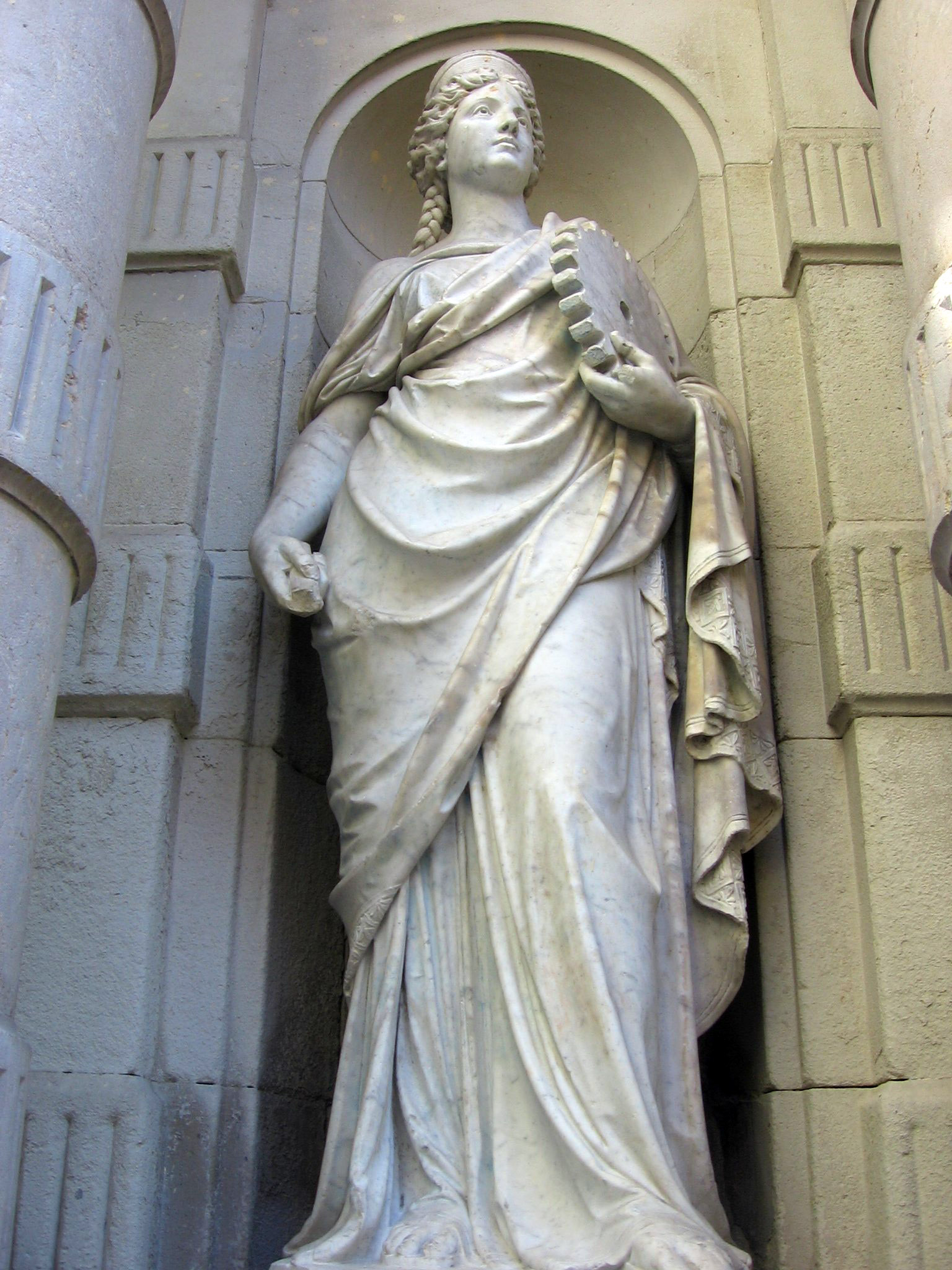
Indústria (1888), de Joan Roig i Solé, Casino Mercantil.

#### Exposició Universal de 1888

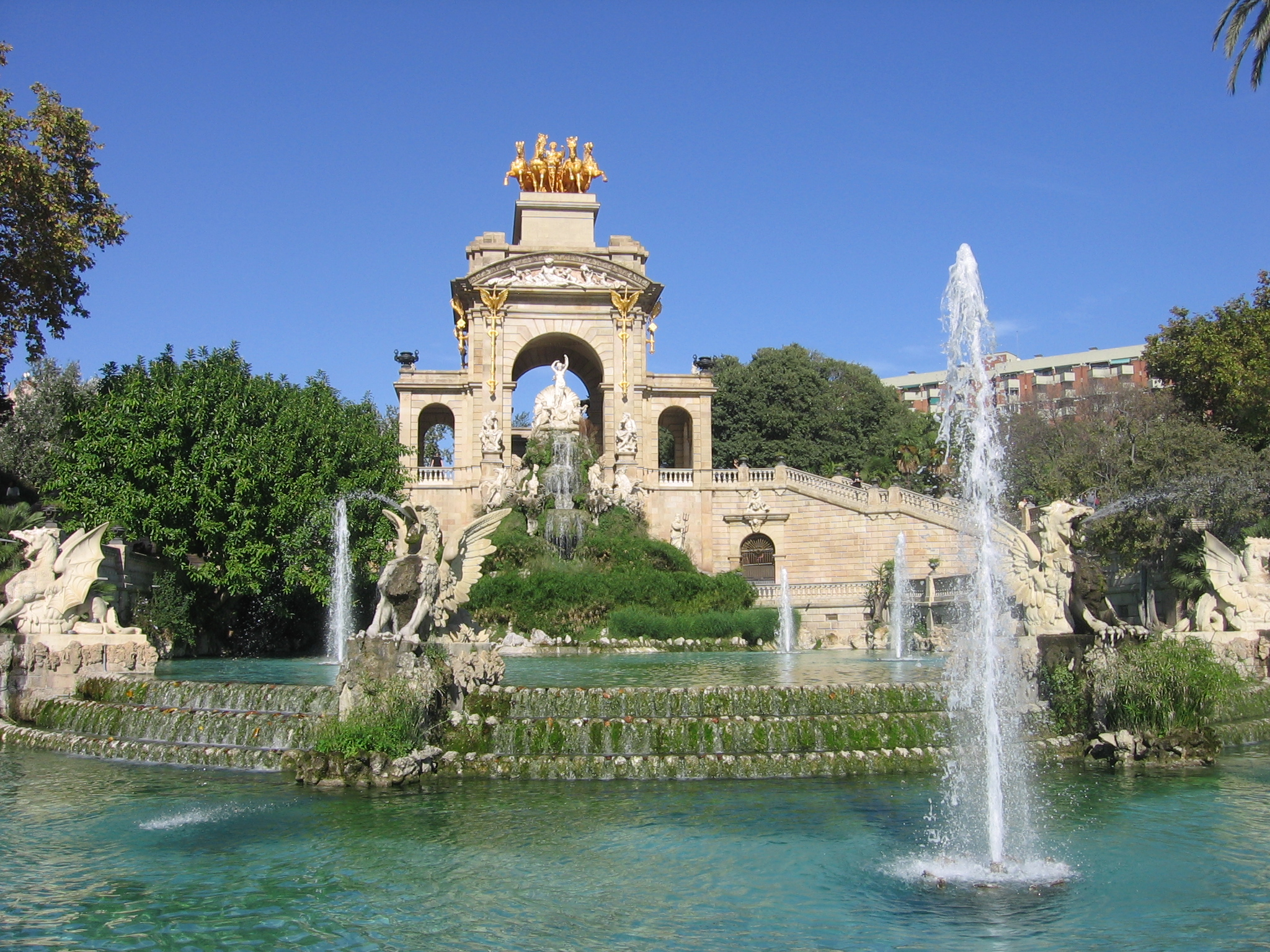
Cascada del Parc de la Ciutadella (1875-1888).

A finals de segle es va celebrar un esdeveniment que va suposar un gran impacte tant econòmic i social com urbanístic, artístic i cultural per a la ciutat, l'Exposició Universal de 1888. Tingué lloc entre el 8 d'abril i el 9 de desembre de 1888, i es va dur a terme al Parc de la Ciutadella, anteriorment pertanyent a l'exèrcit i guanyat per a la ciutat el 1868. L'incentiu dels actes firals va comportar la millora de les infraestructures de tota la ciutat, que va fer un enorme salt cap a la modernització i el desenvolupament. Per altra banda, l'Exposició va suposar el banc de proves d'un nou estil artístic, el modernisme, que fins a començaments del segle XX fou el que va imperar en l'àmbit arquitectònic i artístic a la ciutat, i va convertir la Barcelona modernista, amb la gòtica, en l'estil més definitori de la ciutat comtal. L'estatuària realitzada per a l'Exposició fou l'aportació més important a l'art públic de la ciutat en tota la seva història, i va coincidir amb una generació d'escultors de gran talla que va propiciar un dels moments més brillants de la història de l'art català.
El projecte de remodelació del Parc de la Ciutadella es va encarregar a Josep Fontserè el 1872, qui va dissenyar uns amplis jardins per a l'esbarjo dels ciutadans, i juntament amb la zona verda va projectar una plaça central i un passeig de circumval·lació, així com una font monumental i diversos elements ornamentals, dos llacs i una zona de bosc, a més de diversos edificis auxiliars i infraestructures, com el Mercat del Born.

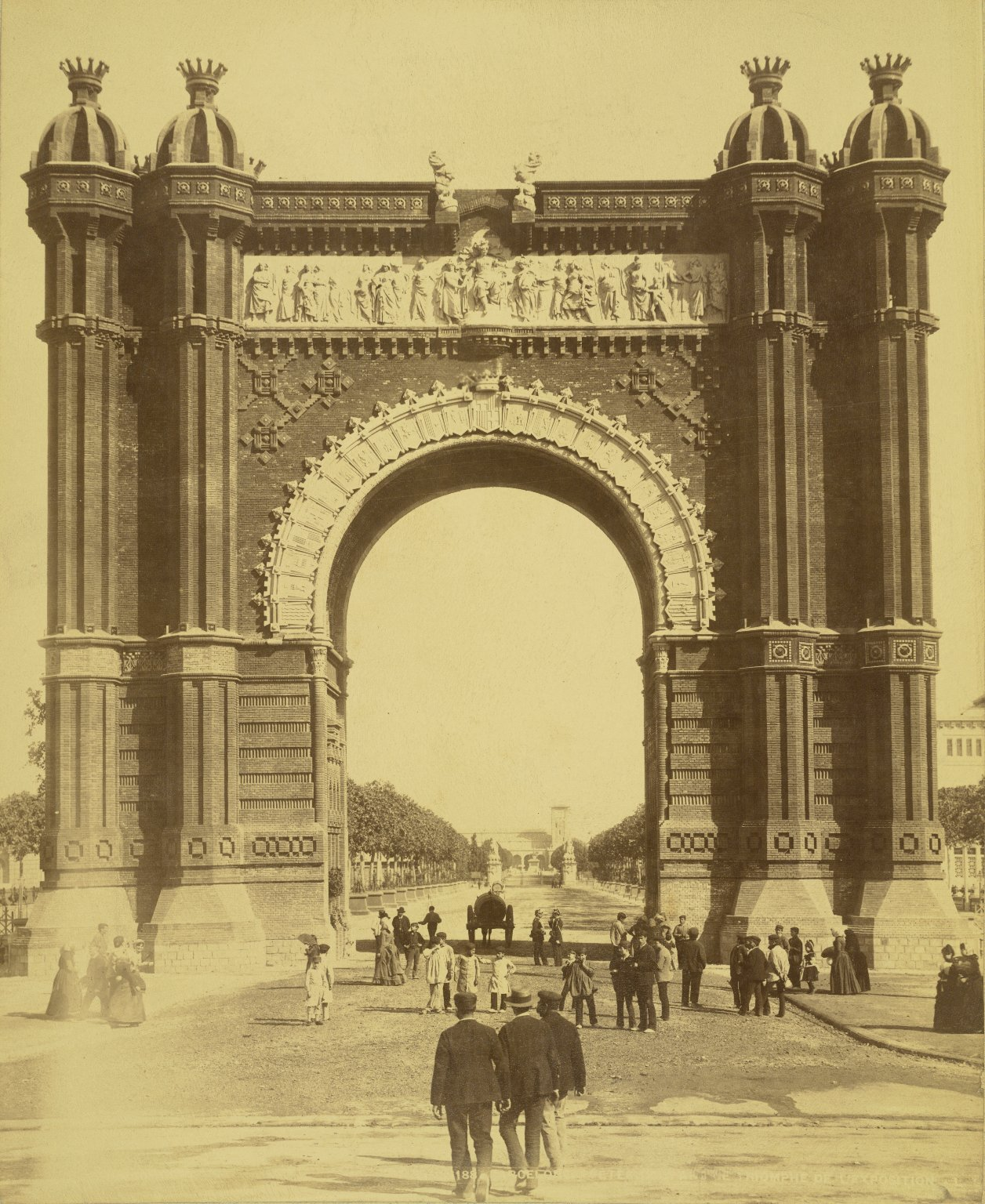
Foto històrica de l'Arc de Triomf.

L'entrada a l'Exposició s'efectuava a través de l'Arc de Triomf, un monument creat per a l'ocasió que encara roman al seu lloc original, dissenyat per Josep Vilaseca. D'inspiració neomudèjar, té una altura de 30 metres, i està decorat amb una rica ornamentació escultòrica, obra de diversos autors: Josep Reynés va esculpir al fris superior Barcelona rep les nacions; Josep Llimona realitzà al revers de la part superior el Repartiment de recompenses als participants de l'Exposició; al costat dret Antoni Vilanova va confeccionar les al·legories de la Indústria, l'Agricultura i el Comerç; a l'esquerra, Torquat Tasso va elaborar les al·legories a les Ciències i les Arts; en darrer lloc, Manuel Fuxà i Pere Carbonell van crear quatre escultures femenines, les Fames.
A continuació venia el Saló de Sant Joan —actual Passeig de Lluís Companys—, una llarga avinguda de 50 metres d'ample on destacaven les balustrades de ferro forjat, els mosaics del paviment i uns grans fanals, tot dissenyat per Pere Falqués. Al llarg d'aquest passeig es van col·locar vuit grans estàtues de bronze que representaven personatges il·lustres de la història de Catalunya: Guifré el Pilós (obra de Venanci Vallmitjana), Roger de Llúria (de Josep Reynés), Bernat Desclot (Manuel Fuxà), Rafael Casanova (Rossend Nobas), Ramon Berenguer I (Josep Llimona), Pere Albert (Antoni Vilanova), Antoni Viladomat (Torquat Tasso) i Jaume Fabre (Pere Carbonell). El 1914 l'estàtua de Casanova fou traslladada a la Ronda de Sant Pere —cantonada Alí Bey— i substituïda per una altra dedicada a Pau Claris, obra de Rafael Atché. Durant la Guerra Civil sis estàtues foren retirades, i tan sols van romandre al seu lloc original les de Roger de Llúria i Antoni Viladomat; cinc van ser foses el 1950 per a confeccionar la imatge de la Mare de Déu de la Mercè de la basílica homònima, mentre que la de Pau Claris, guardada en un magatzem municipal, fou reinstaurada el 1977. Igualment, al final del passeig es van col·locar dos grans grups escultòrics que representaven el Comerç i la Indústria, obra d'Agapit Vallmitjana; dos més, dedicats a l'Agricultura i la Marina, foren ubicats en altra entrada al recinte (Avinguda Marquès de l'Argentera), obra de Venanci Vallmitjana.

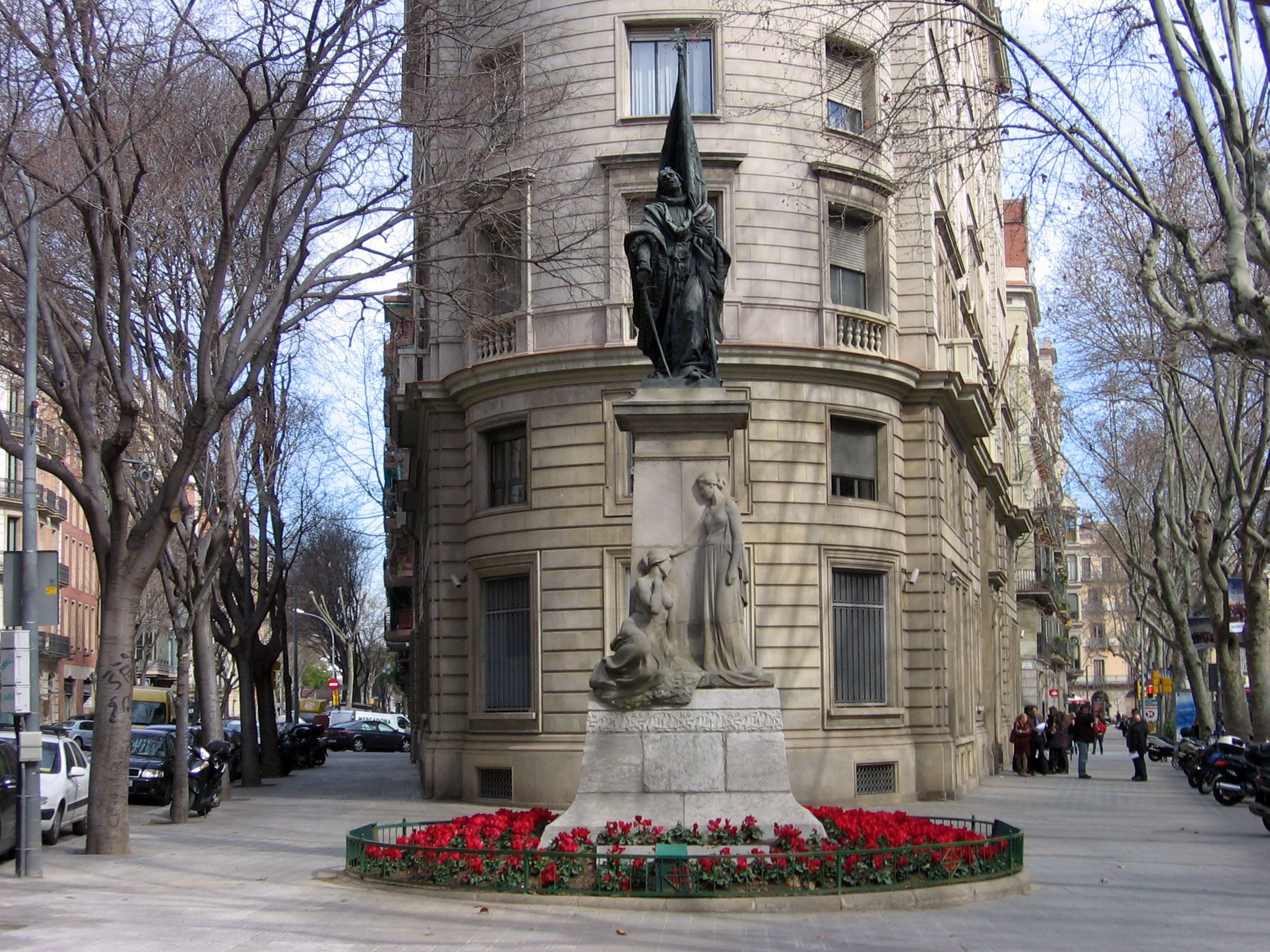
Monument a Rafael Casanova (1888), de Rossend Nobas. Considerat com una icona del catalanisme, el seu monument sol ser escenari d'homenatges i ofrenes florals celebrades en la Diada de Catalunya.

En el recinte de l'Exposició, a més dels edificis i pavellons construïts per a l'esdeveniment, destacava la Cascada Monumental, projectada per Fontserè en col·laboració amb Antoni Gaudí, que va fer el projecte hidràulic i va dissenyar una gruta artificial sota la Cascada. El conjunt arquitectònic presenta una estructura central en forma d'arc triomfal amb dos pavellons als seus costats i dues ales laterals amb escalinates, que acullen un estany dividit en dos nivells. El monument destaca per la seva profusió escultòrica, on van intervenir diversos dels millors escultors del moment: destaca el grup de La Quadriga de l'Aurora, de Rossend Nobas, així com El naixement de Venus, de Venanci Vallmitjana; el frontó és obra de Francesc Pagès i Serratosa. Altres escultures del conjunt són: Amfítrite, de Josep Gamot; Neptú i Leda, de Manuel Fuxà; i Dànae, de Joan Flotats. Tanmateix, Rafael Atché va realitzar els quatre grius que treuen aigua per la boca, a la part inferior del monument.
Altres estàtues col·locades per a l'Exposició foren: la Dama del paraigua (1884), de Joan Roig i Solé, situada en l'actual emplaçament del Zoo, i que amb el temps ha esdevingut en una obra emblemàtica de la ciutat; l'Homenatge a Aribau (1884), de Josep Vilaseca i Manuel Fuxà, a l'Avinguda dels Til·lers —l'original en pedra fou substituït el 1934 per una còpia en bronze d'Enric Monjo—; les figures dels científics Jaume Salvador (1884) i Félix de Azara (1886), d'Eduard B. Alentorn, al Museu de Geologia; el Caçador de lleons (1884), d'Agapit Vallmitjana i Abarca, en un dels passejos del parc; i l'Estàtua eqüestre del General Prim (1887), obra de Lluís Puiggener, situada enfront del Palau de la Indústria —on es troba actualment el Zoo de Barcelona—, tot i que l'obra original fou destruïda el 1936 i restaurada posteriorment per Frederic Marès.

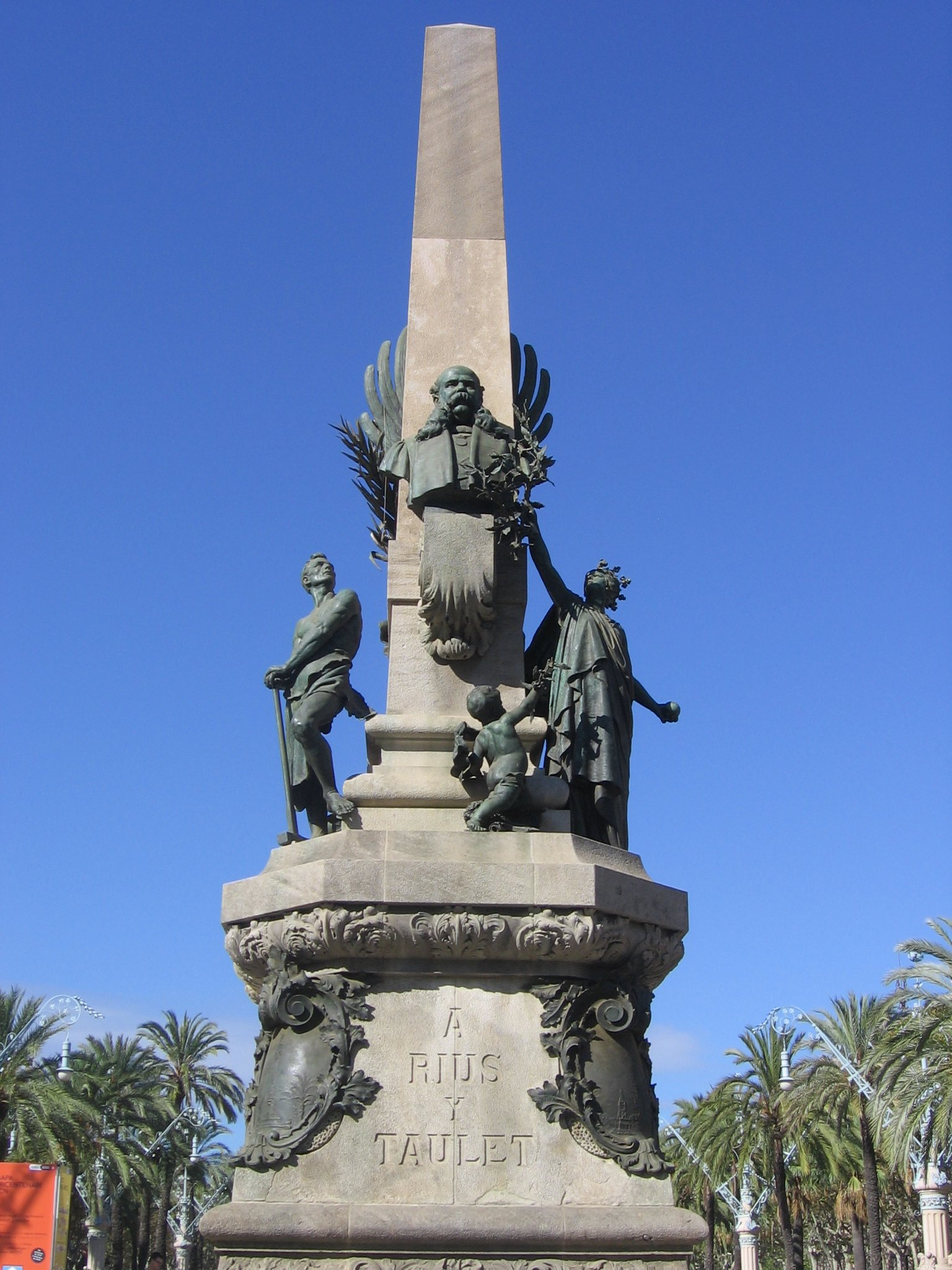
Monument a Rius i Taulet (1897-1901), de Pere Falqués i Manuel Fuxà, Passeig de Lluís Companys.

Posteriorment, entre 1897 i 1901 es va construir a l'entrada al Parc de la Ciutadella el Monument a Rius i Taulet, que fou alcalde durant els anys de l'Exposició i un dels principals impulsors del projecte, obra de l'arquitecte Pere Falqués i l'escultor Manuel Fuxà; també va intervenir Eusebi Arnau, autor de la figura de Barcelona. El monument consta d'un pedestal, als costats del qual figuren sengles escuts de bronze que representen quatre dels principals projectes impulsats per l'alcalde: el Parc de la Ciutadella, l'Exposició Universal, el Monument a Colom i la Gran Via de les Corts Catalanes. De la base en surt un obelisc on hi figura el bust de l'alcalde, rodejat de dues figures, una al·legoria del Treball i una altra de Barcelona, que li ofereix una branca de palma. A la part posterior es troba una Fama alada, i hi ha també tres petits genis que simbolitzen la Indústria, la Ciència i l'Art.

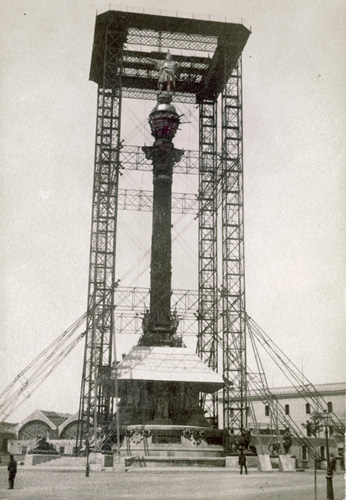
Obres del Monument a Colom.

Fora dels terrenys de l'Exposició també s'hi van construir diversos monuments i obres d'estatuària, entre els quals destaca el Monument a Colom, situat al Portal de la Pau, punt d'unió entre la Rambla i el Passeig de Colom, enfront del port vell de Barcelona. Construït en homenatge al descobridor Cristòfor Colom, fou inaugurat l'1 de juny de 1888. El monument fou concebut per Gaietà Buïgas, i té una altura de 60 metres. L'estàtua de Colom està situada sobre una columna de ferro, i és una obra en bronze de l'escultor Rafael Atché, de 7 metres d'altura. El monument es divideix en tres cossos: una base circular, amb quatre trams d'escala de 6 metres d'ample, amb vuit estàtues de lleons i vuit baixos relleus amb els escuts de les províncies espanyoles i els principals actes realitzats per Colom; un polígon de vuit costats, quatre d'ells disposats com contraforts, en forma de creu, amb estàtues al·legòriques de Catalunya, Aragó, Castella i Lleó, així com de les figures de Bernat Boïl, Pere Margarit, Jaume Ferrer de Blanes i Lluís de Santàngel; la columna d'ordre corinti, amb una base amb figures de caravel·les, grius i fames alades, el capitell amb representacions d'Europa, Àfrica, Àsia i Amèrica, una corona de príncep, una semiesfera —per la part recentment descoberta del globus terraqüi— i l'estàtua de Colom. El conjunt escultòric fou adjudicat mitjançant concurs públic a diversos tallers i escultors: Josep Llimona (baixos relleus), Antoni Vilanova (baixos relleus), Rossend Nobas (contraforts), Francesc Pastor (capitell), Pere Carbonell (Catalunya), Josep Carcassó (Aragó, lleons heràldics), Josep Gamot (Castella, Lluís de Santàngel), Rafael Atché (Lleó, estàtua de Colom), Manuel Fuxà (Pare Boïl), Francesc Pagès i Serratosa (Jaume Ferrer de Blanes) i Eduard B. Alentorn (Pere Margarit). Amb el temps, el de Colom ha esdevingut un dels monuments més emblemàtics de la ciutat.
Altres obres realitzades en el context de l'Exposició però situades fora del seu recinte foren: A López y López (1884), obra de l'arquitecte Josep Oriol Mestres i l'escultor Venanci Vallmitjana, amb relleus de Lluís Puiggener, Joan Roig i Solé, Rossend Nobas i Francesc Pagès i Serratosa —destruït el 1936, fou restaurat el 1944 per Frederic Marès—, retirada el 2018 pel passat esclavista de l'homenatjat; A Joan Güell i Ferrer (1888), a la Gran Via de les Corts Catalanes amb Rambla de Catalunya, obra de l'arquitecte Joan Martorell i els escultors Rossend Nobas, Torquat Tasso, Eduard B. Alentorn, Maximí Sala i Francesc Pagès i Serratosa —igualment destruït el 1936 i reconstruït per Frederic Marès el 1945—; i el Monument a Josep Anselm Clavé (1888), situat inicialment a la Rambla de Catalunya amb València i traslladat el 1956 al Passeig de Sant Joan, obra de l'arquitecte Josep Vilaseca i l'escultor Manuel Fuxà.
En darrer lloc, cal assenyalar que el 1892 es va situar a la Rambla amb la Plaça de Catalunya la Font de Canaletes, obra de Pere Falqués, que amb el temps ha esdevingut un emblema de la ciutat i sol ser lloc de reunió dels aficionats del Futbol Club Barcelona en les celebracions de l'equip.

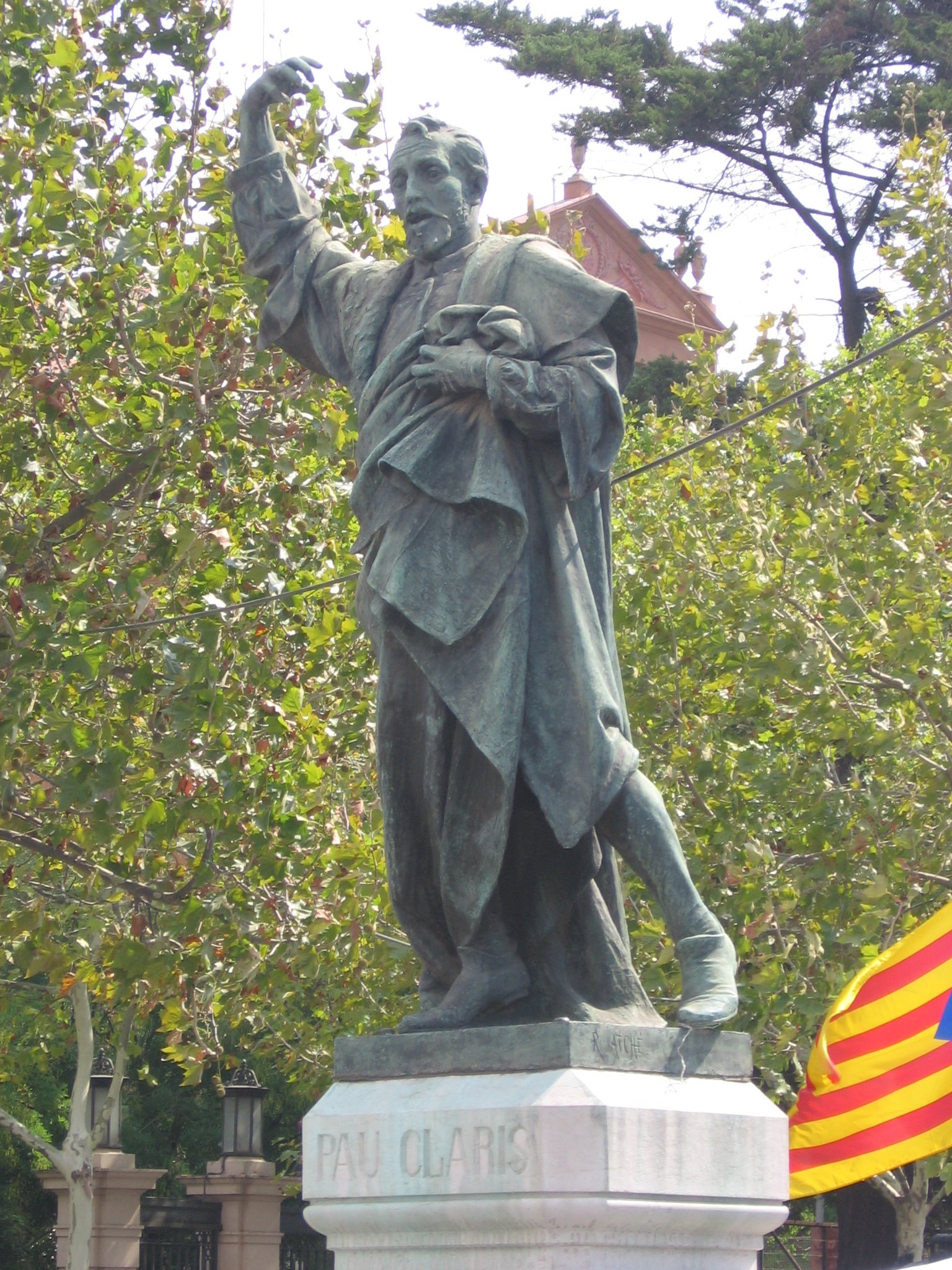
Pau Claris (1880), de Rafael Atché, Passeig de Lluís Companys.
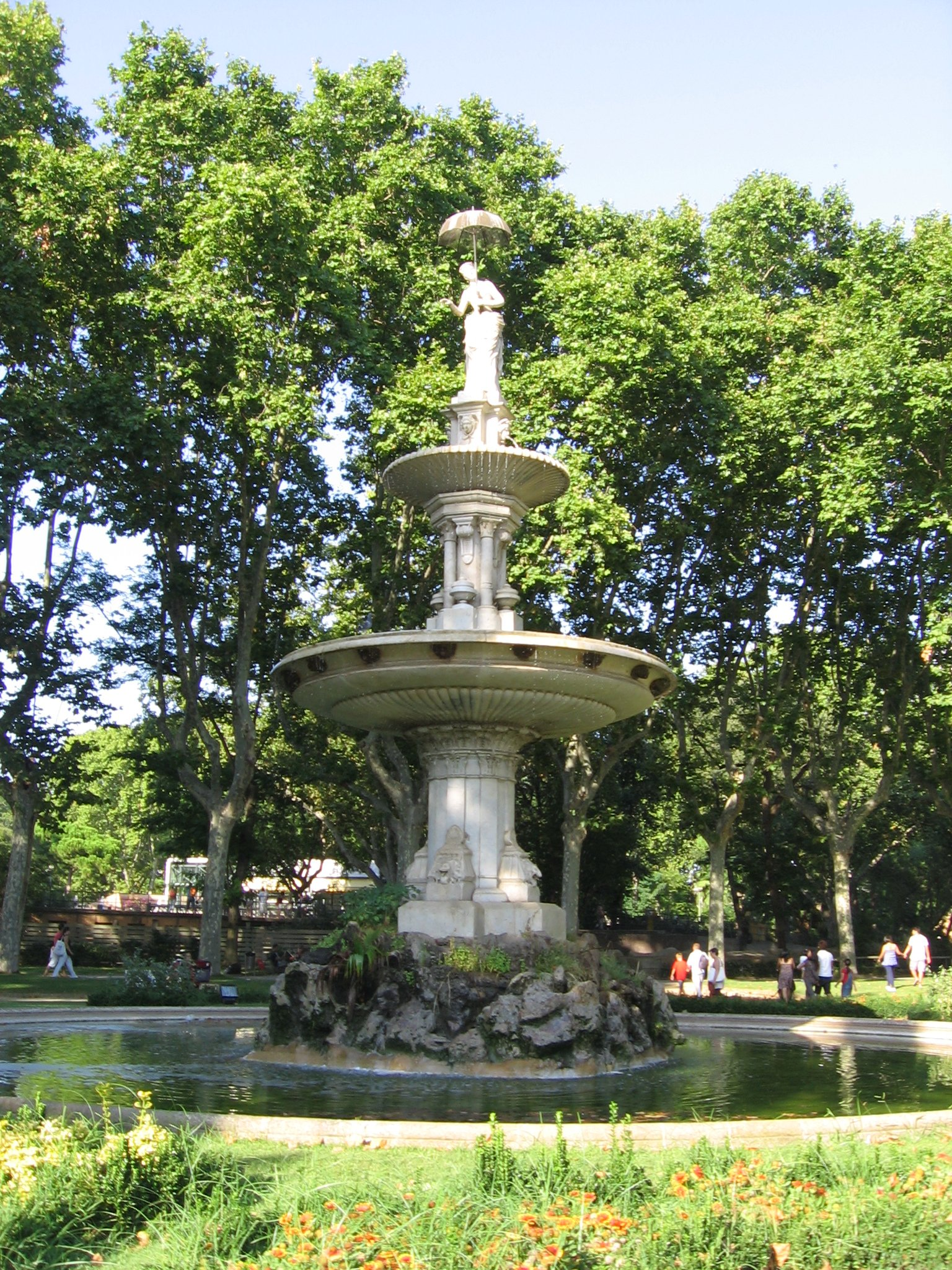
Dama del paraigua (1884), de Joan Roig i Solé, Zoo de Barcelona.
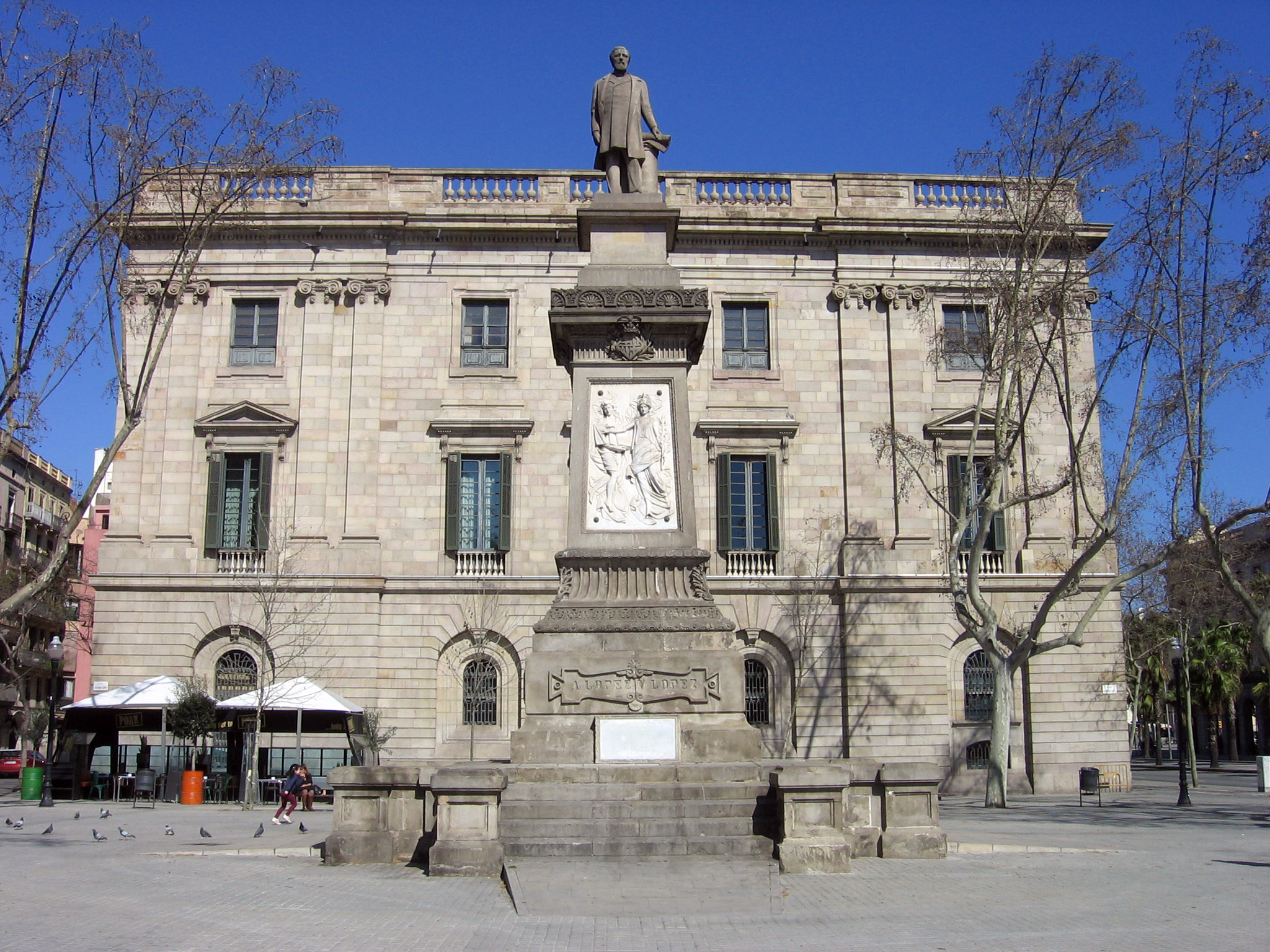
A López i López (1884), de Josep Oriol Mestres i Venanci Vallmitjana, Plaça d'Idrissa Diallo.
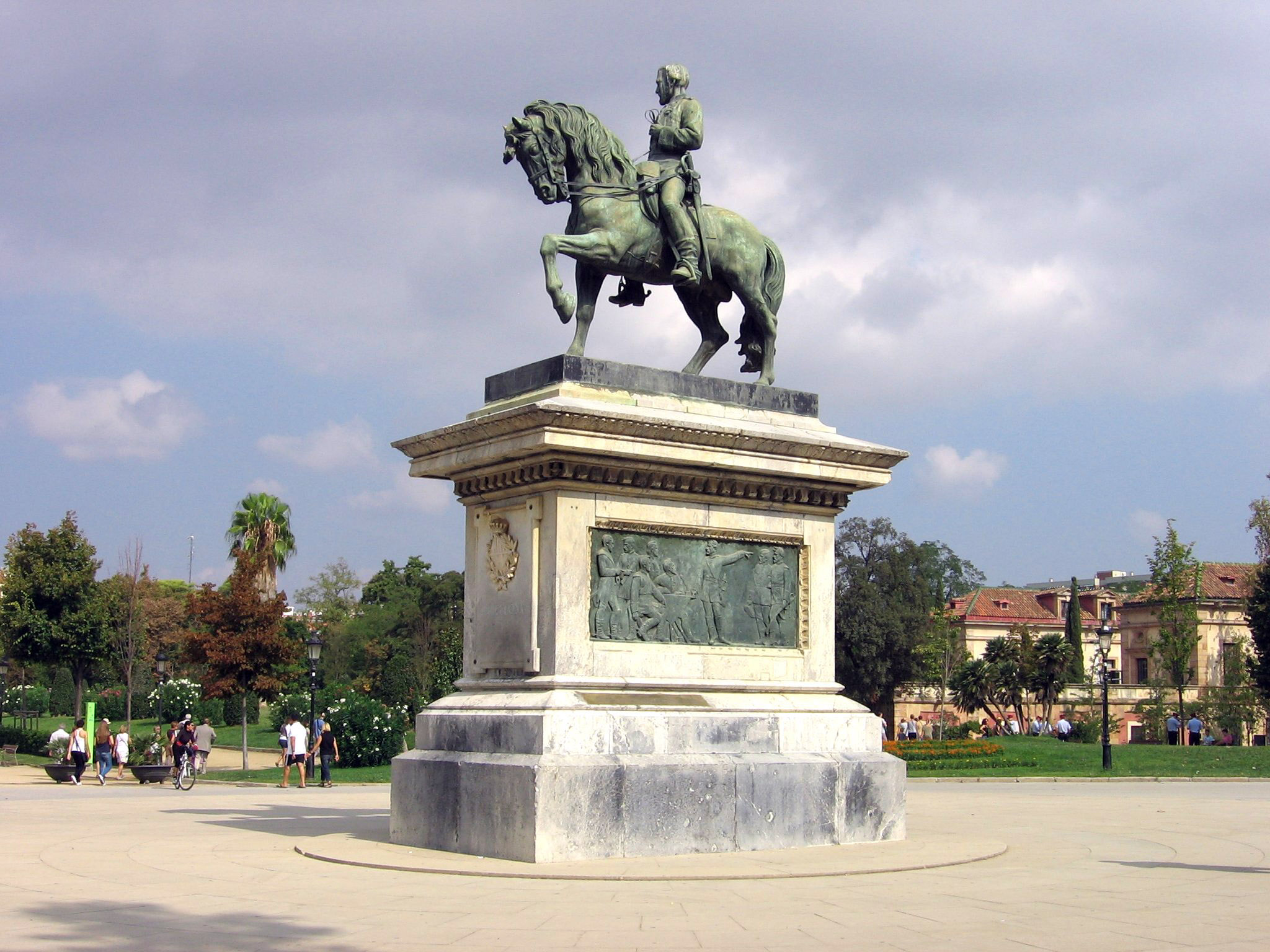
Estàtua eqüestre del General Prim (1887), de Lluís Puiggener, Parc de la Ciutadella.
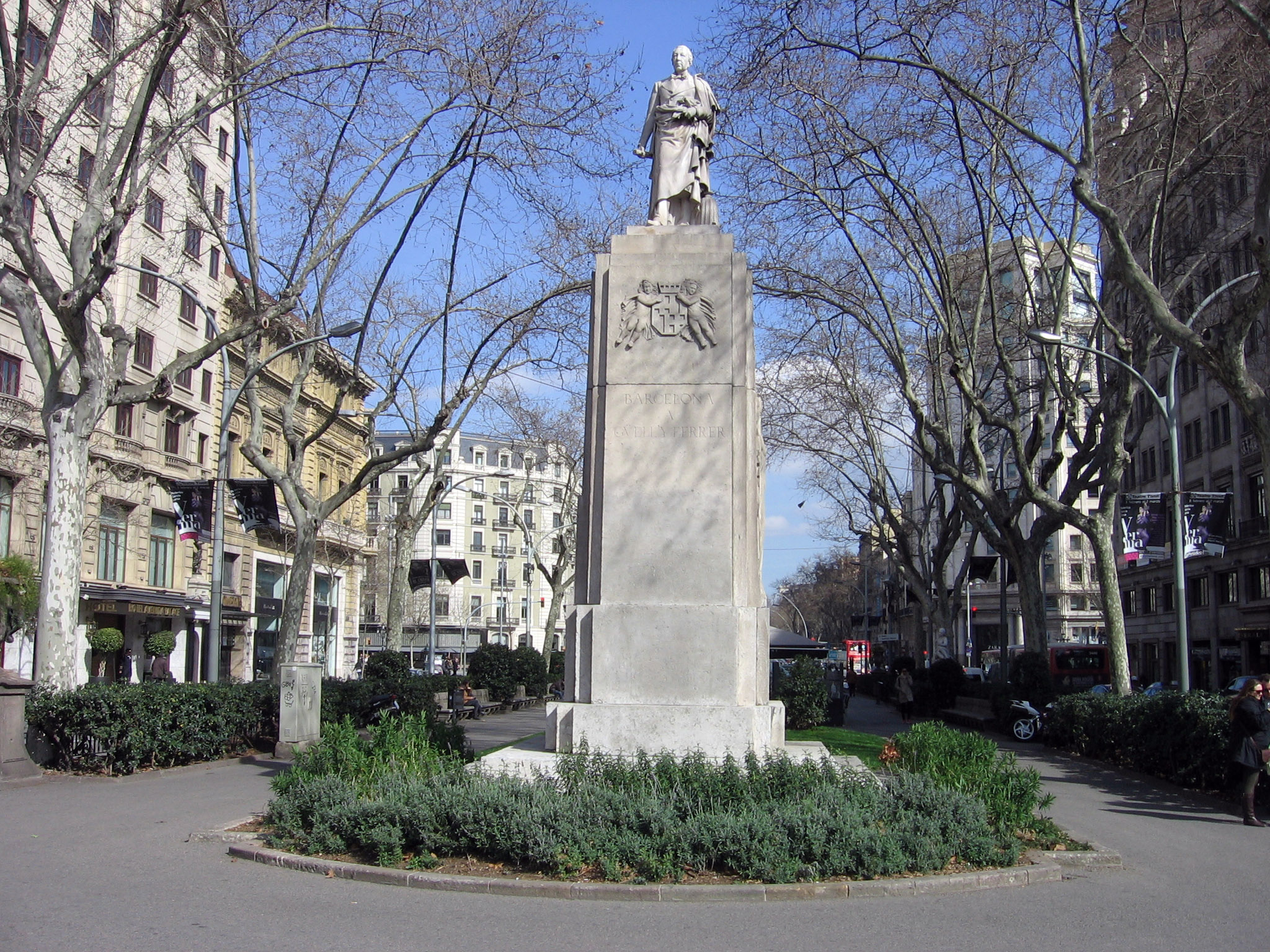
A Joan Güell i Ferrer (1888), de Joan Martorell i Rossend Nobas, Gran Via de les Corts Catalanes amb Rambla de Catalunya.
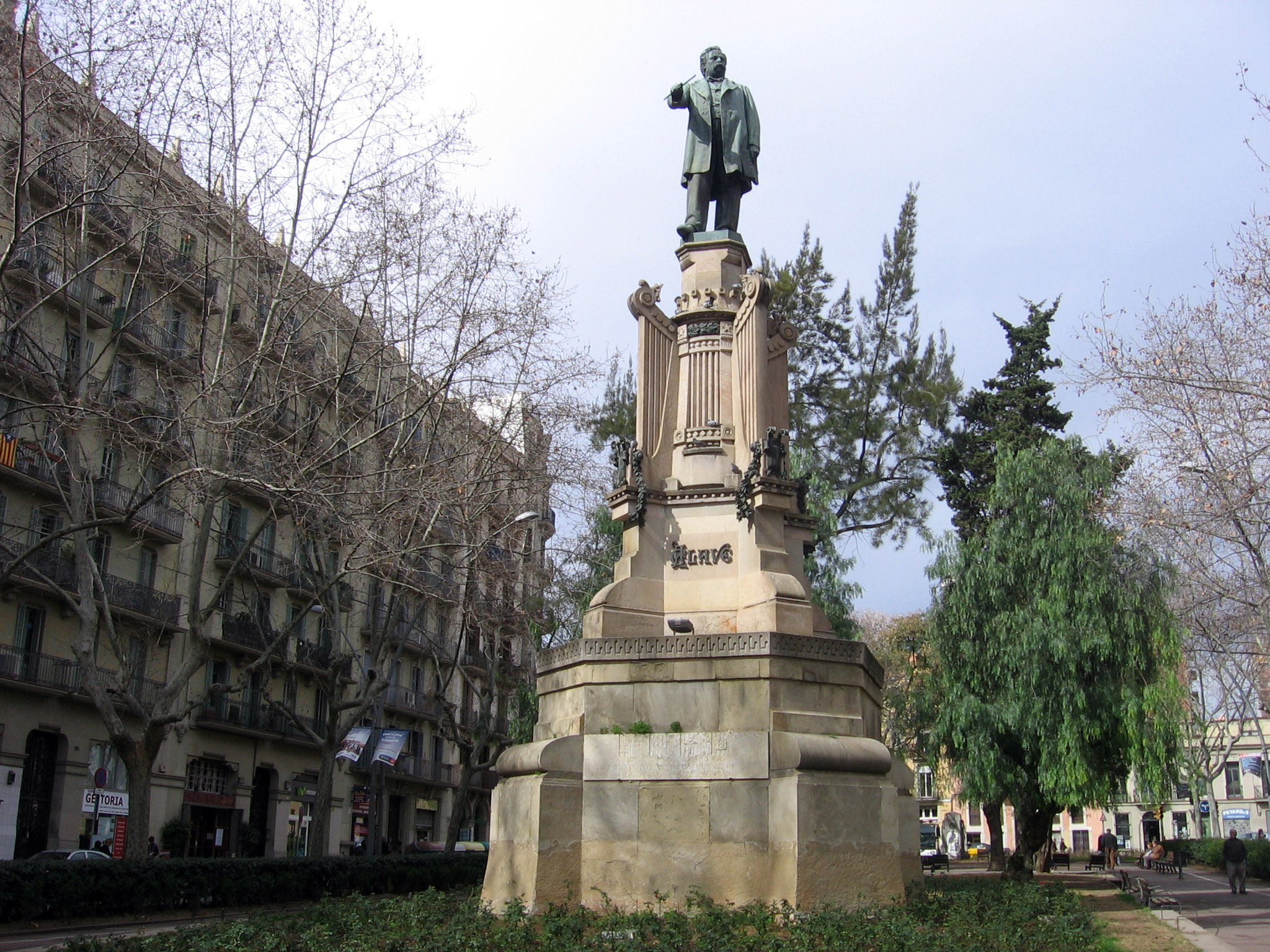
Monument a Josep Anselm Clavé (1888), de Josep Vilaseca i Manuel Fuxà, Passeig de Sant Joan.
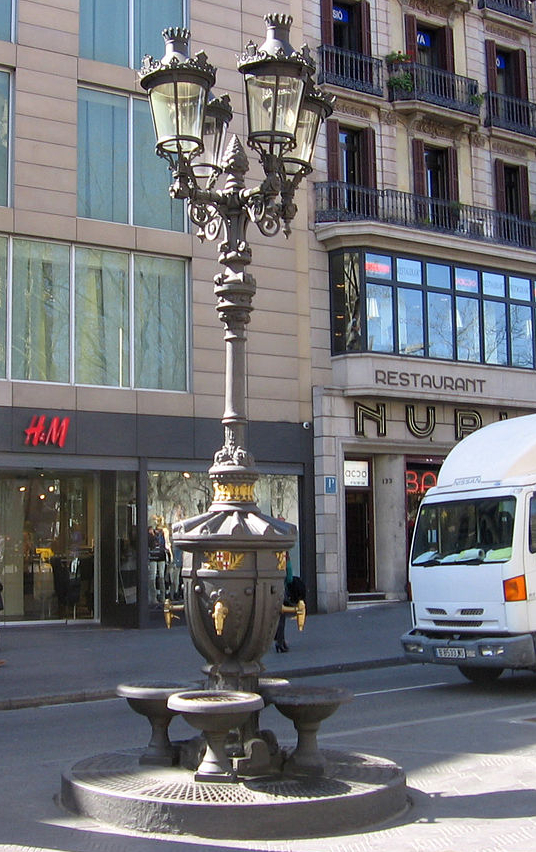
Font de Canaletes (1892), de Pere Falqués, Rambla amb la Plaça de Catalunya.

### Seglexx

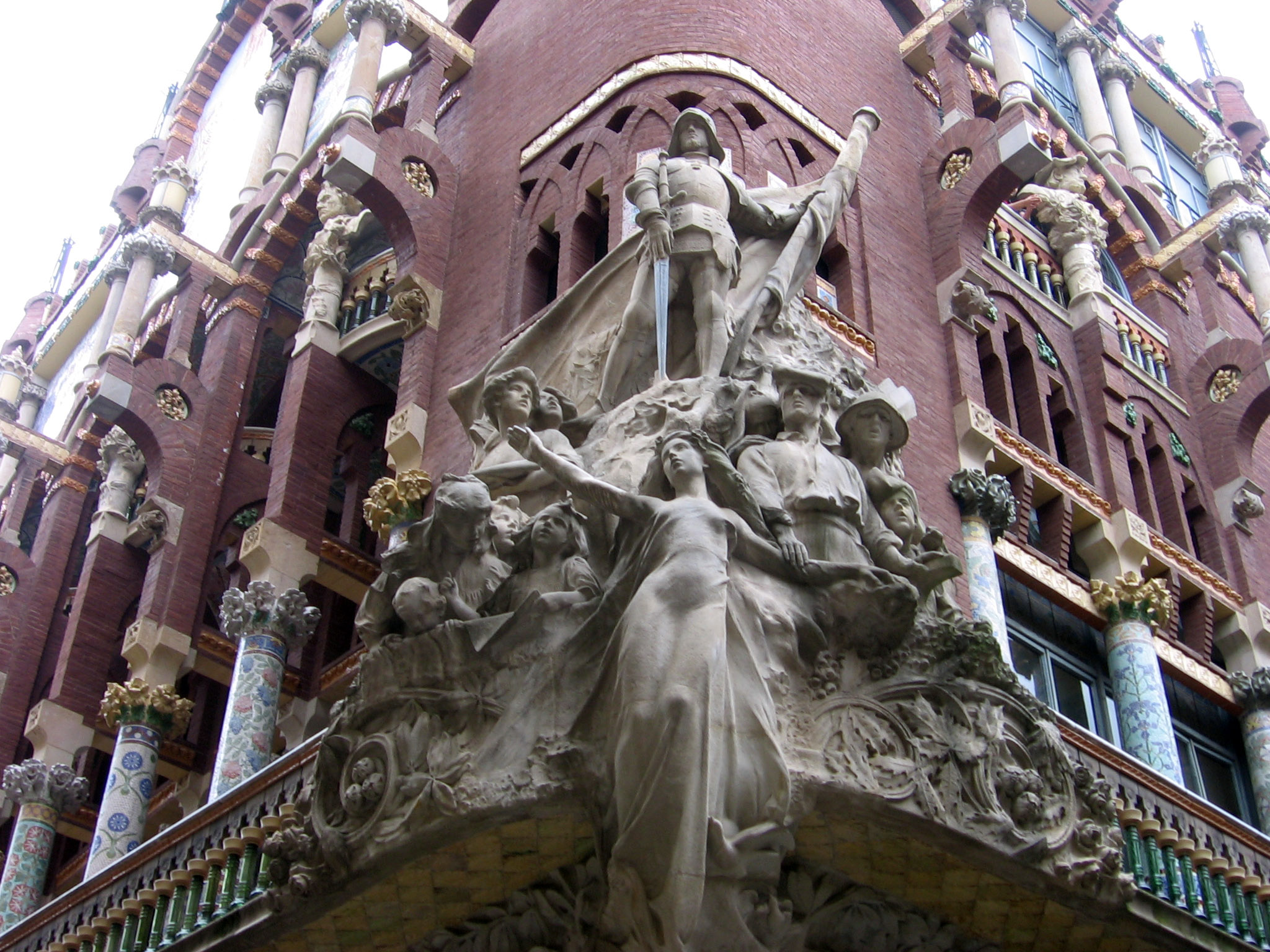
La cançó popular (1909), de Miquel Blay, Palau de la Música Catalana.

Durant el segle xx va continuar la col·locació de monuments commemoratius en els espais públics de Barcelona, seguint amb el costum iniciat amb la celebració de l'Exposició Universal. Aquest segle fou el que més nombre d'obres va veure col·locades a les vies públiques de la ciutat. Cal esmentar que en el transcurs del canvi de segle el perímetre de la ciutat va créixer notablement, degut a l'agregació de diversos municipis limítrofs que van passar a ser nous barris de Barcelona: Santa Maria de Sants, Les Corts de Sarrià, Sant Gervasi de Cassoles, Gràcia, Sant Andreu del Palomar i Sant Martí de Provençals el 1897, Horta el 1904 i Sarrià el 1921. La situació política en el segle xx fou convulsa, amb la fi de la monarquia el 1931 i l'arribada de la Segona República, finalitzada amb la Guerra Civil i substituïda per la dictadura franquista, fins al restabliment de la monarquia i l'arribada de la democràcia. Socialment, aquest segle veié l'arribada massiva d'immigració cap a la ciutat, amb el consegüent augment de la població: si el 1900 hi havia 530 000 habitants, el 1930 quasi s'havien doblat (1 009 000 hab.), per arribar entre 1970 i 1980 a la quota màxima (1 754 900) i a finals de segle a 1 500 000 habitants.
L'estil artístic imperant durant les primeres dècades del segle fou el noucentisme, que en contraposició al modernisme promovia el retorn a la cultura clàssica grecollatina, al món mediterrani. Durant els anys 1920 i 1930 es van anant introduint els corrents avantguardistes internacionals, tot i que durant els primers anys de la dictadura franquista es va produir un retorn a estils academicistes. Més endavant es va apostar de nou per la innovació i, especialment amb l'arribada de la democràcia, l'ambient artístic es va introduir de ple en els successius estils de moda en l'àmbit internacional, que s'han anat succeint cada cop amb major celeritat. Es van afegir llavors al patrimoni públic obres d'artistes internacionals, el que ha atorgat més prestigi i rellevància a la col·lecció pública de la ciutat.

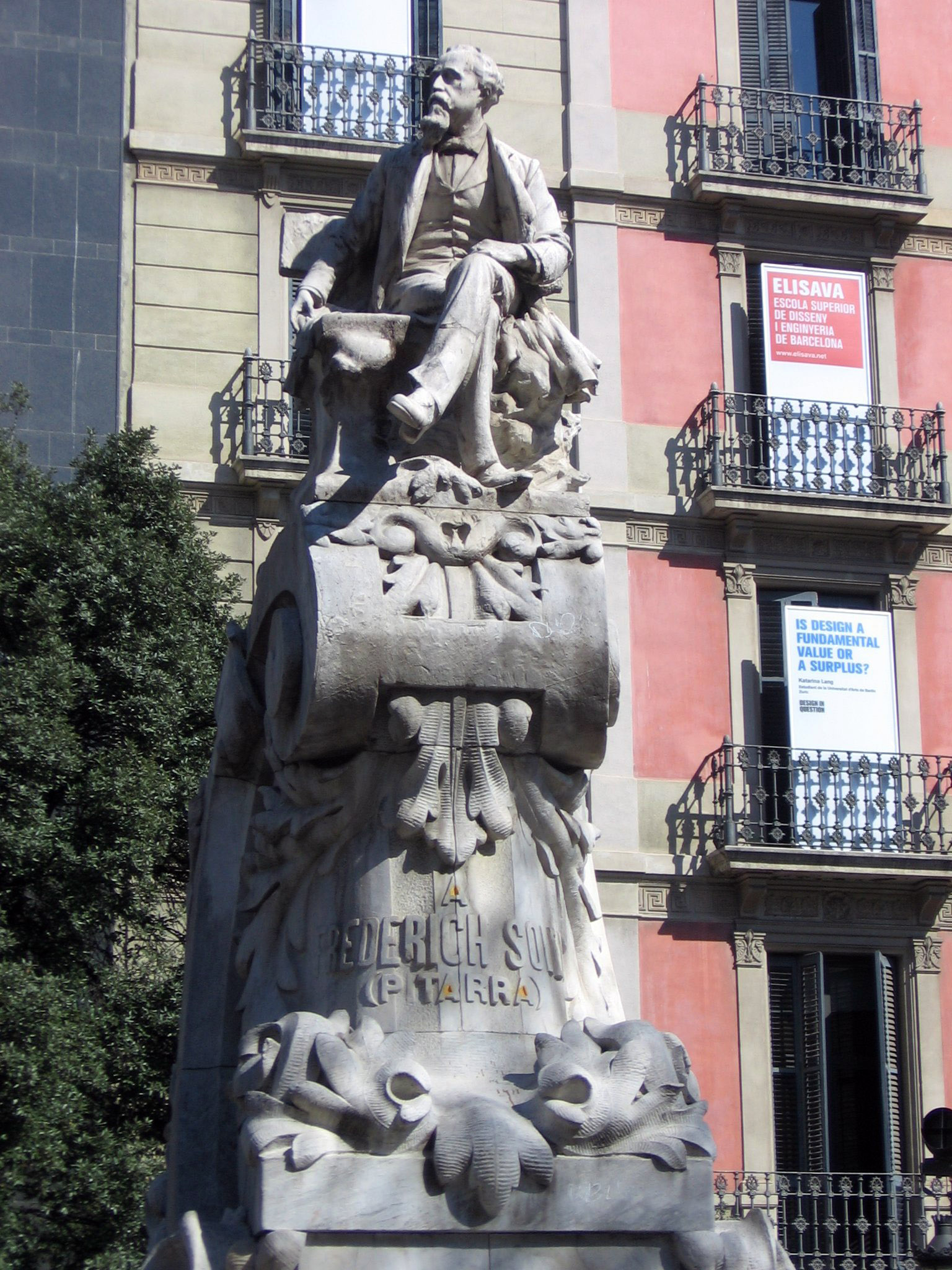
Monument a Pitarra (1906), d'Agustí Querol, Plaça del Teatre.

Una de les primeres obres del segle fou l'estàtua eqüestre de Sant Jaume situada en una fornícula de la plaça del mateix nom —cantonada amb el carrer Ciutat— el 1903, obra de Manuel Fuxà. El 1906 es va instal·lar a la Plaça del Teatre el monument dedicat a l'escriptor Serafí Pitarra —pseudònim de Frederic Soler—, obra de Pere Falqués i Agustí Querol, que presenta al «fundador del teatre català» —segons diu la inscripció— assegut sobre les màscares de la comèdia i la tragèdia. Aquell mateix any Falqués va realitzar els fanals del Passeig de Gràcia i els de la plaça del Cinc d'Oros —tot i que els fanals estan actualment a l'avinguda Gaudí—, fets en ferro i pedra calcària, els primers amb forma de L invertida i bancs per asseure's, i els segons en forma de pinacle vertical d'arrels gòtiques. A l'any següent es va instal·lar en una fornícula del carrer Montsió una figura de Sant Josep Patriarca, obra de Josep Llimona destruïda el 1936 i reconstruïda el 2000 per Lluís Cera. El mateix any es va col·locar al Parc de la Ciutadella el Mamut, una rèplica d'aquest animal extingit elaborada en formigó —primera utilització escultòrica d'aquest material en la ciutat—, obra de Miquel Dalmau. El 1908 es van col·locar dos busts dedicats a Manuel Milà i Fontanals (obra de Manuel Fuxà) i a Emili Vilanova (de Pere Carbonell) al Parc de la Ciutadella, amb el que es va inaugurar un costum que s'aniria repetint els anys vinents de dedicació de busts a diversos personatges, principalment literats —gràcies al patrocini de l'associació dels Jocs Florals—, al parc que va acollir l'Exposició Universal; així, es van anant succeint busts dedicats a Marià Aguiló i Fuster (Eusebi Arnau, 1909), Víctor Balaguer (Manuel Fuxà, 1910), Lleó Fontova (Pau Gargallo, 1910), Teodor Llorente (Eusebi Arnau, 1912), Joan Maragall (Eusebi Arnau, 1913), Joaquim Vayreda (Manuel Fuxà, 1915), Pepita Teixidor (Manuel Fuxà, 1917) —primer monument dedicat a una dona— i Ramon Batlle (Enric Clarasó, 1918, avui desaparegut).
Al Palau de la Música Catalana, un excepcional edifici modernista de Lluís Domènech i Montaner, es va col·locar el 1909 el grup escultòric La cançó popular, a la cantonada entre Sant Pere Més Alt i Amadeu Vives. Obra de Miquel Blay, presenta una figura femenina que personifica la Cançó, rodejada de diversos personatges que representen el poble català, mentre que per damunt s'aixeca la imponent figura de Sant Jordi, amb una espasa i un estendard.

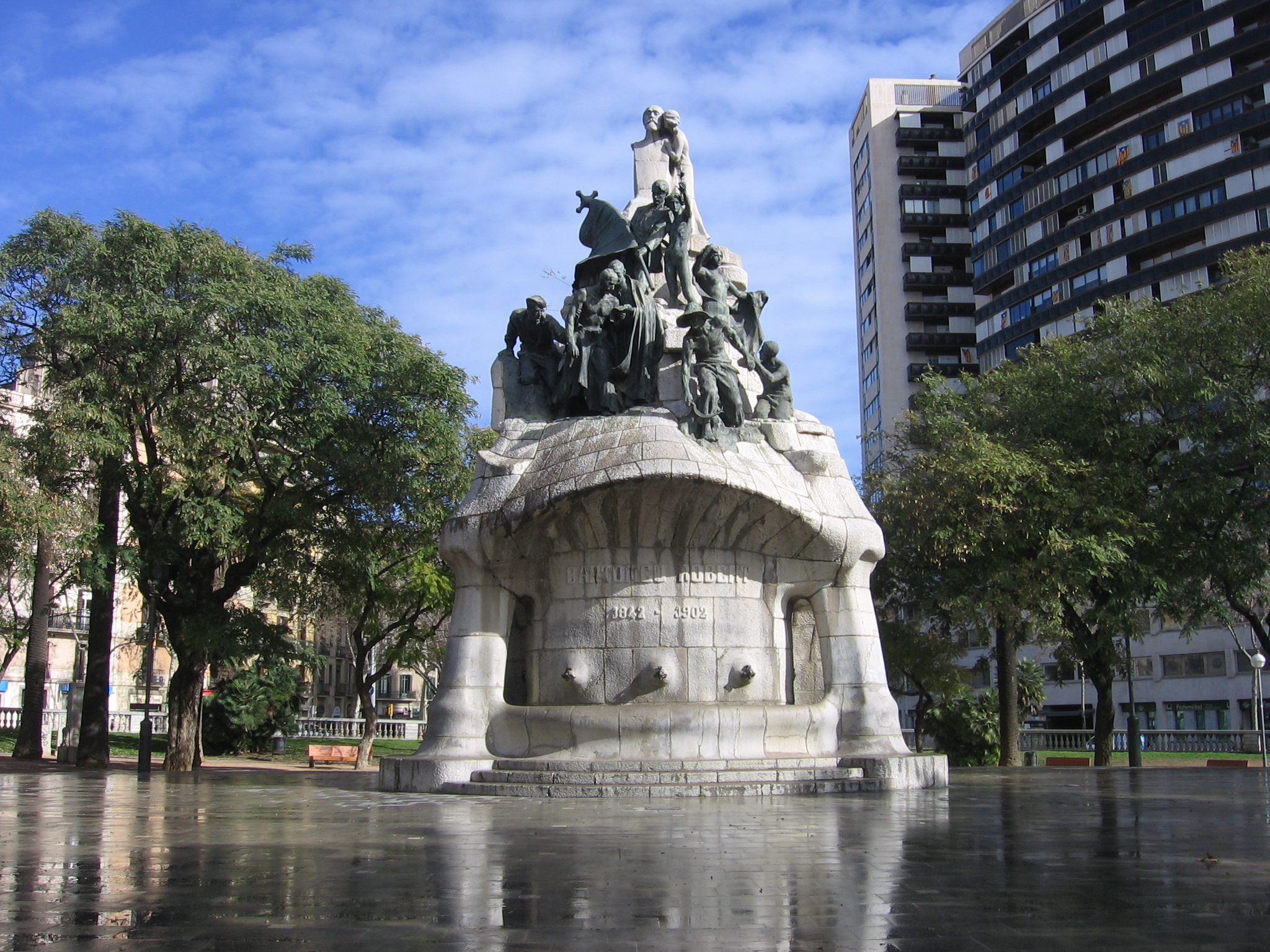
Monument al Doctor Robert (1910), de Josep Llimona, Plaça de Tetuan.

El 1910 es va inaugurar el Monument al Doctor Robert, dedicat al metge i polític catalanista Bartomeu Robert, alcalde de Barcelona entre març i octubre de 1899. Fou encarregat a l'escultor Josep Llimona, i en el seu disseny hi va intervenir també l'arquitecte Lluís Domènech i Montaner. L'emplaçament escollit fou la Plaça de la Universitat, on es va posar la primera pedra el 1904. El 1940 les noves autoritats franquistes van decidir retirar el monument, que fou desmuntat i guardat en un magatzem municipal, fins que el 1977 fou restituït, tot i que en altre lloc, la Plaça de Tetuan. El monument té forma lleugerament piramidal, i s'emplaça sobre un basament de blocs de pedra de formes organicistes, semblants a l'arquitectura practicada en aquell moment per Antoni Gaudí, com a la Casa Milà. El conjunt escultòric frontal està realitzat en bronze, i presenta una sèrie de figures de diversos estaments socials, a més d'al·legories de la Música i la Poesia i referències a la medicina; per damunt hi figura el bust del doctor Robert, amb una al·legoria de la Glòria. A la part posterior s'hi troba un altre grup, amb diverses figures al voltant d'una de central que representa la Medicina.
Durant els anys 1910 la Comissió de l'Eixample va organitzar diversos concursos per a col·locar en aquest districte diverses fonts ornamentals. El 1911 el guanyador fou Josep Campeny, de qui es van col·locar tres fonts: la del Trinxa, a Ronda Universitat/Pelai; la de la Granota, a Còrsega/Diagonal; i El noi dels càntirs, a la Plaça Urquinaona. El 1913 fou Eduard B. Alentorn l'escollit, autor de tres altres fonts: la Font de la Pagesa, a la Plaça Letamendi; la Font de la Tortuga, a la Plaça de Goya; i la Font de la Palangana (o del Negrito), a Bruc/Diagonal. El 1920 se n'aprovà només una, la Font de la Sardana, de Frederic Marès, a la Plaça de Tetuan. El 1921 s'instal·là la Font de la Caputxeta, de Josep Tenas, al Passeig Sant Joan/Rosselló; el 1924 la Font de l'Efeb, d'Àngel Tarrach, a Diagonal/Bailén; i, en darrer lloc, el 1925 dues de Frederic Marès: la del Gall, a la plaça homònima; i la de l'Ànec, a València/Enamorats. Una altra font de l'època fou la de Diana (1919), de Venanci Vallmitjana, situada a la Gran Via amb Roger de Llúria; l'autor havia realitzat la figura de la deessa caçadora el 1898, originalment nua, però quan va rebre l'encàrrec de la font se li manà cobrir-la amb una túnica.

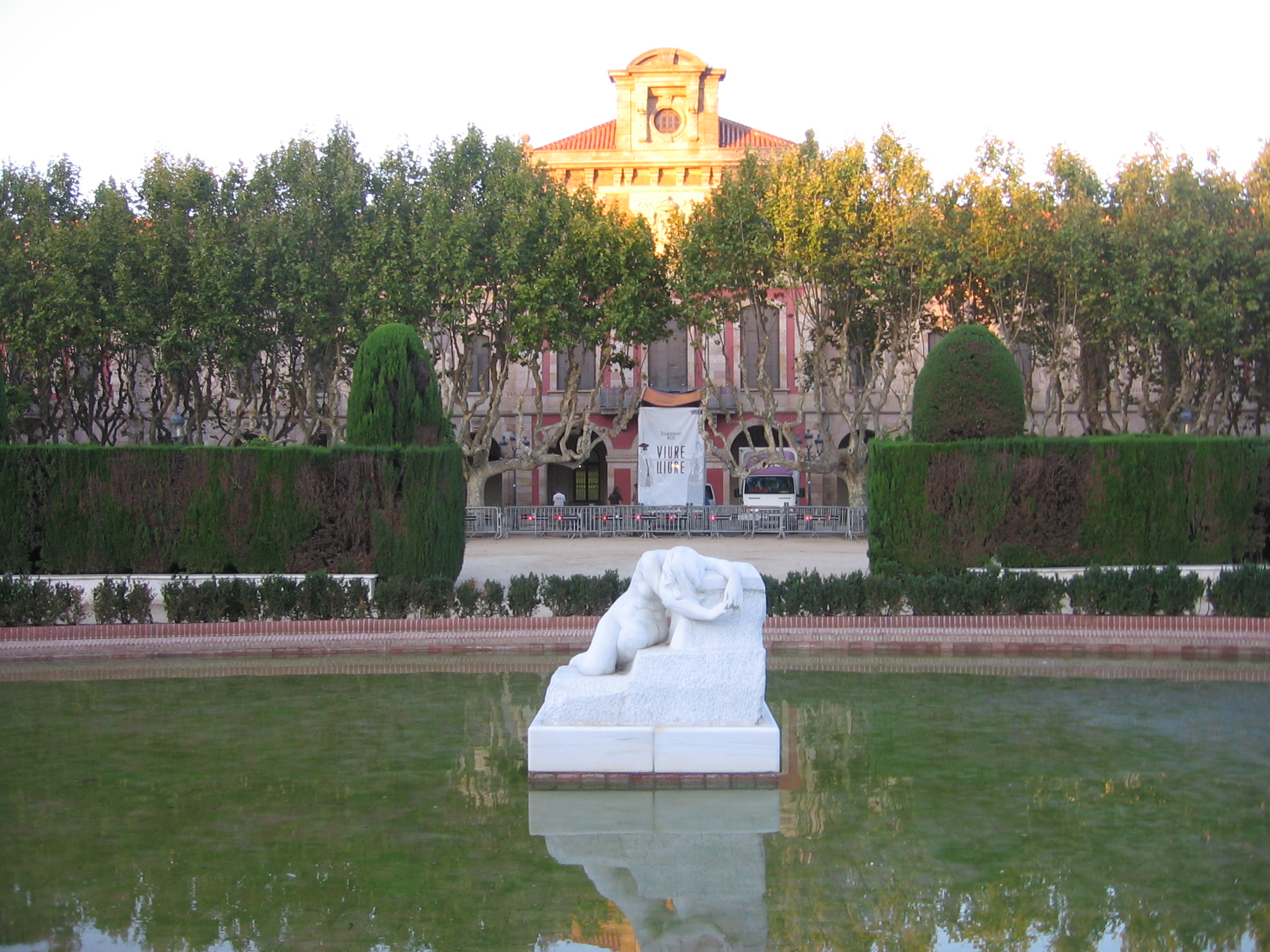
Desconsol (1903), de Josep Llimona, Parc de la Ciutadella.

El 1917 s'instal·là al Parc de la Ciutadella —en el que havia sigut antic pati d'armes— l'escultura Desconsol, de Josep Llimona, al centre d'un estany de forma el·líptica situat enfront de l'antic arsenal militar que avui acull la seu del Parlament de Catalunya. L'obra, realitzada originalment el 1903, s'ha convertit en un emblema de la ciutat comtal. Es tracta d'una figura de dona nua mig tombada, amb el cap entre els braços, en una actitud de desesperació, com indica el seu títol. El 1984 l'original es va traslladar al MNAC, i en el seu lloc s'hi va col·locar una còpia.
En els anys següents es van inaugurar altres monuments dedicats a diversos personatges: el 1918 es va erigir el Monument a l'actor Iscle Soler, obra de Pau Gargallo, a la Plaça de Sant Agustí. A l'any següent es va col·locar al Clot el Monument al Canonge Rodó, en record de qui fou rector de Sant Martí, la primera obra pública de Frederic Marès, un escultor molt prolífic els anys posteriors; l'obra fou destruïda el 1936, i reemplaçada per una altra del mateix autor el 1954. El 1924 s'inaugurà el Monument a Mossèn Jacint Verdaguer, a la plaça homònima, dedicat a aquest sacerdot i escriptor, un dels principals escriptors en llengua catalana del segle xix. La idea d'erigir un monument a l'insigne poeta sorgí després de la seva mort el 1902, però no va cristal·litzar fins al 1913, data en què es va organitzar un concurs que va guanyar l'escultor Joan Borrell i Nicolau, en conjunció amb l'arquitecte Josep Maria Pericas. Borrell s'encarregà de la figura del poeta i les de la balustrada —tres figures al·legòriques, al·lusives a la poesia mística, popular i èpica—, mentre que els germans Miquel i Llucià Oslé, finalistes del concurs, s'encarregaren dels relleus de la base, amb escenes del poema L'Atlàntida de l'autor català.

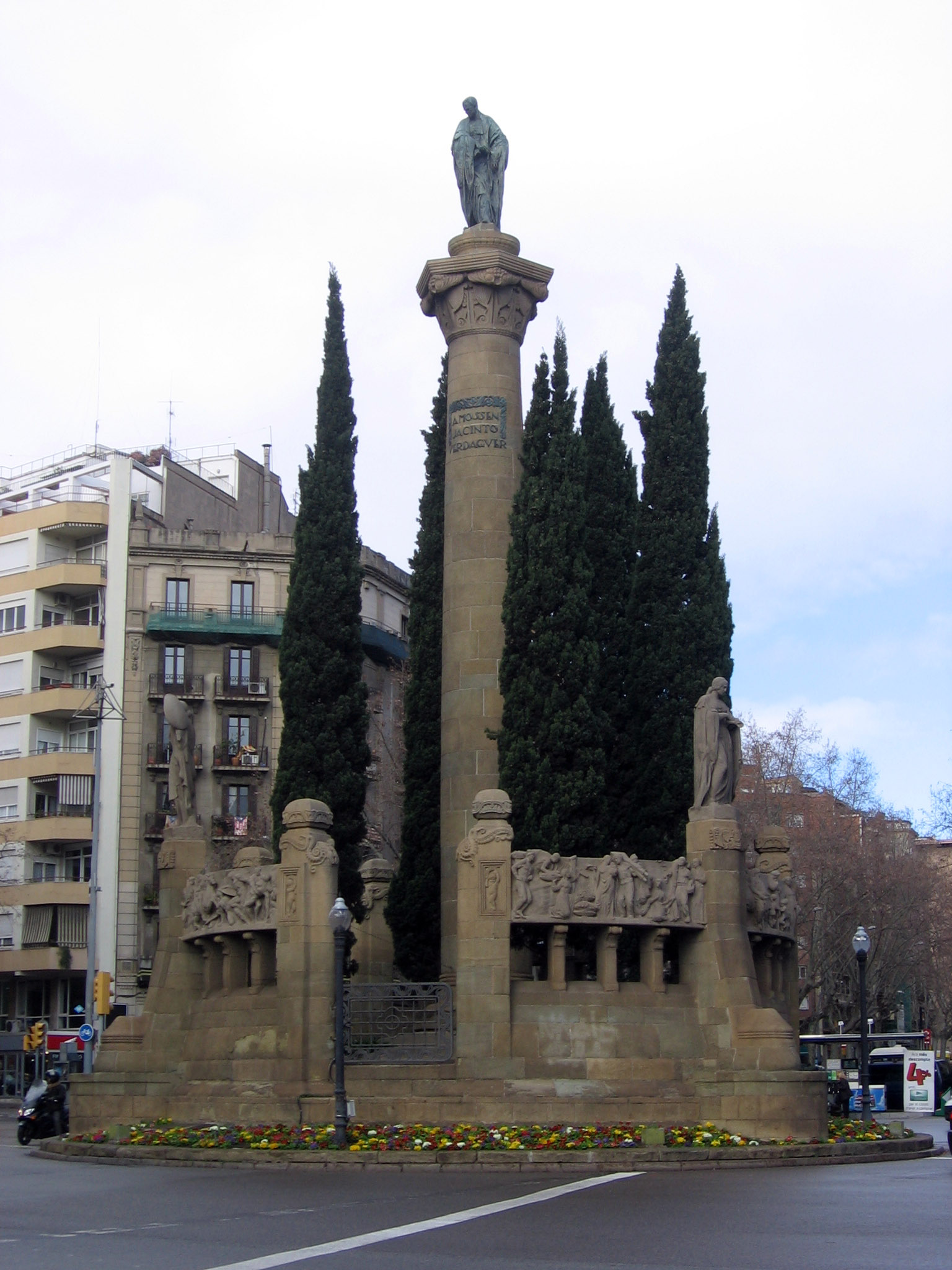
Monument a Mossèn Jacint Verdaguer (1924), a la plaça homònima, de Joan Borrell i Nicolau.

Altres monuments realitzats els anys 1920 foren: Al Doctor Andreu (1927), en honor del farmacèutic Salvador Andreu, promotor de la urbanització del Tibidabo, de qui es va confeccionar un primer monument amb l'efígie de l'homenatjat, obra d'Enric Sagnier i Eusebi Arnau, que fou destruït durant la Guerra Civil, i substituït el 1952 per una estàtua de dona vestida amb túnica clàssica i portant a la mà una branca de llorer, elaborada per Maria Llimona; A Pearson (1928), un monument en forma d'al·legoria de la Victòria dedicat a l'enginyer estatunidenc Fred Stark Pearson, impulsor de la indústria elèctrica a Catalunya, obra de Josep Viladomat situada a la Plaça de Pedralbes; A l'aviador Durán (1928), de l'escultor Jaume Duran, en memòria del tinent de vaixell Juan Manuel Durán, pilot del Plus Ultra, el primer avió que va realitzar un vol transatlàntic sense escales, mort en accident aeri a la muntanya de Montjuïc, on es va ubicar el seu monument, en forma de Victòria alada; i la Font de l'Aurora (1929), obra de Joan Borrell situada inicialment als Jardinets de Gràcia i disgregada posteriorment en diverses peces repartides per diversos indrets: la Quàdriga d'Hèlios al Turó Park, Selene a l'Avinguda de Vallcarca, Minerva a Montjuïc, una Nimfa que es pentina a la Plaça Joaquim Folguera, i les àligues al Zoo.
D'aquesta època són diversos jardins inicialment privats que posteriorment s'han incorporat al patrimoni municipal, com el Parc Güell, situat al vessant meridional del Turó del Carmel, al districte de Gràcia. Ideat com a urbanització, fou dissenyat per l'arquitecte Antoni Gaudí per encàrrec de l'empresari Eusebi Güell, i construït entre 1900 i 1914. Va passar al patrimoni públic el 1926. Del conjunt del parc en destaca l'escalinata d'entrada, disposada simètricament al voltant d'una escultura de salamandra —o drac— que s'ha convertit en l'emblema del parc i un dels més recognoscibles de la ciutat, i que forma part d'un conjunt de tres fonts amb elements escultòrics que representen els Països Catalans (Catalunya nord, francesa, i Catalunya sud, espanyola). Per damunt d'aquesta escalinata se situa una Sala Hipòstila i una plaça o teatre grec, on destaca un banc corregut decorat amb ceràmica de trencadís, obra de Josep Maria Jujol. El 1984 la Unesco va incloure el Parc Güell dins del Lloc Patrimoni de la Humanitat «Obres d'Antoni Gaudí».
Al Districte de Sarrià-Sant Gervasi es troben els Jardins de la Tamarita, realitzats per Nicolau Maria Rubió i Tudurí el 1918, on enfront de l'edifici principal se situen quatre escultures dedicades a continents —tots menys Oceania—, obra de Virginio Arias. Per altra banda, el 1924 la ciutat de Barcelona va donar al rei Alfons XIII el Palau Reial de Pedralbes, que havia pertanyut a la família Güell. Tenia un palauet d'estil caribeny realitzat per Joan Martorell, mentre que dels jardins i del tancament de la finca se n'havia encarregat Antoni Gaudí, del qual en roman una font dedicada a Hèrcules, així com els pavellons de porteria, que inclouen una reixa d'entrada amb un drac de ferro forjat, que representa a Ladó, el drac guardià del Jardí de les Hespèrides, vençut per Hèrcules en el seu onzè treball. Entre 1919 i 1924 es va fer una remodelació per a convertir-lo en Palau Reial, a càrrec dels arquitectes Eusebi Bona i Francesc Nebot. Es van col·locar llavors diverses escultures per a decorar el recinte, entre les quals destacava Isabel II presenta al seu fill, el futur rei Alfons XII, a Barcelona, obra d'Agapit Vallmitjana de 1860; o un Nu femení agenollat, obra de Joan Borrell de 1916. El 1930 es va col·locar també un Nu, d'Enric Casanovas.

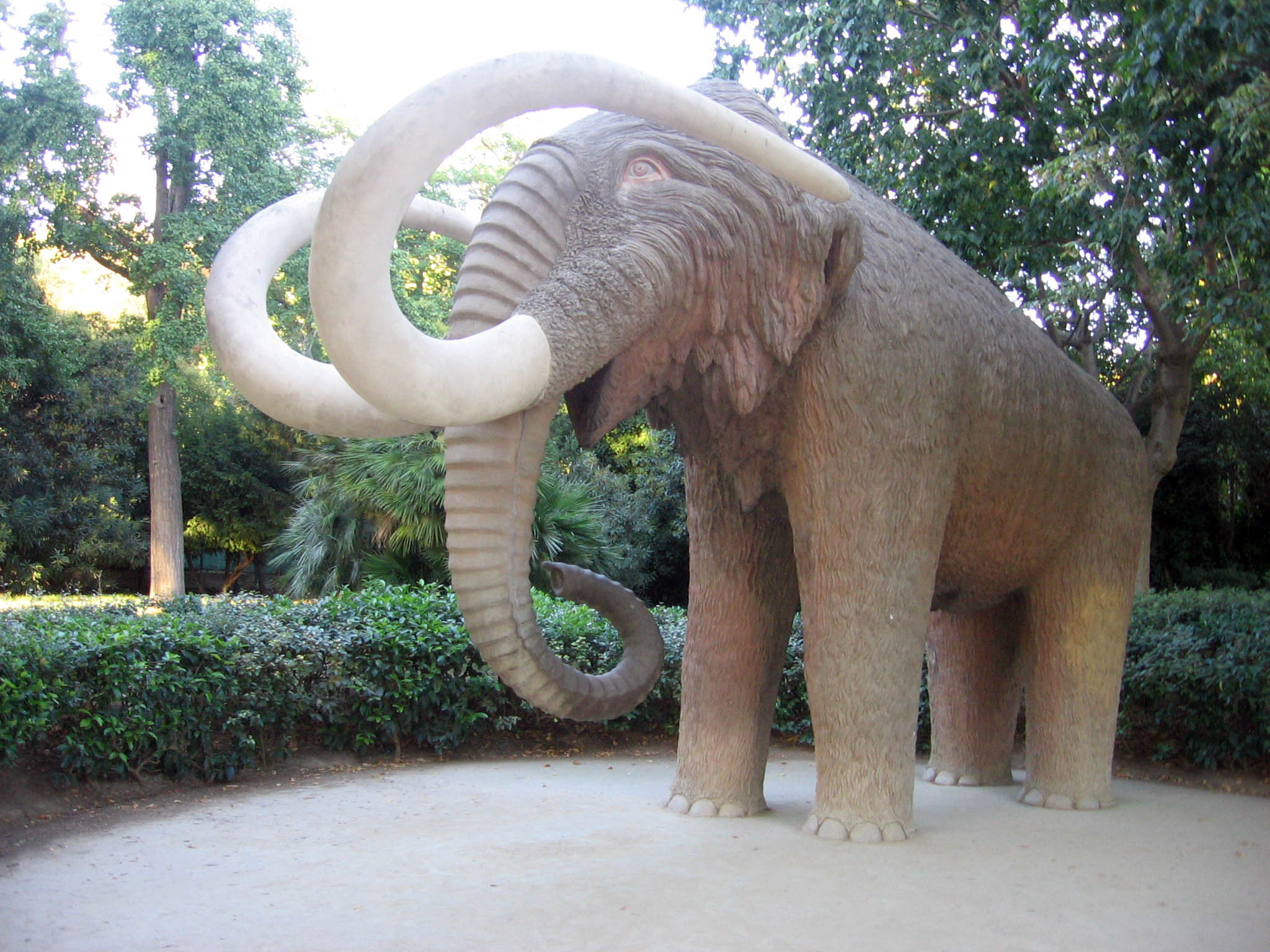
Mamut (1907), de Miquel Dalmau, Parc de la Ciutadella.
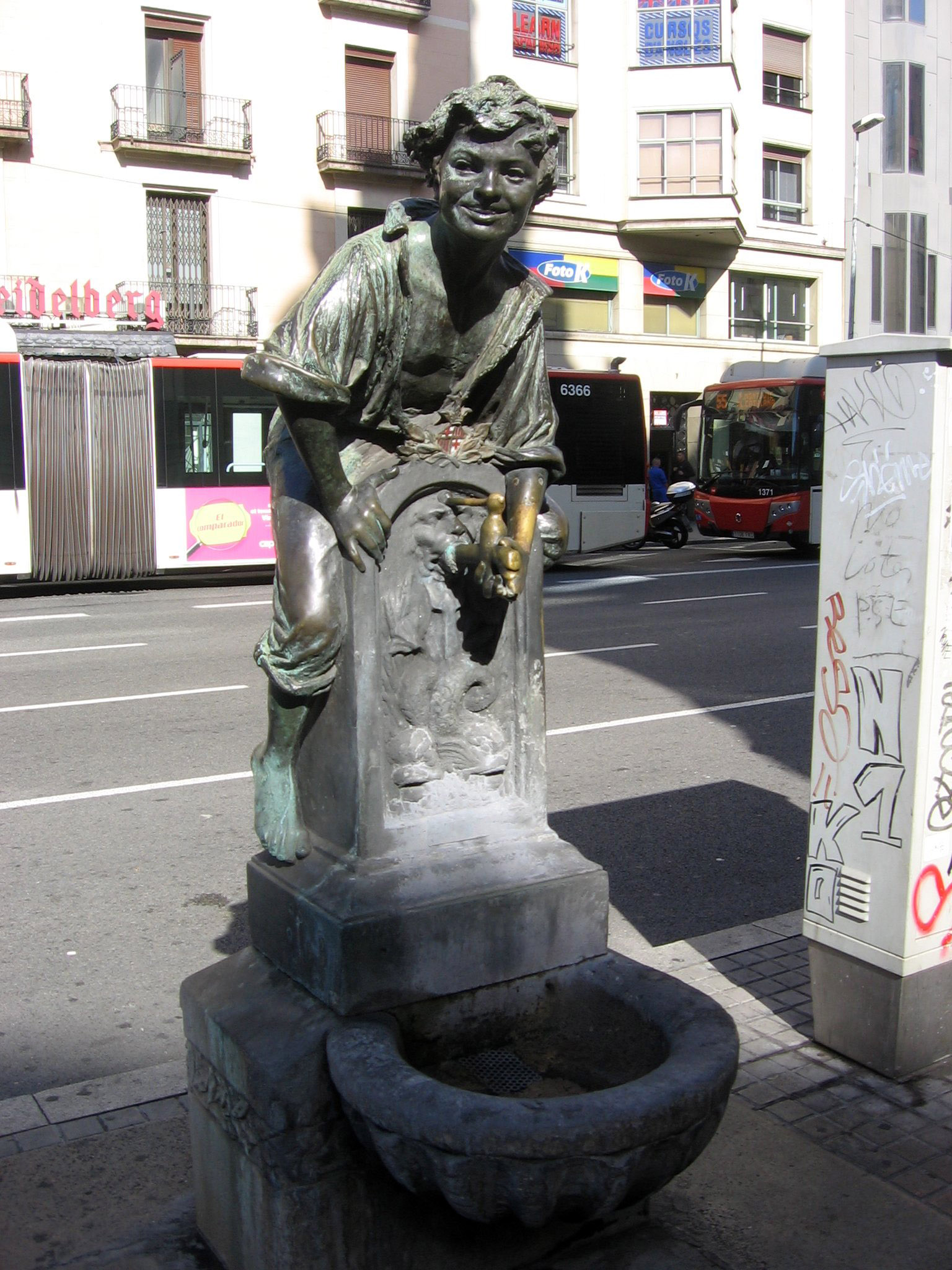
Font del Trinxa (1911), de Josep Campeny, Ronda Universitat/Pelai.
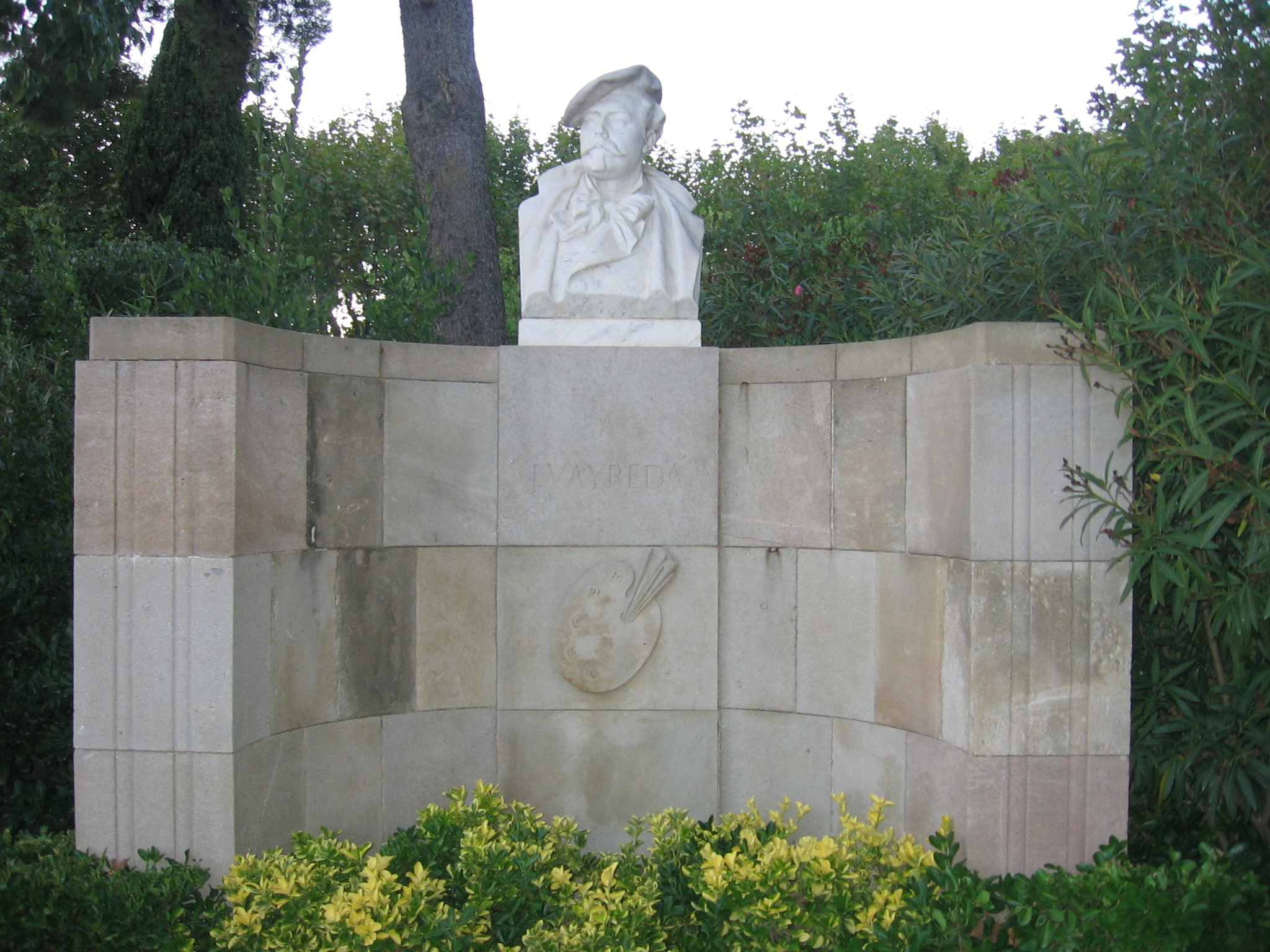
A Joaquim Vayreda (1915), de Manuel Fuxà, Parc de la Ciutadella.
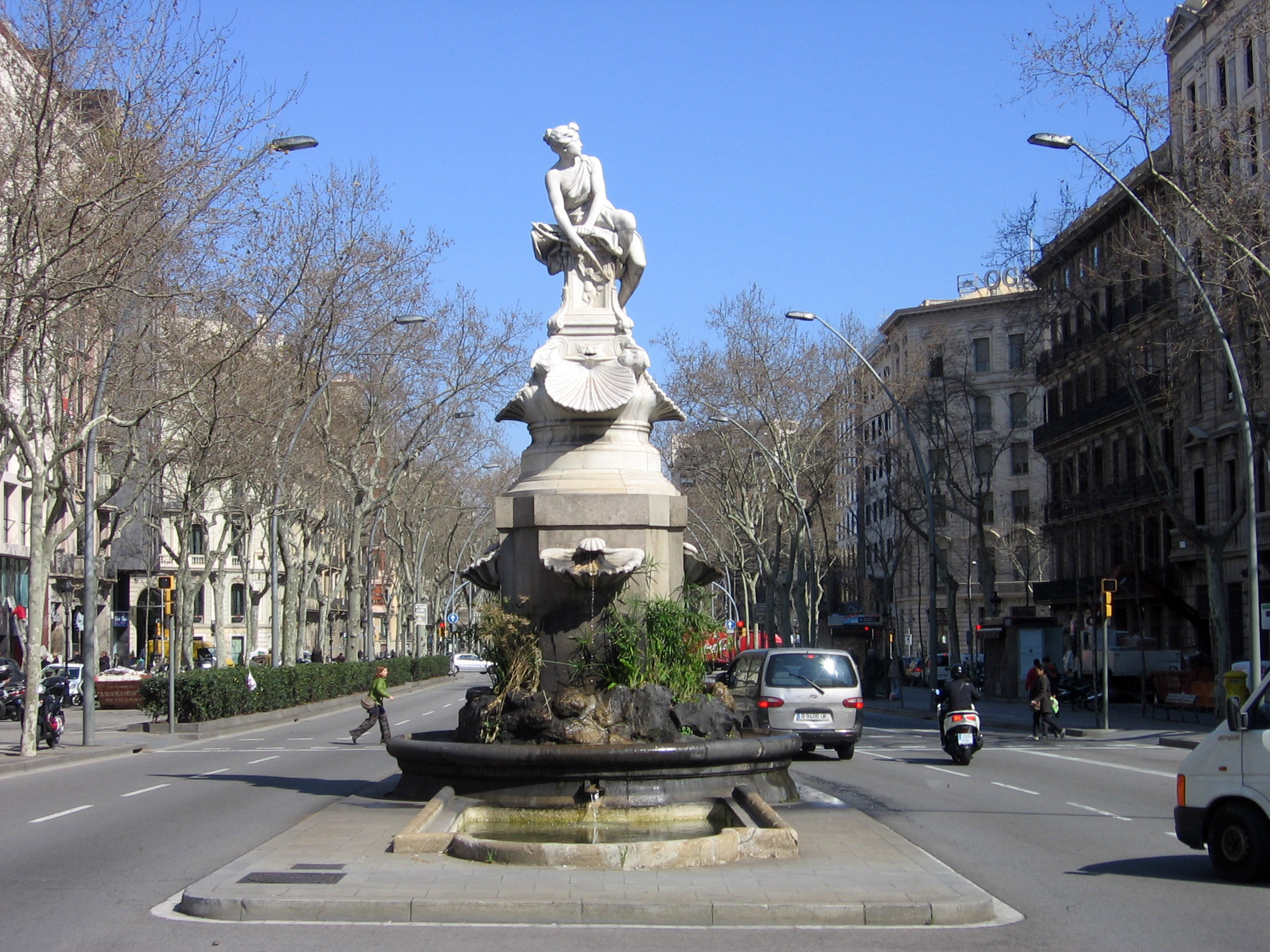
Font de Diana (1919), de Venanci Vallmitjana, Gran Via amb Roger de Llúria.
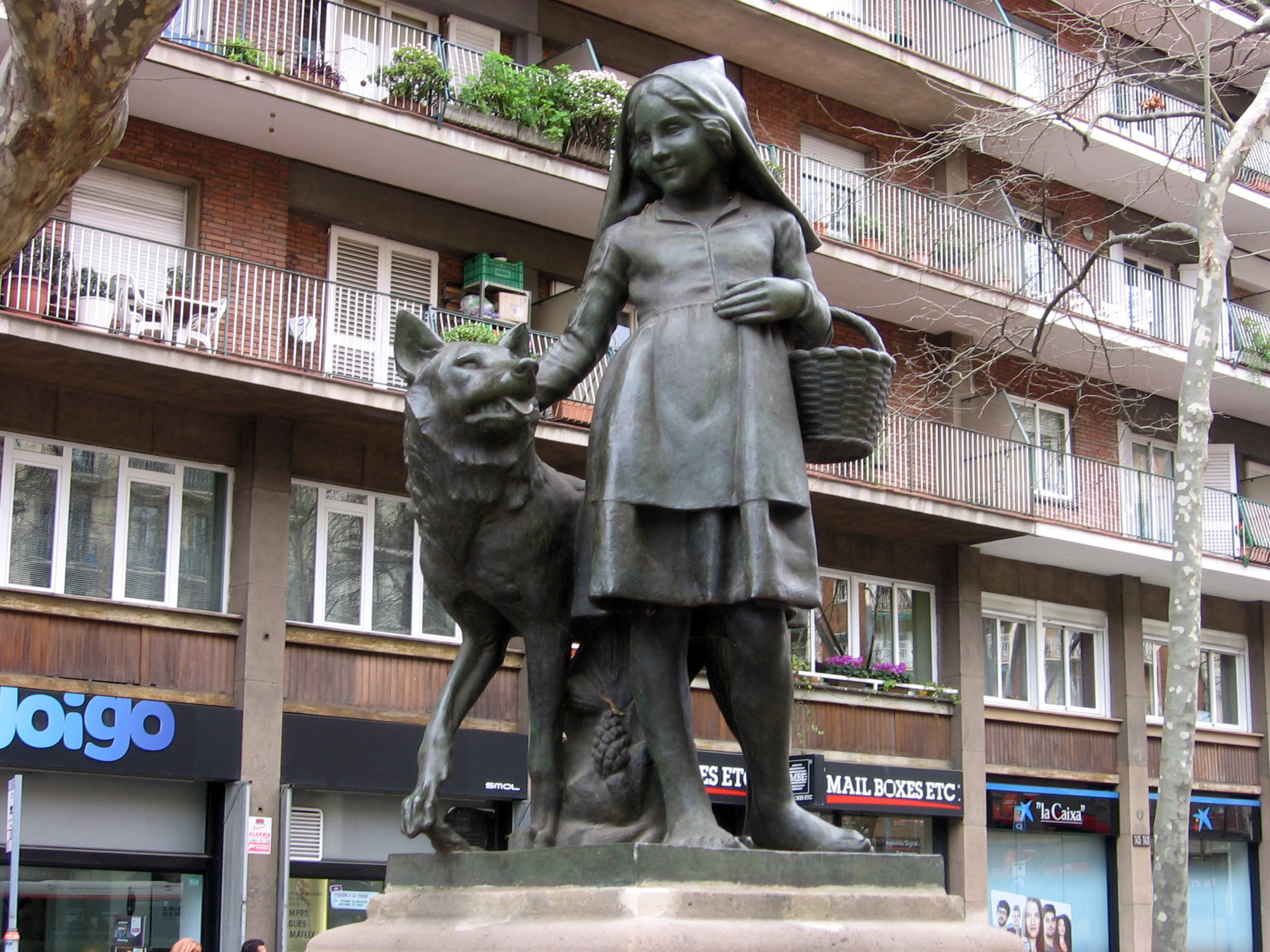
Font de la Caputxeta (1921), de Josep Tenas, Passeig de Sant Joan/Rosselló.
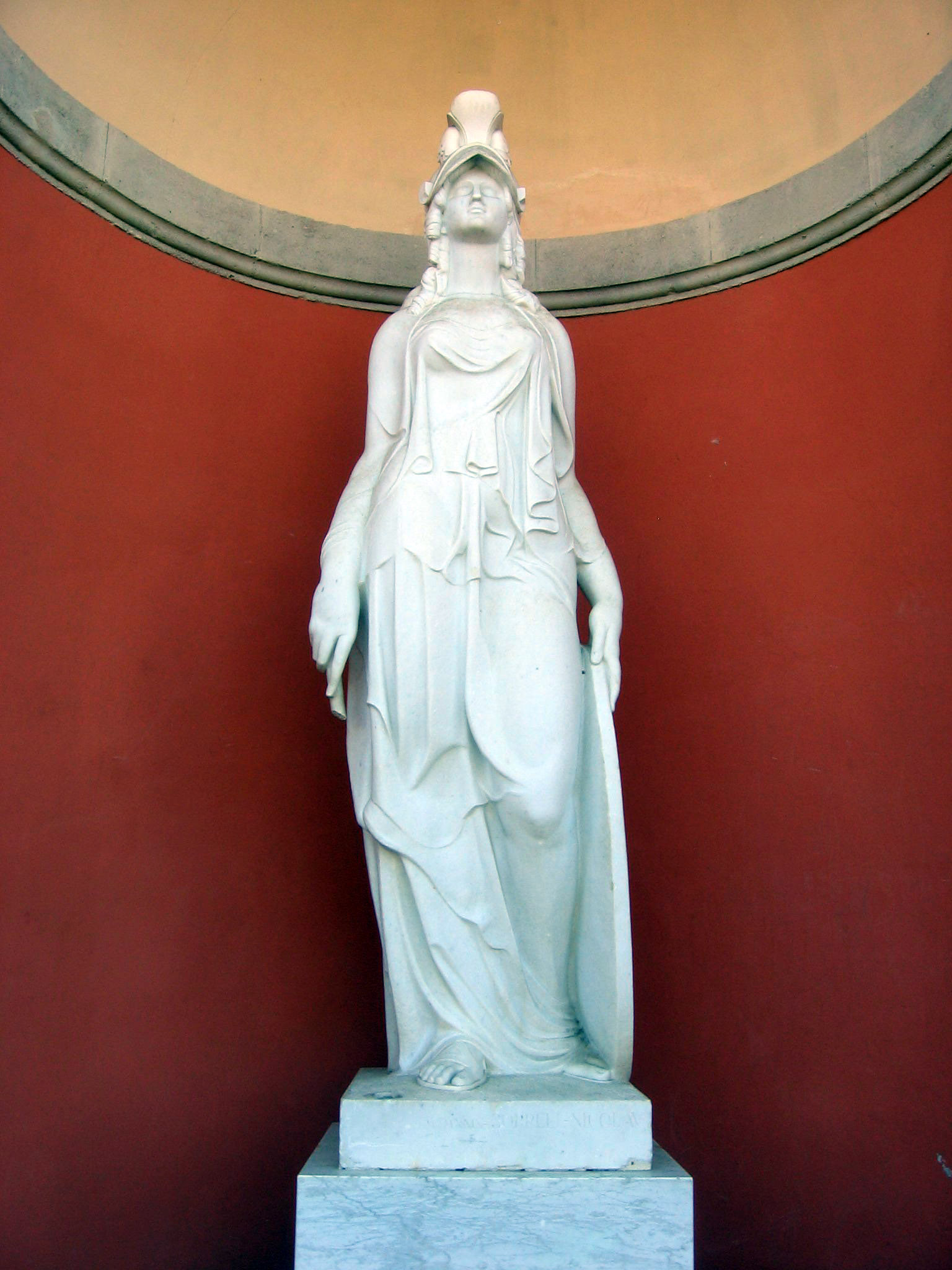
Minerva, del conjunt de la Font de l'Aurora (1929), de Joan Borrell i Nicolau, Passeig de Santa Madrona, Montjuïc.
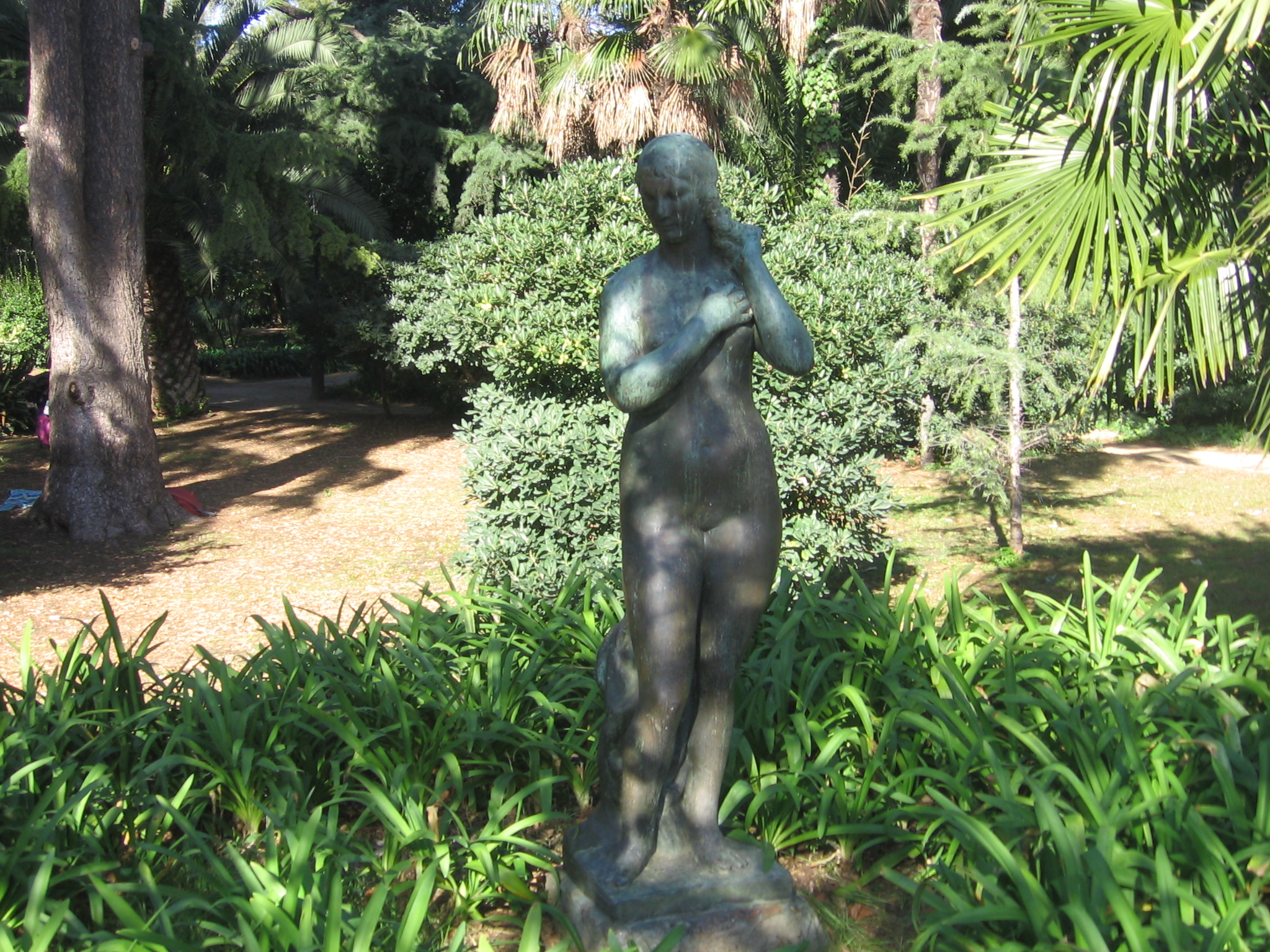
Nu (1930), d'Enric Casanovas, Palau Reial de Pedralbes.

#### Exposició Internacional de 1929

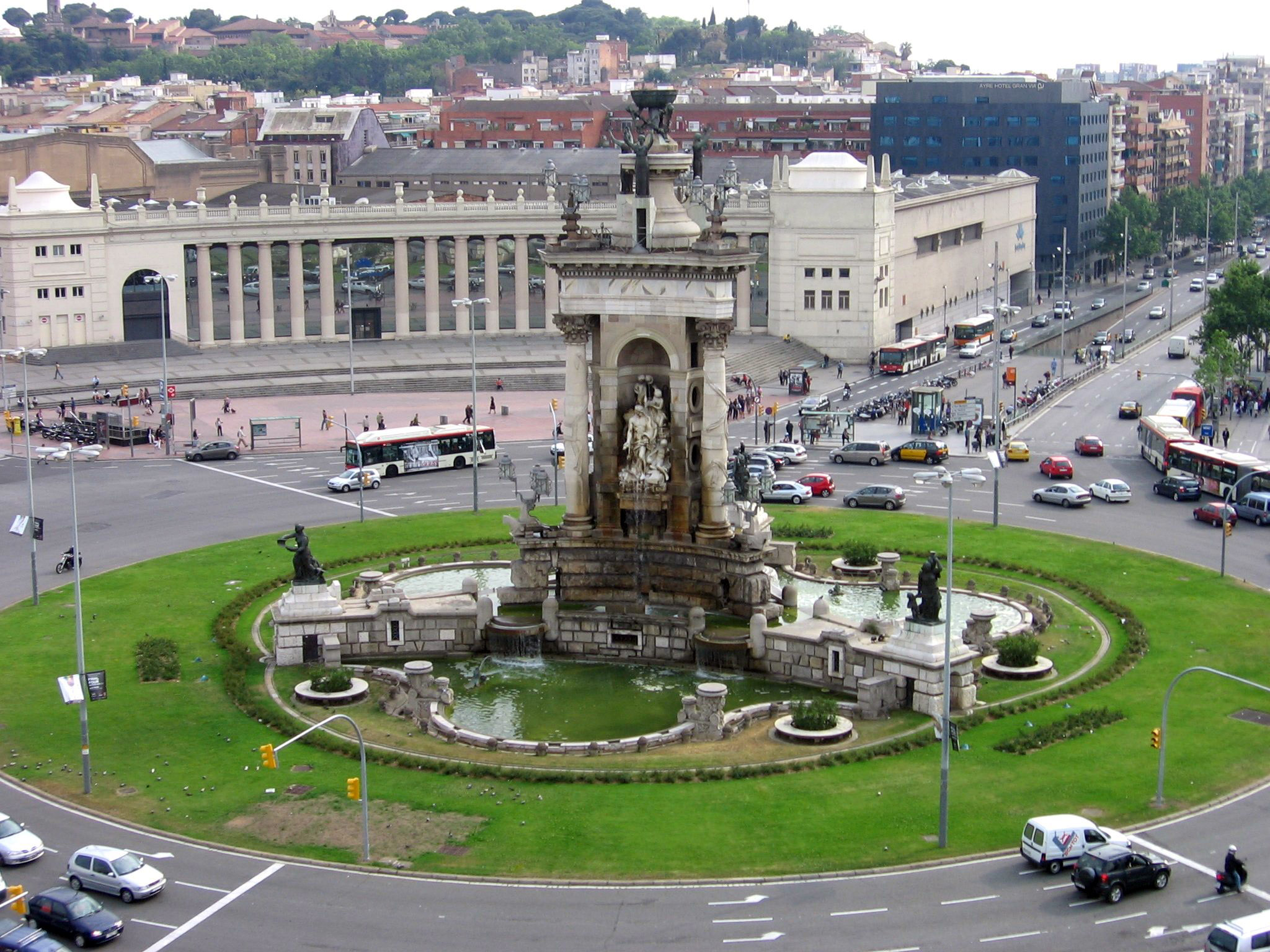
Font de la Plaça d'Espanya (1928-1929).

Als anys 1920 es va projectar una nova exposició com la del 1888, ja que el seu èxit havia deixat un grat record a la ciutat. Aquest cop l'emplaçament escollit fou la muntanya de Montjuïc, que d'aquesta forma va ser urbanitzada i guanyada com espai públic per a la ciutat. L'Exposició Internacional es va dur a terme del 20 de maig de 1929 al 15 de gener de 1930, i va deixar nombrosos edificis i instal·lacions, alguns dels quals han esdevingut emblemes de la ciutat, com el Palau Nacional, la Font Màgica, el Teatre Grec, el Poble Espanyol i l'Estadi Olímpic. El recinte de l'Exposició es va construir segons un projecte general de Josep Puig i Cadafalch, i començava a la Plaça d'Espanya, passant per l'Avinguda d'Amèrica —actual Avinguda de la Reina Maria Cristina—, on es trobaven els grans edificis de l'Exposició, fins al peu de la muntanya, on se situà la Font Màgica, flanquejada pels Palaus d'Alfons XIII i Victòria Eugènia; d'aquí partia una escalinata que conduïa al Palau Nacional, l'obra més monumental de l'Exposició.
Un dels monuments més importants era la Font monumental de la Plaça d'Espanya, dissenyada per Josep Maria Jujol, amb una ornamentada decoració escultòrica obra de Miquel Blay i els germans Miquel i Llucià Oslé. D'inspiració clàssica, el sentit iconogràfic de l'obra representa una al·legoria poètica a Espanya a través de les seves aigües: sobre un estany de planta triangular se situa un edicle amb tres nínxols amb grups escultòrics que simbolitzen els rius que desemboquen als tres mars que rodegen la península Ibèrica (l'Ebre per la Mediterrània, el Guadalquivir i el Tajo per l'Atlàntic i unes figures d'adolescents per als rius del Mar Cantàbric, obra de Blay); als vèrtexs de l'estany es troben tres grups que representen els fruits i dons de les aigües: l'Abundància, la Salut Pública i la Navegació, obra dels germans Oslé; al voltant del cos central se situen tres columnes amb diverses figures i emblemes que simbolitzen la Religió (una creu amb Ramon Llull, Santa Teresa de Jesús i Sant Ignasi de Loiola), l'Heroisme (una espasa amb Pelai I, Jaume I d'Aragó i Isabel la Catòlica), i les Arts (un llibre amb Ausiàs March i Miguel de Cervantes); remata l'obra un peveter de foc amb tres Victòries.

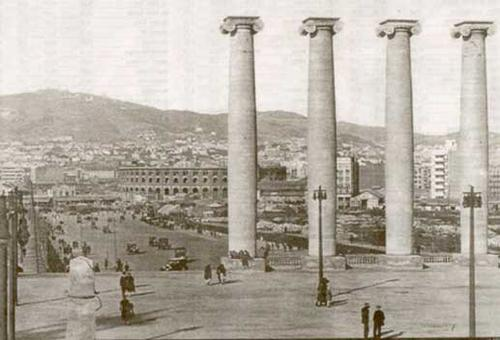
Les antigues Quatre Columnes, enderrocades el 1928.

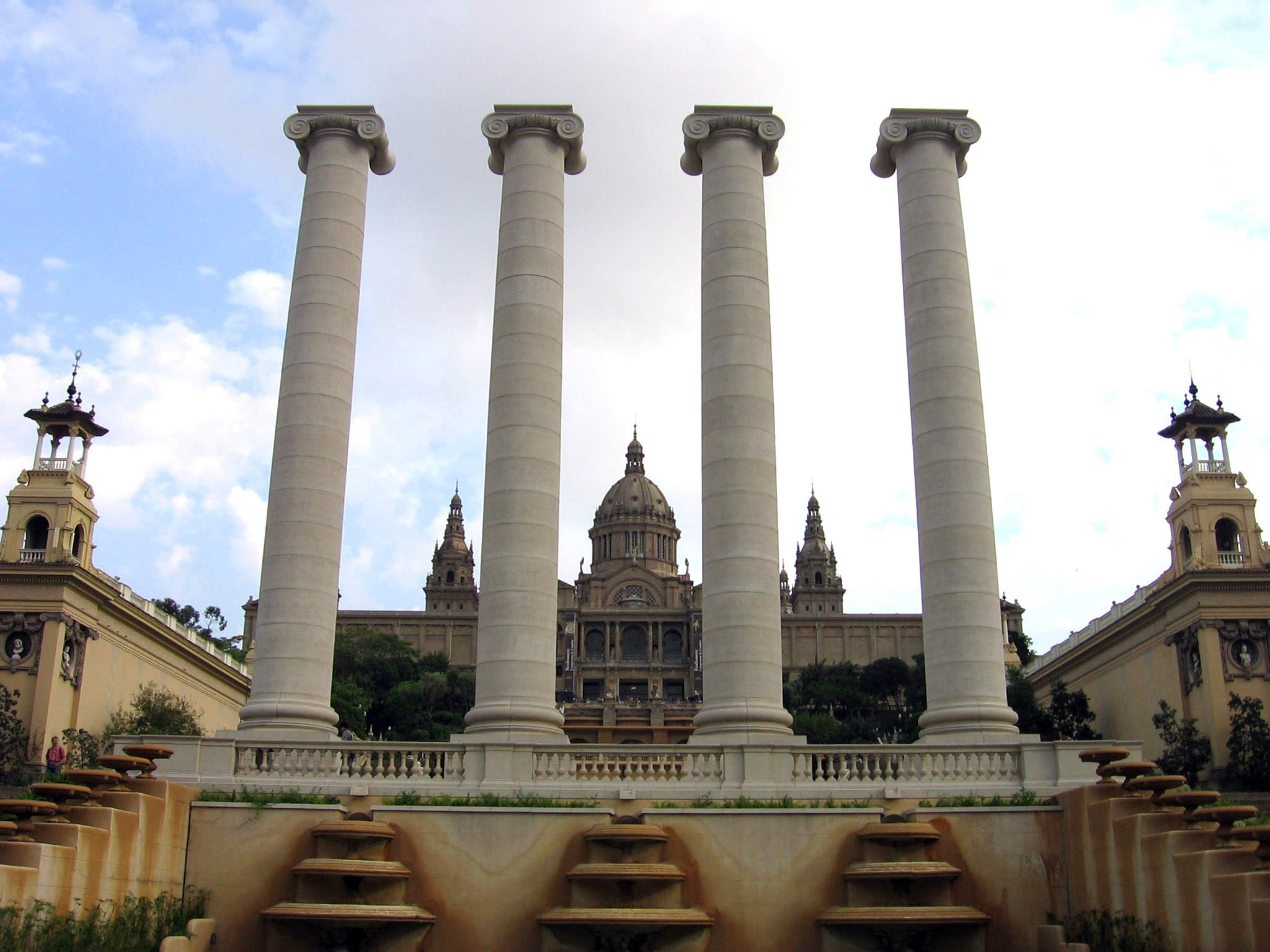
Les columnes reconstruïdes el 2011.

Entre la Plaça d'Espanya i el Palau Nacional es va col·locar la Font màgica de Montjuïc, obra de Carles Buïgas, que va admirar al públic pel seu fantàstic joc de llums i brolladors d'aigua. Encara avui és una obra emblemàtica de la capital catalana, on solen celebrar-se espectacles piromusicals en les festes de la Mercè. És de forma el·lipsoidal, formada per tres estanys concèntrics a distints nivells, amb 65 m de diàmetre en la seva part més ampla. Té trenta jocs d'aigua diferents, amb les seves corresponents coloracions graduals, basades en cinc colors: groc, blau, verd, vermell i blanc. En principi es van construir en aquest lloc Quatre Columnes d'estil jònic que simbolitzaven la senyera, obra de Puig i Cadafalch, però el dictador Primo de Rivera les va fer enderrocar. Amb el restabliment de la democràcia es va pensar de reposar-les, projecte que es va dur a terme entre 2010 i 2011 per l'equip d'arquitectes Rosselló-Sangenís, una mica més amunt del seu emplaçament original.
Altres obres col·locades en el recinte de l'Exposició foren: Sant Jordi (1924), de Josep Llimona, a la plaça homònima; La Bellesa (1924), de Josep Llimona, a la Plaça de Dante; Matí (1925), de l'escultor expressionista alemany Georg Kolbe, situada al Pavelló alemany, un edifici d'estil racionalista construït per Ludwig Mies van der Rohe; Les Flors i Sedent (1927), de Josep Llimona, a la Plaça del Marquès de Foronda; L'Aigua i La Terra (1929), de Frederic Marès, a les escales d'accés al Palau Nacional; Serenitat (1928), de Josep Clarà, als Jardins de Miramar; Jove de la trena (1928), de Josep Viladomat, i Estival (1929), de Jaume Otero, als Jardins de Laribal; El bon pastor (1929), de Joan Rebull, i Venus (1929), de Joan Borrell i Nicolau, als Jardins de Joan Maragall. També es van realitzar aleshores els Aurigues olímpics, unes quadrigues tirades per cavalls, i els Genets fent la salutació olímpica, dues escultures eqüestres en bronze, ambdues de Pau Gargallo, situades a l'Estadi Olímpic Lluís Companys —dels aurigues n'hi ha una còpia al Parc de Can Dragó.

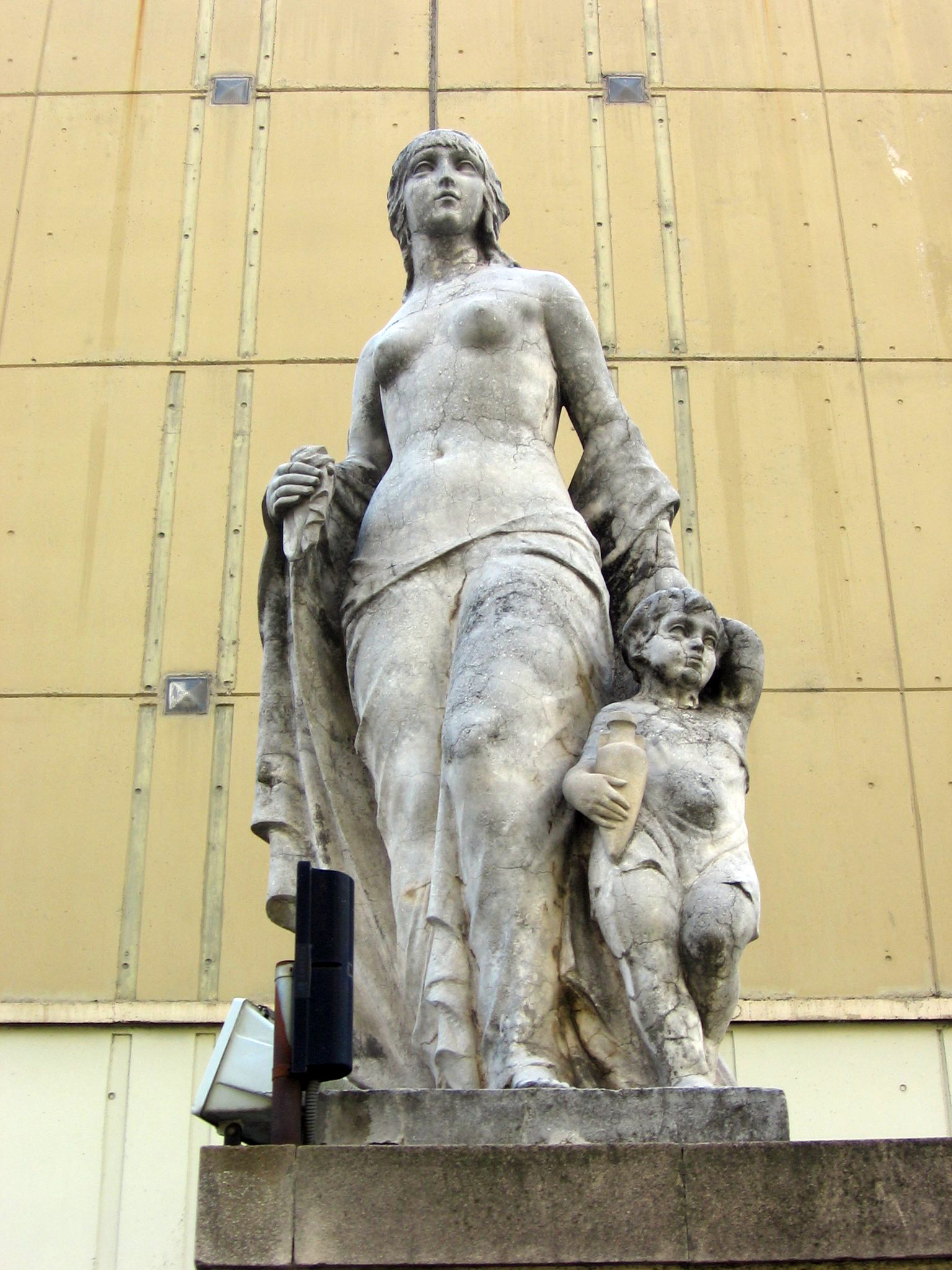
Dona amb nen (1928), de Carles Ridaura.

D'altra banda, als peus de les torres venecianes de la plaça d'Espanya hi havia una balustrada d'accés al recinte de l'Exposició decorada amb quatre escultures: les Arts i la Indústria, de Carles Ridaura; el Comerç, d'Enric Monjo; i l'Esport, de Josep Viladomat. Aquesta balustrada va ser eliminada els anys 1970 durant una reurbanització de la plaça degut a les obres del metro, i juntament amb ella van desaparèixer les estàtues; tan sols es va conservar una, la de les Arts —també anomenada Dona amb nen—, traslladada a un lloc proper, a l'avinguda del Paral·lel prop de la cantonada amb el carrer de Lleida.

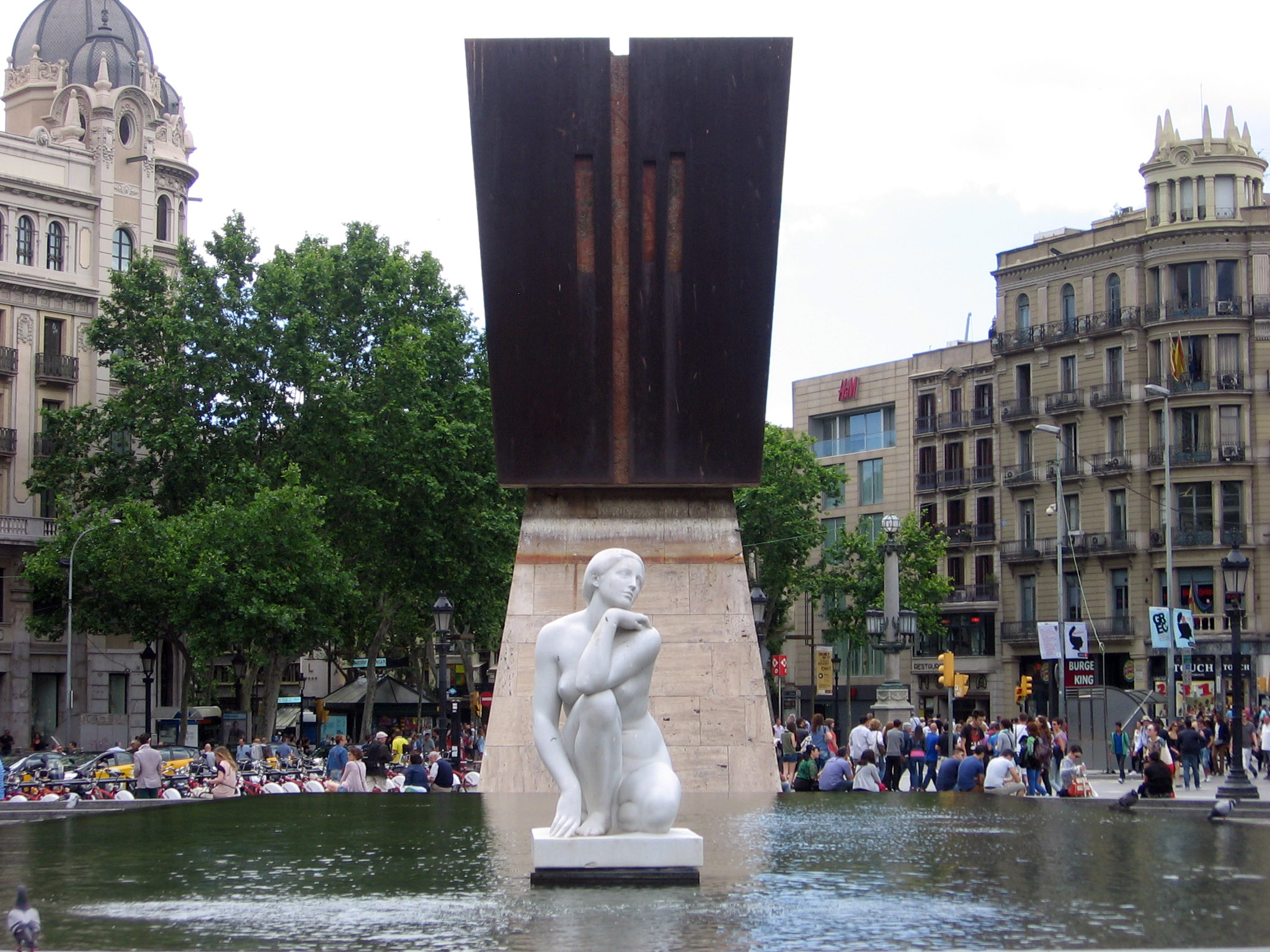
La deessa (1928), de Josep Clarà, Plaça de Catalunya.

A més de les realitzacions en el recinte firal, com en l'anterior exposició es van efectuar diverses actuacions per tota la ciutat. La més important fou a la Plaça de Catalunya, actualment un dels centres neuràlgics de la ciutat, però que antigament era una esplanada als afores del nucli antic, que no va començar a urbanitzar-se fins al 1902. Amb motiu precisament de l'Exposició es va dur a terme una reurbanització de tot l'espai de la plaça, amb un projecte de Francesc Nebot, i fou inaugurada per Alfons XIII el 1927. Per a decorar la plaça s'organitzà un concurs públic el 1927, en el que es va decidir la instal·lació d'un conjunt escultòric de 28 obres: Maternitat, de Vicenç Navarro; Jove, de Josep Dunyach; El forjador, de Josep Llimona; Dona amb nen i flabiol, de Josep Viladomat; Figura femenina, d'Enric Casanovas; Joventut, de Josep Clarà; Pastor del flabiol, de Pau Gargallo; Navegació, d'Eusebi Arnau; Barcelona, de Frederic Marès; Montserrat, d'Eusebi Arnau; Figura femenina, de Josep Llimona; Hèrcules, d'Antoni Parera; Dona amb àngel, de Vicenç Navarro; Tarragona, de Jaume Otero; Font dels sis putti, de Jaume Otero; Lleida, de Joan Borrell; Dona amb imatge de la Mare de Déu, d'Enric Monjo; L'esperit popular, de Jaume Otero; Pastor de l'àliga, de Pau Gargallo; Pomona, d'Enric Monjo; Saviesa, de Miquel Oslé; La deessa, de Josep Clarà —actualment una còpia, l'original es troba al vestíbul de la Casa de la Ciutat—; Treball, de Llucià Oslé; Emporion, de Frederic Marès; Pescador, de Josep Tenas; Dona, de Joan Borrell; Montseny, de Jaume Duran; i Girona, d'Antoni Parera. Originalment estava també a la plaça el grup Nens cavalcant peixos (1928), de Frederic Marès, una font amb brolladors d'aigua i quatre de les figures que indica el títol, que fou traslladada el 1961 a la cruïlla de Gran Via i Rambla de Catalunya.
En relació al conjunt de la Plaça de Catalunya, alguns canvis realitzats sobre la marxa en el projecte original van motivar la substitució de diverses peces i el seu trasllat a altres zones de la ciutat. Un dels motius principals fou l'anul·lació del projecte de Francesc Nebot de col·locar a la plaça un templet amb columnata decorat amb setze figures femenines, que finalment no es va realitzar per decisió del consistori, fet que va motivar la dimissió de Nebot al davant de les obres. Així, algunes de les escultures confeccionades per a aquest templet foren recol·locades en diferents indrets: quatre d'elles, executades per Eusebi Arnau, Josep Llimona, Enric Casanovas i Àngel Tarrach, van ser col·locades al mur d'entrada del Palau Reial de Pedralbes; dues altres, de Josep Dunyach (Deessa) i Vicenç Navarro (La nit), foren instal·lades al Parc de la Ciutadella; i dues més (Fertilitat, de Josep Clarà, i La veremadora, de Pau Gargallo), als Jardins de Miramar, a Montjuïc. Un altre dels motius de l'excedent d'obres fou la decisió que tots els grups escultòrics de la plaça fossin realitzats en bronze —excepte els de la terrassa superior, que són de pedra—, amb el resultat de què algunes obres que ja havien sigut executades en pedra hagueren de repetir-se, i les sobrants fossin reubicades: es tracta de Lleida, de Manuel Fuxà, i Tarragona, de Jaume Otero, que foren instal·lades a l'Avinguda Diagonal, enfront del Palau Reial de Pedralbes. En darrer lloc, l'obra titulada Marinada o Dansarina, d'Antoni Alsina, fou situada als Jardins de l'Umbracle, al Passeig de Santa Madrona de Montjuïc, en aquest cas per tractar-se d'un nu femení que no va ser vist amb bons ulls per la moral imperant en el moment.
Passada l'Exposició, el 1930 s'inaugurà el Monument a Pau Gil, en honor del banquer que va introduir la indústria del gas a Barcelona i que amb el seu testament va afavorir la construcció de l'Hospital de la Santa Creu i Sant Pau, una joia del modernisme efectuada per Lluís Domènech i Montaner, a la porta d'entrada del qual es troba el monument. L'obra, d'Eusebi Arnau, es va realitzar el 1916, però no fou col·locada fins al 1930, i presenta un bust del banquer amb una al·legoria de la Caritat als seus peus. També aquell any es va col·locar a la Gran Via el monument a l'escenògraf Francesc Soler i Rovirosa, obra de Frederic Marès en forma de nu femení ajagut amb una flor en la mà; i el Monument a Eduardo Dato, al carrer Sant Antoni Maria Claret, obra de Jaume Duran, compost d'una al·legoria de la Fama i un monòlit amb un medalló de l'homenatjat.

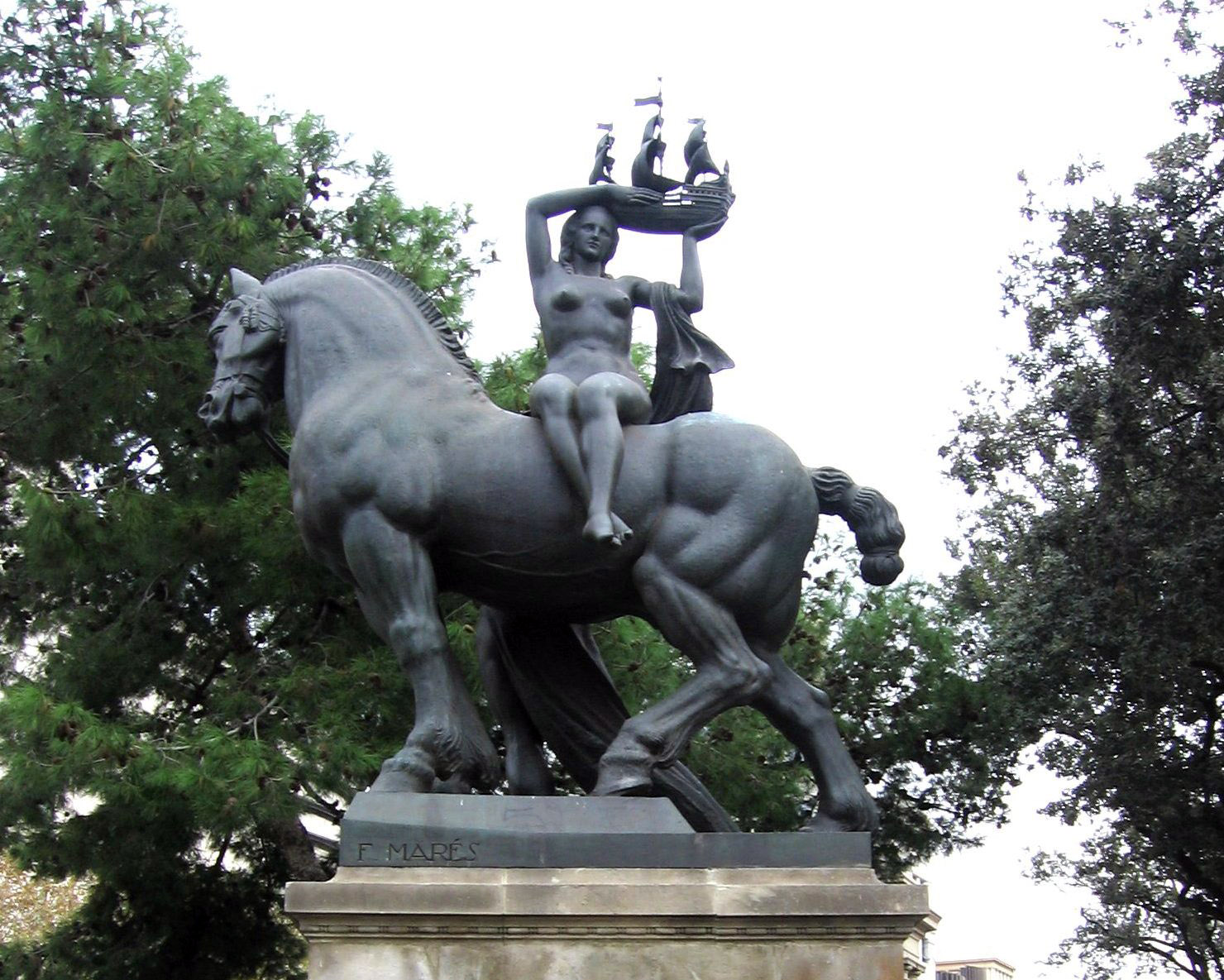
Barcelona (1928), de Frederic Marès, Plaça de Catalunya.
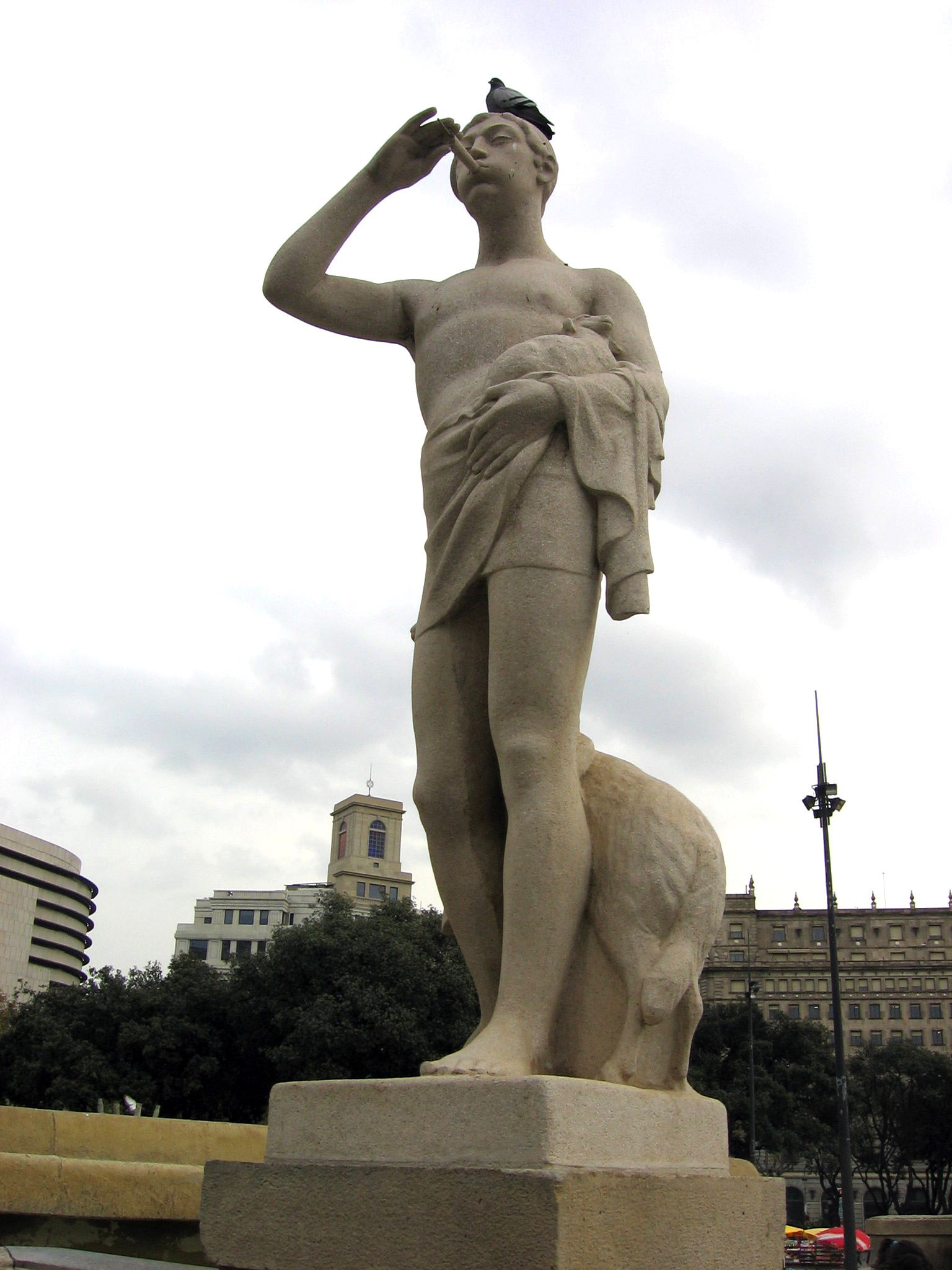
Pastor del flabiol (1928), de Pau Gargallo, Plaça de Catalunya.
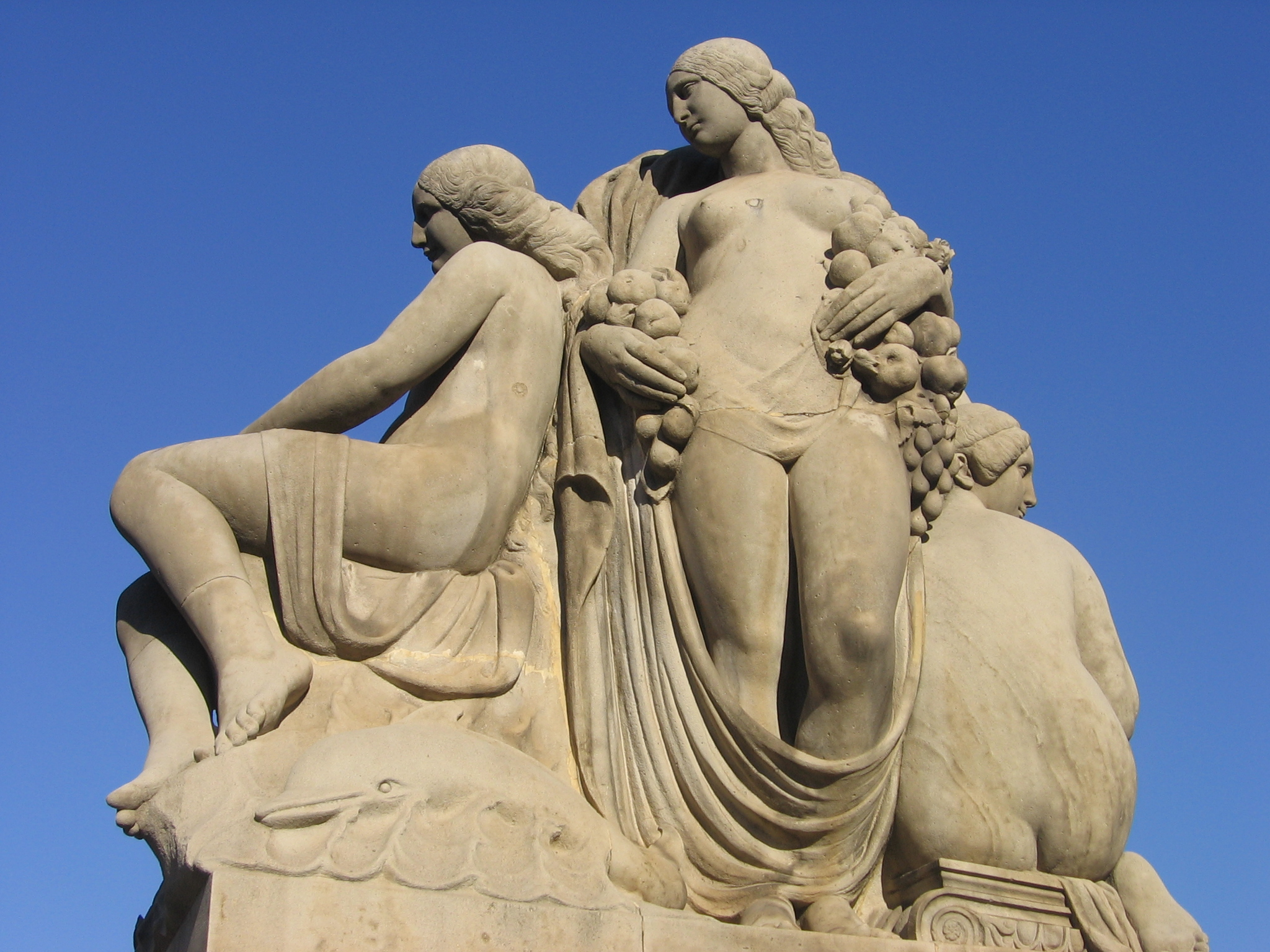
Tarragona (1928), de Jaume Otero, Avinguda Diagonal.
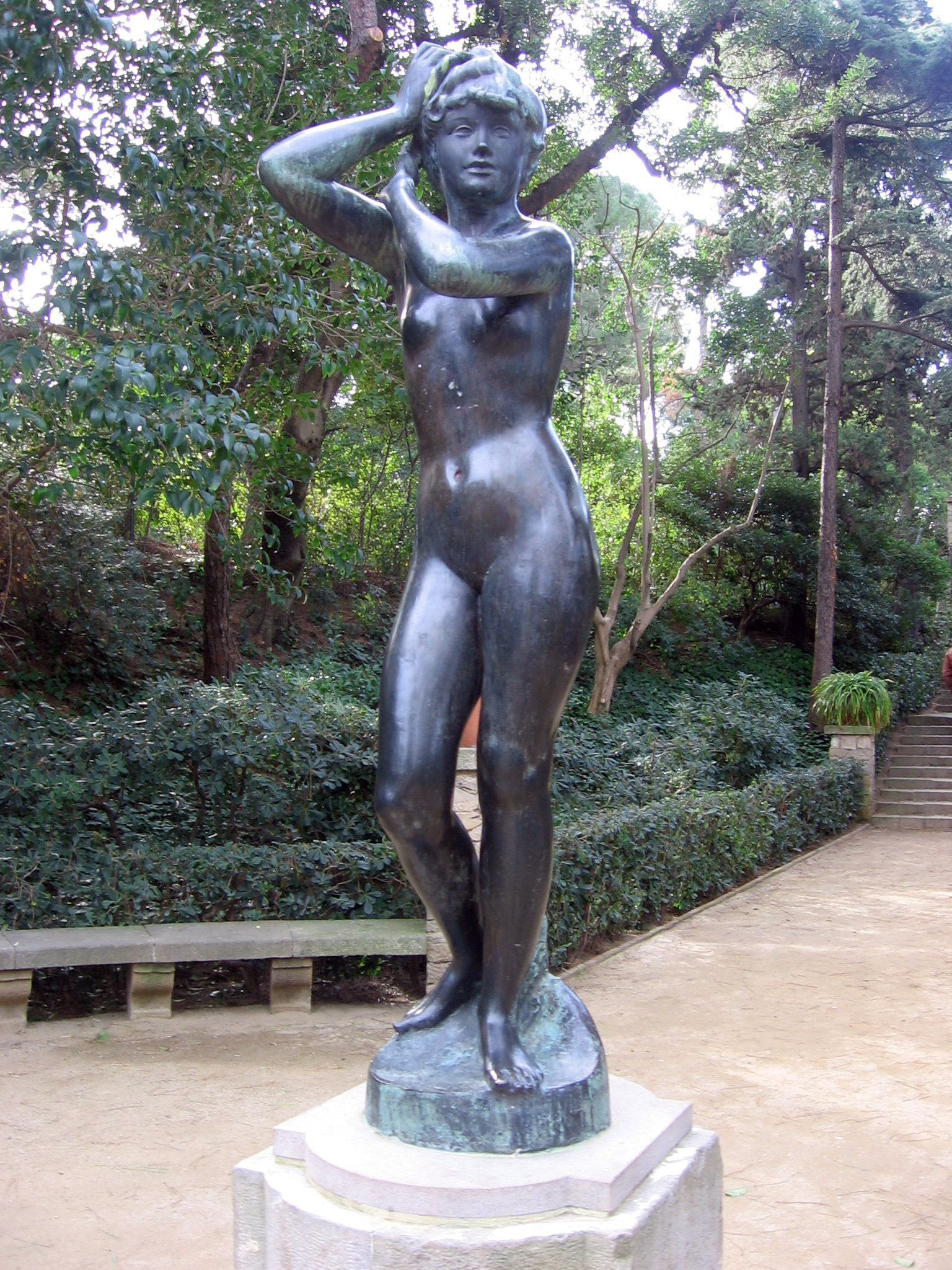
Jove de la trena (1928), de Josep Viladomat, Jardins de Laribal.
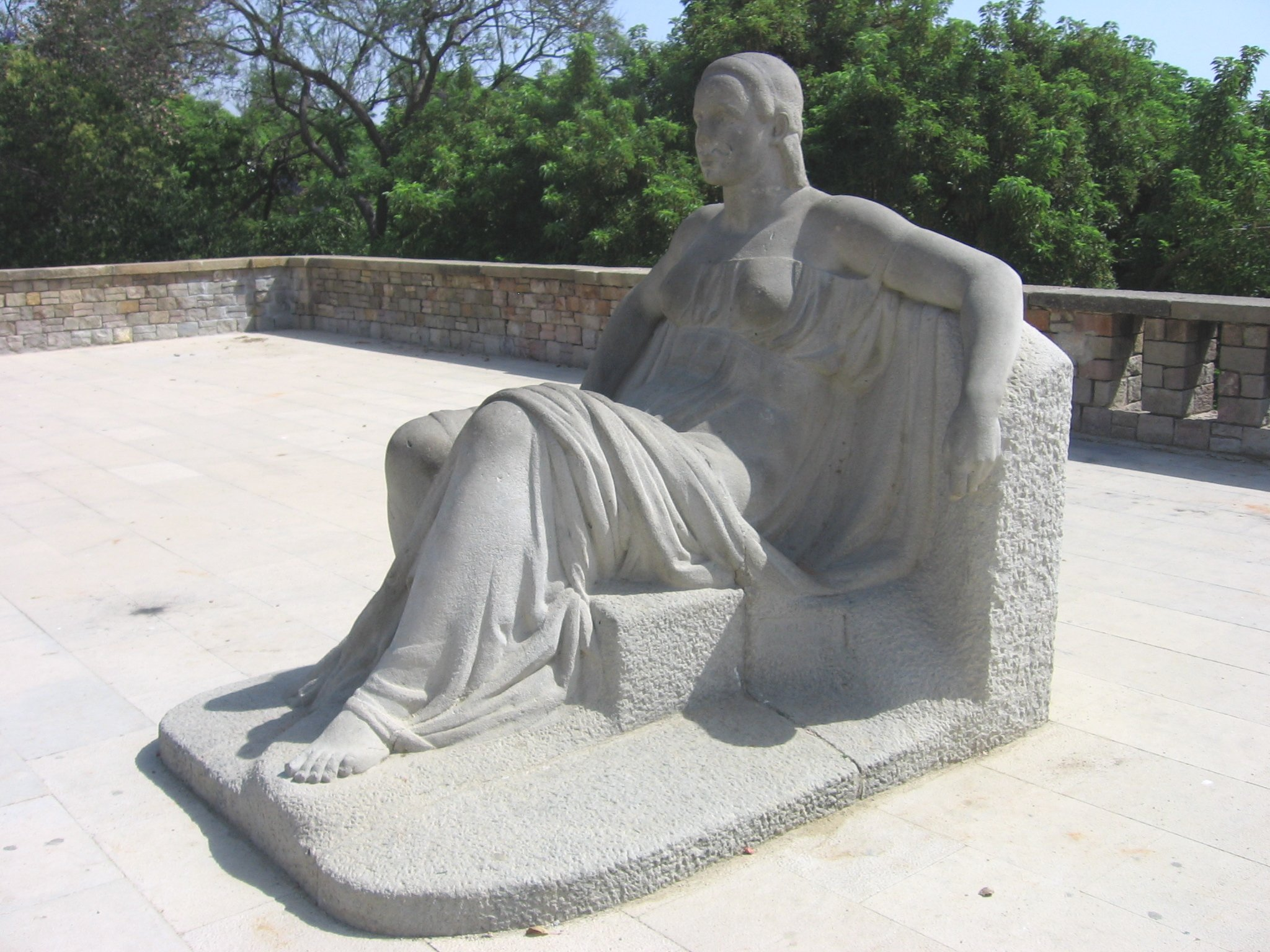
Serenitat (1928), de Josep Clarà, Jardins de Miramar.
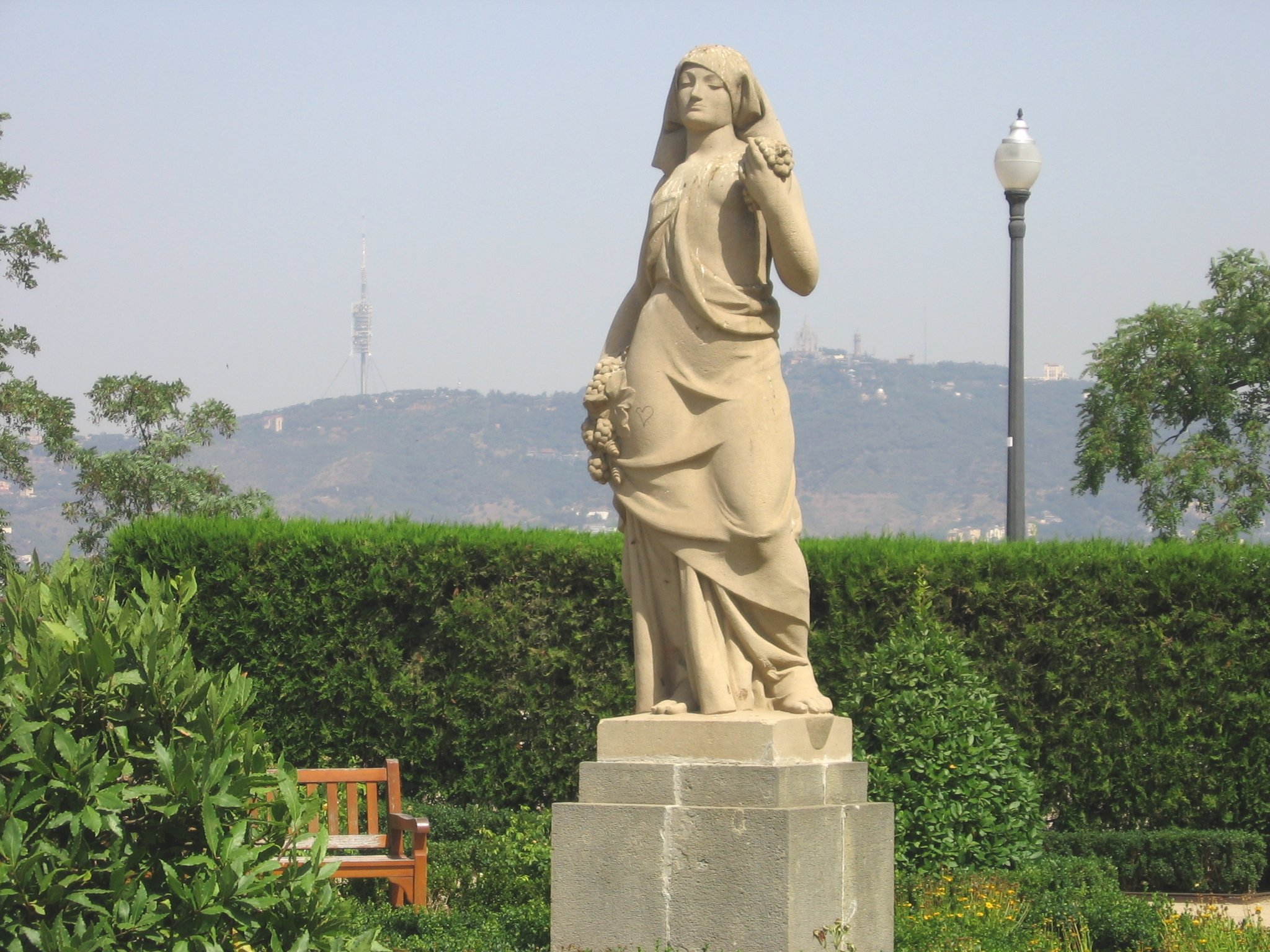
La veremadora (1928), de Pau Gargallo, Jardins de Miramar.
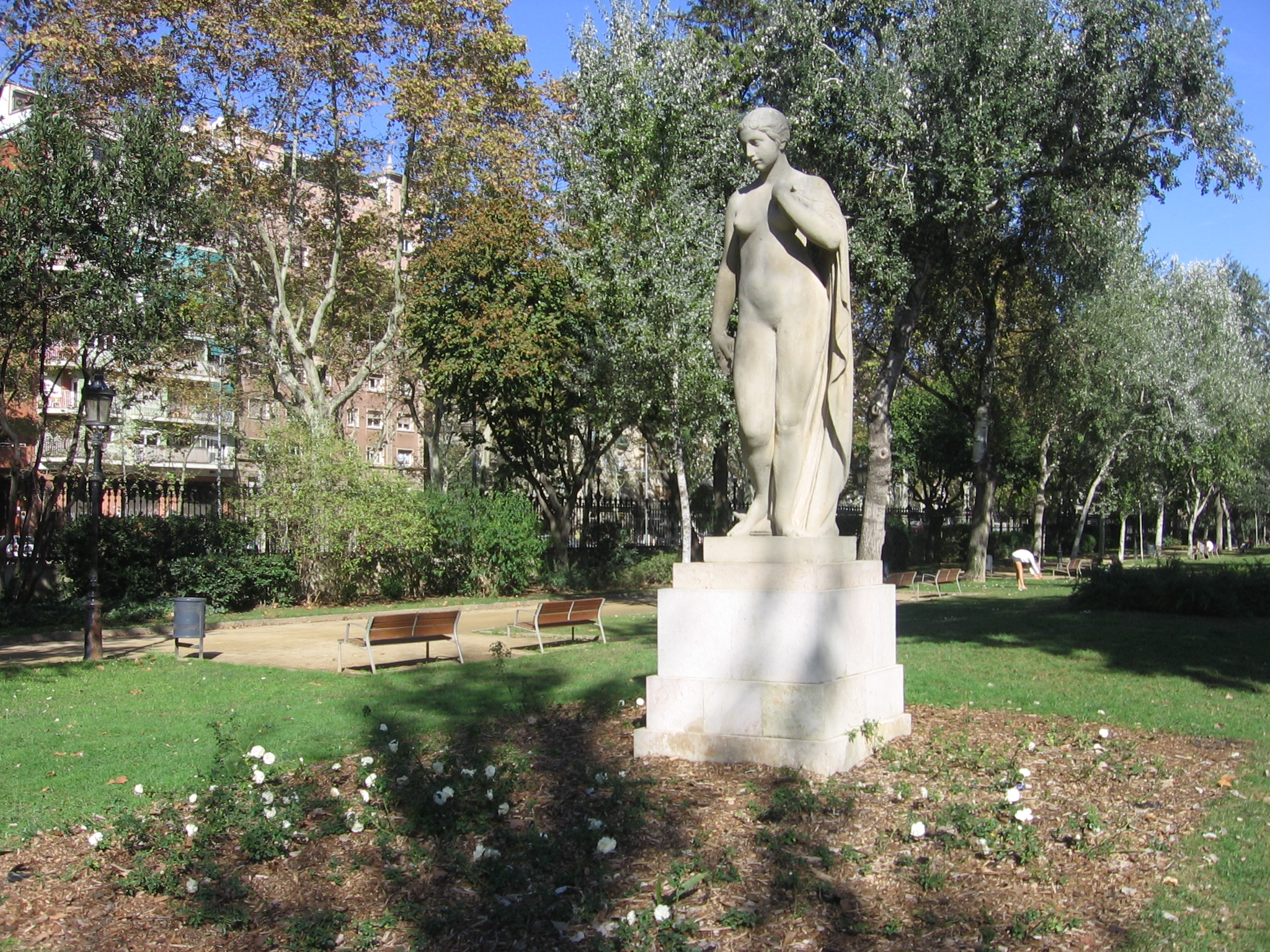
Deessa (1928), de Josep Dunyach, Parc de la Ciutadella.
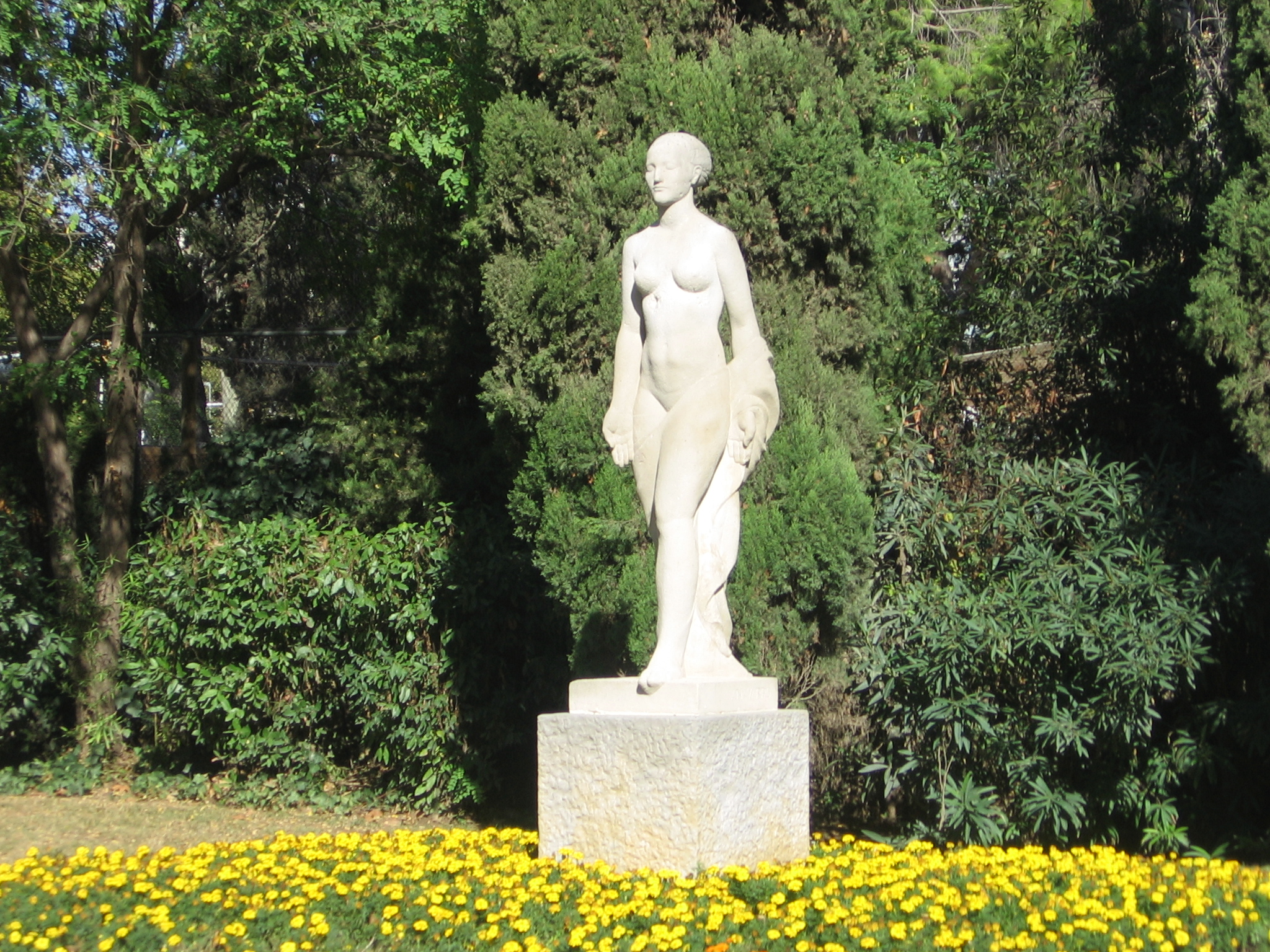
La nit (1929), de Vicenç Navarro, Parc de la Ciutadella.
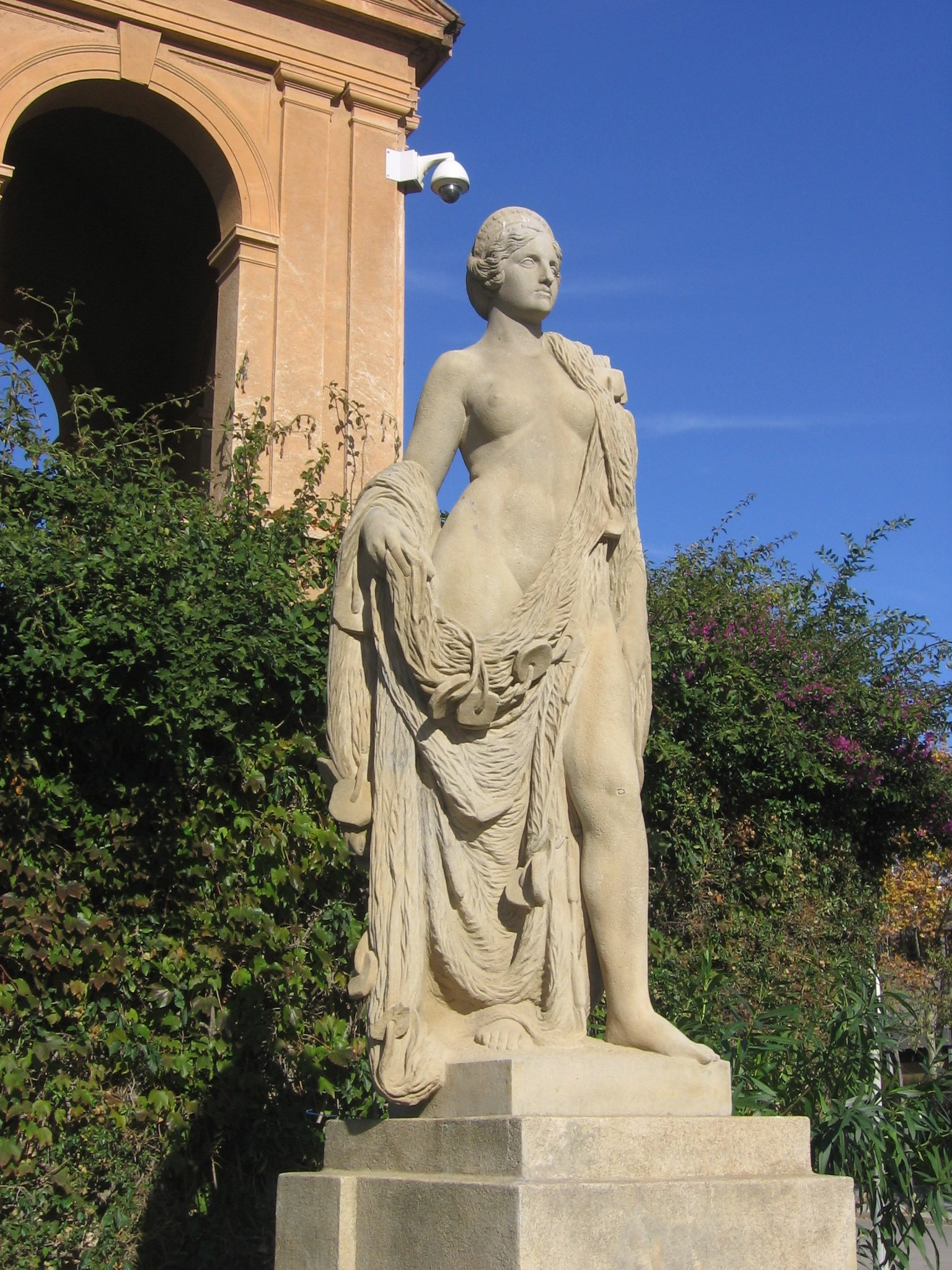
Marina (1929), d'Eusebi Arnau, Palau Reial de Pedralbes.
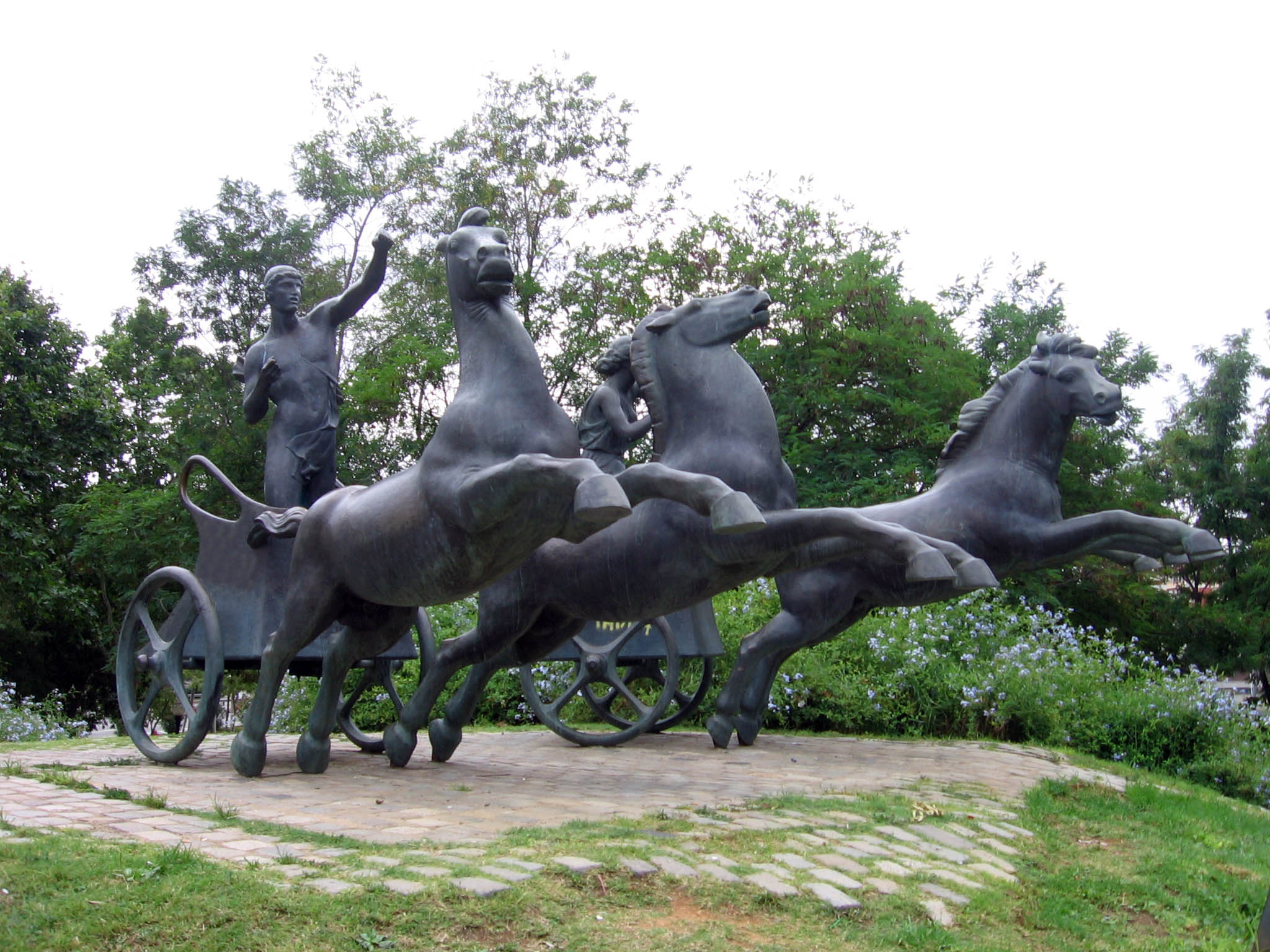
Aurigues olímpics (1929), de Pau Gargallo (còpia al Parc de Can Dragó).
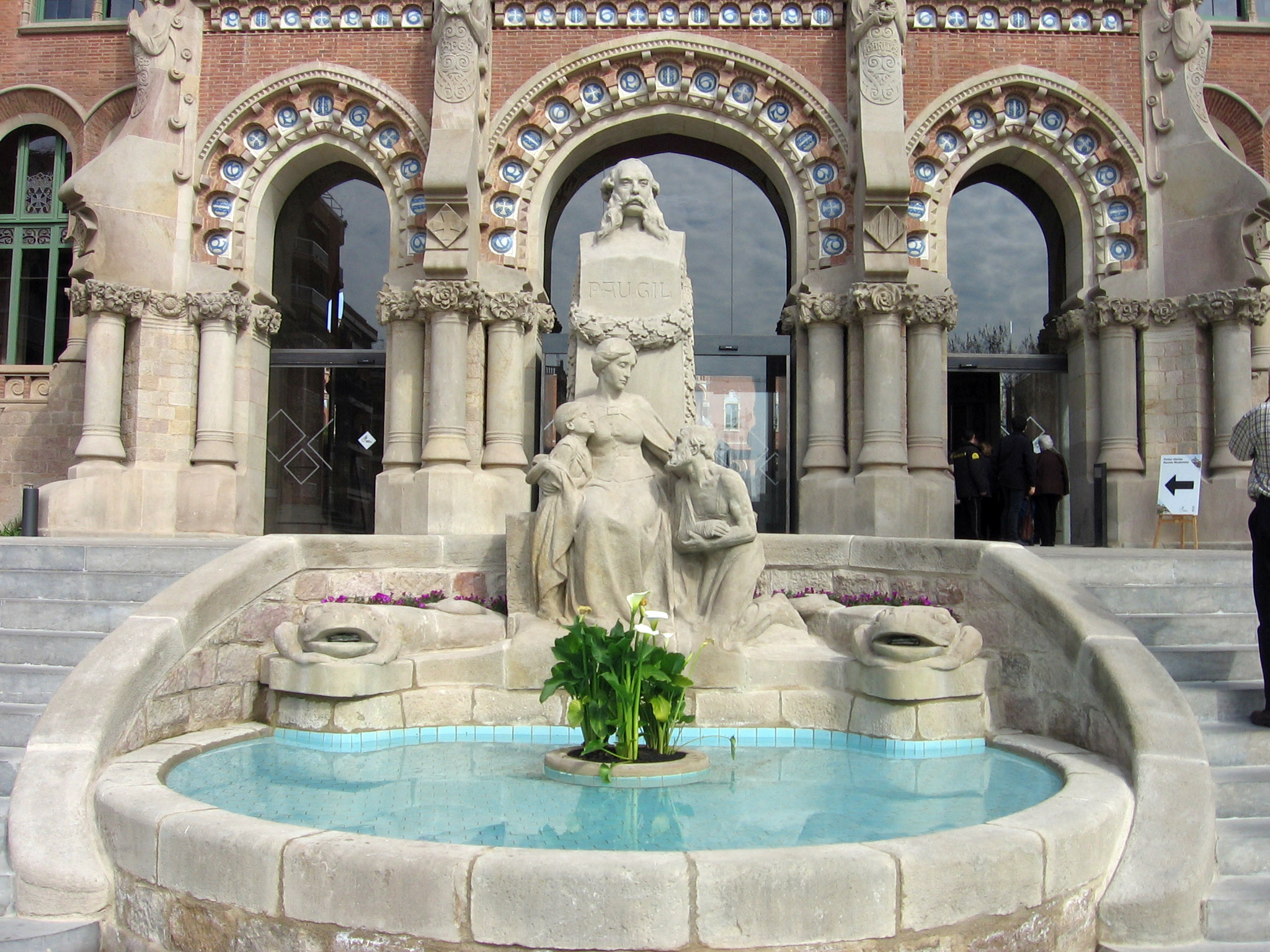
Monument a Pau Gil (1930), d'Eusebi Arnau, Hospital de la Santa Creu i Sant Pau.
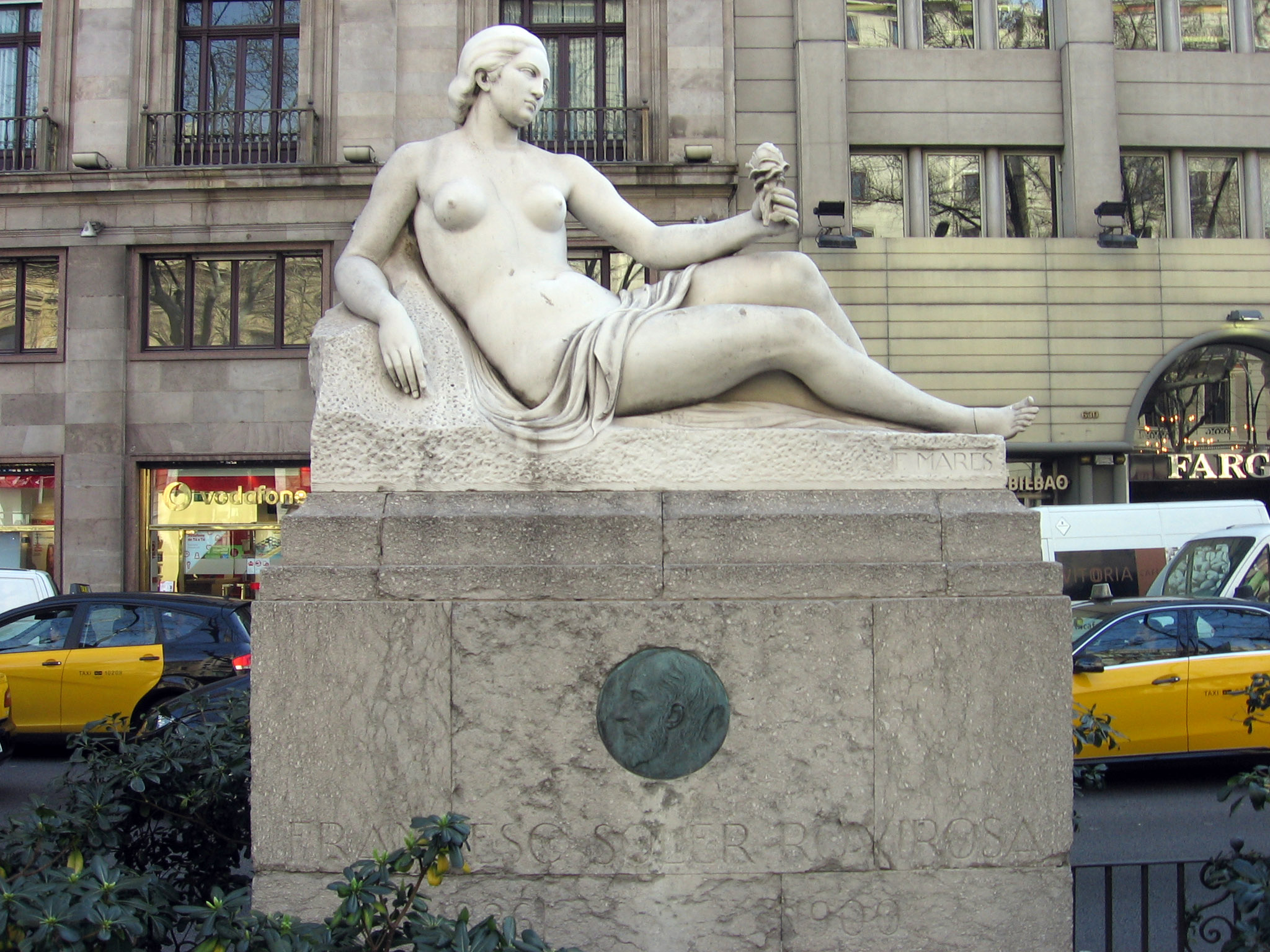
A Francesc Soler i Rovirosa (1930), de Frederic Marès, Gran Via de les Corts Catalanes.
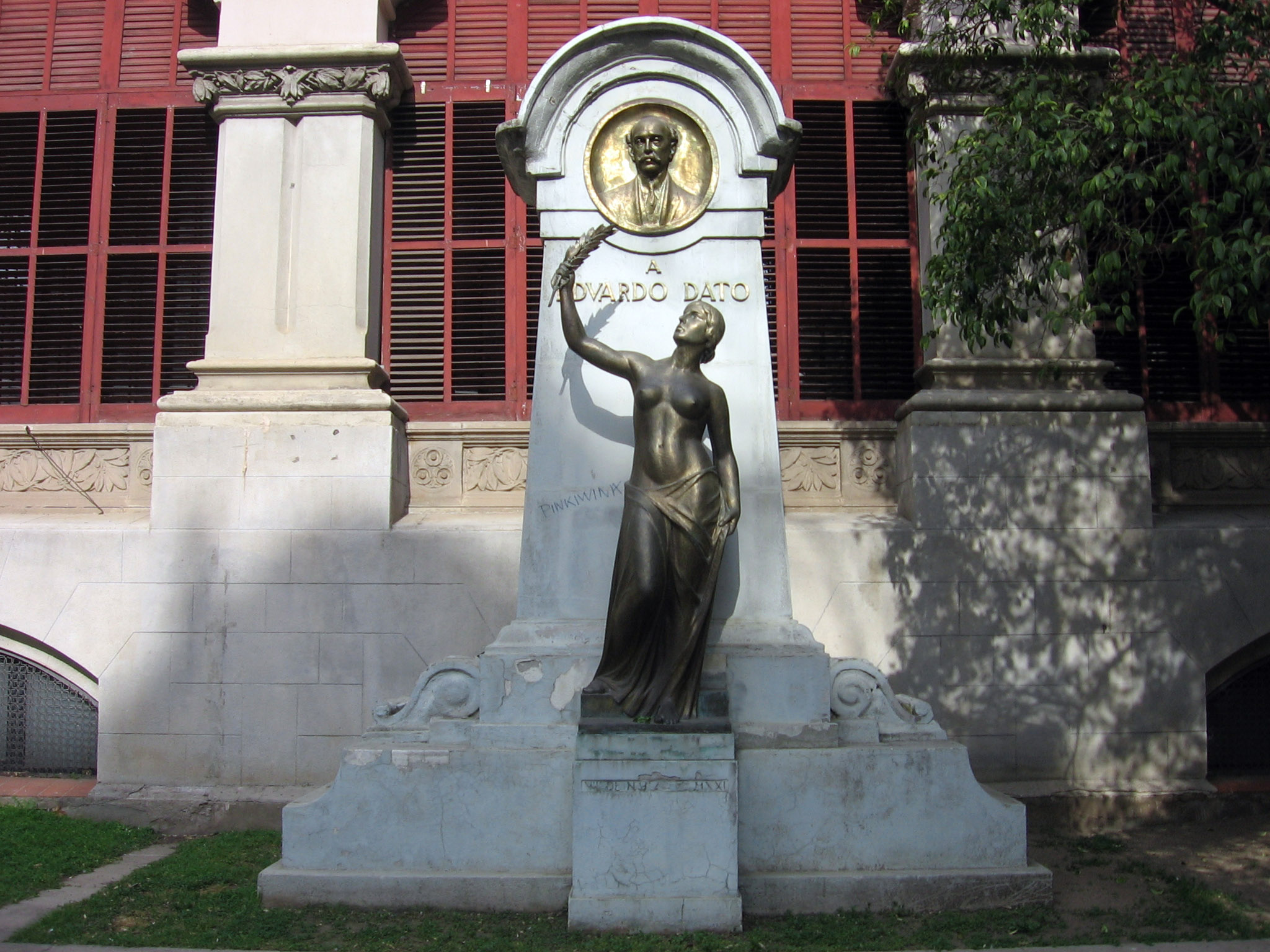
A Eduardo Dato (1930), de Jaume Duran, carrer Sant Antoni Maria Claret.

#### Segona República

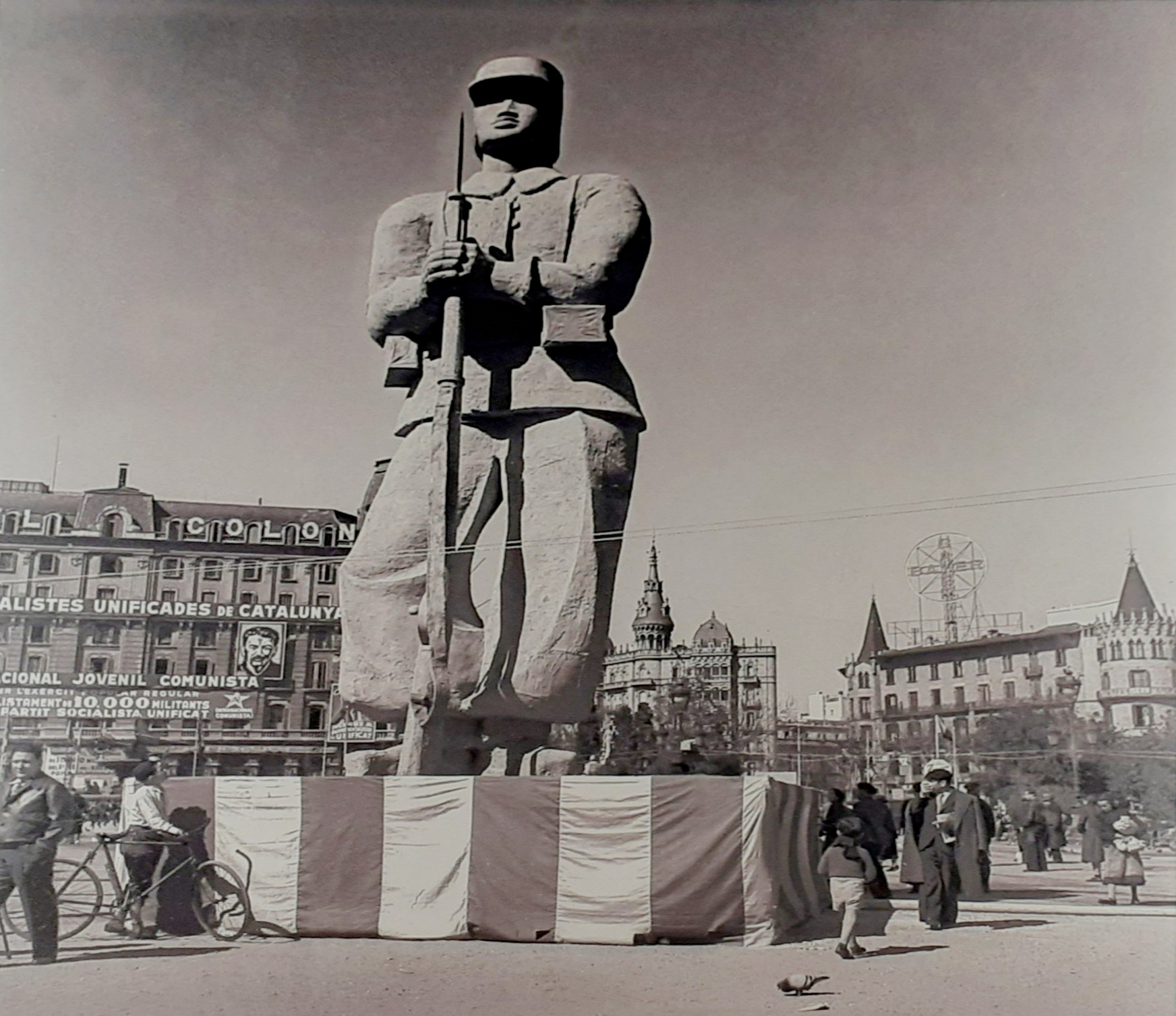
El soldat desconegut (1937), de Miquel Paredes.

Durant els anys de la Segona República i la Guerra Civil no es van realitzar gaires monuments, a causa de la inestabilitat política i la convulsa situació del país. Un dels primers fou el Monument a Pere Vila (1932), un indià que va deixar una disposició testamentària per a construir un col·legi —que porta el seu nom— al Saló de Sant Joan, al costat de l'Arc de Triomf, i a qui s'homenatjà amb una escultura de bronze amb tres figures de nens i un escut amb el nom del benefactor, obra de Josep Dunyach. El 1933 s'instal·là una placa-relleu en commemoració del segon aniversari de la República a les instal·lacions de Ràdio Barcelona al Tibidabo, obra d'Àngel Tarrach, del qual tan sols en queda el suport, ja que la inscripció fou esborrada en temps de la dictadura. A l'any següent es va col·locar un bust en honor de l'economista Guillem Graell i Moles al Passeig de Sant Joan amb Còrsega, obra de Vicenç Antón. Aquell mateix any s'instal·là el bust de Narcís Oller a la Via Augusta, i actualment a la plaça homònima, obra d'Eusebi Arnau.

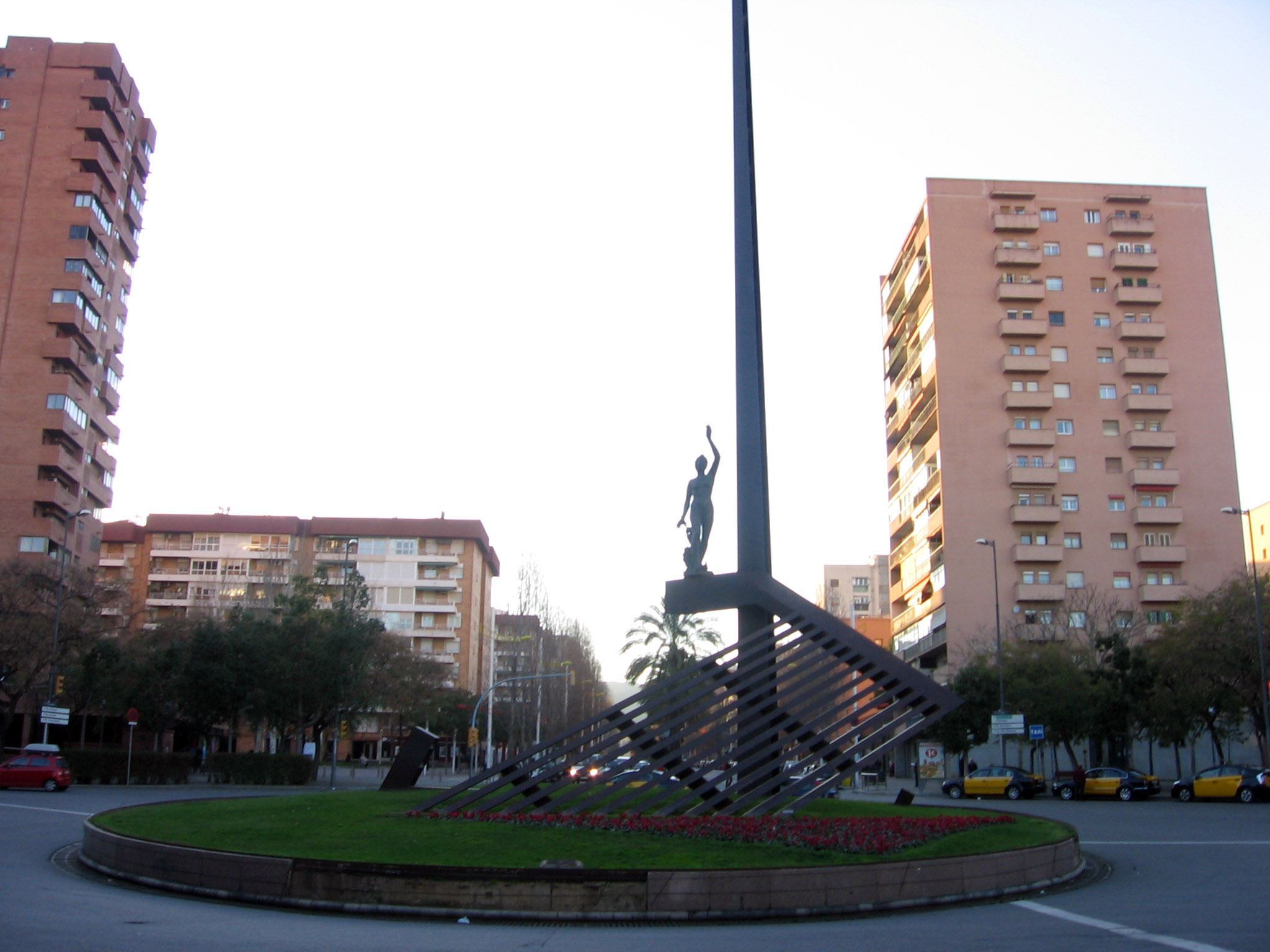
La República (Homenatge a Pi i Margall) (1934), de Josep Viladomat, plaça de la República.

El mateix 1934 s'inaugurà La República (Homenatge a Pi i Margall), un monument dedicat a la Primera República Espanyola, així com a qui en fou un dels seus presidents, Francesc Pi i Margall. La idea va sorgir el 1915, decidint-se la seva ubicació en la plaça del Cinc d'Oros, en la confluència de l'Avinguda Diagonal amb el Passeig de Gràcia. Malgrat tot, el projecte va quedar postergat amb l'arribada de la dictadura de Primo de Rivera. Amb l'inici de la Segona República es va reprendre el projecte, i s'organitzà un concurs públic que guanyà Josep Viladomat, amb una imatge de la República en forma de nu femení amb un barret frigi, amb el braç aixecat i portant una branca de llorer, situada sobre un obelisc. Després de la Guerra Civil, les noves autoritats van retirar l'estàtua, que fou substituïda per una al·legoria de la Victòria de Frederic Marès. L'estàtua fou guardada en un magatzem municipal, fins que amb l'arribada de la democràcia fou recuperada, tot i que es va col·locar en altre lloc, la plaça de la República, com a part integrant d'un monument de nova construcció, obra dels arquitectes Albert Viaplana i Helio Piñón, en forma d'una estructura d'acer patinable de 30 metres d'altura, d'aspecte abstracte.

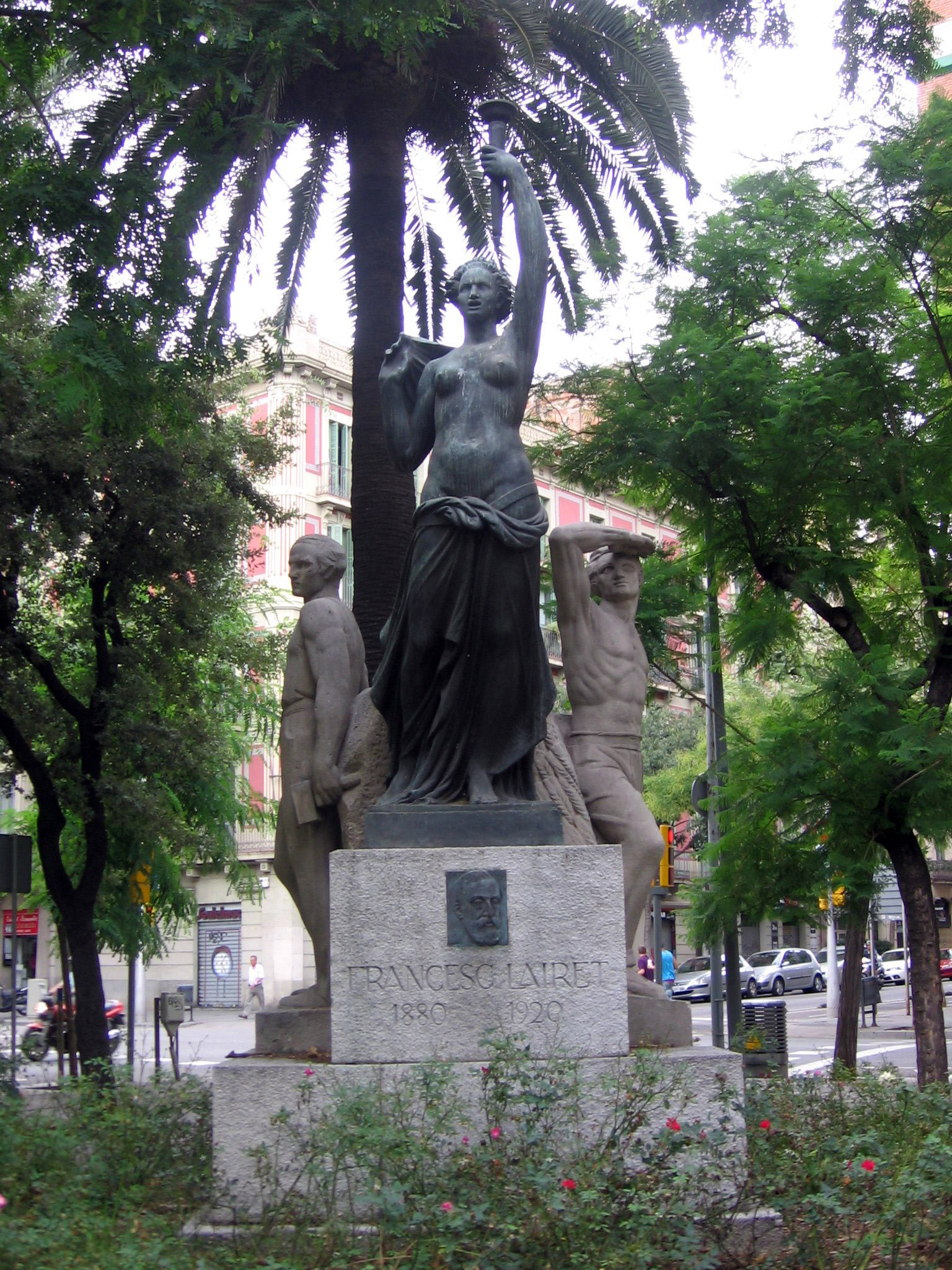
A Francesc Layret (1936), de Frederic Marès, Plaça de Goya.

El 1935 es va coronar el Temple Expiatori del Sagrat Cor, situat al Tibidabo, amb una escultura de la mateixa advocació, una colossal figura de 8 metres d'altura —la més alta llavors a Espanya— realitzada per Frederic Marès. L'estàtua, de bronze, va ser fosa durant la Guerra Civil per a forjar material bèl·lic, i substituïda per una altra el 1961, obra de Josep Miret. Aquell any s'instal·là al Passeig de Sant Joan un monument dedicat al pedagog de sord-muts Juan Pablo Bonet, amb un monòlit de l'arquitecte Joan Vidal i dos medallons de Josep Marquès, i que fou ampliat el 1966 amb la imatge d'un altre pedagog, Fray Pedro Ponce de León, obra de Josep Miret. També aquell any es va col·locar a la Plaça de La Puntual el bust a Santiago Rusiñol, obra d'Enric Clarasó. Ja el 1936 s'instal·là al Parc de la Ciutadella el Monument als Voluntaris Catalans, en record als que per pròpia voluntat van participar en la Primera Guerra Mundial, obra de Josep Clarà en forma d'un home nu amb els braços aixecats i portant una branca de llorer; després de la guerra, es va treure la dedicatòria de la placa i es va cobrir els genitals amb una fulla de parra.
També el 1936 es va realitzar l'homenatge A Francesc Layret, un advocat laboralista assassinat per pistolers a sou del Sindicat Lliure —vinculat a la patronal— el 1920. Es va col·locar a la Plaça de Sepúlveda —actual Plaça de Goya—, i fou obra de Frederic Marès. El 1939, passada la Guerra Civil, les noves autoritats van procedir a desmuntar el monument, que fou guardat en un magatzem municipal, fins que amb l'arribada de la democràcia fou restaurat a la seva ubicació original. El monument té un caràcter al·legòric: sobre un pedestal en forma de podi s'aixeca una figura de dona realitzada en bronze, amb el tors nu i el braç esquerre aixecat portant una torxa, que simbolitza la República; als seus costats es troben dues figures masculines en pedra, que representen un camperol i un obrer, mentre que a la part posterior es troba una altra figura femenina portant un nen en braços, en personificació dels desvalguts.
Poc després que el de Layret s'inaugurà el monument al metge i polític Domènec Martí i Julià, un dels ideòlegs del catalanisme d'esquerres, situat al costat de l'Institut Frenopàtic de la Diagonal, que havia dirigit, amb una obra de Josep Dunyach en forma de figura femenina en actitud de llançar flors. Ja en època de guerra tan sols es conserva un monument, el dedicat a Apel·les Mestres (1938), situat al Parc de la Font del Racó, al Tibidabo, obra de Francesc Socías i March. No obstant això, cal citar una obra emblemàtica, El soldat desconegut (1937), de Miquel Paredes, una figura d'un milicià amb un fusell, de dotze metres d'altura, situada a la plaça de Catalunya i realitzada amb trossos de xarpellera xopats de guix i pintats de color terracota, que va ser derrocada després de la guerra.

#### La dictadura franquista

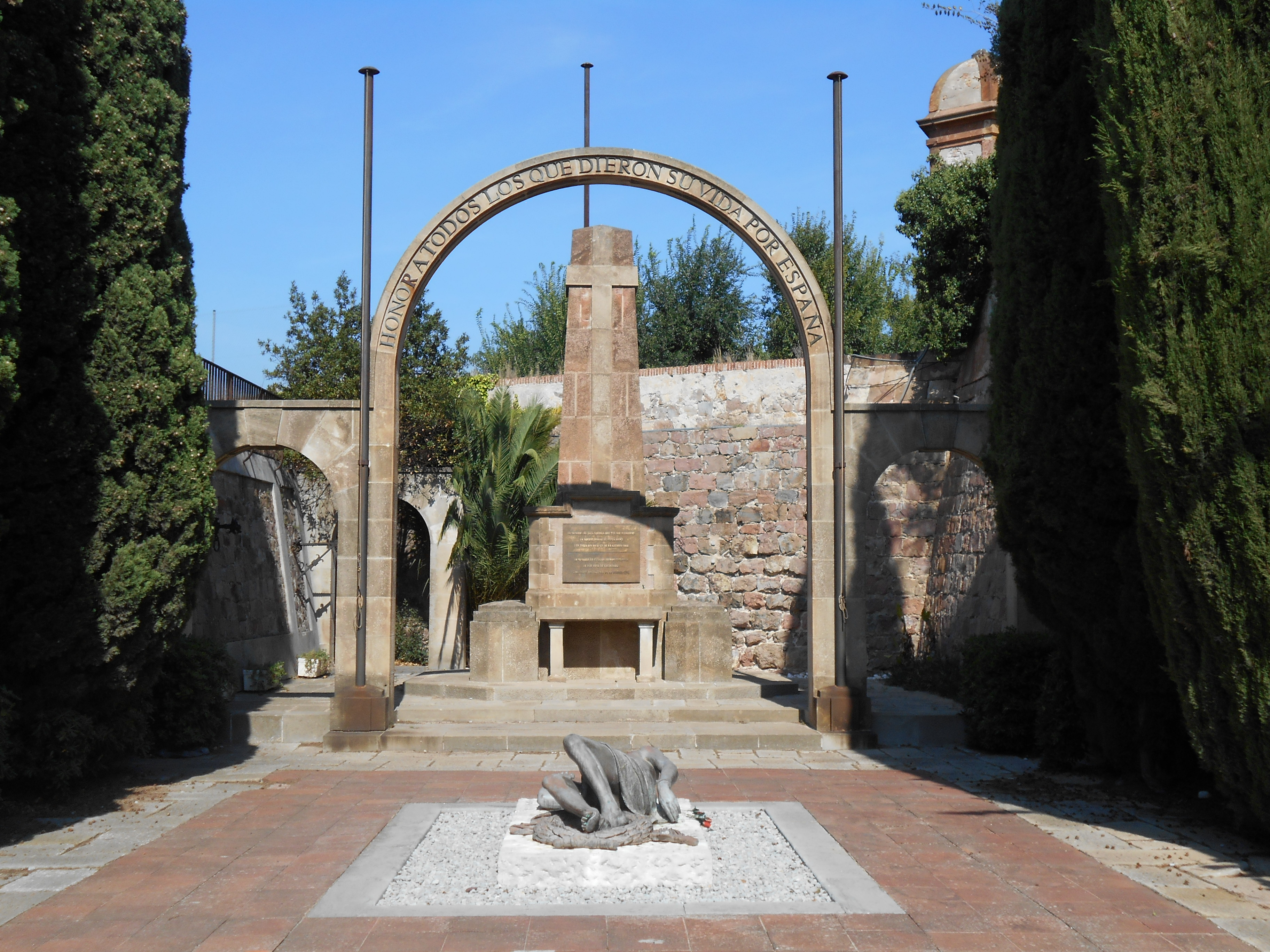
Monument als Caiguts (1940), Fossat de Santa Elena, Castell de Montjuïc.

Després de la Guerra Civil les noves autoritats van propiciar la destrucció o desinstal·lació de nombrosos monuments dedicats a personatges vinculats amb l'esquerra o el catalanisme, com La República (Homenatge a Pi i Margall), el Monument al Doctor Robert, el dedicat A Francesc Layret, o les figures de Rafael Casanova i Pau Claris. Altres monuments o estàtues foren reconvertits en retirar-se les seves dedicatòries, especialment per la prohibició de l'ús de l'idioma català, fet que va portar la retirada o remodelació de nombroses plaques i dedicatòries escrites en aquest idioma; es van donar així casos com el Monument als Voluntaris Catalans, el dedicat a Domènec Martí i Julià, el de Guillem Graell i Moles, el de Frederic Mistral, o les figures de Jaume I i Joan Fiveller de la Casa de la Ciutat.

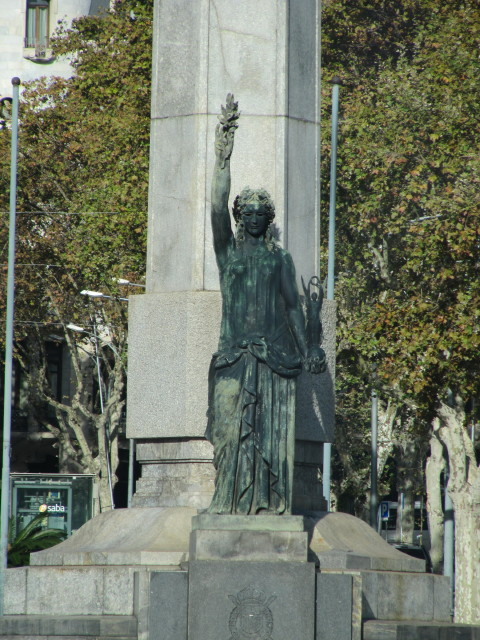
Victòria, escultura de Frederic Marès situada fins al 2011 a la plaça del Cinc d'Oros de Barcelona.

En forma inversa, es va procedir a la reconstrucció de nombrosos monuments vinculats a la dreta destruïts durant la guerra. Un dels escultors que va rebre més encàrrecs en aquest sentit fou Frederic Marès, un artista del gust del nou règim franquista, qui entre 1944 i 1954 va restaurar o reconstruir nombroses obres d'art públic, com el Monument a Antonio López a la plaça homònima (actualment Idrissa Diallo), obra original de Venanci Vallmitjana de 1884; A Joan Güell i Ferrer, obra de Rossend Nobas situada a la Gran Via amb Rambla de Catalunya; el Monument al General Prim, obra de Lluís Puiggener, ubicada al Parc de la Ciutadella; i Al Canonge Rodó, obra del mateix Marès que va recompondre posteriorment de forma diferent. També s'encarregà de la substitució del Monument a la República per altre a la Victòria, a la plaça del Cinc d'Oros. Paradoxalment, l'estàtua de la Victòria de Marès havia sigut concebuda com de la República i havia competit amb la de Josep Viladomat al concurs d'adjudicació del 1932. Per a la seva adaptació, Marès va haver de fer algunes modificacions a la seva obra, com tapar el tors anteriorment nu. L'estàtua fou retirada el 2011, i actualment tan sols en queda l'obelisc.
En aquesta època va haver-hi una gran proliferació de monuments, ja que la dictadura va utilitzar l'art com a mitjà propagandístic del seu ideari: segons Alexandre Cirici i Pellicer, «l'estètica apareix com un element essencial del franquisme, de la mateixa manera que fou un element essencial en tots els feixismes». Els primers monuments erigits per les noves autoritats franquistes, el mateix 1939, foren improvisats i efímers: el 19 de maig, «dia de la Victòria», es va col·locar una làpida amb el darrer comunicat de guerra a la façana de l'Ajuntament; el 29 d'abril es va posar una creu als caiguts a l'Hospital de Sant Pau; el 7 de maig s'instal·là un obelisc en commemoració del 2 de maig a la Plaça de Catalunya; i el 19 de juliol es col·locà al Portal de la Pau un arc de triomf en honor de Galeazzo Ciano, de visita a la ciutat.

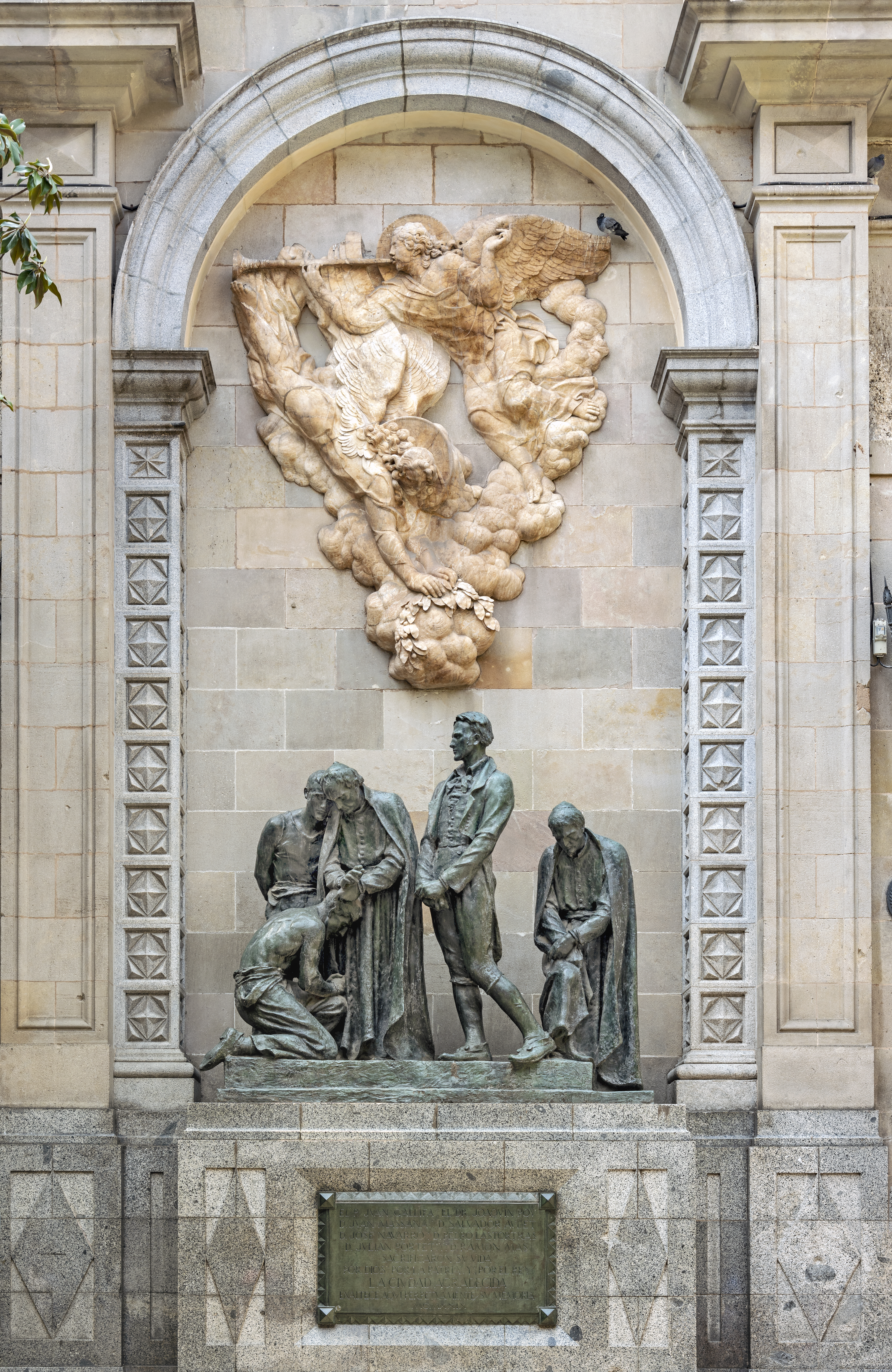
Monument als Màrtirs de la Independència (1941), de Josep Llimona, Plaça Garriga i Bachs.

El primer monument definitiu i amb caràcter més planificat fou el dedicat als Caiguts al Fossat de Santa Elena del Castell de Montjuïc, realitzat el 1940 pels arquitectes Manuel Baldrich, Joaquim de Ros i de Ramis, Josep Soteras, Manuel de Solà-Morales i Josep Mas, i els escultors Miquel i Llucià Oslé. El monument constava de tres arcs —el del mig, més alt i ample—, un altar i un sepulcre coronat per un obelisc amb una creu, a més d'una làpida on es trobava l'escultura realitzada pels germans Oslé, una figura jacent amb una corona de llorer als peus.
A l'any següent s'inaugurà el Monument als Màrtirs de la Independència, un grup realitzat en bronze per Josep Llimona el 1930, i que fou col·locat a la Plaça Garriga i Bachs, amb l'afegit d'un relleu d'alabastre amb dos àngels envoltats en un núvol a la part superior de la fornícula, confeccionat per a l'ocasió per Vicenç Navarro. El va seguir el Monument al pintor Fortuny, situat al carrer del mateix nom, una obra de Miquel i Llucià Oslé realitzada el 1922 però la instal·lació de la qual havia sigut interrompuda per la guerra, i que es col·locà finalment el 1942. A l'any següent s'instal·là al carrer Bisbe el monument al bisbe Irurita, obra de Vicenç Navarro.
El 1947 es van instal·lar diverses fonts als districtes de l'Eixample i Gràcia, seguint amb la tradició iniciada els anys 1910-1920: es tracta de la Font de Blancaneu, de Josep Manuel Benedicto, a la Plaça de Gal·la Placídia; la Font del Nen Pescador, del mateix autor, a Diagonal/Casanova; i la Font de Rut, de Josep Maria Camps i Arnau, a la Plaça de la Virreina. A l'any següent es col·locà a la Clínica Aliança el Monument a Josep Girona i Trius, d'Antonio Ramón González.

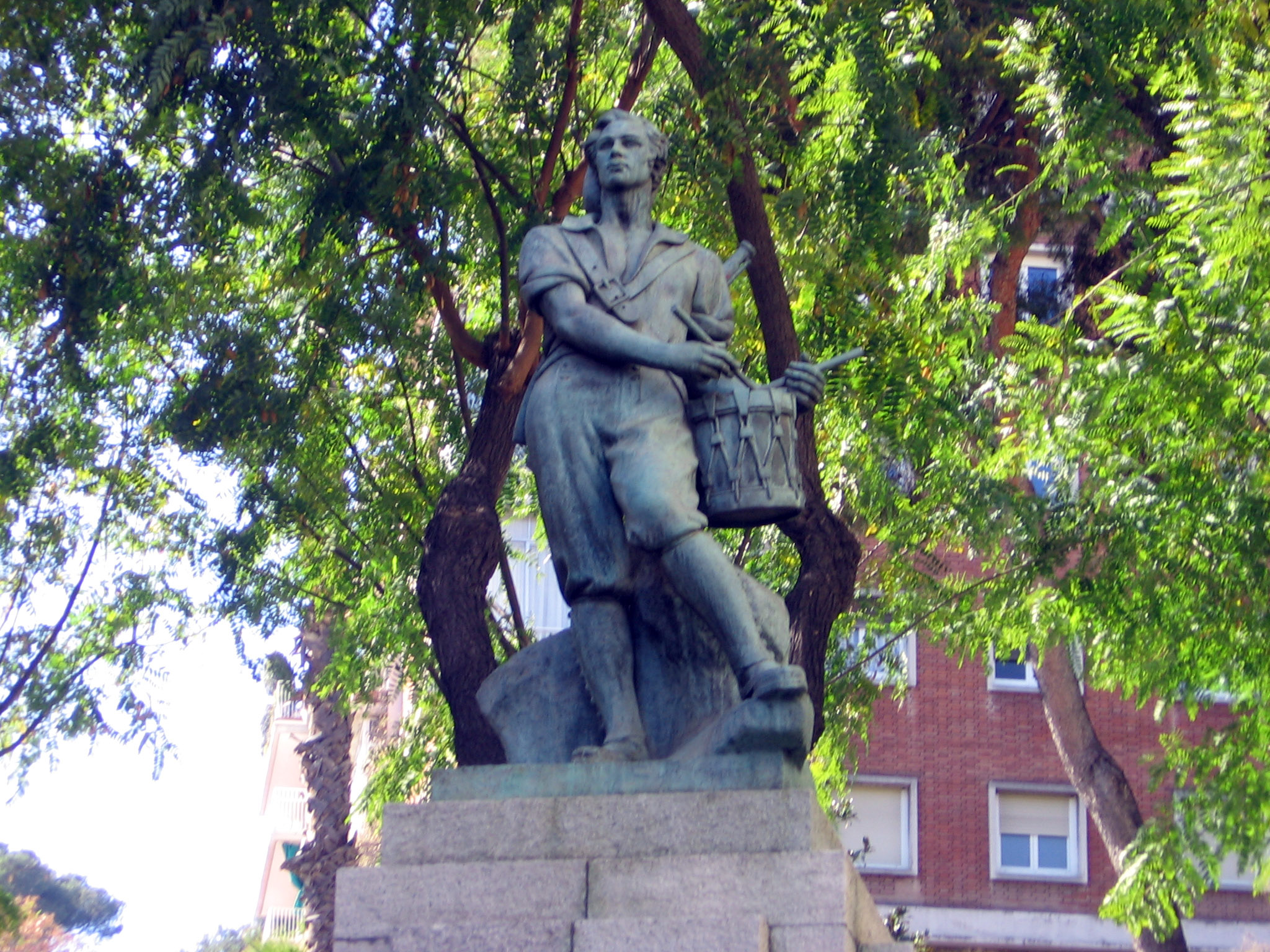
Timbaler del Bruc (1951), de Frederic Marès, carrer Corint.

El 1950 s'inaugurà un altre monument concebut i realitzat abans de la guerra, el dedicat a Ramon Berenguer III el Gran, una estàtua eqüestre elaborada per Josep Llimona, que fou col·locada a la plaça homònima, al costat de la capella de Santa Àgata i les restes de la muralla medieval. A l'any següent s'inaugurà un altre Monument als Caiguts a l'Avinguda Diagonal —aleshores Avinguda Generalísimo Franco—, enfront del Palau Reial de Pedralbes, obra dels arquitectes Adolf Florensa i Joaquim Vilaseca i de l'escultor Josep Clarà, compost d'una columnata semicircular amb una gran creu al fons, i un conjunt escultòric format per dos homes, l'un sostenint a l'altre, moribund; l'escultura fou destruïda el 2001 per la Plataforma Antifeixista de Barcelona, i el conjunt fou desmuntat el 2005. També el 1951 Frederic Marès va rebre l'encàrrec del governador civil d'executar una obra sobre el Timbaler del Bruc, l'original en pedra del qual fou instal·lat a l'any següent al poble del Bruc, i del qual se'n van fer diferents còpies en bronze, que foren instal·lades a la seu del Govern Civil (1953, traslladada el 1982 a la caserna de la Guàrdia Civil de Manresa), al carrer Corint (1956) i al Castell de Montjuïc (1962).
Un dels esdeveniments més importants de la primera època del franquisme a la ciutat fou la celebració del XXXV Congrés Eucarístic Internacional el 1952. Per a l'ocasió es van realitzar diverses actuacions, com la font ornamental del Passeig de Gràcia amb Gran Via, obra de Josep Soteras, o la reforma de la Plaça Calvo Sotelo —actual Plaça Francesc Macià—, que va incloure l'escultura Joventut, de Josep Manuel Benedicto. Posteriorment, el 1961 es va col·locar un Monument a Pius XII a la plaça que porta el nom del pontífex, que havia sigut el centre neuràlgic de l'esdeveniment; obra de Julià Riu i Serra, està formada per un monòlit de pedra calcària que representa una sotana blanca, i un pal de forma cònica fet de bronze, que simbolitza un bàcul papal.
El 1955 es va constituir el Monument als Herois d'Espinosa de los Monteros, a la plaça homònima —actual Plaça de Prat de la Riba—, en honor dels catalans morts en aquesta batalla, en forma d'una figura portant una bandera i en posició de ferms, obra de Joan Puigdollers; el 1979 fou retirada, i el seu lloc l'ocupa ara un Monument a Prat de la Riba, d'Andreu Alfaro. D'aquesta data procedeixen igualment les estàtues situades als Jardins de Can Sentmenat, al Districte de Sarrià-Sant Gervasi, una finca pertanyent als marquesos de Sentmenat originària del segle xviii, que fou ornamentada amb unes escultures de simbologia heràldica realitzades per Joaquim de Sentmenat; el conjunt passà al patrimoni públic el 1995.

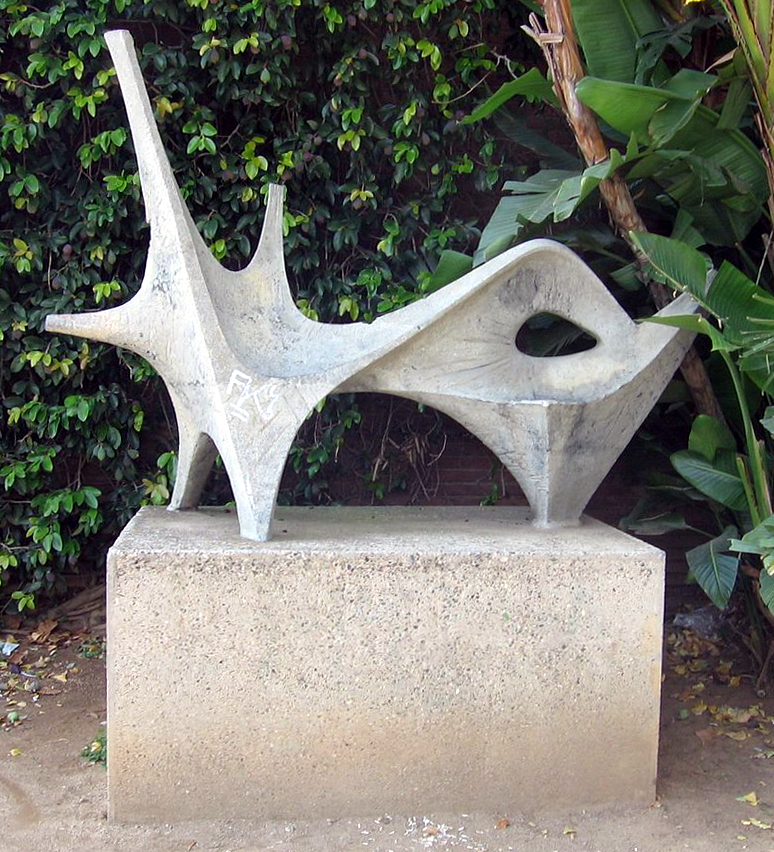
Forma 212 (1957), de Josep Maria Subirachs, Passeig de la Vall d'Hebron, primera obra abstracta col·locada a la via pública de Barcelona.

Un canvi d'estil es va produir el 1957, quan s'instal·là a les Llars Mundet del Passeig de la Vall d'Hebron una obra titulada Forma 212, de Josep Maria Subirachs, que fou la primera obra abstracta situada en un espai públic de la ciutat, fet que obriria una nova etapa de major permissivitat i apertura estètica cap als nous corrents artístics a la ciutat, no sense certes crítiques als seus inicis per part dels sectors més conservadors. Aquell any va coincidir amb l'arribada a l'alcaldia de Josep Maria de Porcioles, qui es va mantenir en el càrrec fins al 1973, amb un mandat que es va caracteritzar per un major aperturisme i per un gran impuls a l'activitat constructora i la millora urbanística de la ciutat —amb un fort grau d'especulació immobiliària—, en una etapa coneguda com a «porciolisme».
Malgrat aquest nou aperturisme, les primeres realitzacions d'aquesta etapa tardofranquista van seguir les ortodoxes directrius del règim, com l'estàtua de la Mercè —patrona de la diòcesi de Barcelona— situada a la basílica homònima el 1959, obra dels germans Miquel i Llucià Oslé que substituïa la imatge original del 1888 —obra aquella de Maximí Sala—, destruïda a la Guerra Civil. Per altra banda, el 1963 es va col·locar una estàtua eqüestre del General Franco al Castell de Montjuïc, obra de Josep Viladomat —autor, paradoxalment, de la figura de la República el 1934—; l'estàtua fou retirada el 2008. Igualment, el 1964 s'inaugurà al carrer Infanta Carlota —actual Avinguda Josep Tarradellas— el Monument a José Antonio Primo de Rivera, obra de l'arquitecte Jordi Estrany i l'escultor Jordi Puiggalí. Constava d'un monòlit de marbre negre de 18 metres d'altura, erigit sobre un estany, amb un basament de formigó amb relleus de ceràmica amb escenes de personatges populars, a més d'un retrat del fundador de la Falange i, a dalt, el símbol falangista del jou i les fletxes. Els símbols foren retirats el 1981, i el monument finalment enderrocat el 2009.

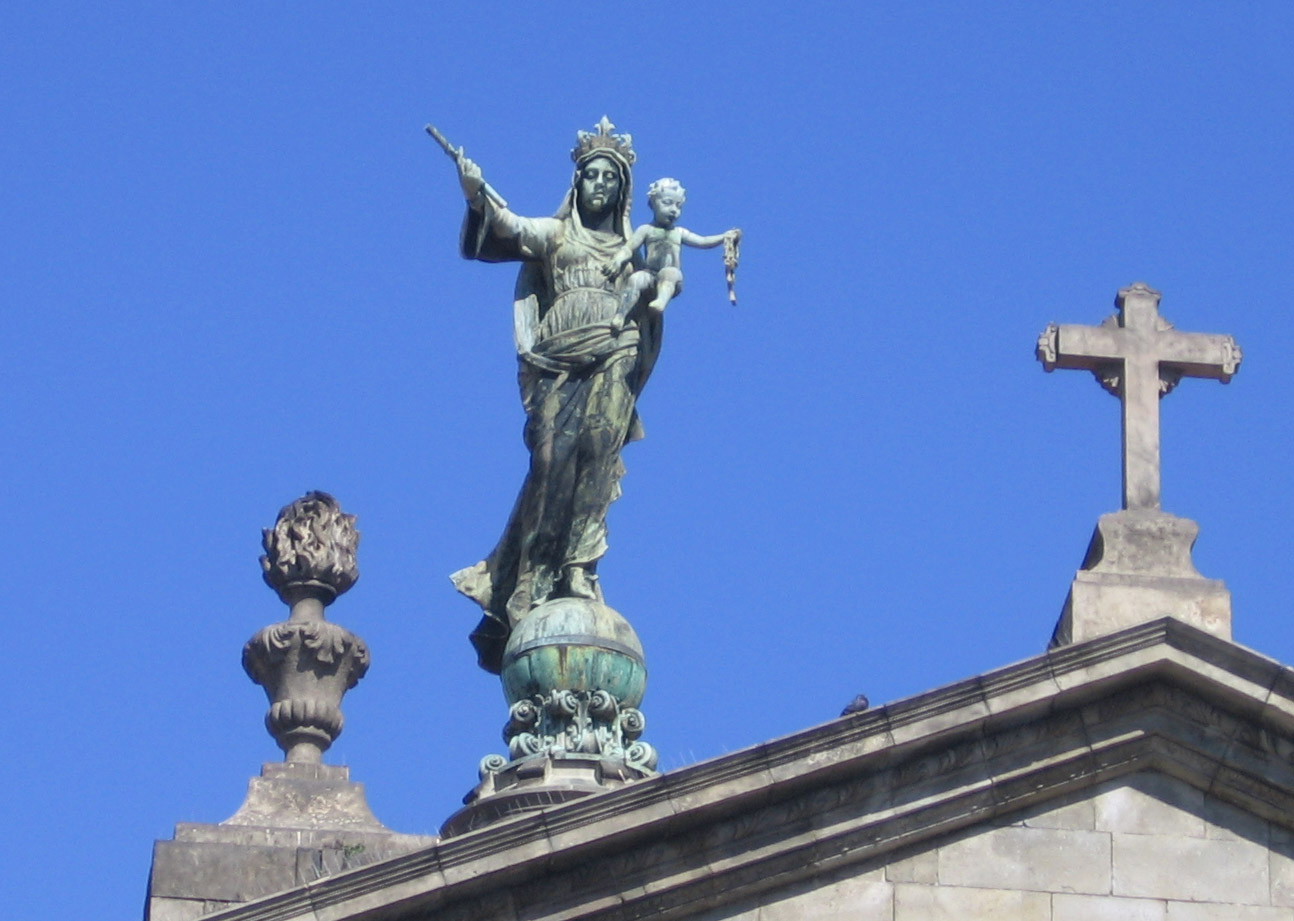
Mercè (1959), de Miquel i Llucià Oslé, Basílica de la Mercè.

A part d'aquests monuments l'era porciolista es caracteritzà per una gran profusió d'estatuària pública, tot i que en general partint d'iniciatives particulars, i procurant evitar qualsevol connotació política. Eren obres de diferent segell estilístic, sense cap planificació general, que foren sorgint de forma espontània i amb certa improvisació. Segons Alexandre Cirici, les obres d'aquesta època són una barreja d'«academicisme monjil» i «pseudopicassisme» que donaria com a resultat un estil híbrid i kitsch.
Durant aquesta etapa es van produir nombroses actuacions al conjunt de Parcs i jardins, que van viure una època d'esplendor sota les directrius de Lluís Riudor i Joaquim Casamor. El 1961 s'organitzà un concurs per a proveir d'escultures les zones verdes de la ciutat, en el que es van adquirir deu obres: Maternitat, de Jacinto Bustos Vasallo, a la Plaça del Congrés Eucarístic; una altra Maternitat, de Camil Fàbregas, al Parc de Monterols —actualment retirada—; El nen de la rutlla, de Joaquim Ros i Bofarull, al Parc del Guinardó; Repòs, de Claudi Tarragó, al Zoo; La barca, de Gabriel Alabert, a la Plaça de Vicenç Martorell; Adolescent, de Martí Llauradó, a la Rambla del Poblenou; 23 d'abril, d'Antonio Ramón González, als Jardins de Moragas —actualment retirada—; Repòs, de Josep Viladomat —sobre un original de Manolo Hugué—, als Jardins de Laribal; La lliçó, de Manuel Silvestre de Edeta, a la Plaça Adrià; i La ben plantada, d'Eloïsa Cerdan, al Turó Park. A més, es va decidir la col·locació de quatre escultures abstractes, en una clara aposta per la innovació: Evocació marinera (1961), de Josep Maria Subirachs, al Passeig de Joan de Borbó; Enginyeria tèxtil (1961), d'Ángel Ferrant, a la Plaça de Ferran Casablancas; Ritme i projecció, de Marcel Martí, al Pla de Montbau; i Evocació del treball (1961), d'Eudald Serra, a la Plaça Carles Buïgas.

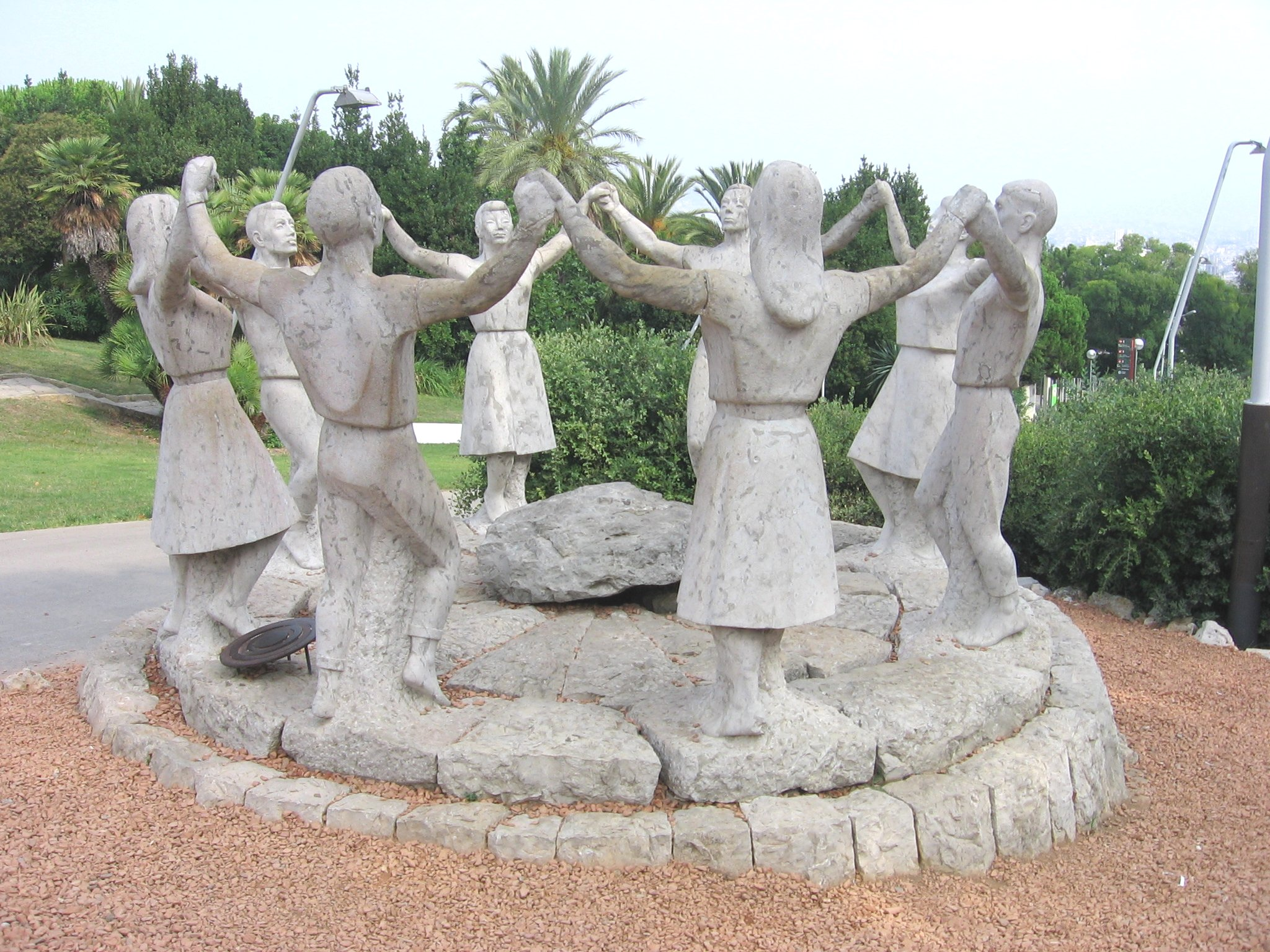
Monument a la Sardana (1965), de Josep Cañas, Jardins de Joan Brossa.

En relació als parcs i jardins, el nombre més gran d'obres es va posar a la muntanya de Montjuïc: el 1960, amb la donació a la ciutat del Castell de Montjuïc, s'instal·là als seus voltants el Mirador de l'Alcalde, amb una font dissenyada per Carles Buïgas i l'escultura Homenatge a Barcelona, de Josep Maria Subirachs. El 1970 es van inaugurar tres nous jardins: els de Mossèn Costa i Llobera, amb les escultures La puntaire, de Josep Viladomat, i L'au dels temporals, de Joaquim Ros i Bofarull; els de Mossèn Cinto Verdaguer, que inclouen una Maternitat, de Sebastià Badia, i la Jove dels lliris (Homenatge a Jacint Verdaguer), de Ramon Sabí; i els Jardins de Joan Maragall, situats entorns del Palauet Albéniz, residència de la Família Reial Espanyola durant les seves visites a la ciutat comtal, que presenta un ampli conjunt de més de vint escultures, entre les quals destaquen Susanna al bany, de Théophile Barrau, Serena, de Pilar Francesch, Dona ajaguda, d'Enric Monjo, i Nu a l'estany, d'Antoni Casamor. També en aquestes dates es va crear el Parc d'atraccions de Montjuïc —actualment Jardins de Joan Brossa—, on també es van col·locar unes quantes estàtues: el Monument a la Sardana (1965), de Josep Cañas; A Carmen Amaya (1966), de Josep Cañas; A Joaquim Blume (1966), de Nicolau Ortiz; El Pallasso (Charlie Rivel) (1972), de Joaquim Ros i Sabaté; i Charlot (1972), de Núria Tortras. Un altre grup d'escultures s'instal·là al llarg de la dècada de 1960 al Zoo de Barcelona: Genoveva de Brabant (1959), de Montserrat Junoy; A la infància (1959), d'Elisa Reverter; Sant Francesc d'Assís (1960), de Pere Jou; Delfí (1966), de Miquel Saperas; i A Walt Disney (1969), de Núria Tortras.

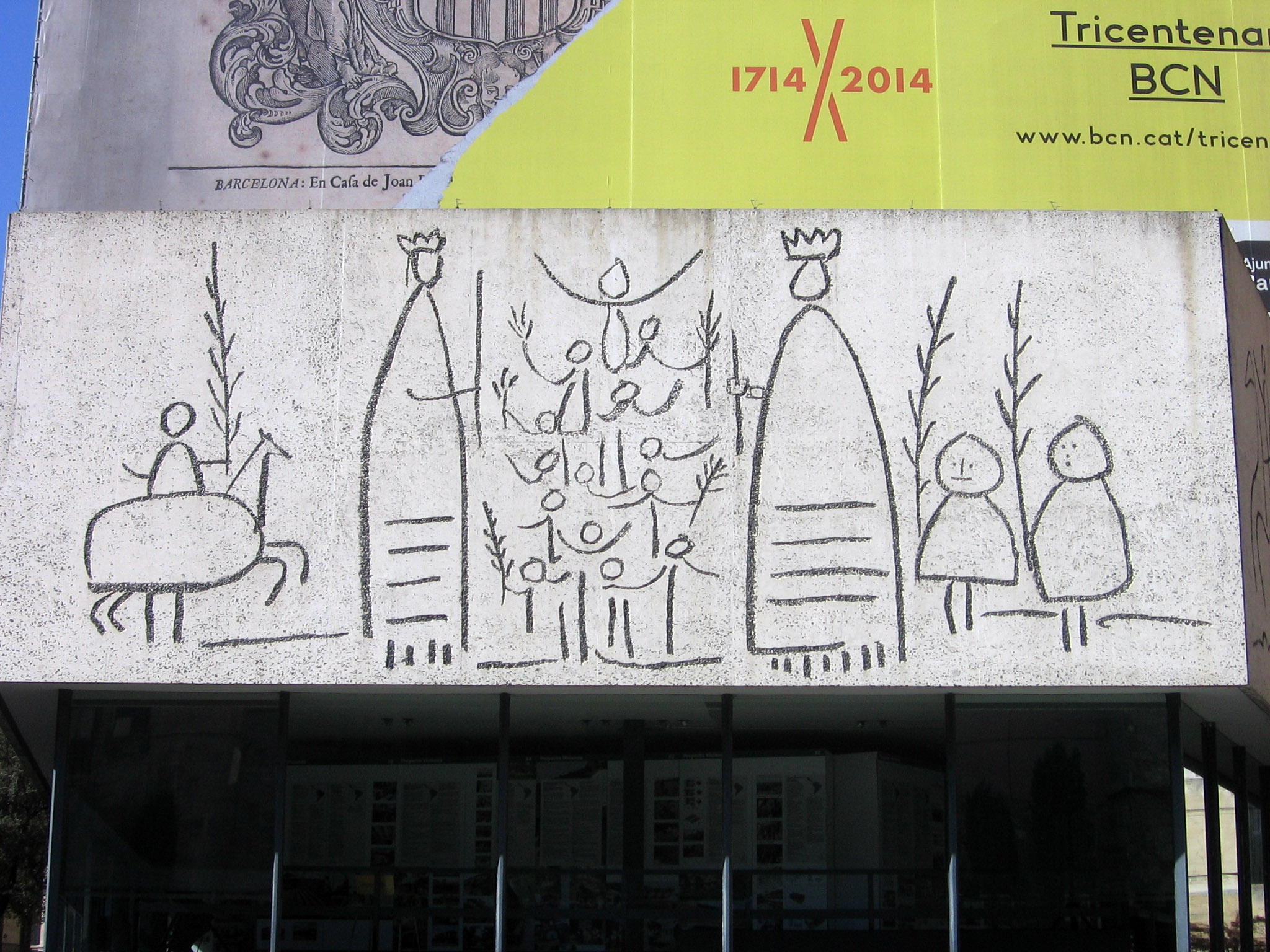
Fris del Col·legi d'Arquitectes de Catalunya (1962), de Pablo Picasso, Plaça Nova.

D'aquest període també convé remarcar dues actuacions relacionades amb l'arquitectura: els esgrafiats dissenyats per Pablo Picasso per a la façana del Col·legi d'Arquitectes de Catalunya a la Plaça Nova (1962), que presenta tres frisos: el dels Infants, el de la Senyera i el de l'Alegria; i el fris realitzat per Josep Maria Subirachs per a l'edifici Novíssim de l'Ajuntament de Barcelona situat a la Plaça de Sant Miquel (1969), que inclou diverses peces relatives a la història de la ciutat, com Gal·la Placídia, el Comtat de Barcelona, Santa Eulàlia —patrona de Barcelona—, i diversos elements que simbolitzen les lletres, les arts, les ciències, la filosofia, el comerç i la indústria.
De la resta d'obres de l'era porciolista es podrien citar com a més rellevants: Maja madrilenya (1958), de Lluís Montané; L'Empordà (1961), d'Ernest Maragall; Mediterrània (1962), d'Eulàlia Fàbregas de Sentmenat; el Monument a Narcís Monturiol (1963), de Josep Maria Subirachs; Sideroploide (1963), de Salvador Aulèstia; Tele/eXpres (1964), de Josep Maria Subirachs; Maternitat (1966), de Carlos Ferreira de la Torre; Font de la Violetera (1966), de Josep Viladomat; Espai / Temps (1967), de Josep Maria Subirachs; el conjunt d'animals dels Jardins de Jaume Vicens i Vives (1967), de Frederic Marès; Al Pare Benito Menni (1967), de Domènec Fita; Als Bombers de Barcelona (1967), de Sebastià Badia; Sant Jordi (1967), de Luisa Granero; Babieca (1968), de Yasuo Mizui; A les colles de Sant Medir (1969), de Núria Tortras; Esportista de la mar (1969), de Joaquim Ros i Sabaté; Dríade (1970), de Ricard Sala; Línies al vent (1971), d'Andreu Alfaro; Guineu (1971), de Julià Riu i Serra; Lepant (1971), de Joaquim Ros i Sabaté; Coqueta i Meditació (1972), de Josep Granyer; Quatre ales (1972), d'Alexander Calder; i L'avi (1972), de Josep Viladomat.

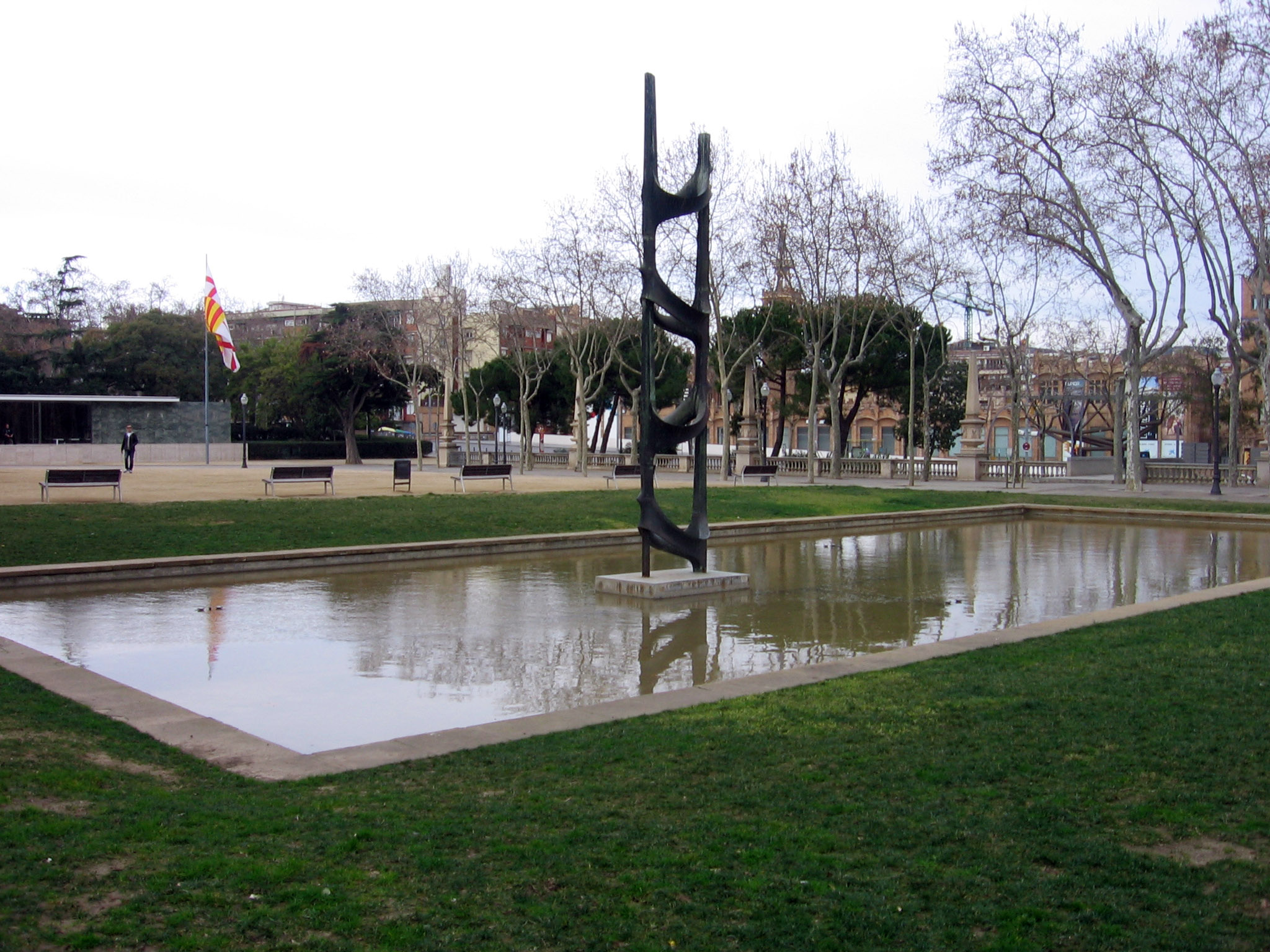
Evocació del treball (1961), d'Eudald Serra, Plaça Carles Buïgas.
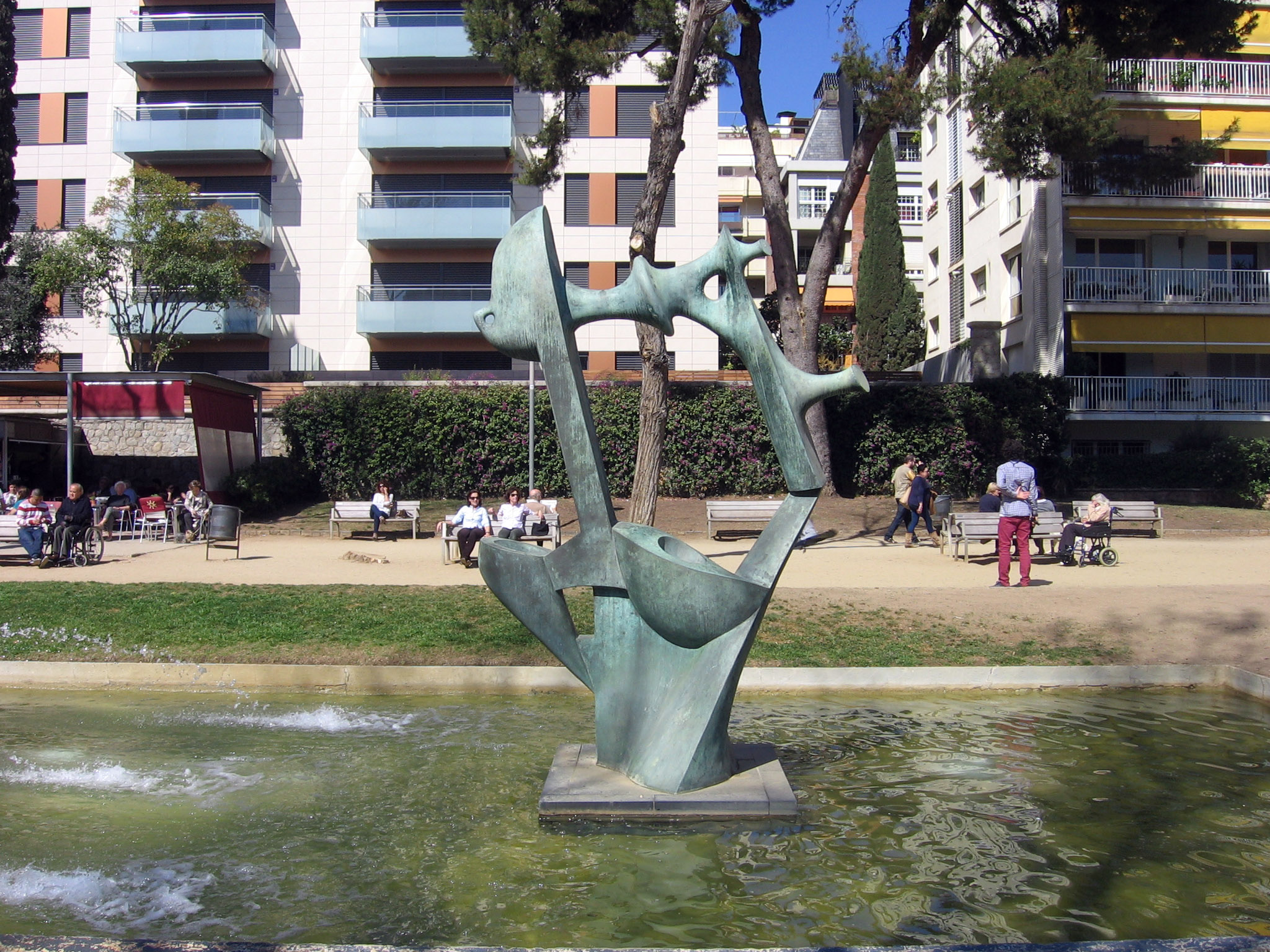
Enginyeria tèxtil (1961), d'Ángel Ferrant, Plaça de Ferran Casablancas.
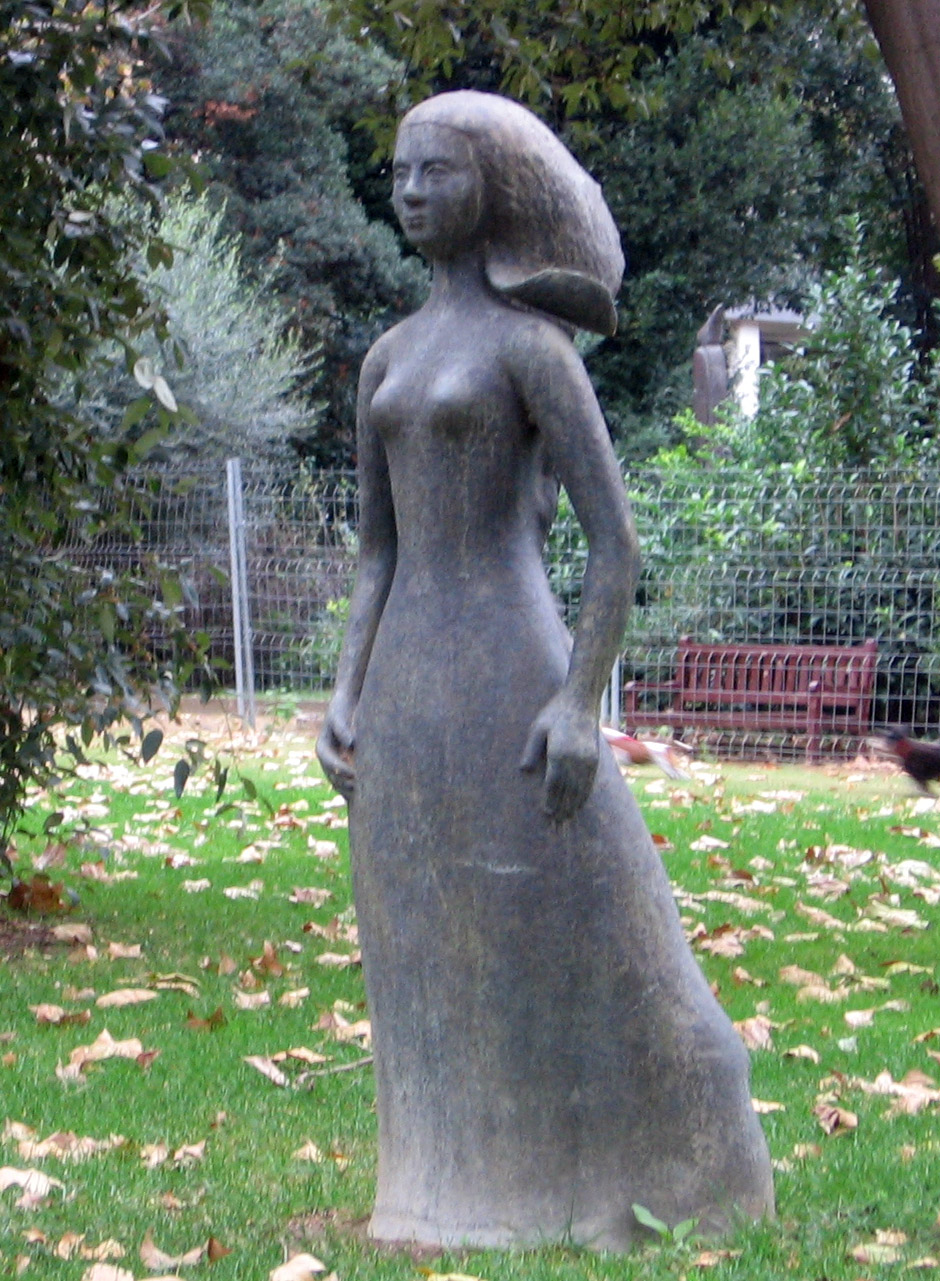
La ben plantada (1961), d'Eloïsa Cerdan, Turó Park.
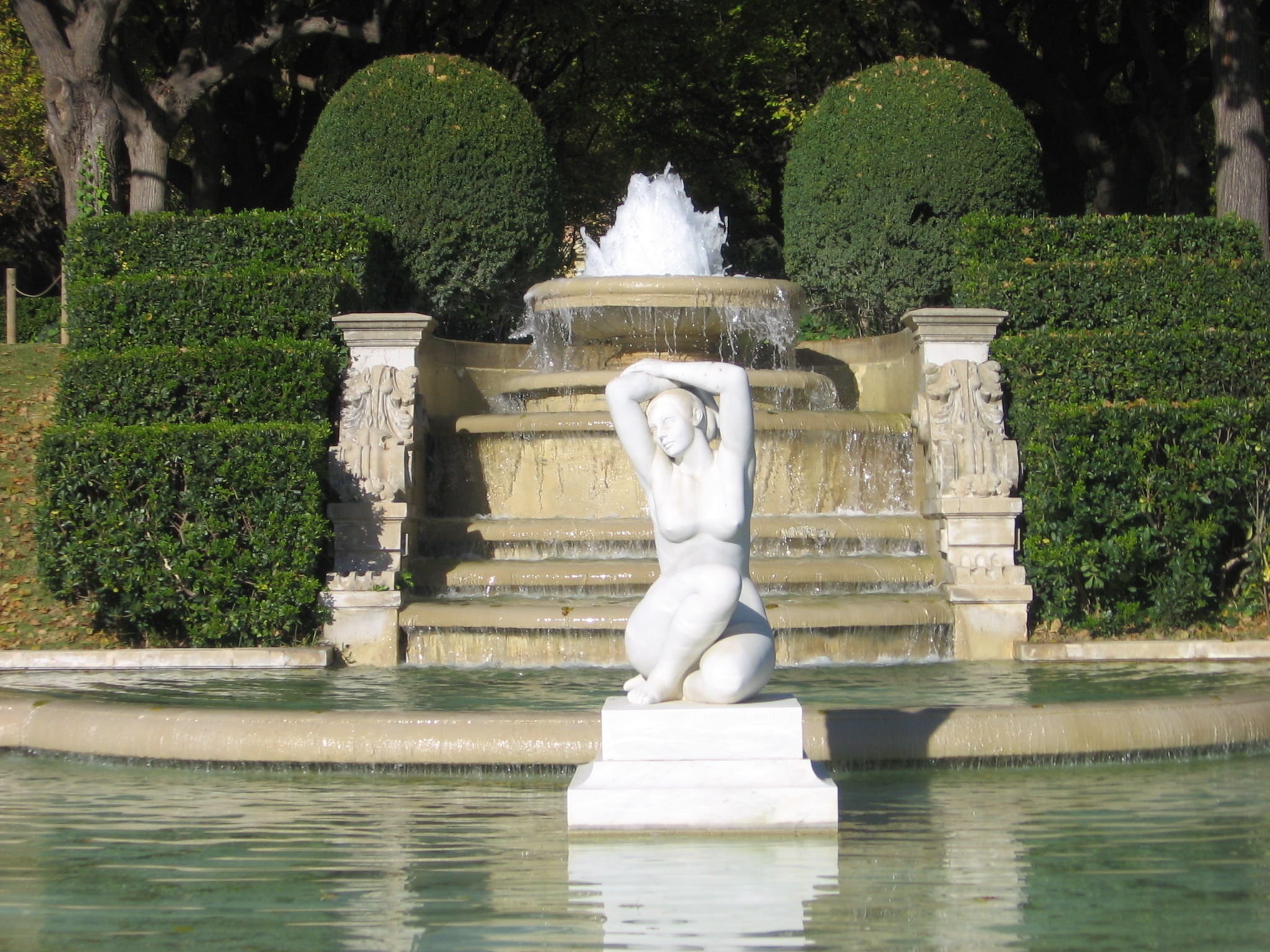
Mediterrània (1962), d'Eulàlia Fàbregas de Sentmenat, Palau Reial de Pedralbes.
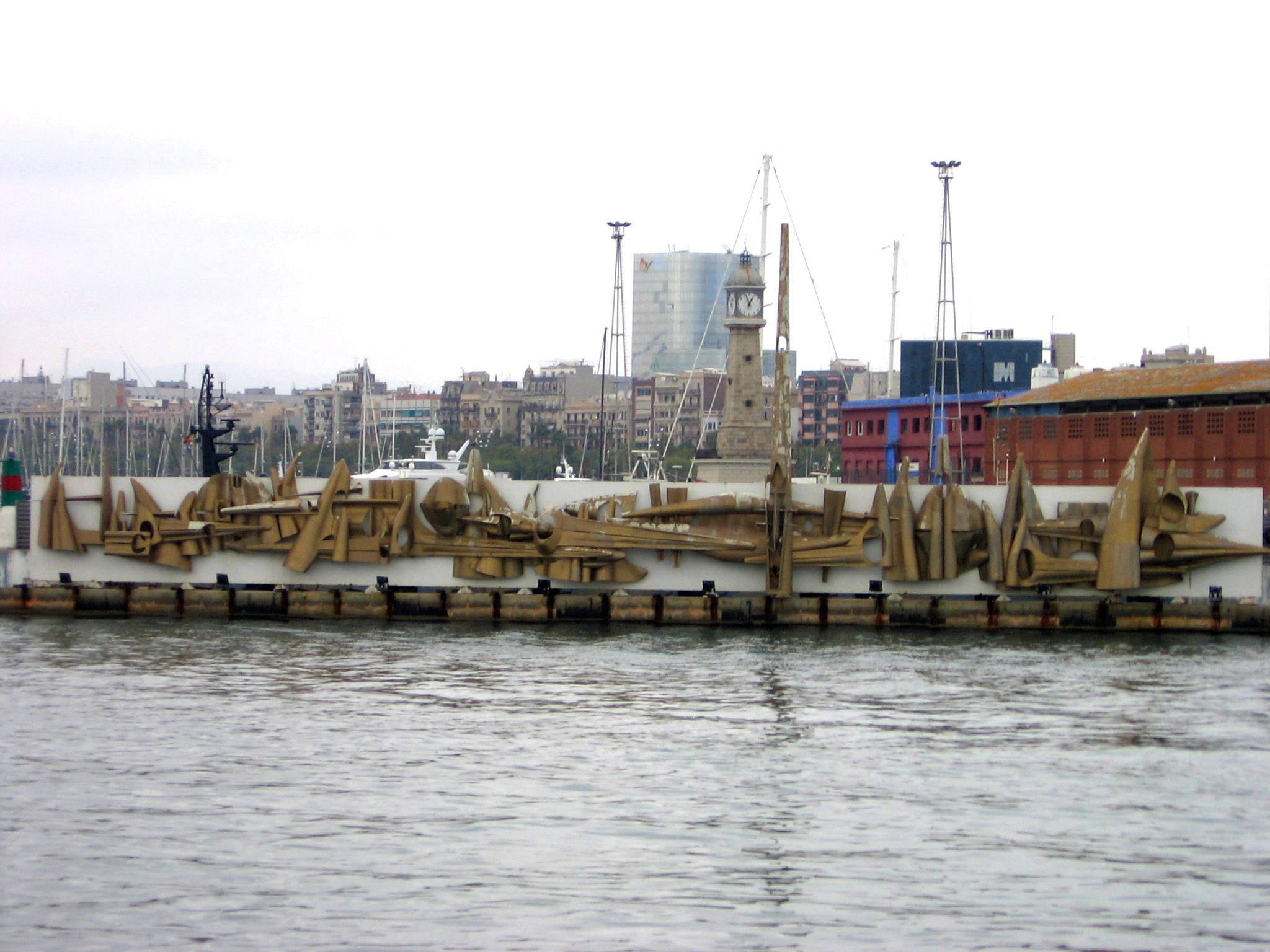
Sideroploide (1963), de Salvador Aulèstia, Moll dels Pescadors.
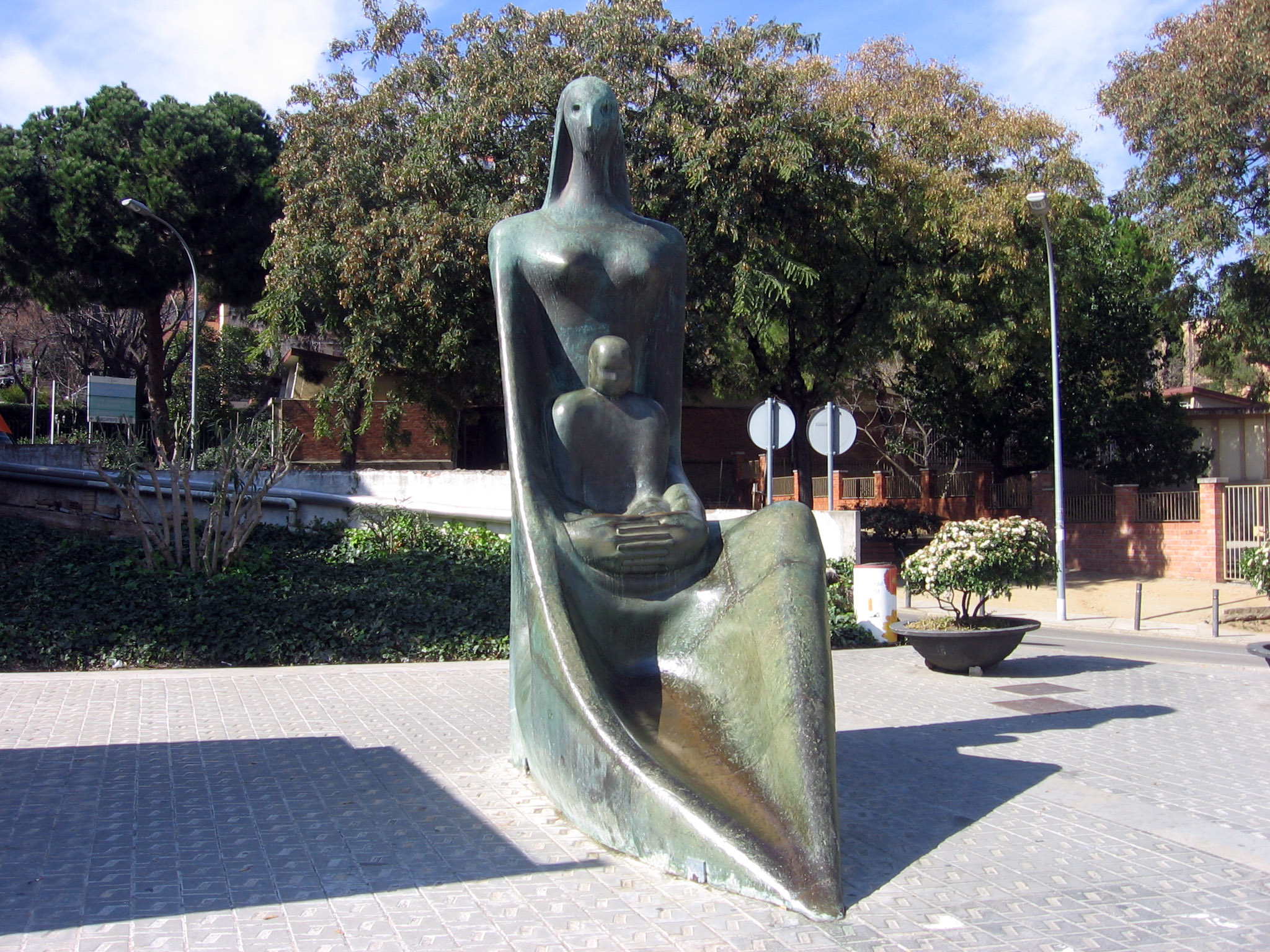
Maternitat (1966), de Carlos Ferreira de la Torre, carrer Arquitectura.
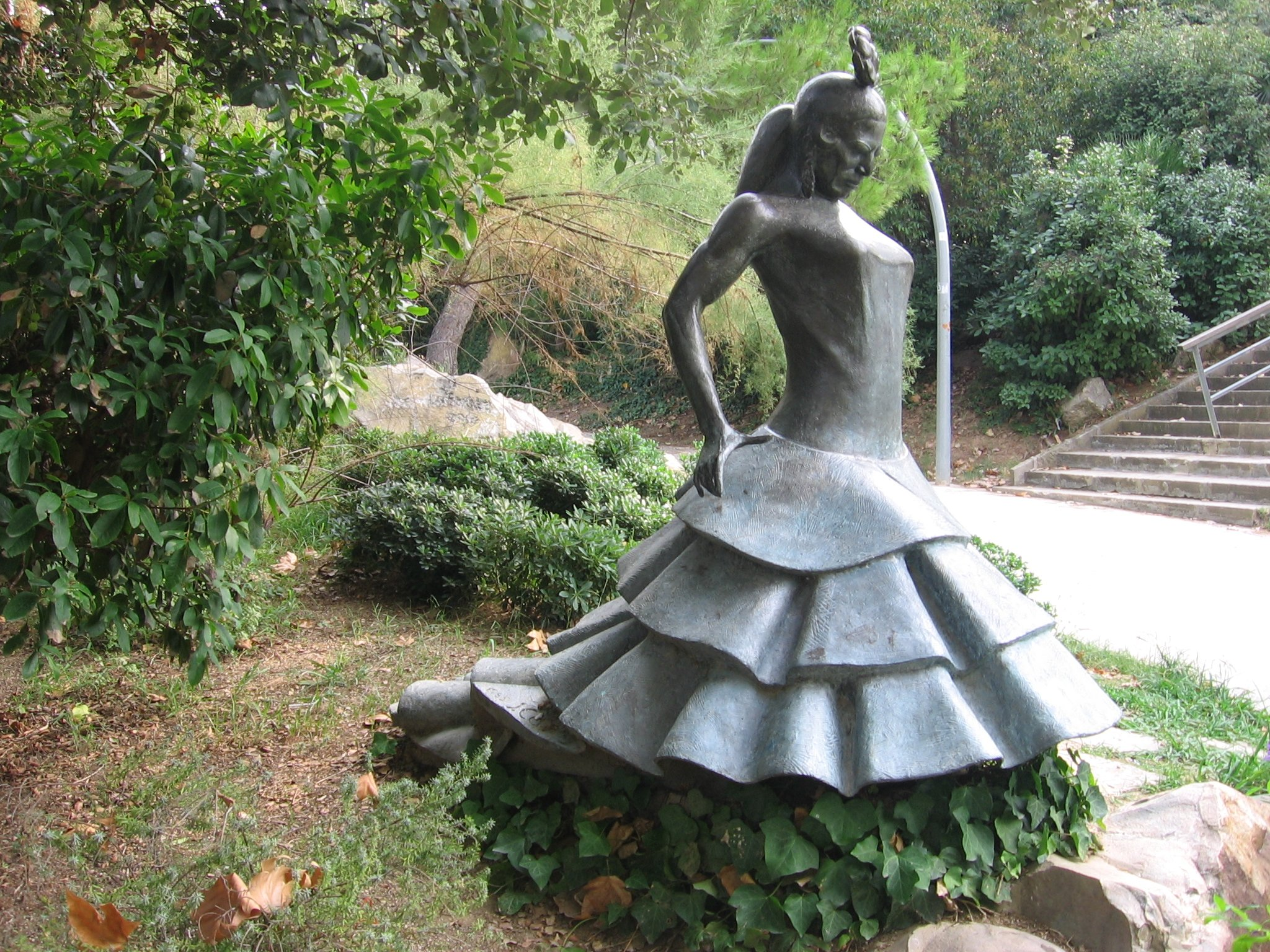
A Carmen Amaya (1966), de Josep Cañas, Jardins de Joan Brossa.
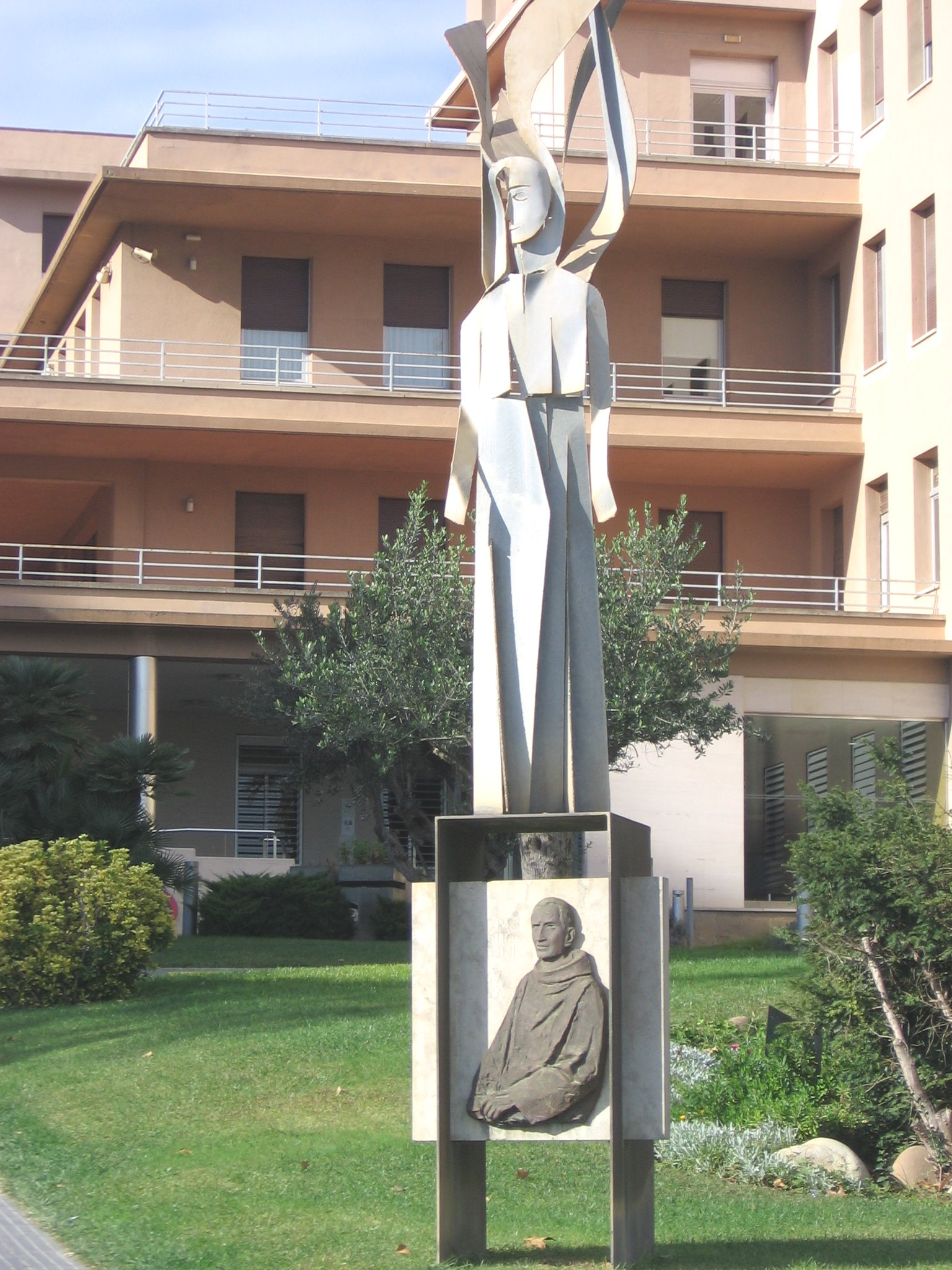
Al Pare Benito Menni (1967), de Domènec Fita, Passeig de la Vall d'Hebron.
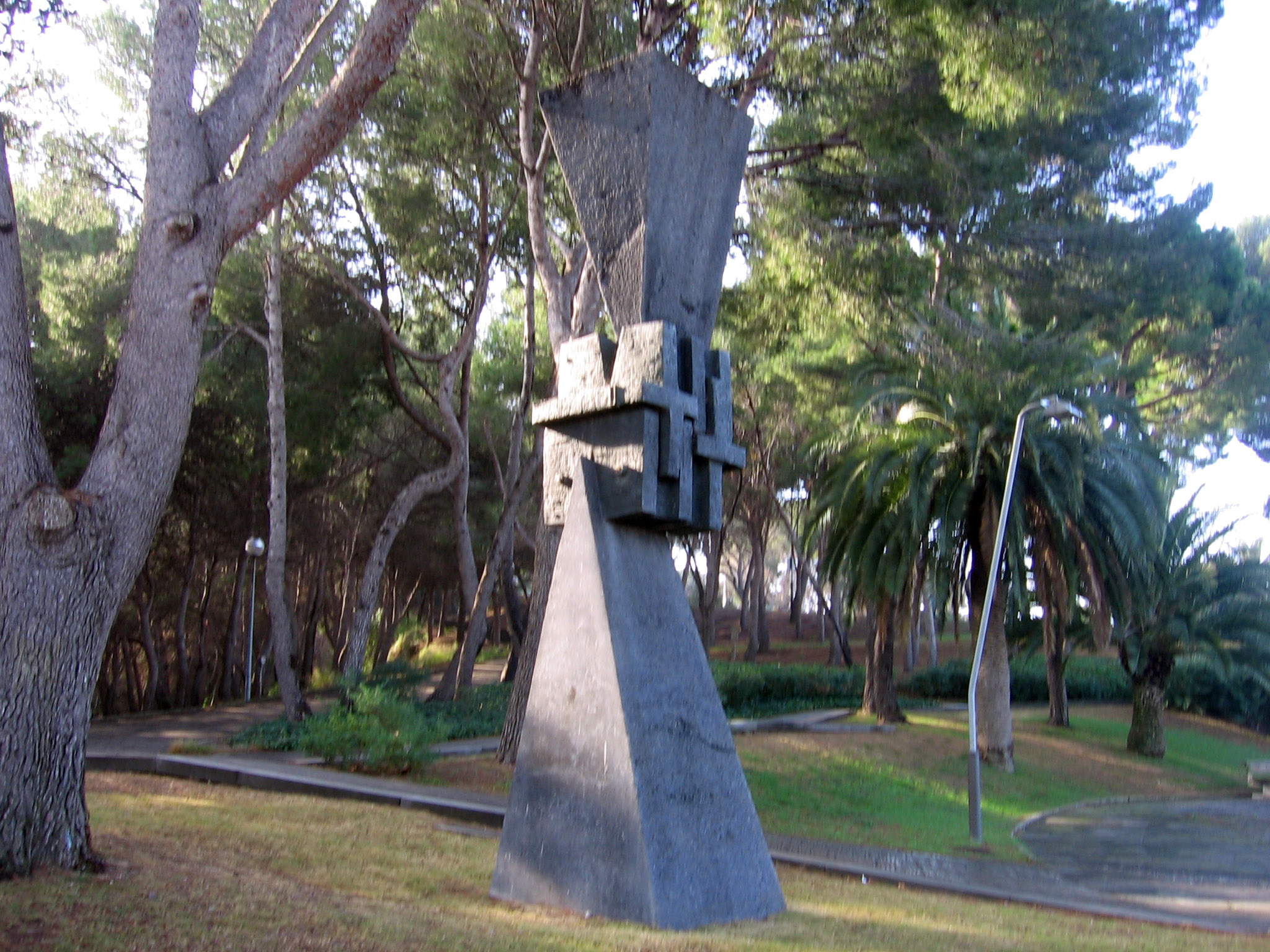
Homenatge a Barcelona (1968), de Josep Maria Subirachs, Jardins del Mirador de l'Alcalde.
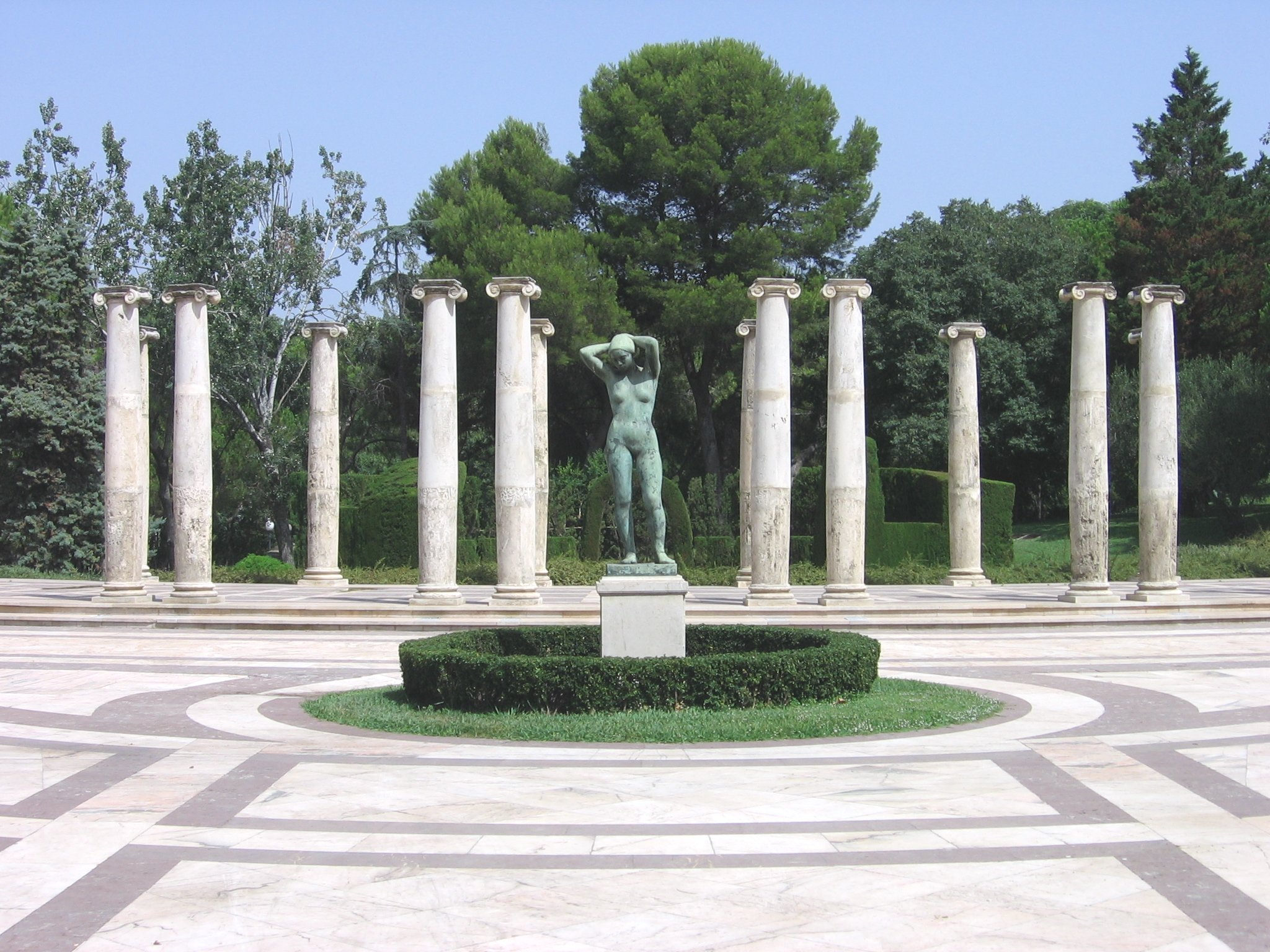
Serena (1970), de Pilar Francesch, Jardins de Joan Maragall.
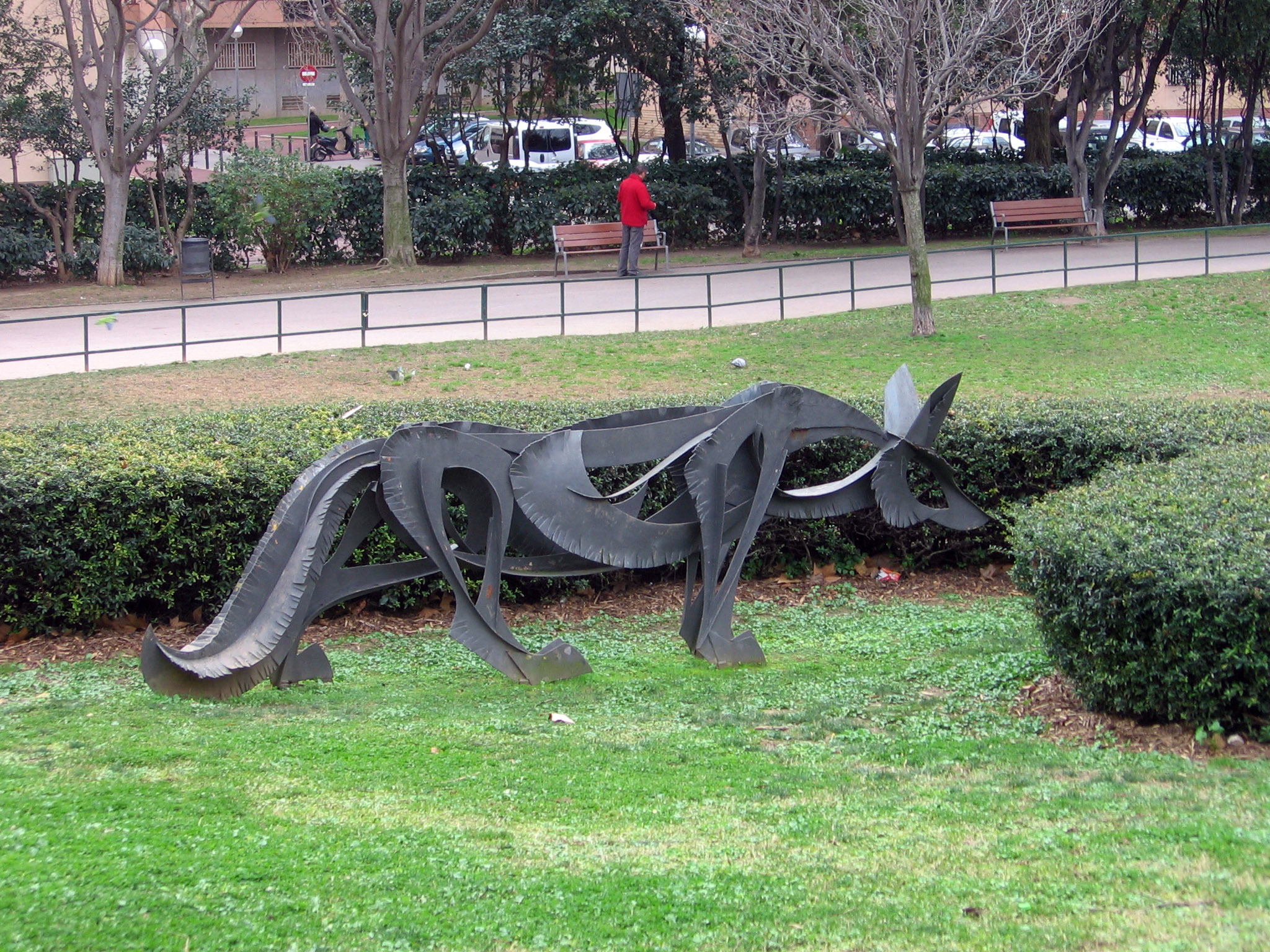
Guineu (1971), de Julià Riu i Serra, Parc de la Guineueta.
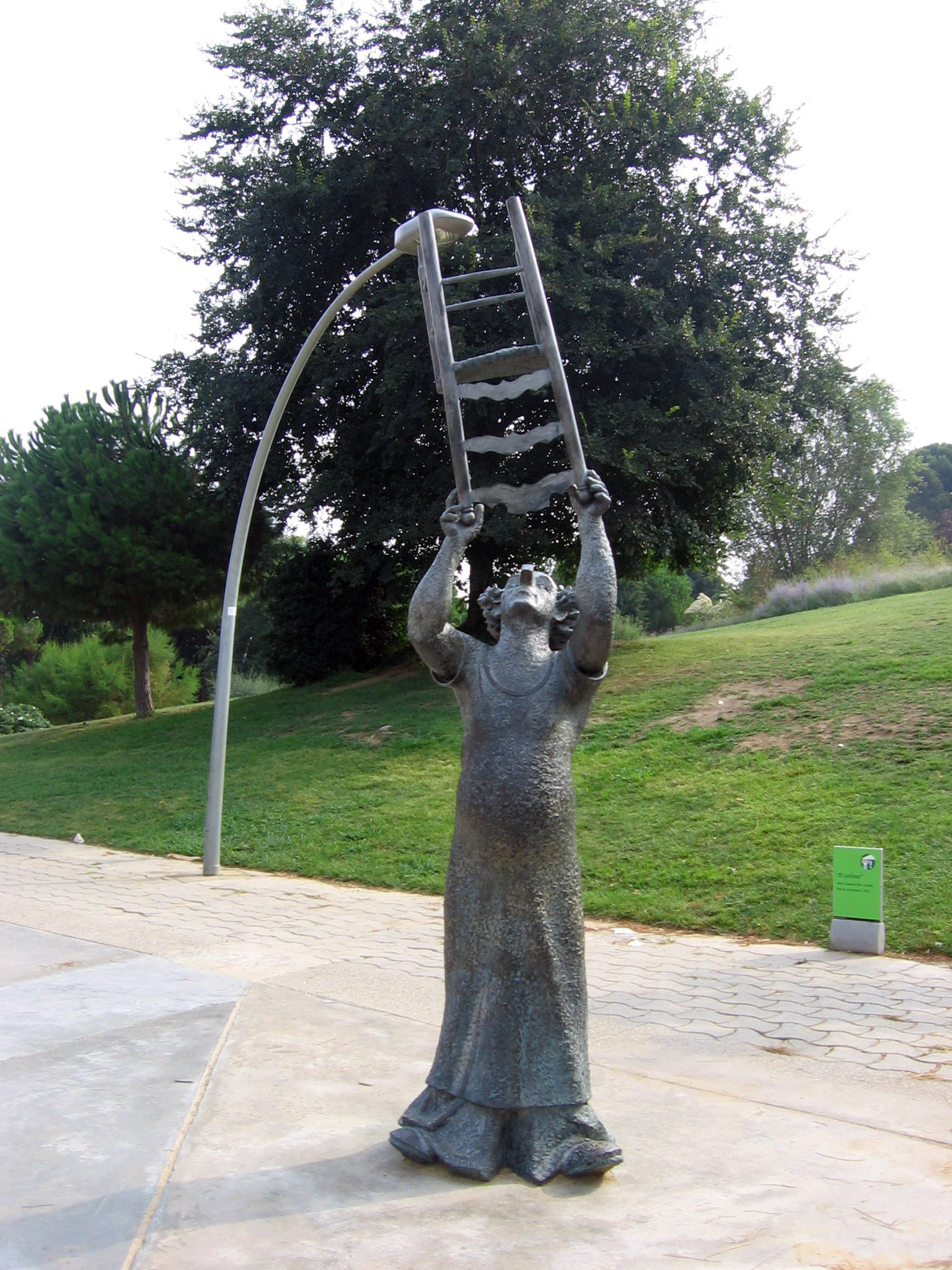
El Pallasso (Charlie Rivel) (1972), de Joaquim Ros i Sabaté, Jardins de Joan Brossa.
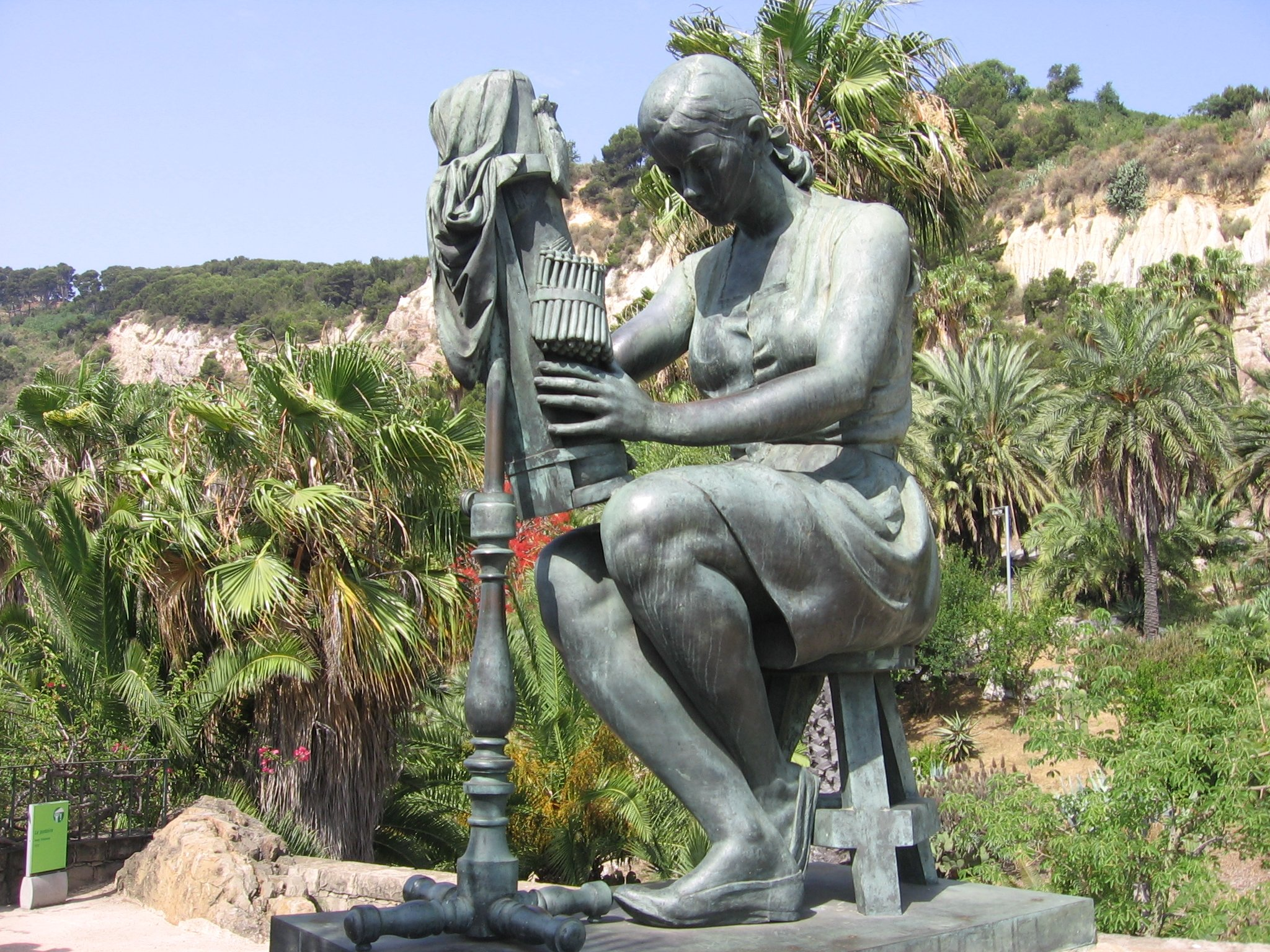
La puntaire (1972), de Josep Viladomat, Jardins Mossèn Costa i Llobera.
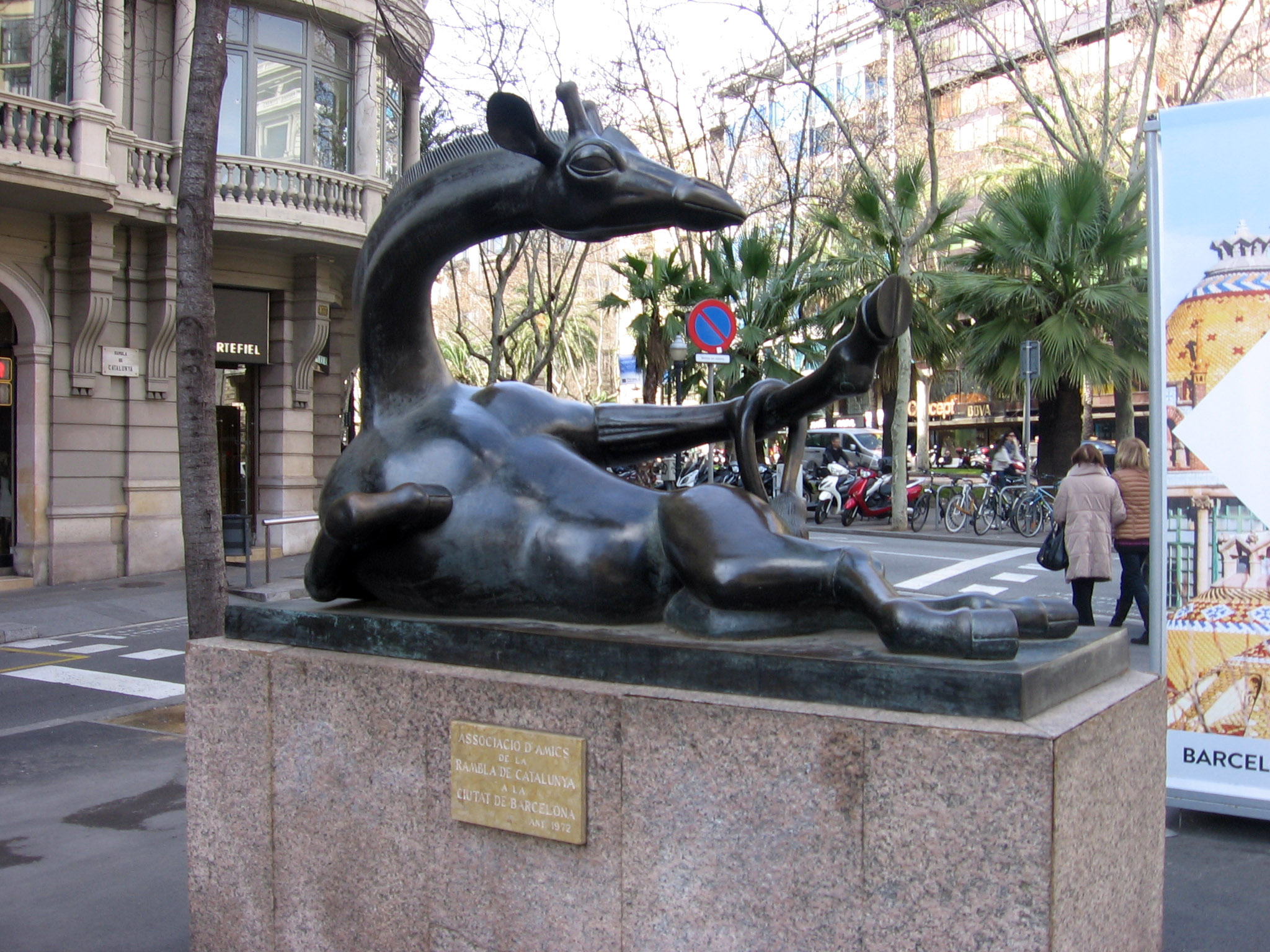
Coqueta (1972), de Josep Granyer, Rambla de Catalunya.

#### Democràcia

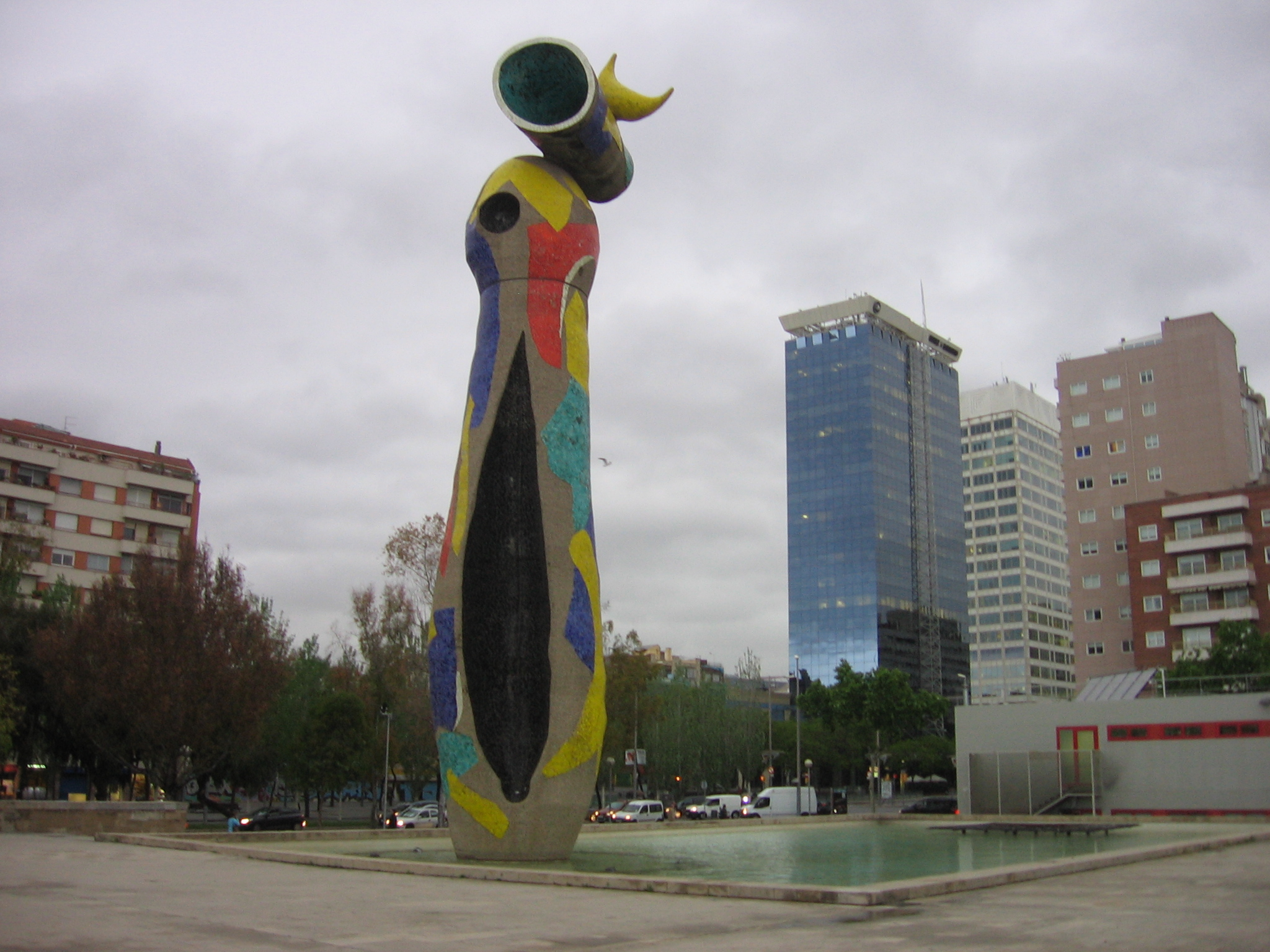
Dona i ocell, de Joan Miró, Parc de Joan Miró.

Amb l'arribada de la democràcia s'inicià un nou període en l'estatuària pública de la ciutat. El canvi polític significà la retirada d'aquells monuments que tinguessin una clara vinculació amb l'anterior règim, procés gradual que va culminar als anys 2000 gràcies a la Llei de Memòria Històrica promoguda pel Govern Zapatero el 2007. En forma inversa, es van restituir molts dels monuments retirats per les anteriors autoritats, com el de la República, el del Doctor Robert, el de Francesc Layret, o les estàtues de Casanova i Pau Claris. En l'àmbit estilístic, es va fer una clara aposta per l'art contemporani i per la incorporació d'obres d'artistes de renom de tot el món, inclosos artistes locals de projecció internacional que encara no tenien obra a Barcelona, com Joan Miró i Antoni Tàpies. Cal assenyalar que als primers anys de transició, fins a la victòria socialista a les eleccions municipals de 1979, les actuacions en art públic foren encara generalment d'iniciativa privada i de gran diversitat pel que fa a estils i qualitat de les obres; serien els governs de Narcís Serra i Pasqual Maragall els primers a fer una aposta directa per l'art a la ciutat com a mitjà de prestigi i promoció de la imatge pública a l'estranger.
Així doncs, els primers anys després de la mort de Franco van ser d'un cert eclecticisme pel que fa a motius i estils a les noves obres incorporades al patrimoni públic. Caldria citar obres com: Rombes bessons (1977), d'Andreu Alfaro, situada al Parc de Cervantes, que com el seu nom indica són dos rombes formats per barres d'alumini; el Monument al Doctor Trueta (1978), de Josep Ricart, a Rambla del Poblenou/Pere IV, amb una estàtua d'un home moribund sostingut per les mans de la Medicina, i un relleu amb l'efígie del traumatòleg; el Gos abandonat (1978), d'Artur Aldomà, al Zoo de Barcelona; el fris de l'Estació de Sants (1979), de Josep Maria Subirachs —actualment al Museu del Ferrocarril de Catalunya a Vilanova i la Geltrú—, compost per 22 mòduls en forma de roda de tren que fan la paraula Barcelona; Homenatge a la Resistència Catalana (1980), també de Subirachs, al Parlament de Catalunya, un relleu amb una dedicatòria a la resistència antifranquista; A Antonio Machín (1981), del Taller Subías Berlinghieri, a la Plaça Vicenç Martorell, un monòlit amb un medalló del cantant cubà; i A Blas Infante (1982), de Josep Lluís Delgado, al Parc de la Guineueta, compost per un fris amb vuit columnes truncades que representen les vuit províncies andaluses, al qual s'hi afegí un bust del polític andalusista el 1995, obra de Xavier Cuenca Iturat.
Entre 1979 i 1984 es va constituir al vestíbul de la Casa de la Ciutat un autèntic museu d'escultures, per iniciativa del regidor Lluís Reverter, qui va voler situar en un espai comú de tots els barcelonins diverses obres d'art per a fruïció de tots els ciutadans. Hi figuren així: Sant Jordi, de Josep Llimona (1916, en aquesta ubicació des del 1929); La Deessa, de Josep Clarà (1929) —amb còpia a la Plaça de Catalunya—; L'esperit mediterrani, de Frederic Marès (1936); La Puixança, de Josep Clarà (1940); Tres gitanets, de Joan Rebull (1946); Rafael Casanova, de Rossend Nobas (1977, sobre un original de 1888) —una rèplica a menor mida de la situada a Ronda Sant Pere/Alí Bey—; Matèria i Forma, de Josep Maria Subirachs (1980); i Femme, de Joan Miró (1981). El 1989 s'hi van afegir Dona asseguda, de Manolo Hugué (1931), i Urà, de Pau Gargallo (1933); el 1995, Tors de dona, d'Enric Casanovas (1929), i Maternitat, de Joan Rebull (1960) —una còpia està situada a la Plaça de Navas—; i, el 1996, Barcelona Olímpica, de Joan Mora. El 2003 fou retirada La Victòria (o La Croada), de Vicenç Navarro, per la seva significació franquista.

Col·lecció de la Casa de la Ciutat
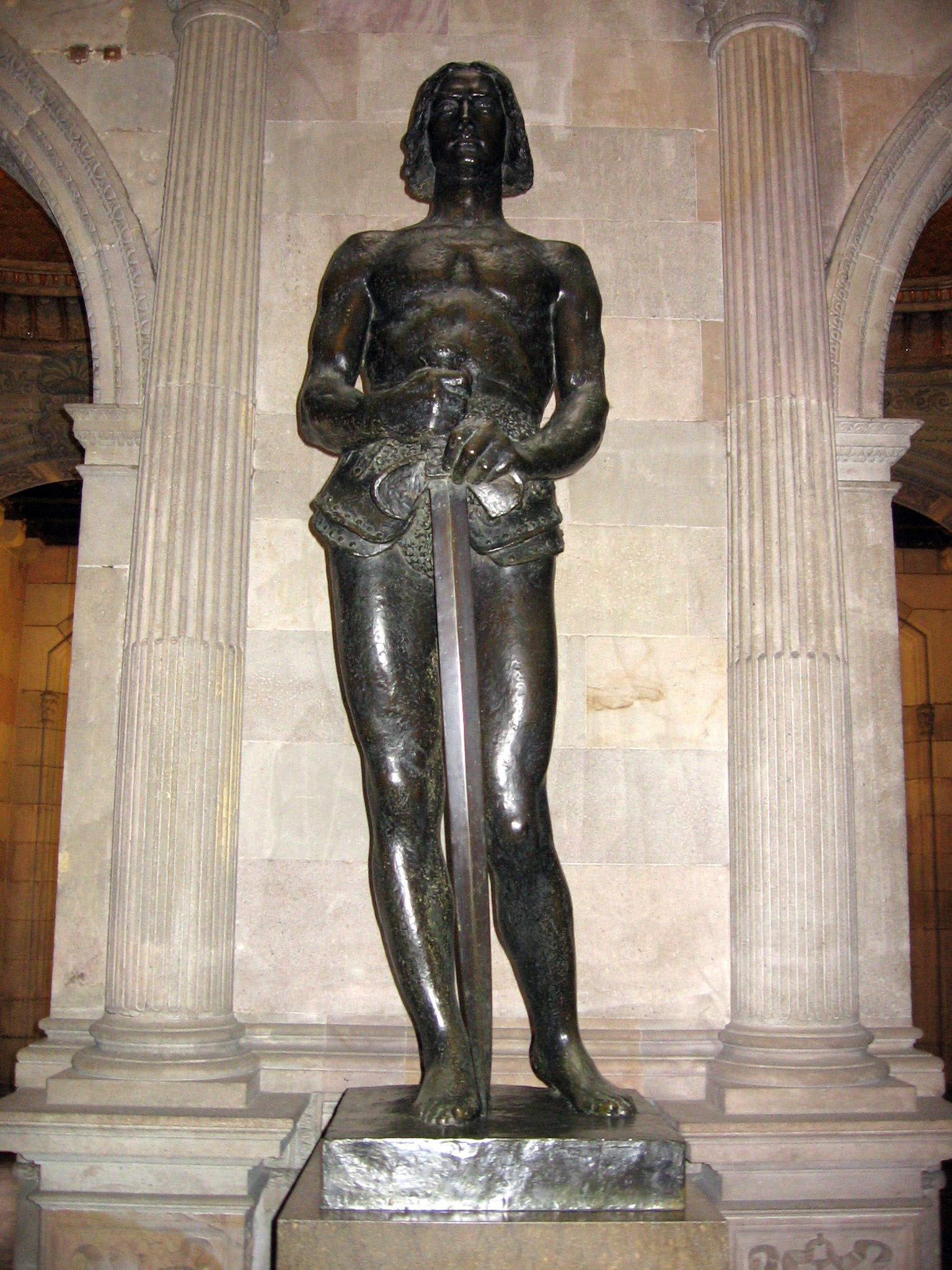
Sant Jordi, de Josep Llimona (1916, en aquesta ubicació des del 1929).
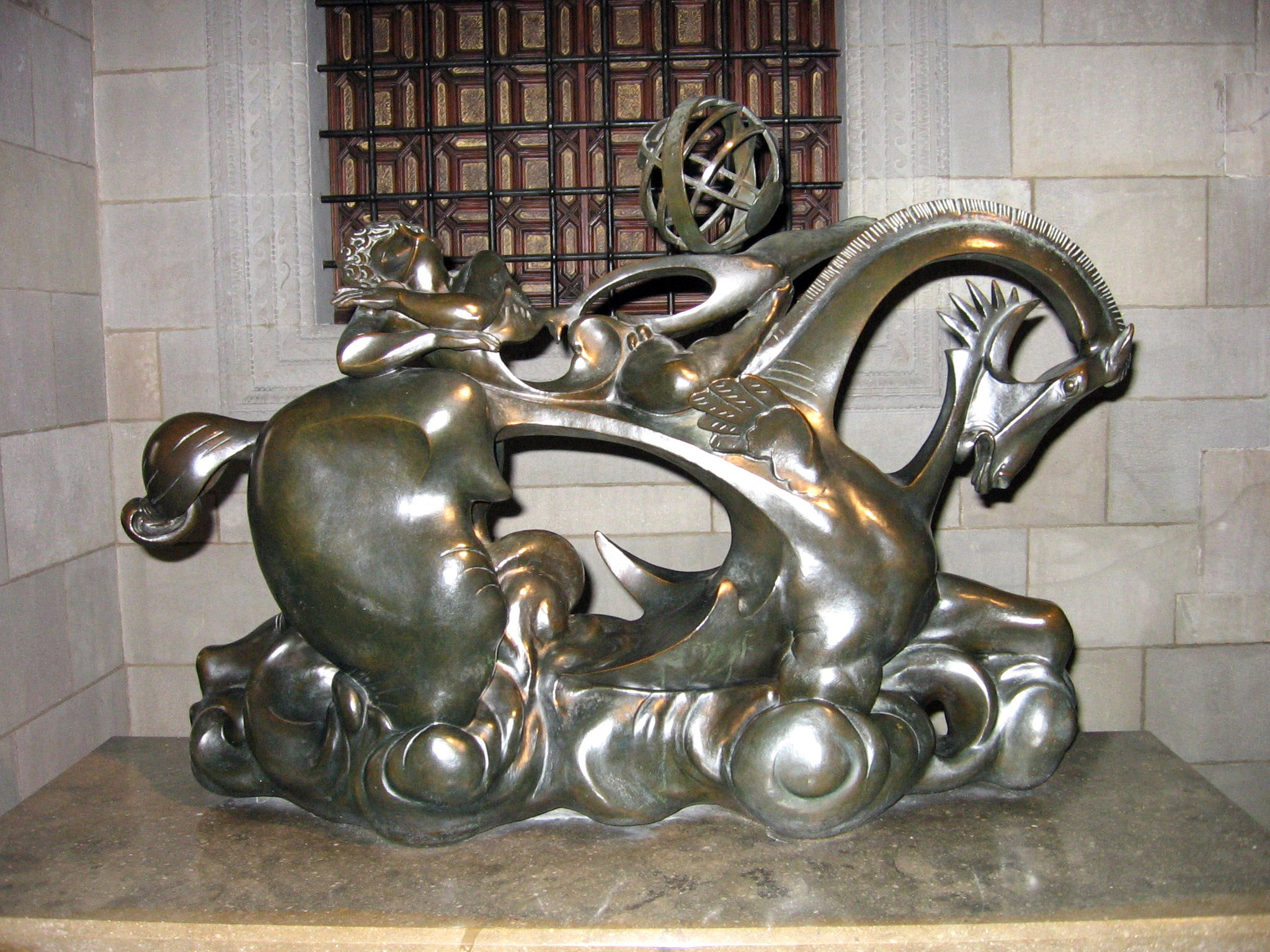
Urà, de Pau Gargallo (1933).
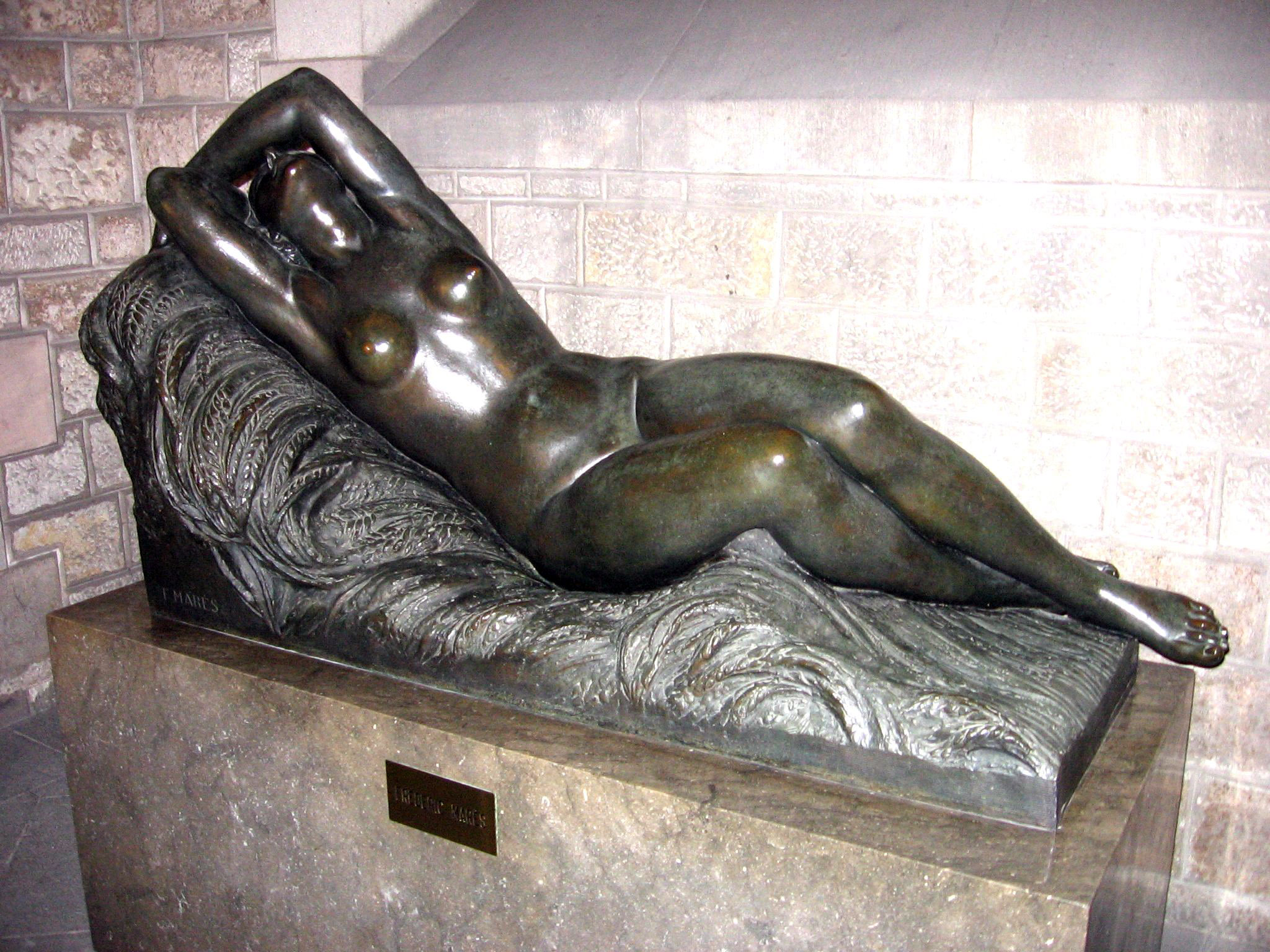
L'esperit mediterrani, de Frederic Marès (1936).
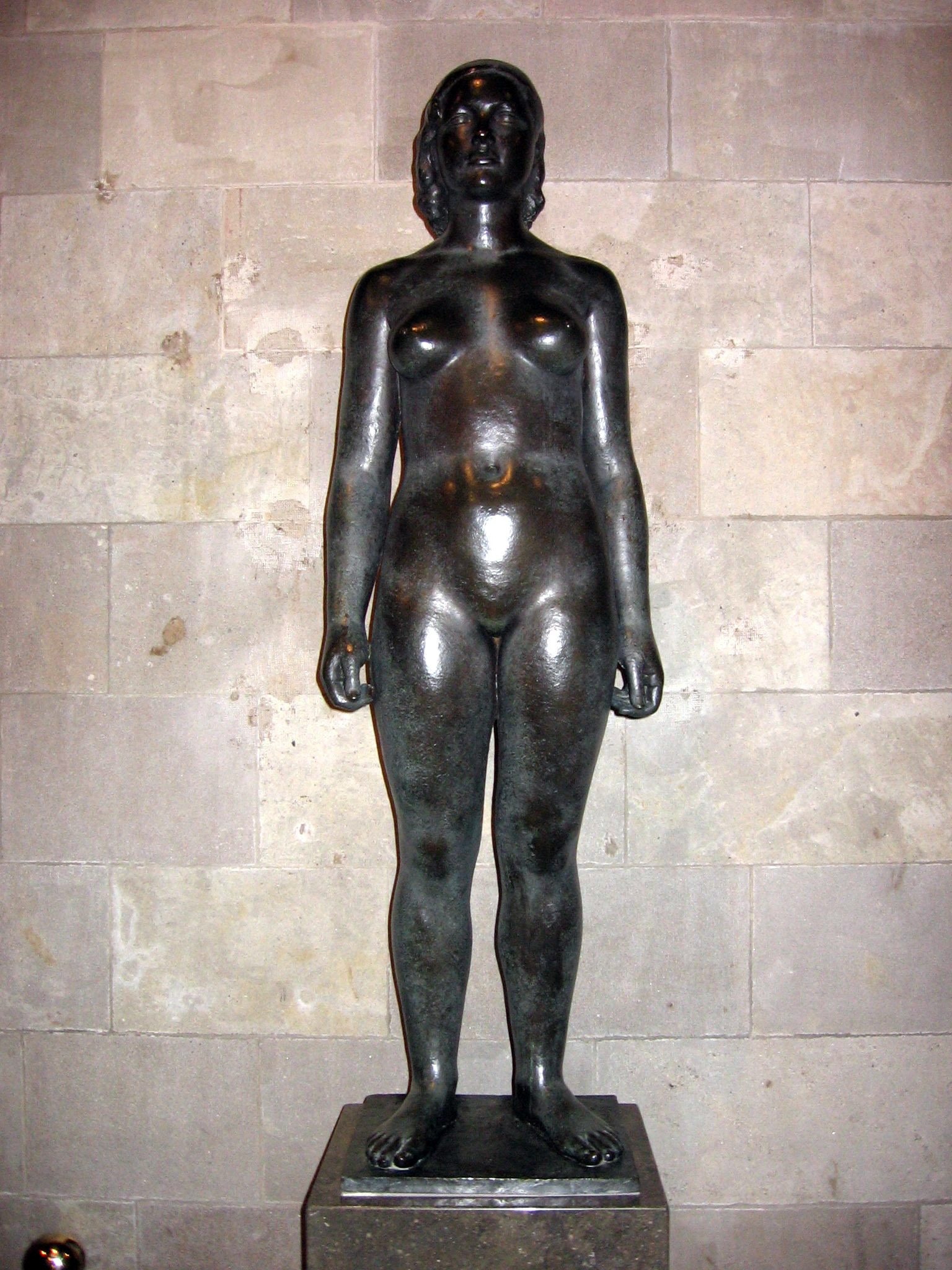
La Puixança, de Josep Clarà (1940).
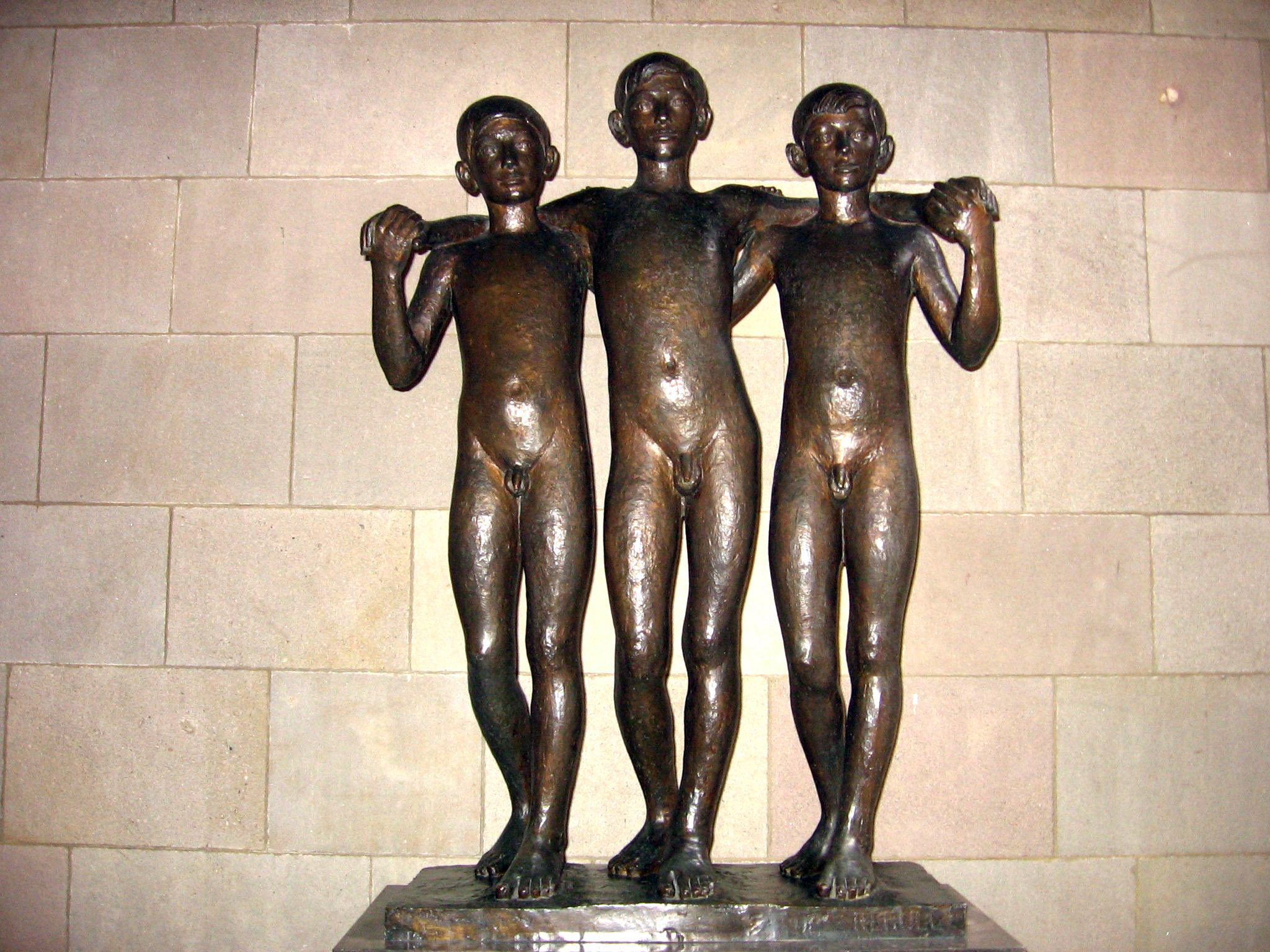
Tres gitanets, de Joan Rebull (1946).
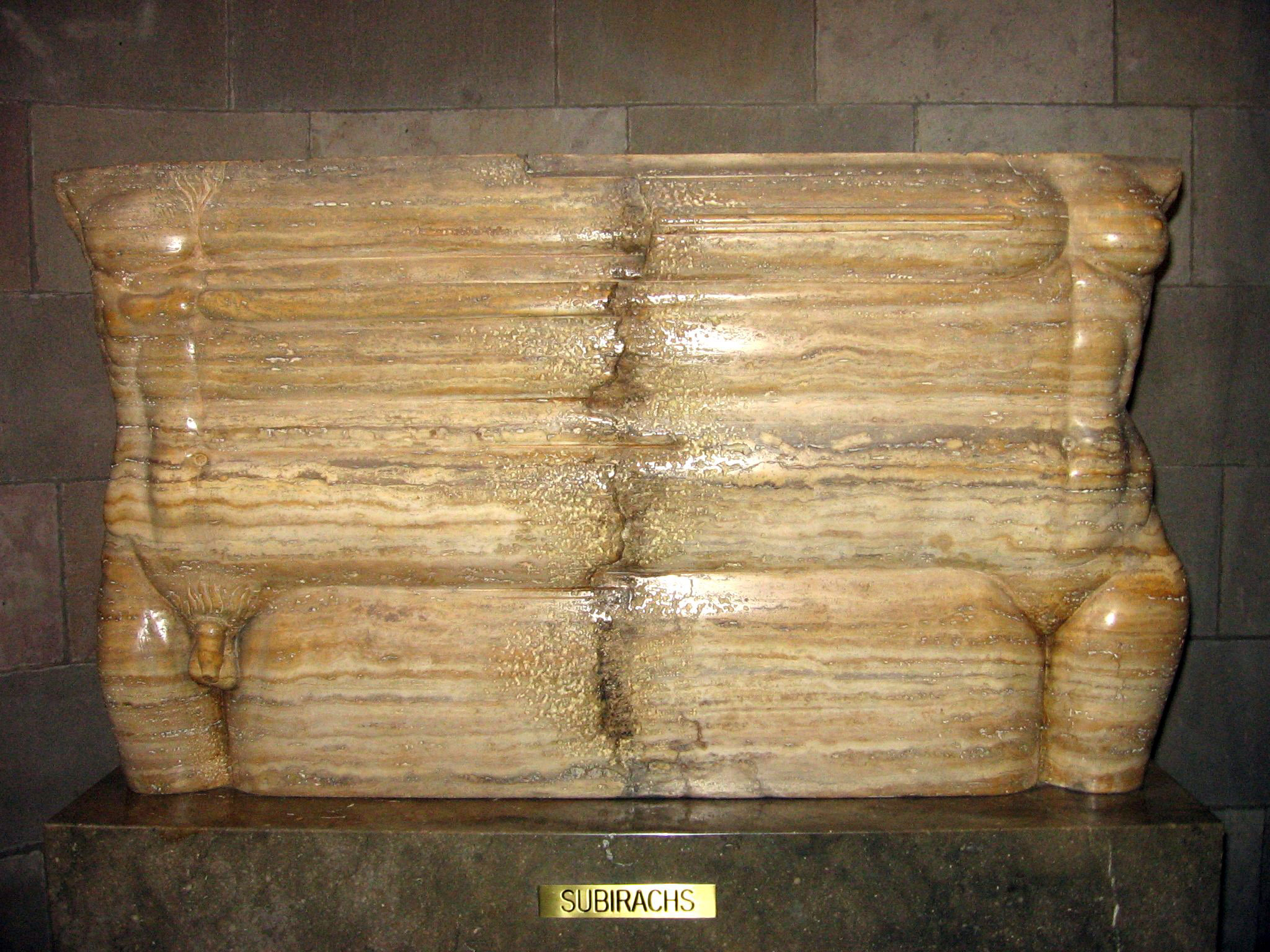
Matèria i Forma, de Josep Maria Subirachs (1980).
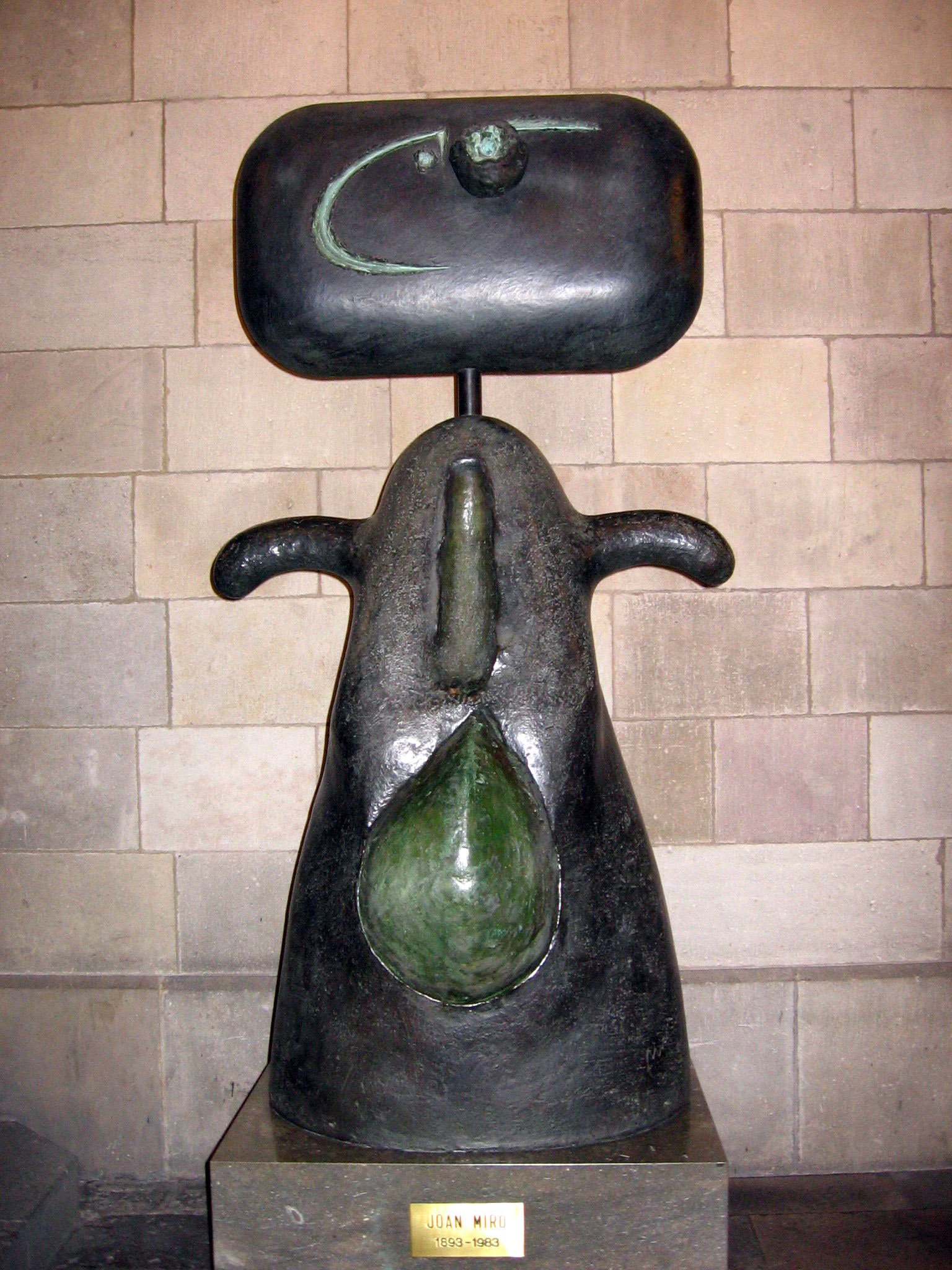
Femme, de Joan Miró (1981).

El 1982 s'instal·là el Monument a Pau Casals, situat a l'avinguda homònima, format per dues peces independents: una estàtua del músic tocant el violoncel, obra de Josep Viladomat de 1939; i una estela de bronze de set metres d'altura amb forma de flama de la qual surten àngels músics tocant trompetes i violins, obra d'Apel·les Fenosa de 1976. El conjunt, situat enfront del Turó Park, fou dissenyat pels arquitectes Miquel Espinet, Antoni Ubach i Ramon Maria Puig Andreu.

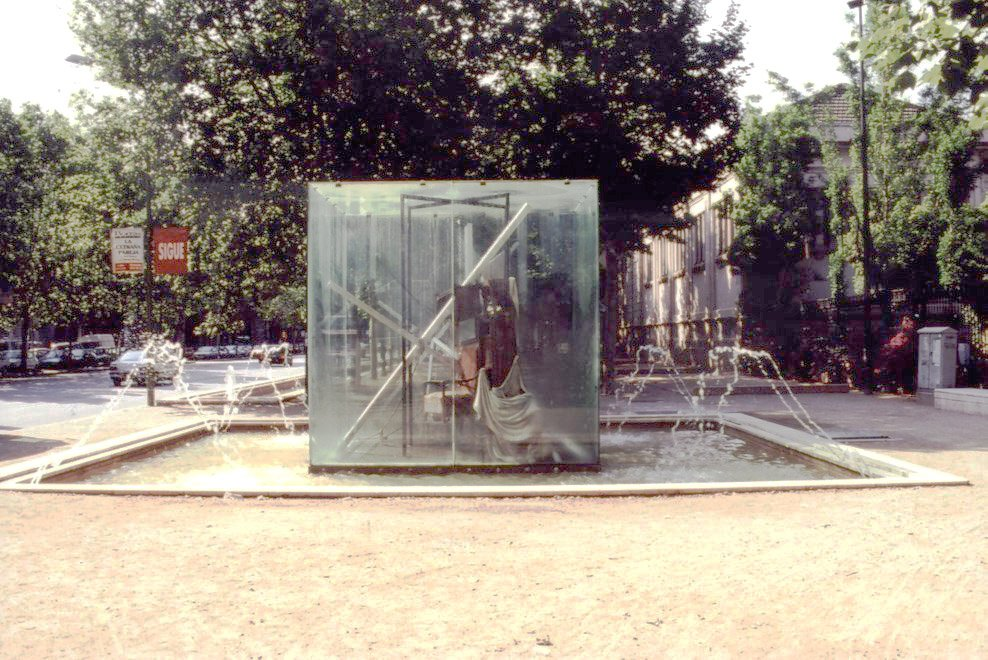
Homenatge a Picasso (1983), d'Antoni Tàpies, Parc de la Ciutadella.

A l'any següent es van inaugurar tres importants monuments: Homenatge a Picasso, d'Antoni Tàpies, situat al Passeig de Picasso —enfront del Parc de la Ciutadella—, una obra abstracta composta per un cub de vidre amb uns mobles vells travessats per una llança al seu interior, i situat en un petit estany; Dona i ocell, de Joan Miró, al parc homònim, un monòlit de formigó revestit de ceràmica de 20 metres d'altura, que combina el simbolisme fàl·lic amb la sexualitat femenina, mentre que l'ocell suposa la comunió amb el cel, l'espiritualitat; i Homenatge a la Mediterrània, de Xavier Corberó, a la Plaça de Sóller, un conjunt de 41 peces de marbre situades en un estany que simbolitzen el sol, la lluna, uns núvols i una barca. Aquell mateix any es realitzaren: A Àngel Guimerà, rèplica de Josep Maria Codina i Corona d'un original de Josep Cardona i Furró, a la Plaça de Sant Josep Oriol; Terra i Foc, de Joan Gardy Artigas, a l'Avinguda Diagonal; A Nicolau Maria Rubió i Tudurí, de Xavier Corberó, a la Plaça de Gaudí; i Llagosta de Boston, còpia de Lluís Ventós d'una obra de Shem Drowne de 1742, a la Plaça de Boston, regal de la ciutat nord-americana a l'acte de germanor d'ambdues ciutats.
L'any 1984 també fou prolífic, del que caldria ressenyar: La Colometa, de Xavier Medina-Campeny, a la Plaça del Diamant, un homenatge a la novel·la de Mercè Rodoreda; A Goya, a l'Avinguda de Roma, de José Gonzalvo, un conjunt de ferro amb la figura del pintor aragonès i la de l'afusellat amb els braços aixecats que surt al seu quadre El tres de maig; Poema visual transitable en tres temps: Naixement, camí —amb pauses i entonacions— i destrucció, de Joan Brossa, als Jardins de Marià Cañardo —al costat del Velòdrom d'Horta—, format per una lletra A majúscula de pedra, de 16 metres d'altura, i una altra a terra feta runa, amb altres signes de l'escriptura;; El mur, de Richard Serra, a la Plaça de la Palmera de Sant Martí, format per dues peces de formigó blanc formant arcs de circumferència; i Piràmide, de Daniel Navas, Neus Solé i Imma Jansana, al parc de Can Sabaté, de clara infuència del retorn de la il·lustració que ens proposa el postmodernisme.

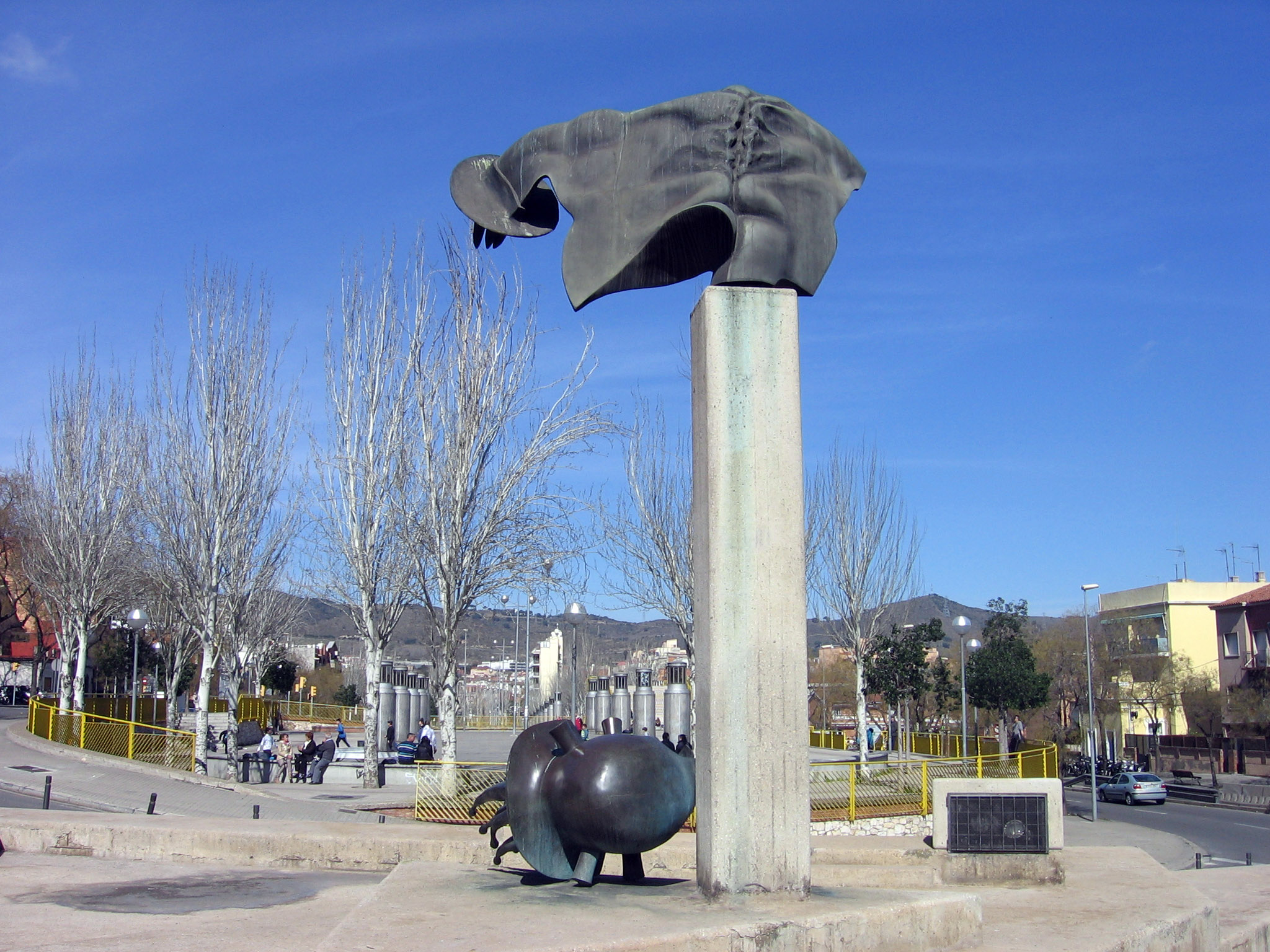
David i Goliat (Homenatge a les Brigades Internacionals) (1988), de Roy Shifrin, Rambla del Carmel.

El 1985 es va realitzar el Parc de l'Espanya Industrial, al districte de Sants-Montjuïc, amb un projecte arquitectònic de Luis Peña Ganchegui que incloïa diverses escultures d'estils diferents: Neptú, de Manuel Fuxà (1881); Els bous de l'abundància, d'Antoni Alsina (1926); Venus moderna, de Peresejo (1929); Tors de dona, d'Enric Casanovas (1947); Landa V, de Pablo Palazuelo (1985); Alto Rhapsody, d'Anthony Caro (1985); i El Drac, d'Andrés Nagel (1987). Aquell any s'urbanitzà també la Plaça de Salvador Allende, al barri d'El Carmel, amb un projecte de Jordi Farrando, on es va col·locar l'escultura Onze poliedres, de Marcel Martí, i una placa en homenatge a Salvador Allende amb un bust del president xilè, obra de Lautaro Díaz.
En aquests anys es van crear diversos monuments commemoratius de les víctimes de la guerra i la dictadura: el 1985 s'adequà el Fossar de la Pedrera, una antiga pedrera situada a la muntanya de Montjuïc on es van enterrar en fosses comunes nombrosos represaliats del franquisme, i on es va situar un memorial projectat per Beth Galí, Màrius Quintana i Pere Casajoana, que comprèn un conjunt de columnes amb els noms de les víctimes, una gran zona enjardinada amb làpides singularitzades, el mausoleu de Lluís Companys i l'escultura Pietat. Homenatge als immolats per la llibertat a Catalunya, obra de Ferran Ventura —una còpia d'aquesta obra està situada als jardins de la biblioteca del Parlament de Catalunya—; Als barcelonins morts als camps d'extermini nazi (1987), d'André Fauteux, una anella de ferro de la qual penja una pedra, situat al Parc de la Ciutadella; David i Goliat (1988), de Roy Shifrin, un homenatge a les Brigades Internacionals situat a la Rambla del Carmel, format per una columna amb un casc als seus peus, que simbolitza a Goliat vençut, i coronada per un tors d'atleta que representa a David victoriós; i el Fossar de les Moreres (1989), a la plaça homònima, amb un disseny general de Carme Fiol i un peveter confeccionat per Albert i David Viaplana, en record als caiguts en la defensa de la ciutat el 1714.

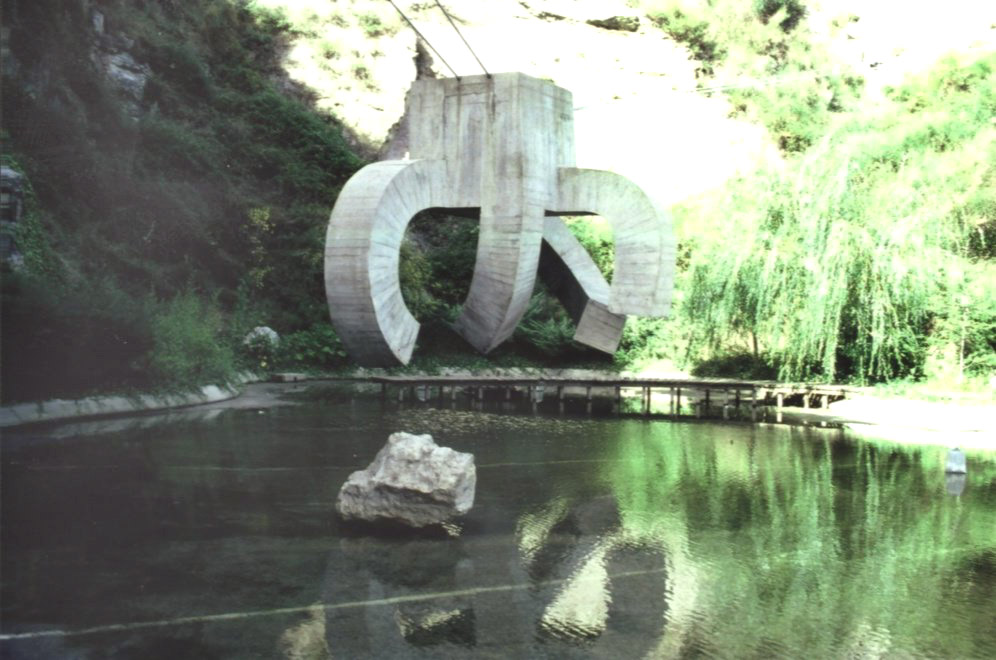
Elogi de l'aigua (1987), d'Eduardo Chillida, Parc de la Creueta del Coll.

Mentrestant continuà la col·locació de diversos monuments promoguts pel consistori: el 1986 es va situar a la Plaça del Rei una obra d'Eduardo Chillida, Topos V, de formes abstractes; el mateix any s'instal·là a la Via Júlia l'escultura Als nous catalans, de Sergi Aguilar, dedicada als immigrants; d'igual data, El ciclista, de Jorge José Castillo, a la Plaça de Sants; Ofèlia ofegada, de Francisco López Hernández, als Jardins de Vila Cecília; i Rites of Spring, de Bryan Hunt, al Parc del Clot. El 1987 s'inaugurà el Parc de la Creueta del Coll, amb un projecte de Martorell-Bohigas-Mackay, on s'emplaçaren les obres Tòtem, d'Ellsworth Kelly, un monòlit de quasi 10 metres d'altura; i Elogi de l'aigua, d'Eduardo Chillida, un bloc de formigó de 54 tones de pes suspès sobre un llac amb quatre cables d'acer que pengen de la muntanya, i que es reflecteix a l'aigua com al mite de Narcís, segons propòsit de l'autor. Igualment, a l'any següent es va crear el Parc de l'Estació del Nord, on es va col·locar l'obra Cel caigut, de Beverly Pepper, un conjunt proper a l'art natura que sembla una ona gegant que surt de la vegetació del parc, elaborada en ceràmica de color blau de diverses tonalitats amb la tècnica gaudiniana del trencadís. El 1989 s'inaugurà a l'avinguda Rio de Janeiro la Mitjana escultòrica, un conjunt d'onze elements de 306 m de longitud —l'escultura més llarga de Barcelona—, obra d'Agustí Roqué que guanyà el premi FAD d'aquell any.

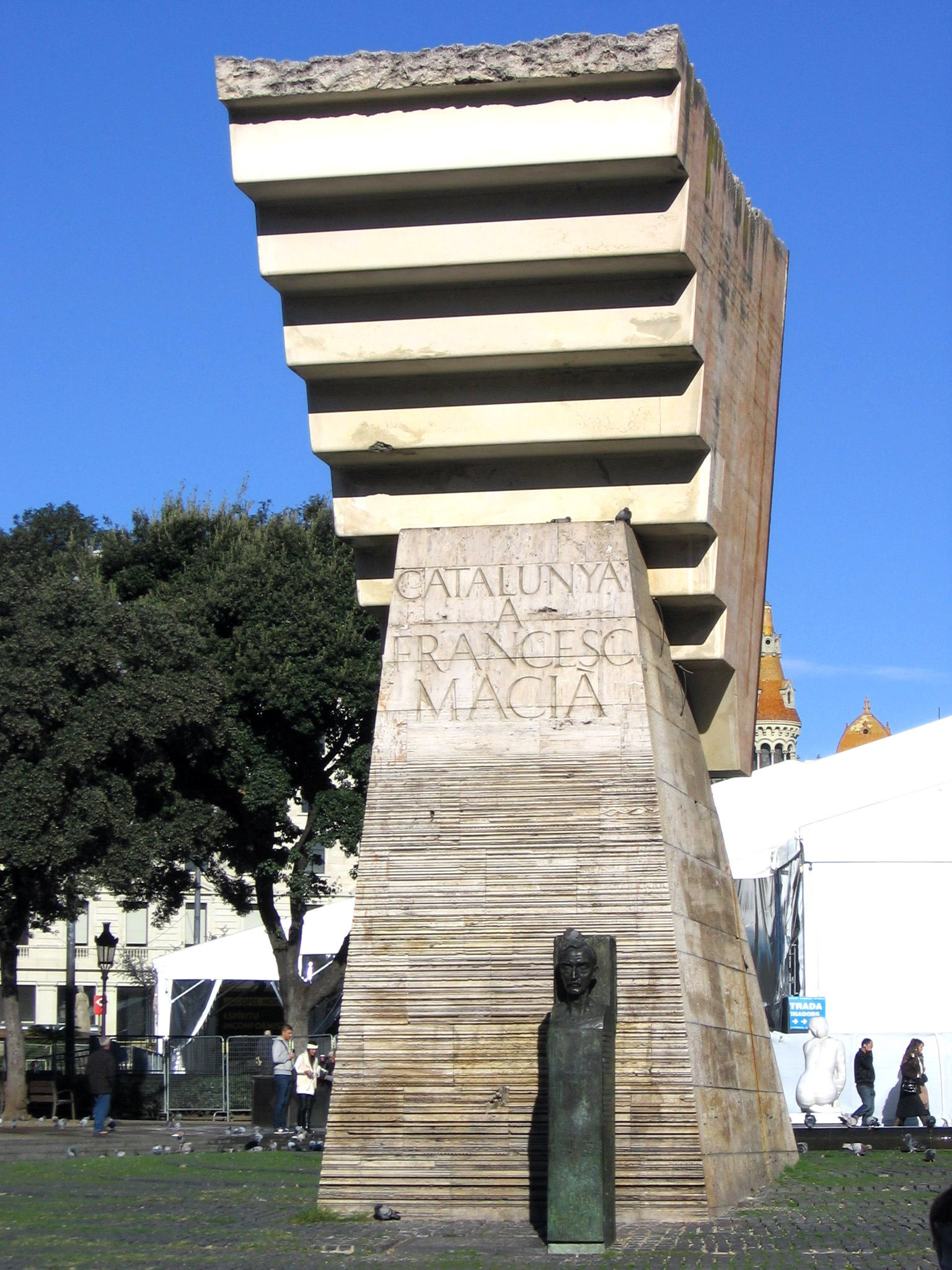
Monument a Francesc Macià (1991), de Josep Maria Subirachs, Plaça de Catalunya.

Altres obres d'aquests anys són: Sant Jordi (1987), de Joan Rebull, a la Rambla de Catalunya amb Diagonal; Gambrinus (1987), de Javier Mariscal, al Passeig de Colom; Límit interior (1987), de Sergi Aguilar, als Jardins de la Maternitat; Escullera (1988), de Jaume Plensa, a la Via Júlia; Centenari de l'Exposició Universal de 1888 (1988), d'Antoni Clavé, al Parc de la Ciutadella; A Margarida Xirgu (1988), d'Eudald Serra, a la Plaça Canonge Colom; Gat (1990), de Fernando Botero, a la Rambla del Raval; A Ferrer i Guàrdia (original de 1911, col·locat el 1990), d'Auguste Puttemans, a l'Avinguda de l'Estadi (Montjuïc); A Rovira i Trias (1990), a la plaça homònima, de Joaquim Camps; Núvol i cadira (1990), d'Antoni Tàpies, a la fundació que porta el seu nom; A Lluís Millet (1991), de Josep Salvadó Jassans, al Palau de la Música Catalana; El submarí soterrat (1991), de Josep Maria Riera i Aragó, al Parc de les Aigües; i Monument (1991), de Leandre Cristòfol, a la Plaça George Orwell.
Un projecte innovador tingué lloc el 1990, quan s'instal·là a Montjuïc, al costat de la Fundació Miró, el Jardí d'Escultures, amb un disseny general de Jaume Freixa i Jordi Farrando. Se situà a l'espai conegut antigament com a Plaça del Sol, on des del 1909 estava situada l'escultura Manelic de Josep Montserrat, dedicada al popular personatge de l'obra Terra baixa d'Àngel Guimerà. En aquest espai es va col·locar un conjunt de vuit escultures: Agulla, de Tom Carr; Transparent, el paisatge, de Pep Duran; Ctonos, de Gabriel Sáenz Romero; Teulada, de Perejaume; Gran avió d'hèlix blava, de Josep Maria Riera i Aragó; Dell'Arte, de Jaume Plensa; Gran fus, d'Enric Pladevall; i Vol 169, d'Emma Verlinden; aquesta darrera fou retirada el 2002 degut a la seva deterioració irreversible, i en aquesta data s'hi van afegir tres escultures més: Gènesi, d'Ernest Altès; La classe de música, de Cado Manrique; i DT, de Sergi Aguilar.
El 1991 es va col·locar a la Plaça de Catalunya el Monument a Francesc Macià, obra de Josep Maria Subirachs, realitzat en travertí, formigó, ferro i bronze. L'artista va concebre l'obra com una evocació dels diversos símbols identitaris de Catalunya: el pedestal, realitzat en travertí amb una successió de blocs de pedra en trencajunt, representa la història de Catalunya; la part superior, executada en formigó, té forma d'escala invertida, de la qual els tres primers esglaons, encaixats al pedestal, representen els tres anys de govern de Macià al davant de la Generalitat, mentre que la resta, que finalitzen de forma abrupta i inacabada, simbolitzen el futur del país, que es va construint dia a dia, esglaó a esglaó; tanmateix, al pedestal hi figuren diverses inscripcions realitzades en forma de graffiti, amb noms, dates i llocs relacionats amb el polític català, mentre que a la seva part superior es troba en grans lletres la inscripció Catalunya a Francesc Macià. Enfront del cos del monument es troba de manera separada un monòlit amb el bust del president Macià, realitzat en bronze, una rèplica del retrat que li feu Josep Clarà el 1932.

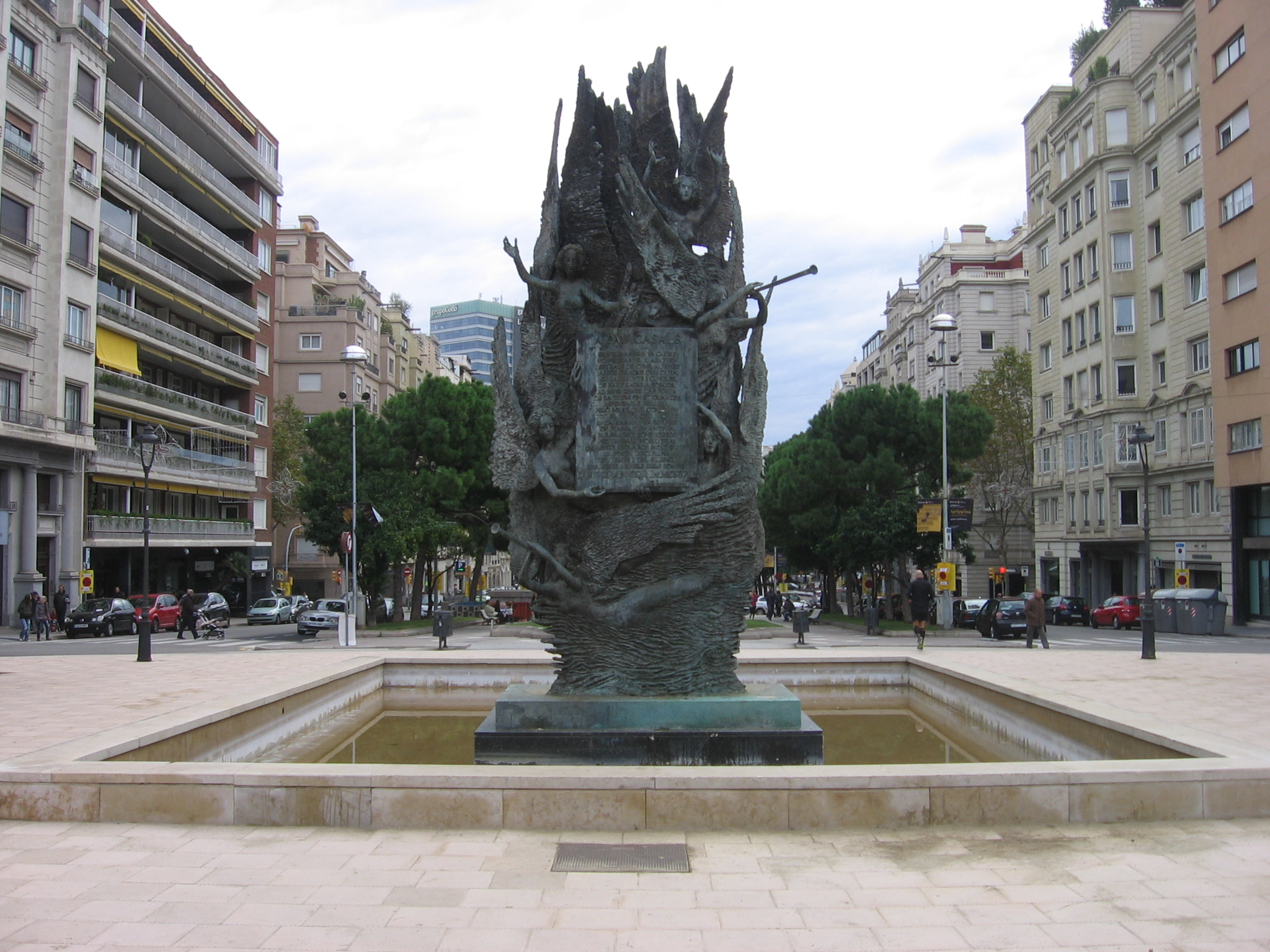
A Pau Casals (1976), d'Apel·les Fenosa, Avinguda de Pau Casals.
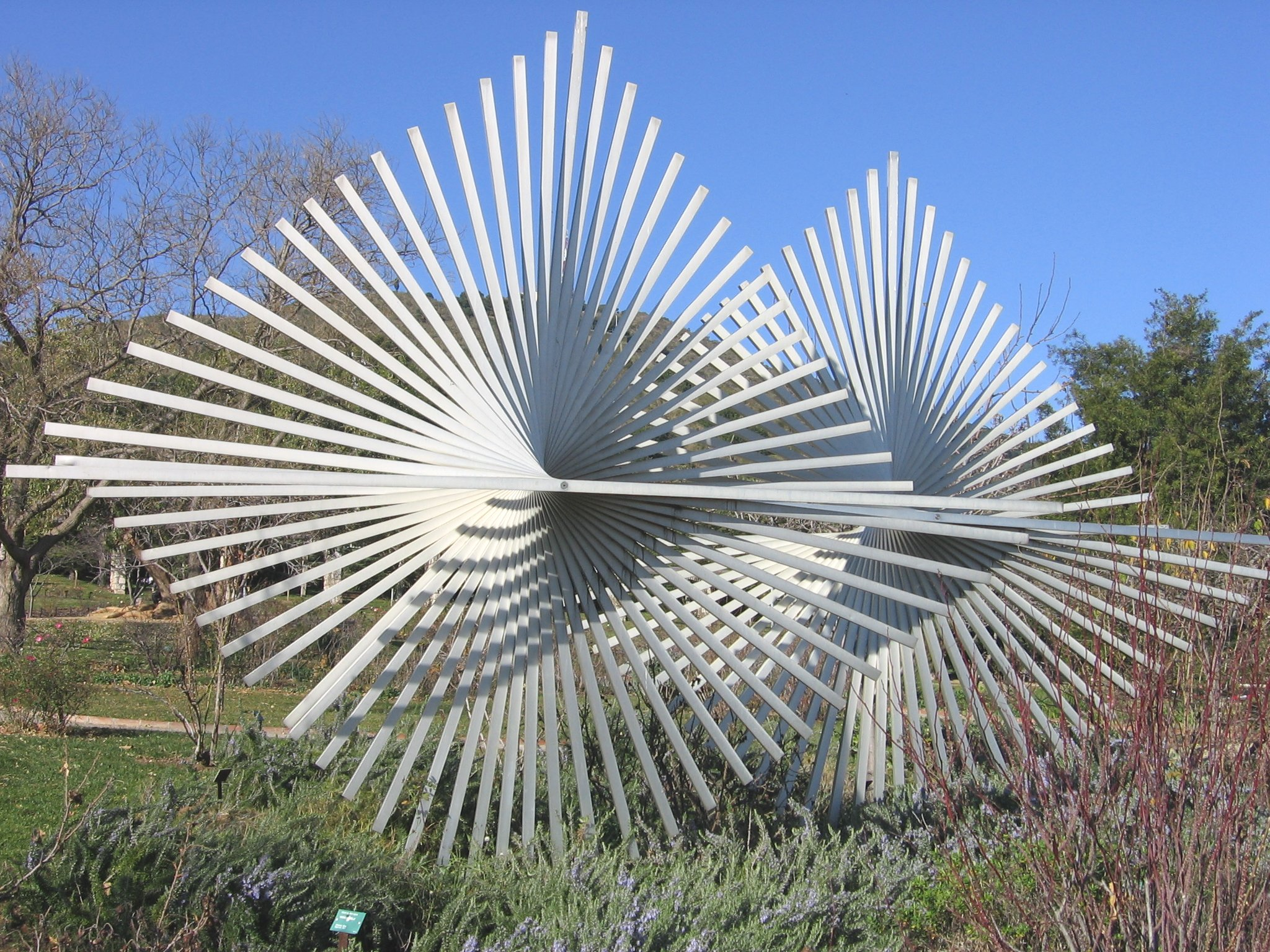
Rombes bessons (1977), d'Andreu Alfaro, Parc de Cervantes.
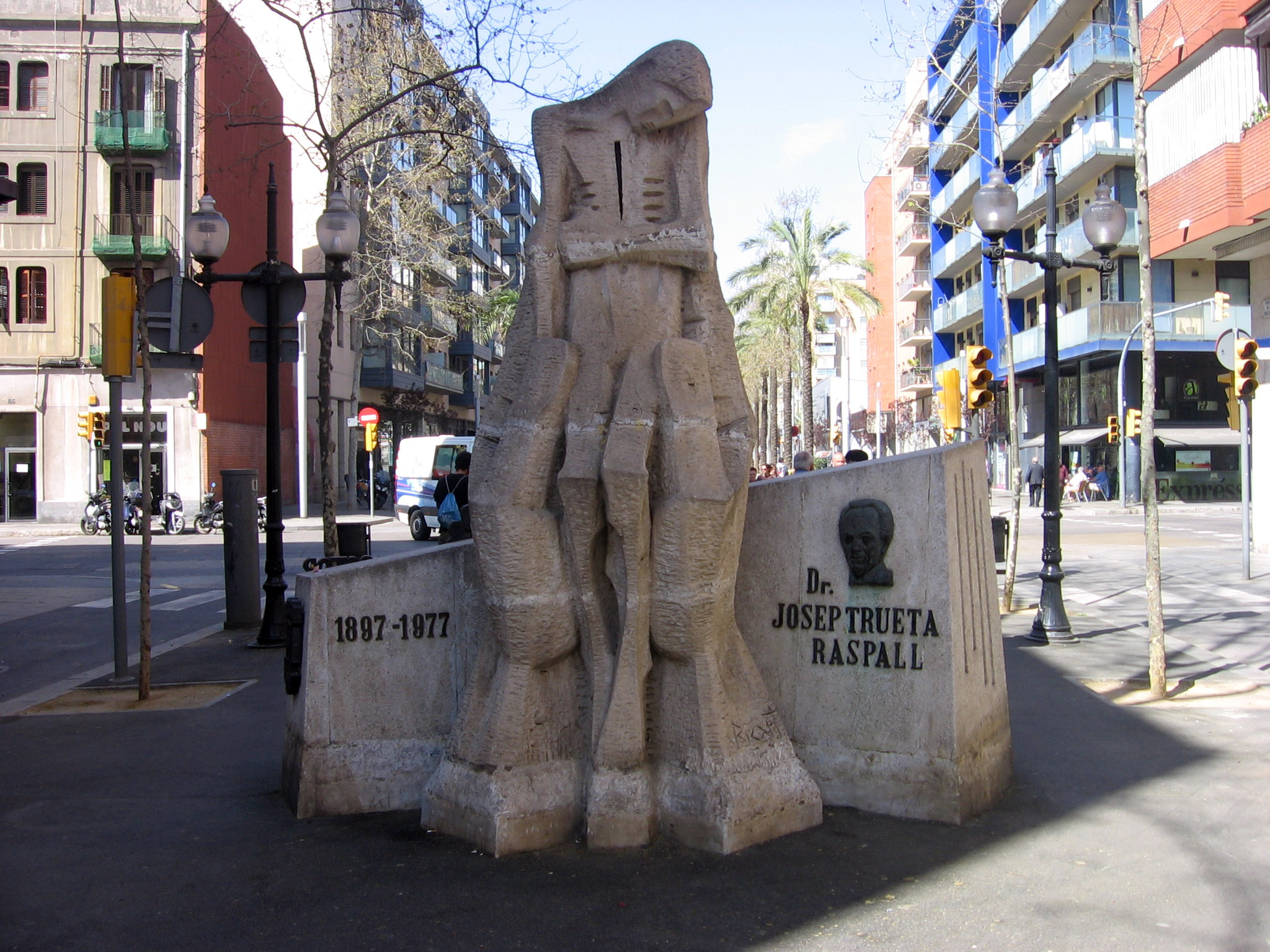
Monument al Doctor Trueta (1978), de Josep Ricart, Rambla del Poblenou.
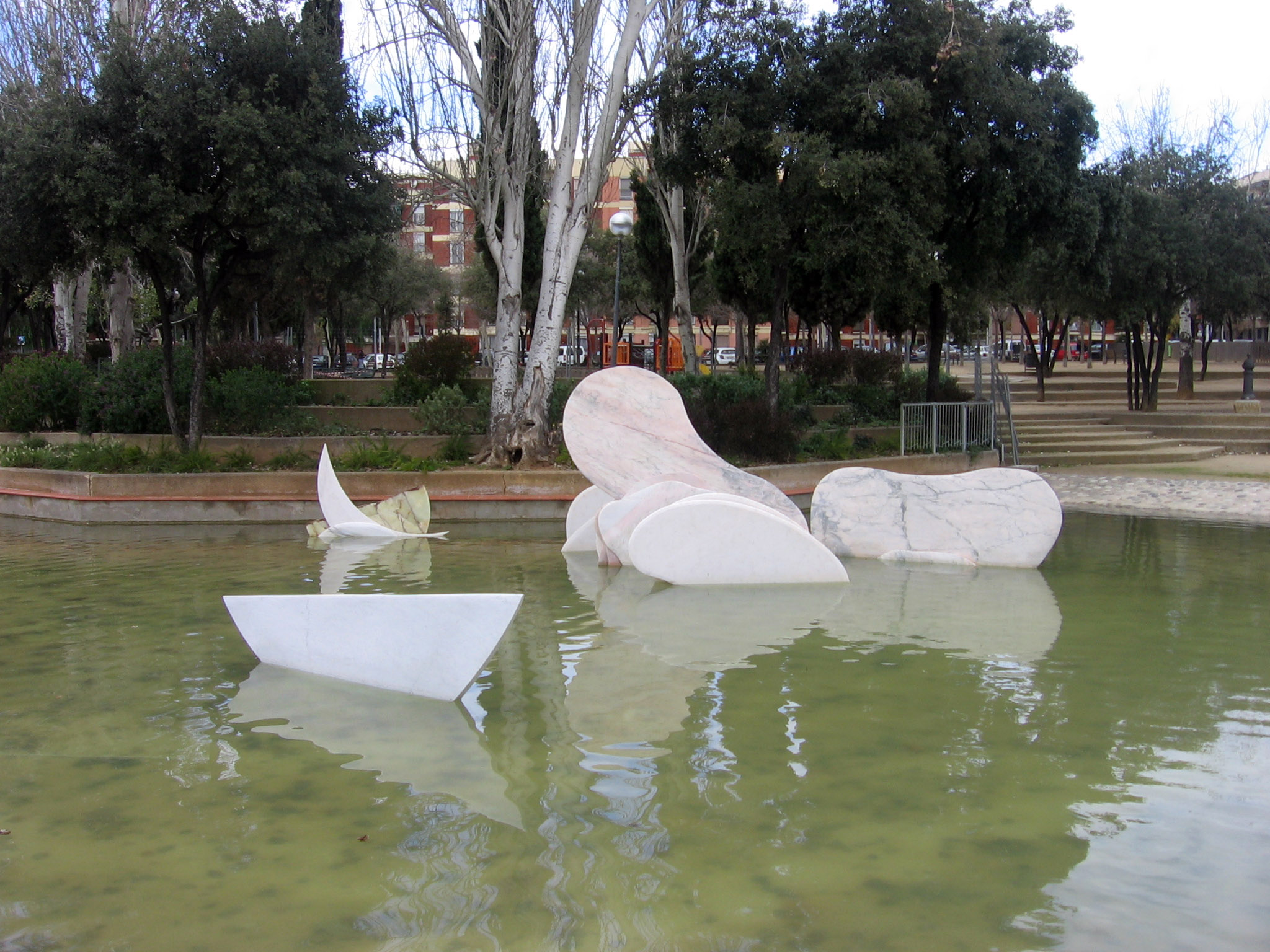
Homenatge a la Mediterrània (1983), de Xavier Corberó, Plaça de Sóller.
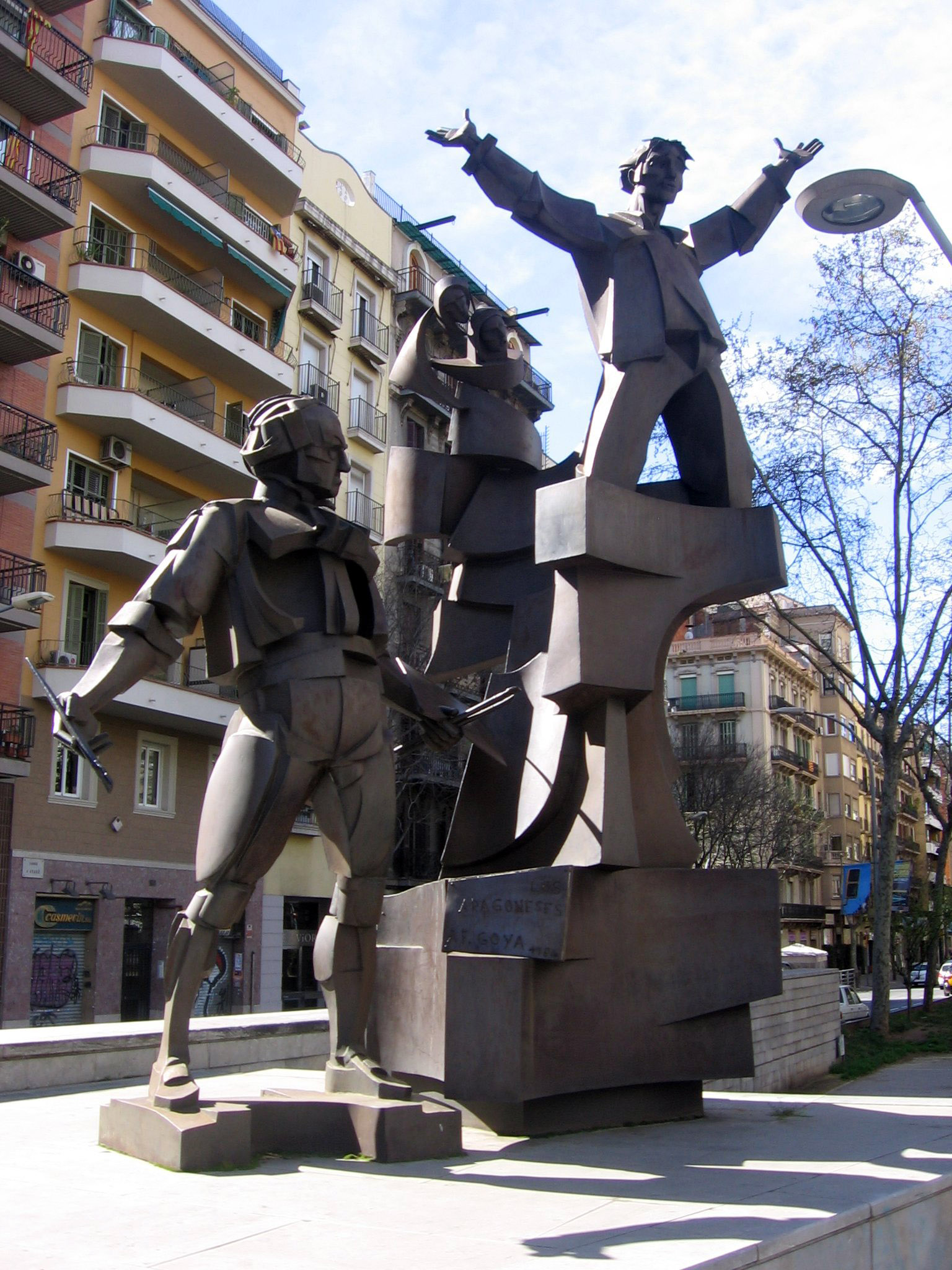
A Goya (1984), de José Gonzalvo, Avinguda de Roma.
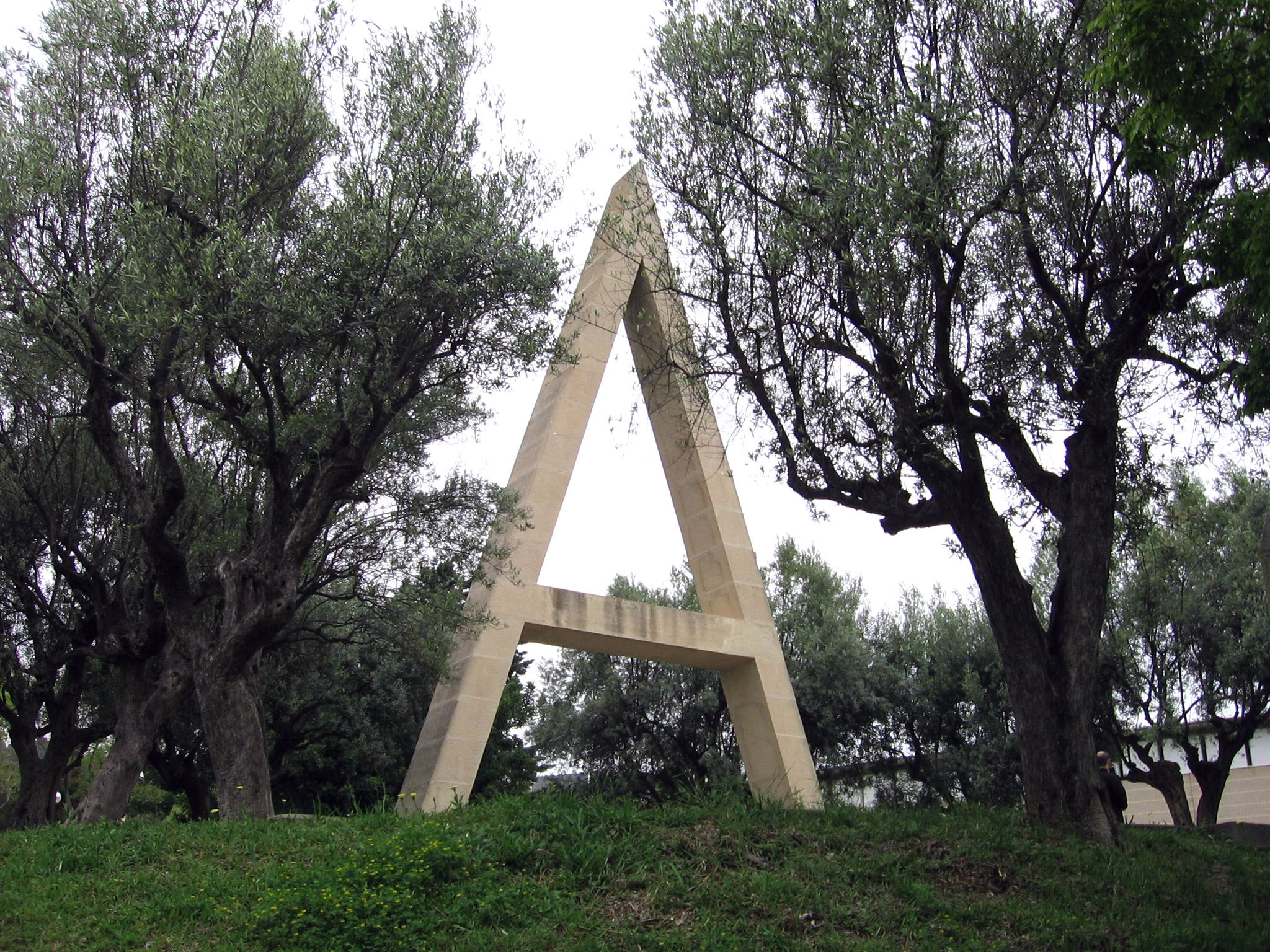
Poema visual transitable en tres temps: Naixement, camí —amb pauses i entonacions— i destrucció (1984), de Joan Brossa, Jardins de Marià Cañardo.
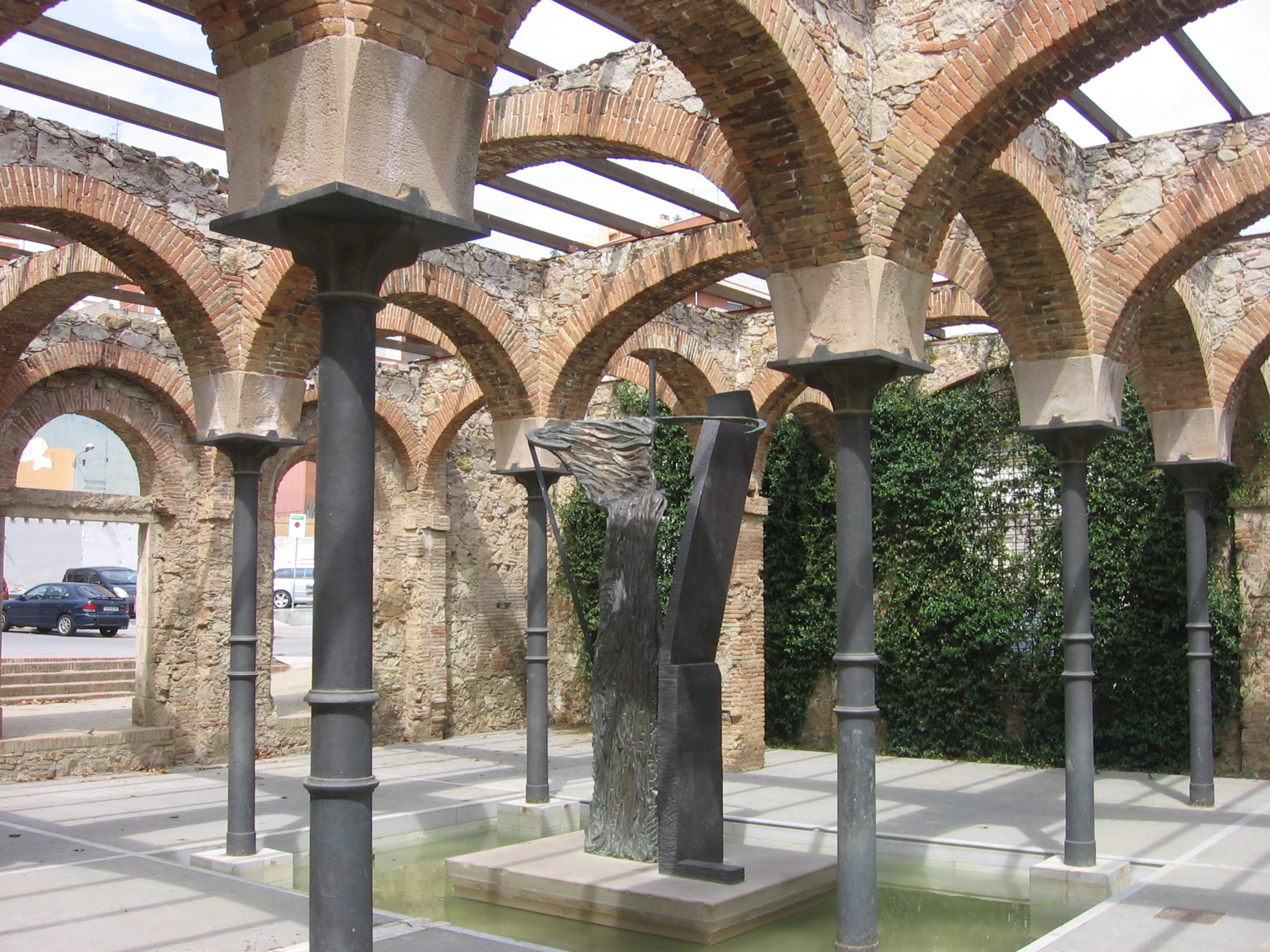
Rites of Spring (1986), de Bryan Hunt, Parc del Clot.
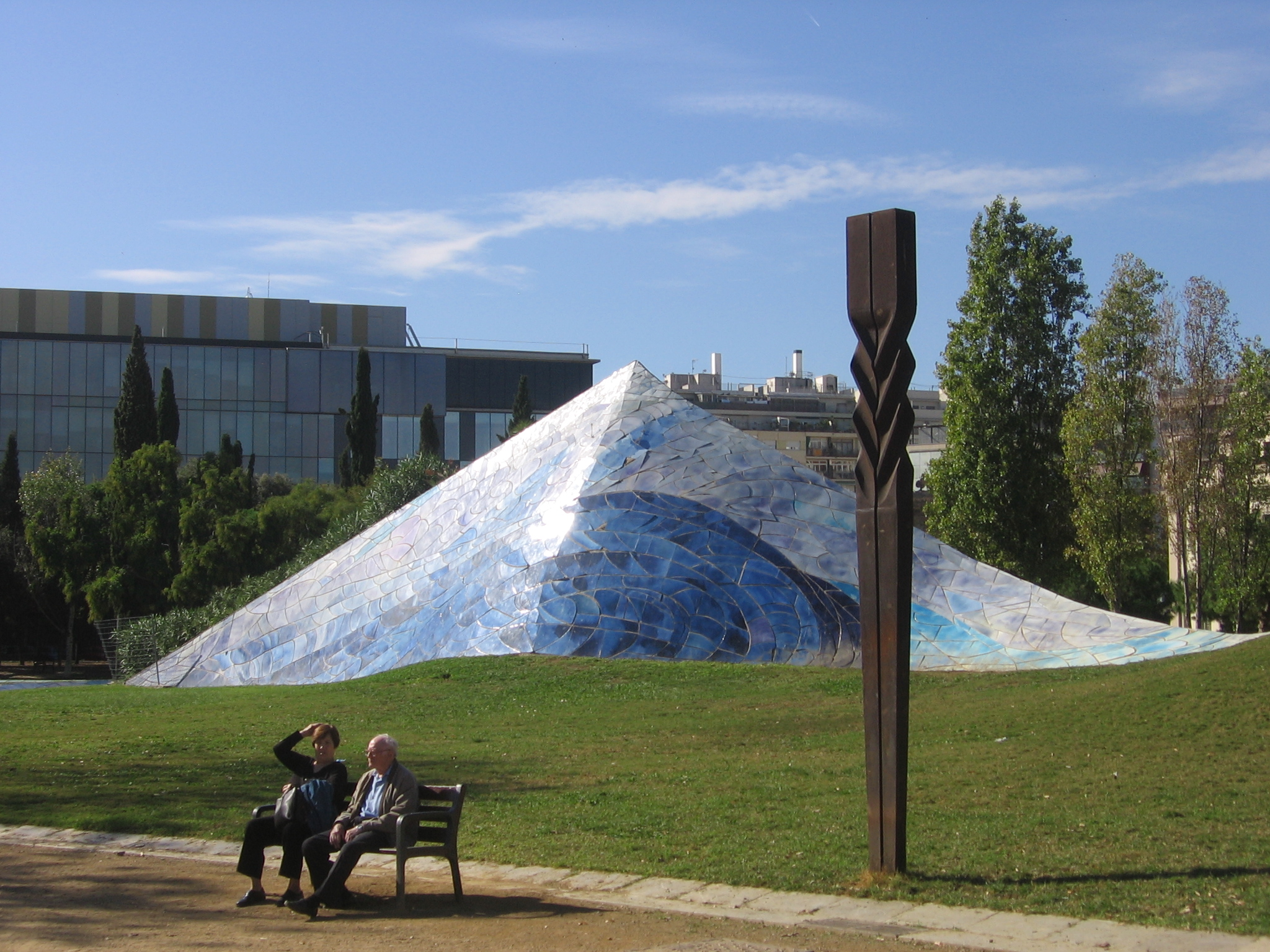
Cel caigut (1988), de Beverly Pepper, Parc de l'Estació del Nord.
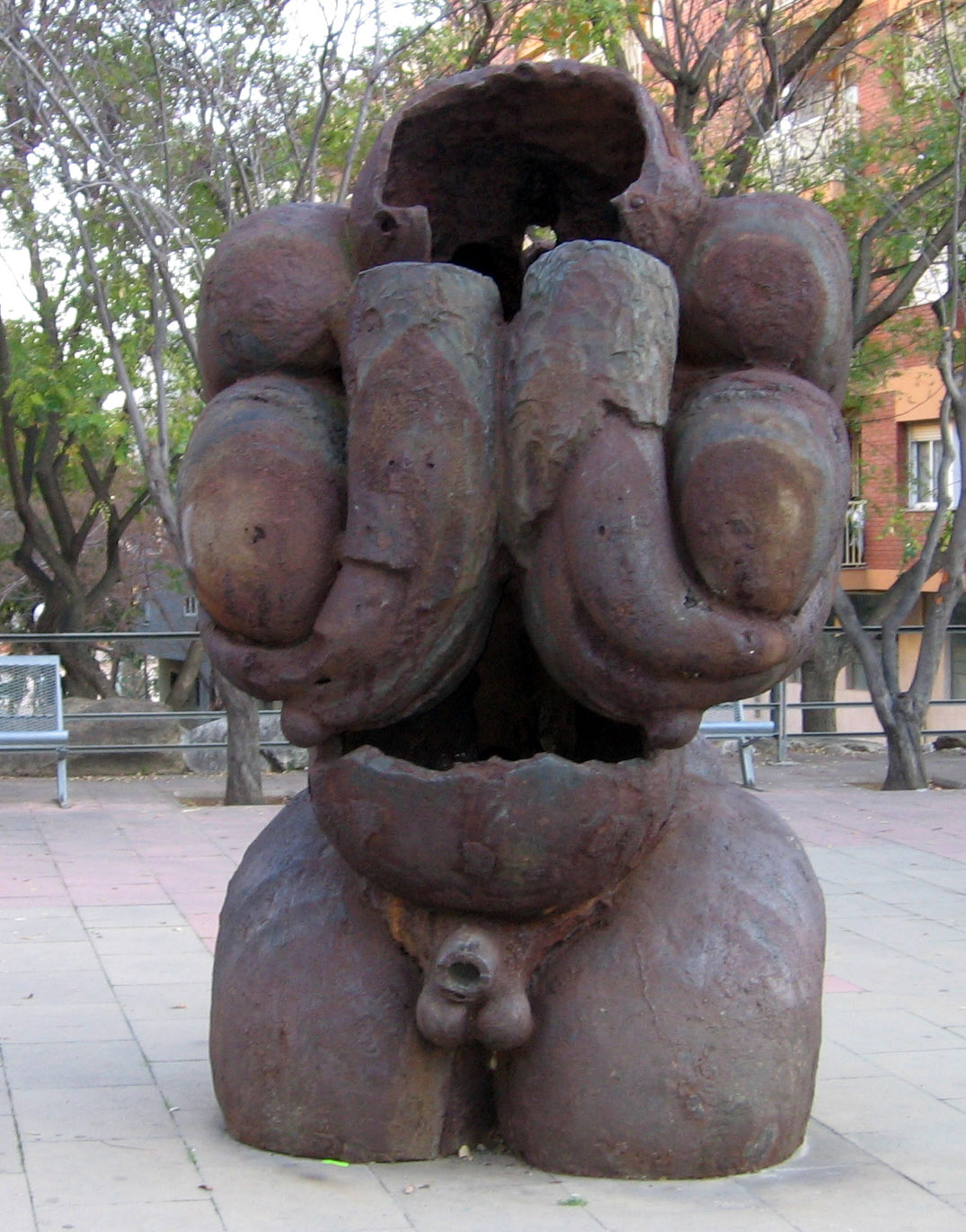
Escullera (1988), de Jaume Plensa, Via Júlia.
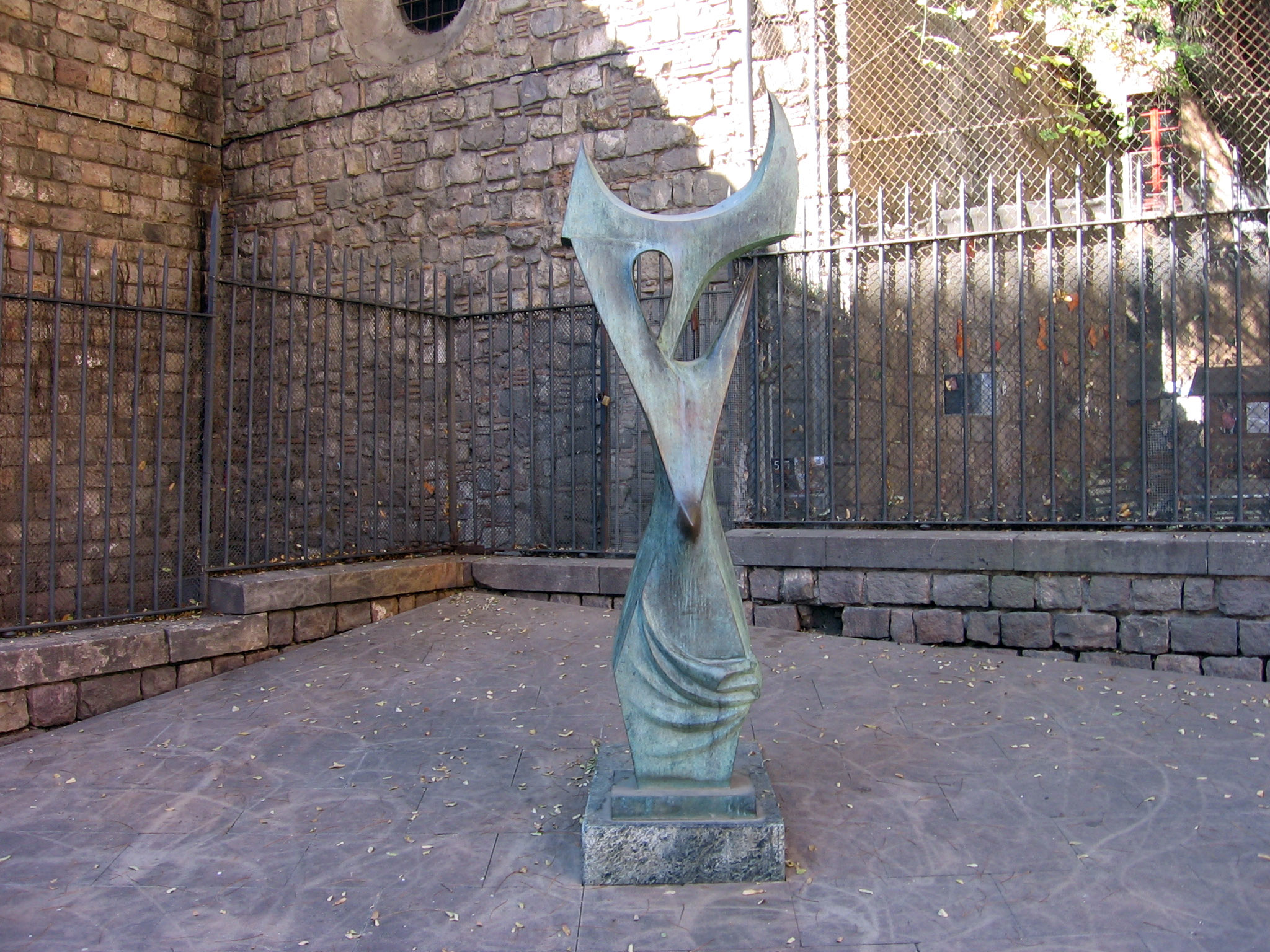
A Margarida Xirgu (1988), d'Eudald Serra, Plaça Canonge Colom.
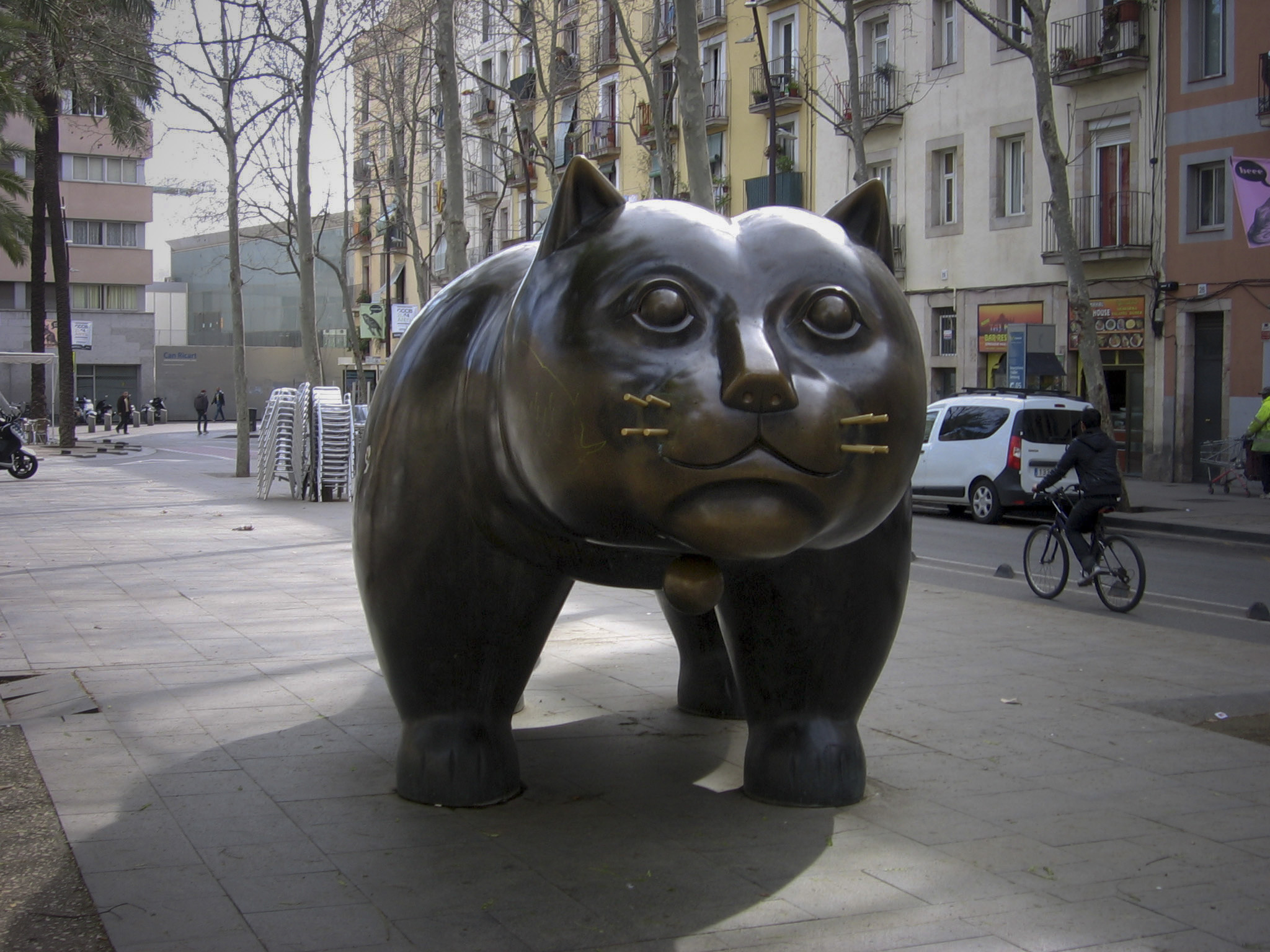
Gat (1990), de Fernando Botero, Rambla del Raval.
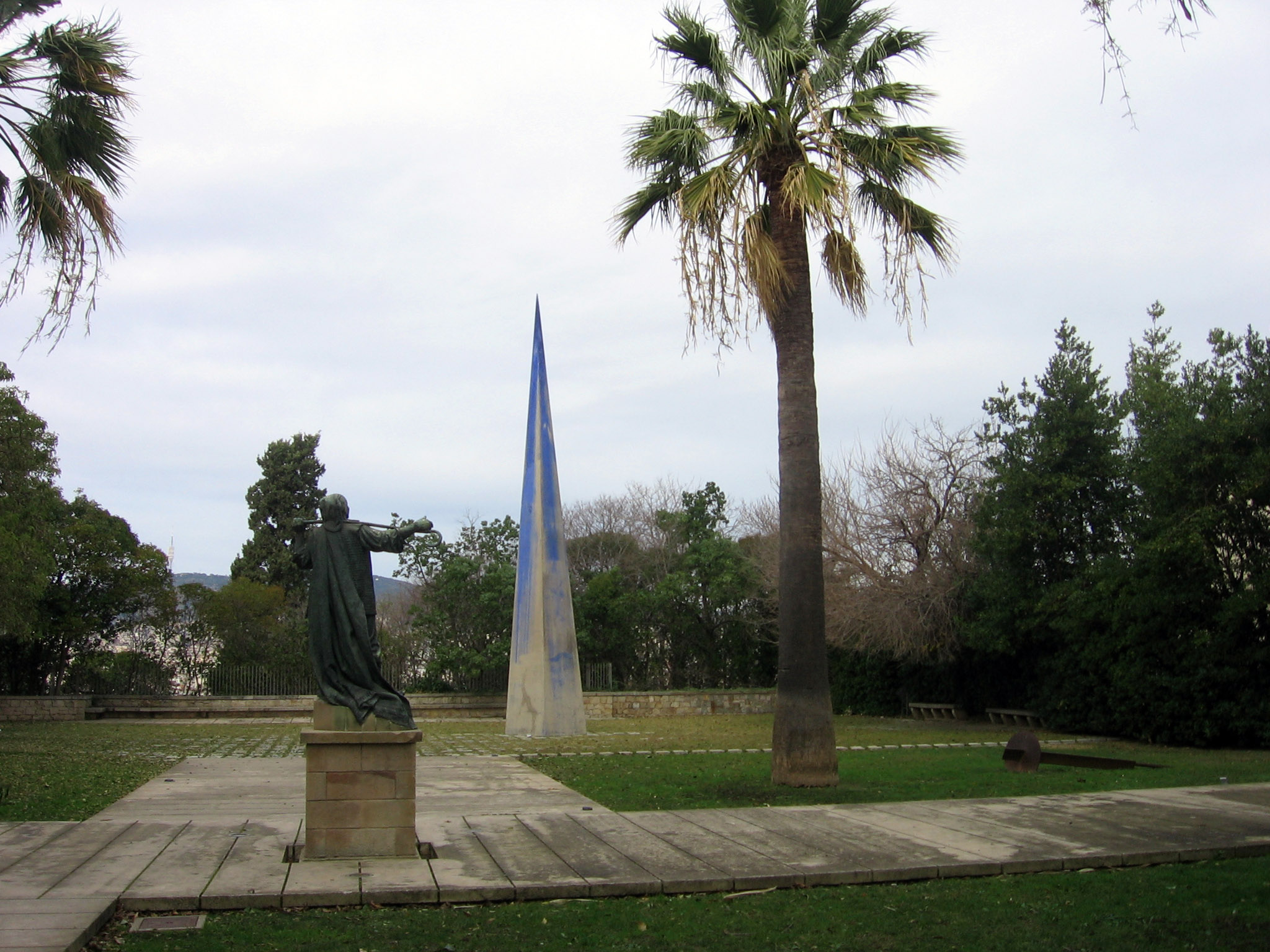
Jardí d'Escultures (1990), Montjuïc.
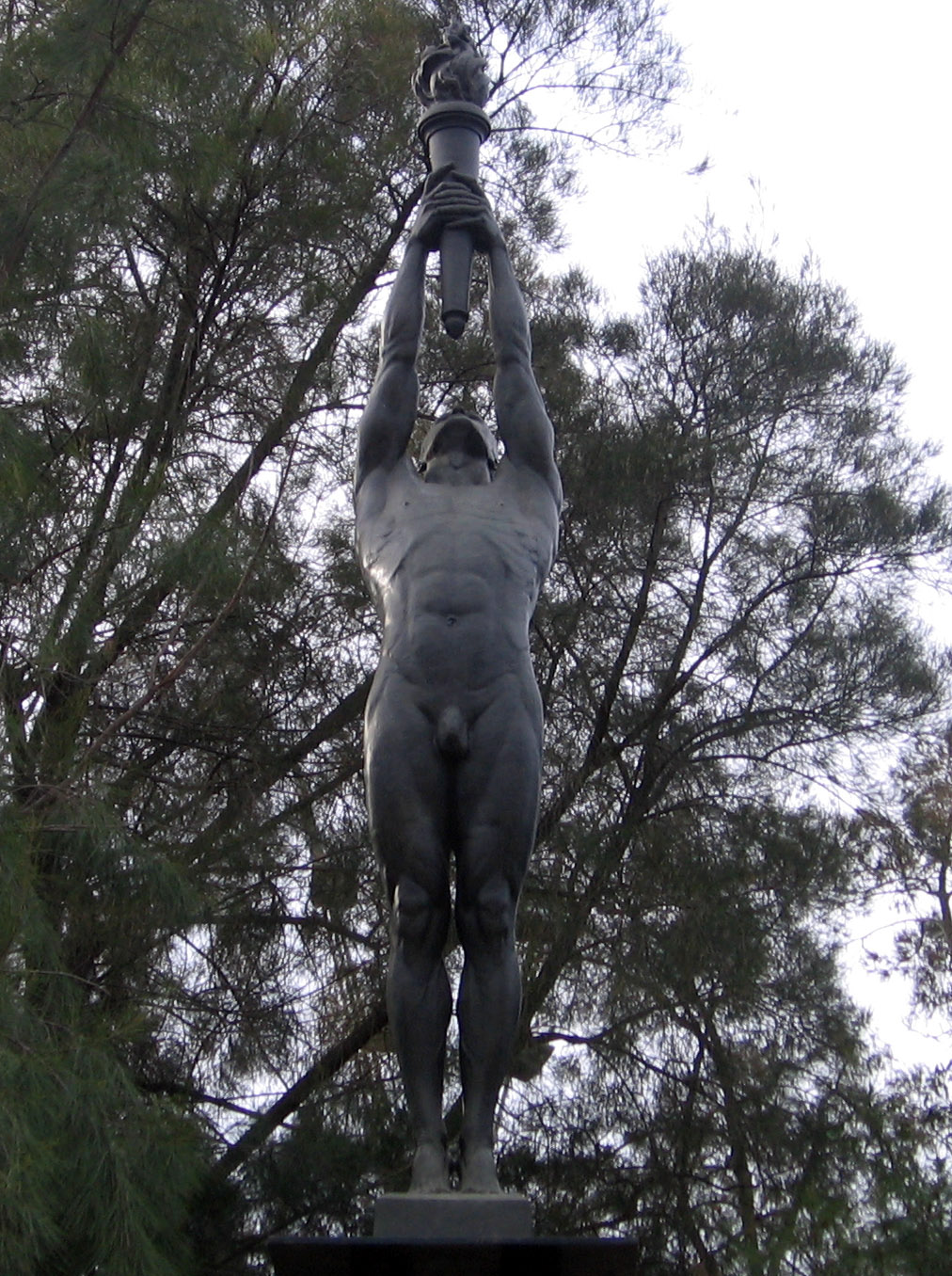
A Ferrer i Guàrdia (1990), d'Auguste Puttemans, Avinguda de l'Estadi.
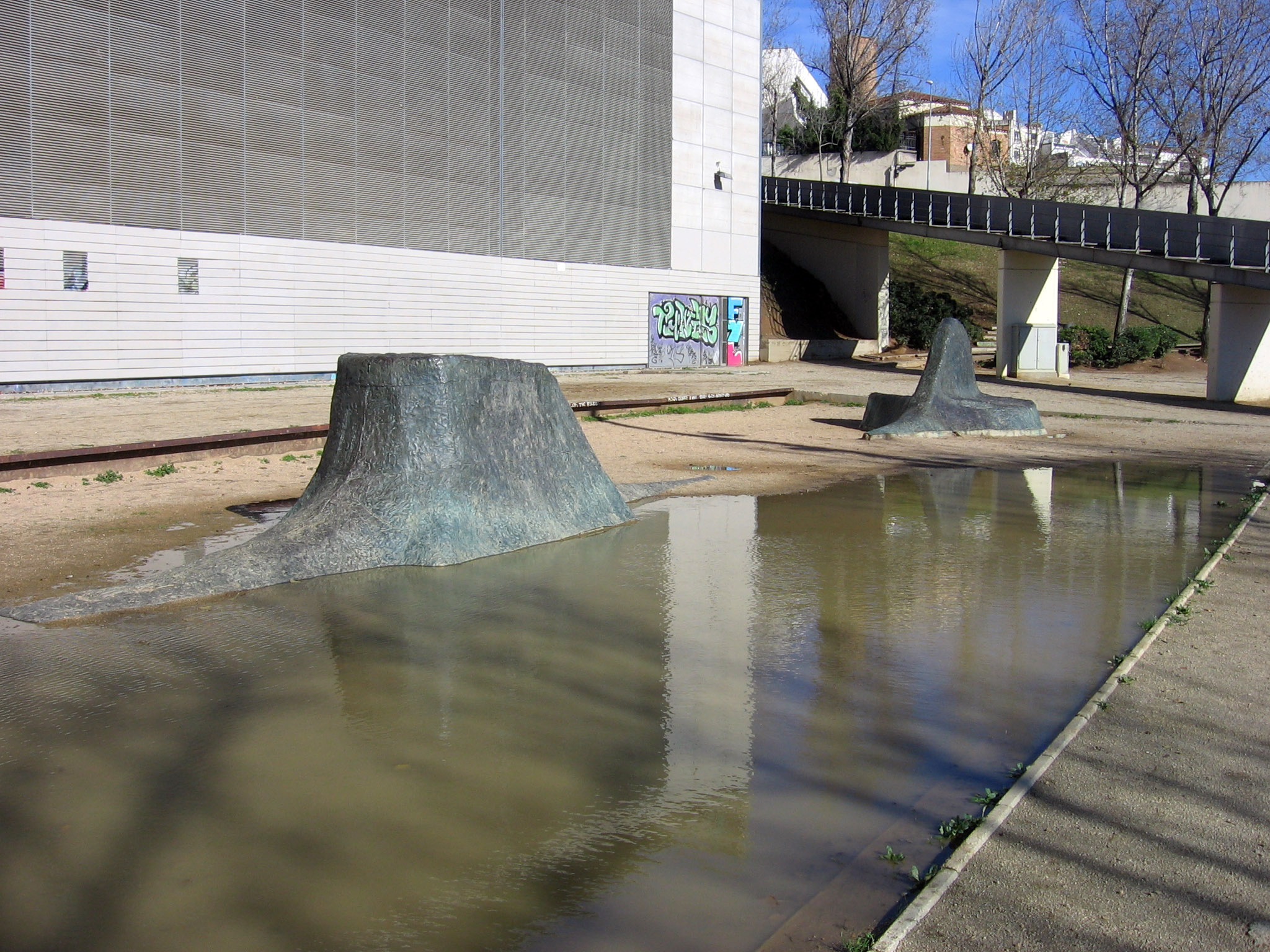
El submarí soterrat (1991), de Josep Maria Riera i Aragó, Parc de les Aigües.

#### Jocs Olímpics de 1992

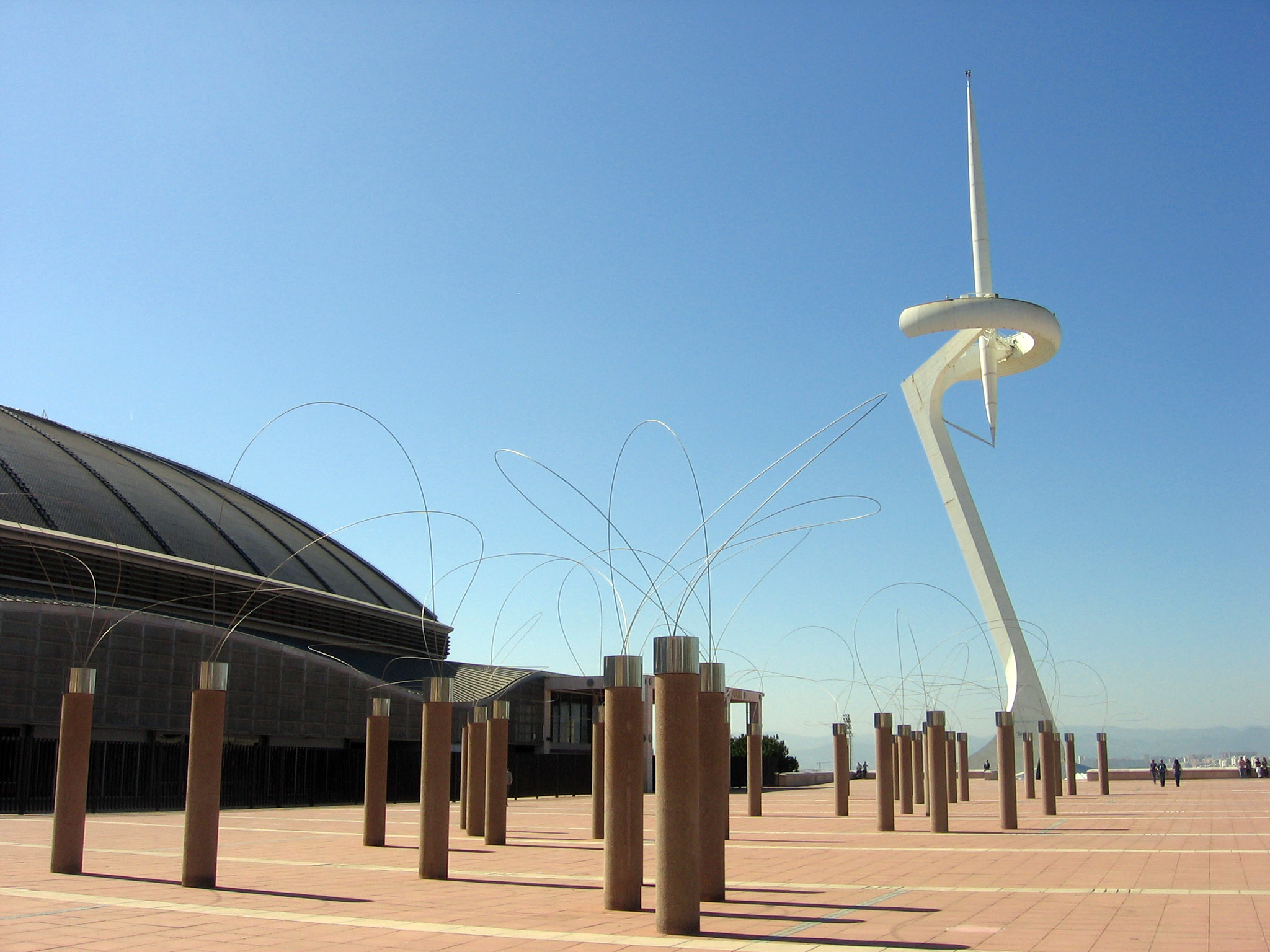
Canvi (Utsurohi) (1990), d'Aiko Miyawaki, Passeig de Minici Natal.

Els XXV Jocs Olímpics es van dur a terme del 25 de juliol al 9 d'agost de 1992. Per a l'esdeveniment la ciutat va emprendre un intens programa de reformes i millores urbanístiques, que es van centrar principalment en la muntanya de Montjuïc, on es va remodelar l'Estadi Olímpic i es va construir el Palau Sant Jordi, però també a les viles olímpiques del Poblenou i la Vall d'Hebron, així com diverses zones més de la ciutat: es van dur a terme obres tan importants com la construcció de les rondes de circumval·lació de la ciutat, la recuperació de les platges i tot el front marítim (zona del Maremàgnum), la instal·lació de la nova torre de telecomunicacions de Collserola i la renovació i ampliació de l'Aeroport de Barcelona. També es va impulsar la campanya Barcelona posa't guapa, per a la remodelació de façanes i parets mitgeres d'edificis de la ciutat, i es van dissenyar nous parcs i jardins, que com a èpoques anteriors foren escenaris ideals per a la col·locació de monuments i obres d'art.
A Montjuïc les actuacions es van centrar en els equipaments esportius, però la urbanització de l'entorn de l'Estadi Olímpic deixà elements artístics com la instal·lació titulada Canvi (Utsurohi), d'Aiko Miyawaki, un conjunt de 36 columnes de pedra artificial amb cables d'acer inoxidable que formen un bosc que lluu al capvespre; o el Tors Olímpic, de Rosa Serra, un estilitzat tors d'atleta fet en bronze. També es col·locà enfront del Palau Nacional —seu del MNAC— l'escultura Tors de l'Estiu, d'Aristide Maillol, una obra original del 1911 donada pels empresaris de l'Associació Barcelona Olímpica 1992 com a commemoració dels Jocs, amb l'efecte reparador del fet que la ciutat comtal no tenia cap obra d'aquest artista rossellonès, molt apreciat per quant havia influït notablement en l'estil noucentista de començaments del segle xx.

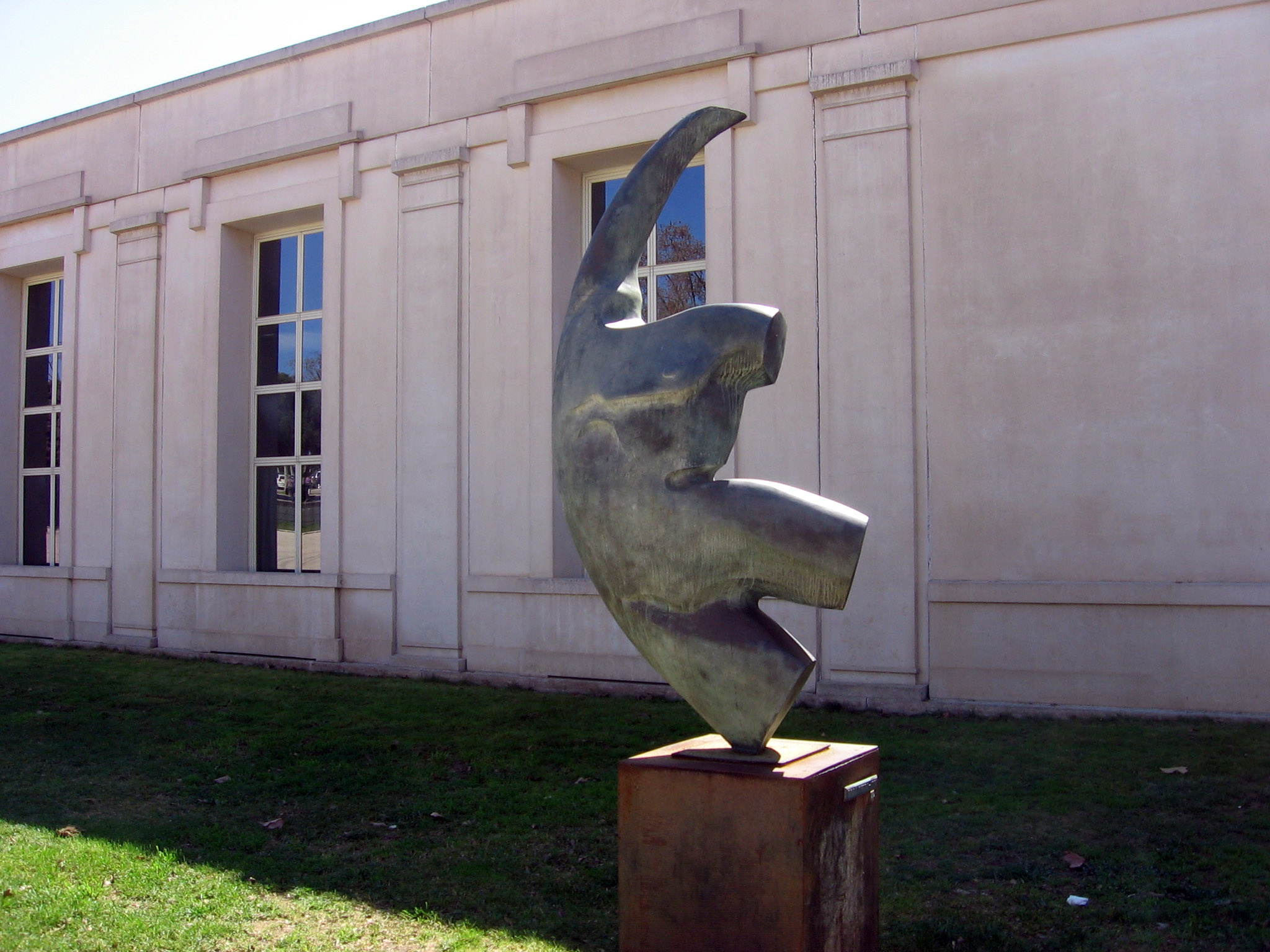
Tors Olímpic (1991), de Rosa Serra, Avinguda de l'Estadi.

Un dels principals àmbits d'actuació fou la Vila Olímpica del Poblenou, on passats els Jocs han quedat diversos parcs ornats amb diverses obres i monuments: al Parc de les Cascades s'instal·laren les escultures David i Goliat, d'Antoni Llena, i El Poder de la Paraula, d'Auke de Vries, ambdues d'estil abstracte i grans dimensions; al Parc de Carles I es col·locà El cul (A Santiago Roldán), d'Eduardo Úrculo, una obra de bronze de 6,5 metres d'altura en forma d'unes cames i natges; al Parc del Port Olímpic s'emplaçaren les obres Marc, de Robert Llimós, la Commemoració de la inauguració de la Vila Olímpica i un estany amb l'escultura de Cobi, la mascota dels Jocs Olímpics, dissenyada per Javier Mariscal; i al Parc de la Nova Icària se situà la Plaça dels Campions, amb un paviment on figuren inscrits els noms de diversos esportistes i campions olímpics de la història, així com un dels podis utilitzats als Jocs. També es van situar diverses obres aïllades en diferents llocs de la Vila Olímpica, com: Peix, de Frank Gehry; Aquari-Piscis-Tauro, d'Antoni Roselló; Columna olímpica, d'Andreu Alfaro; El pla de la nostàlgia, de Luis Ulloa; Cilindre, de Tom Carr; i Raspall del vent, de Francesc Fornells-Pla.
També es van situar diverses escultures a la Vall d'Hebron, seu de la vila olímpica de premsa: Forma i espai, d'Eudald Serra, una figura abstracta de sis metres d'altura elaborada en ferro; Dime, dime, querido, de Susana Solano, igualment abstracta, formada per quatre làmines d'acer de vuit metres d'altura; i Mistos, de Claes Oldenburg, de 20 metres d'altura, que sembla una capsa de mistos disposats en diverses posicions, alguns a terra com si ja haguessin sigut utilitzats.

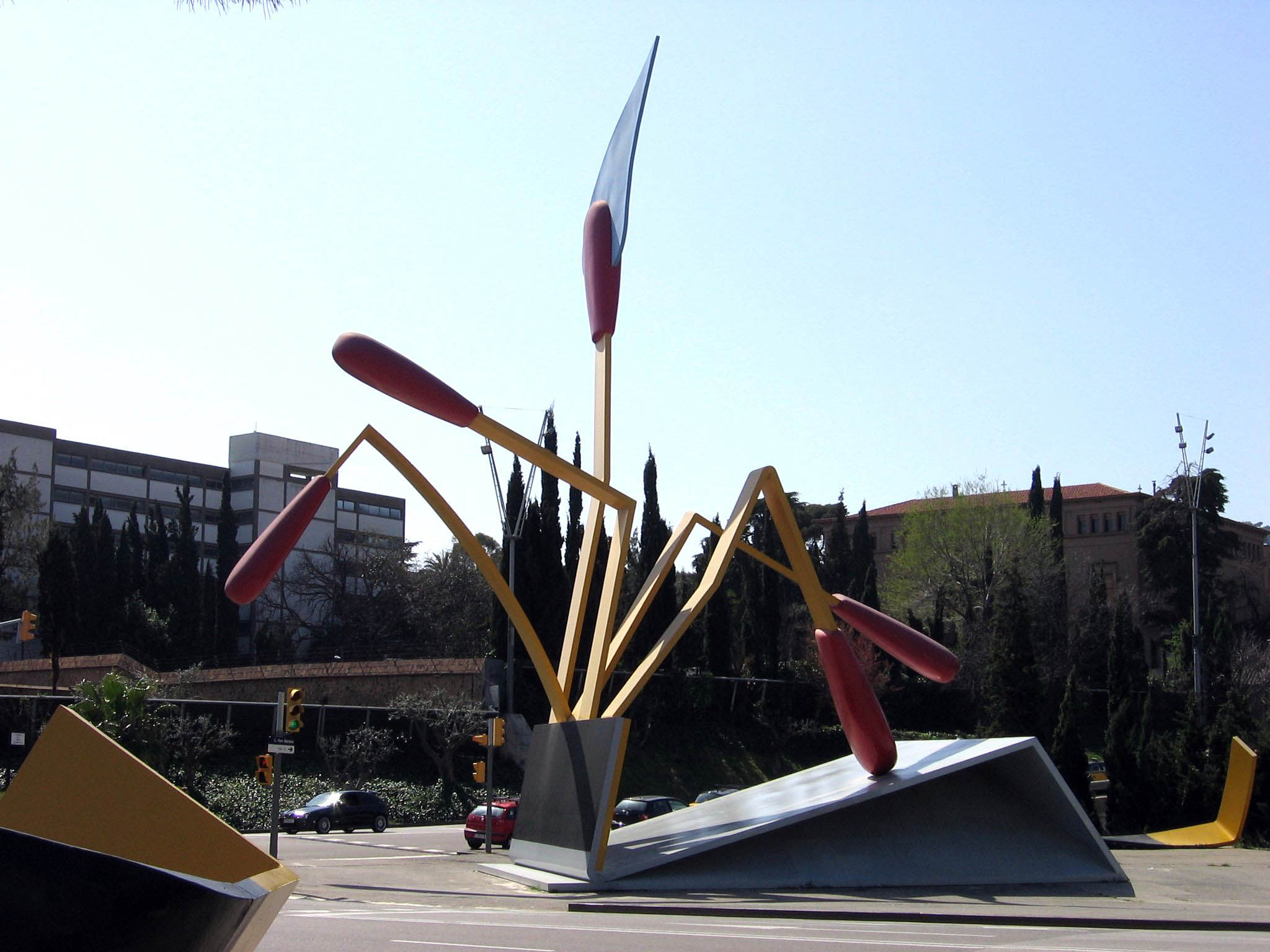
Mistos (1992), de Claes Oldenburg, Avinguda Cardenal Vidal i Barraquer.

En altres zones de la ciutat també es van fer importants remodelacions, com a la Plaça de les Glòries Catalanes, un dels principals eixos viaris de la ciutat, on es van situar dotze grans lloses de marbre dedicades a diversos aspectes destacats de la història de Catalunya, en al·lusió a les Glòries Catalanes que donen nom a la plaça; així com un Monument al Metre, de François Scali i Alain Domingo, una peça d'acer que reprodueix el perfil topogràfic del meridià que uneix Barcelona amb Dunkerque, que serví per a establir la mesura del sistema mètric —el 2014 fou traslladat a l'Avinguda Meridiana, entre Independència i Consell de Cent.
En paral·lel als Jocs Olímpics s'organitzà una Olimpíada Cultural, que va promoure la instal·lació de diverses obres situades totes a la costa, sota el nom comú de Configuracions urbanes i comissariada per Gloria Moure. Van sortir així: Rosa dels Vents, de Lothar Baumgarten, a la Plaça Pau Vila; L'estel ferit, de Rebecca Horn, al Passeig Marítim de la Barceloneta; Balança romana, de Jannis Kounellis, al carrer Andrea Dòria; Crescendo appare, de Mario Merz, al Moll de la Barceloneta; Una habitació on sempre plou, de Juan Muñoz, a la Plaça del Mar; Born, de Jaume Plensa, al Passeig del Born; Quatre falques, d'Ulrich Rückriem, al Pla de Palau; i Deuce Coop, de James Turrell, al carrer Comerç.
En relació amb els Jocs cal assenyalar en darrer lloc la instal·lació en diferents punts de la ciutat d'una sèrie de fonts commemoratives dels Jocs Olímpics, elaborades per l'escultor Juan Bordes en col·laboració amb els arquitectes Òscar Tusquets i Carlos Díaz. Se'n van fer vuit, totes amb un pedestal de pedra artificial i una figura de bronze d'un noi jugant amb l'aigua: Pilota, a l'Avinguda del Paral·lel; Llançament, al Mirador del Palau Nacional; Busseig, a l'Avinguda de Xile; Xip-xap, a la Plaça Alfonso Comín; Cabriola, al carrer Isadora Duncan; Voga, a l'Avinguda Litoral; Capbussament, a l'Escullera del Poblenou; i Tempteig, a la Plaça de les Glòries Catalanes.

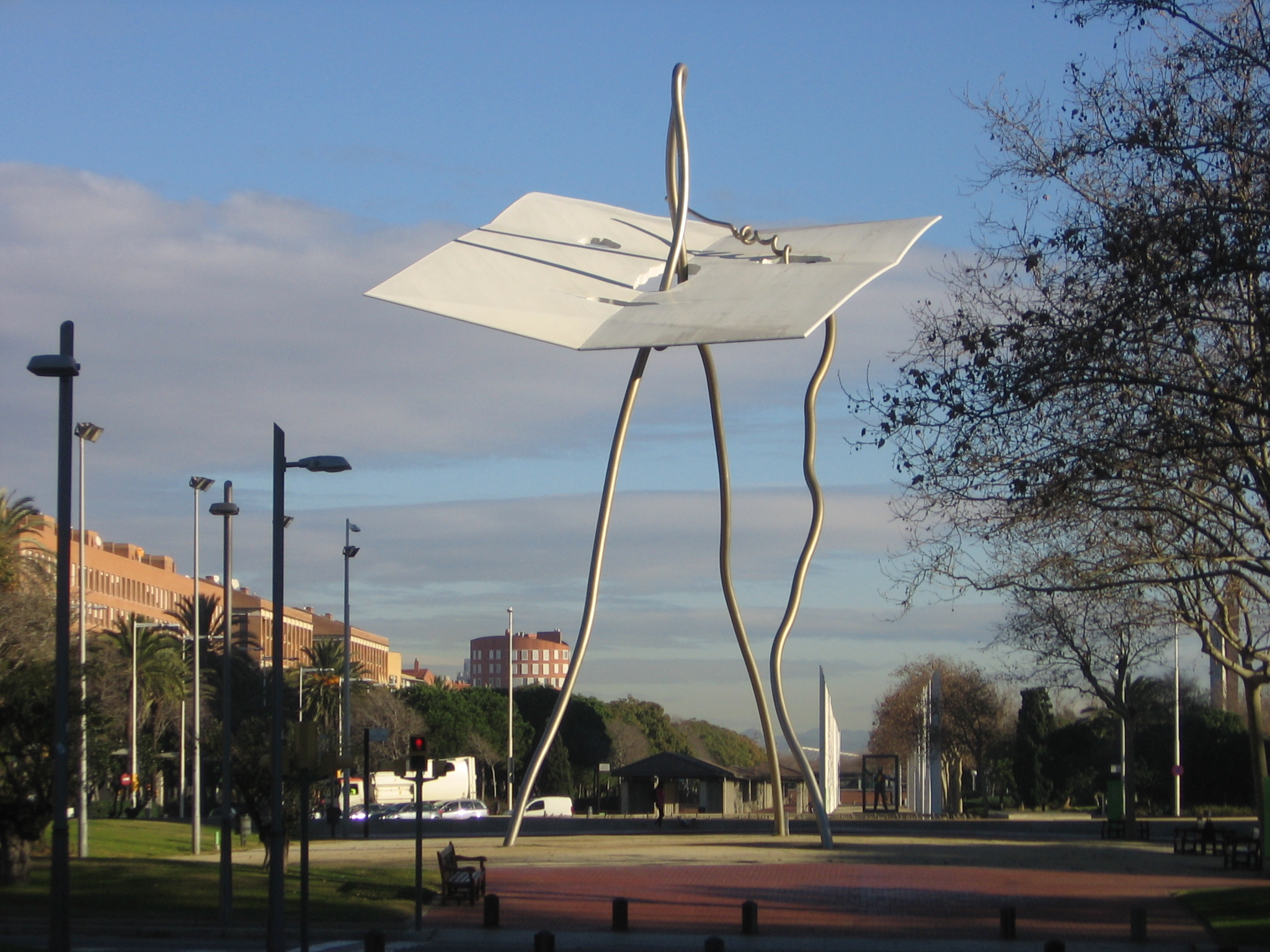
David i Goliat (1992), d'Antoni Llena, Parc de les Cascades.
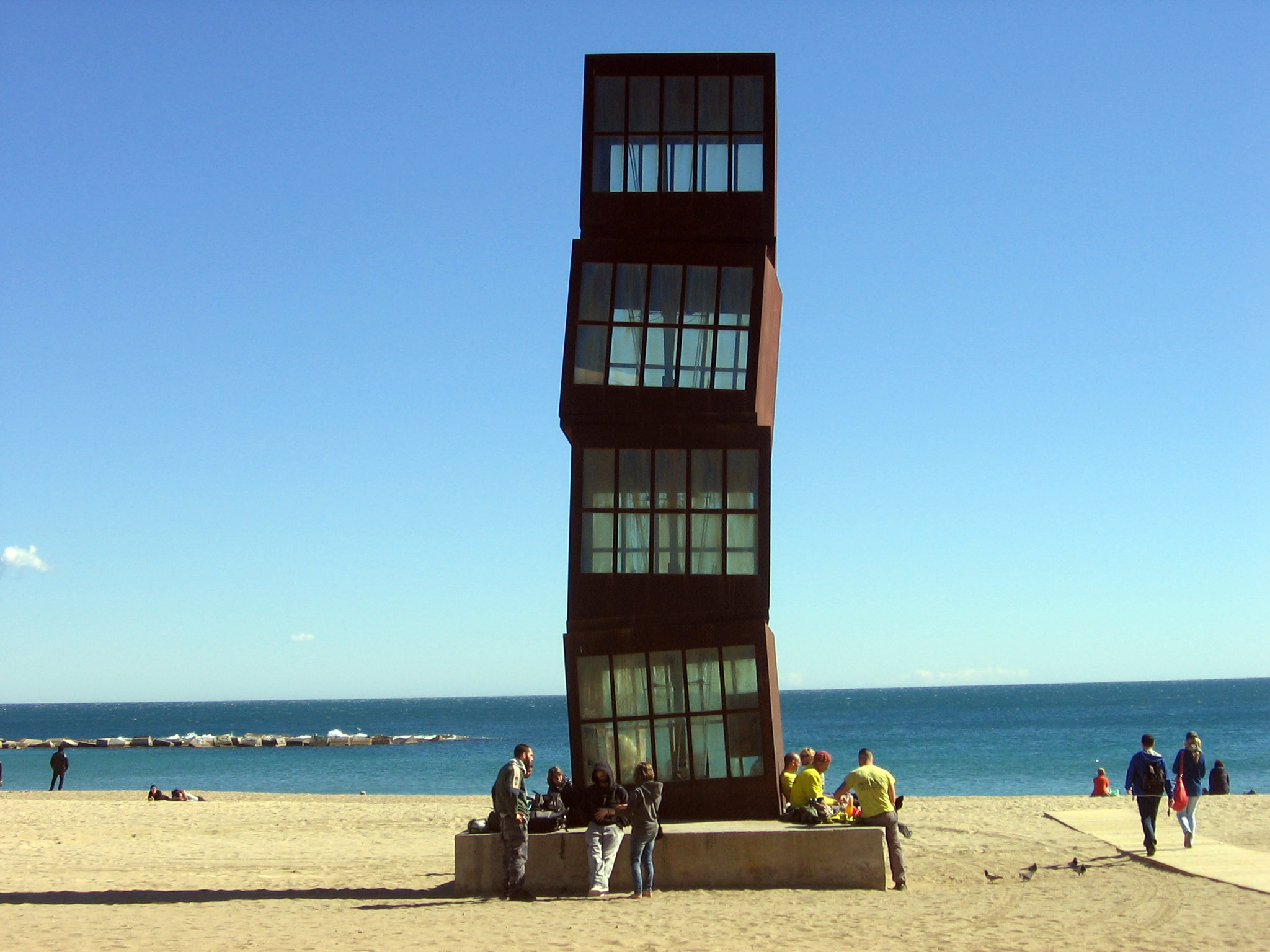
L'estel ferit (1992), de Rebecca Horn, Passeig Marítim de la Barceloneta.
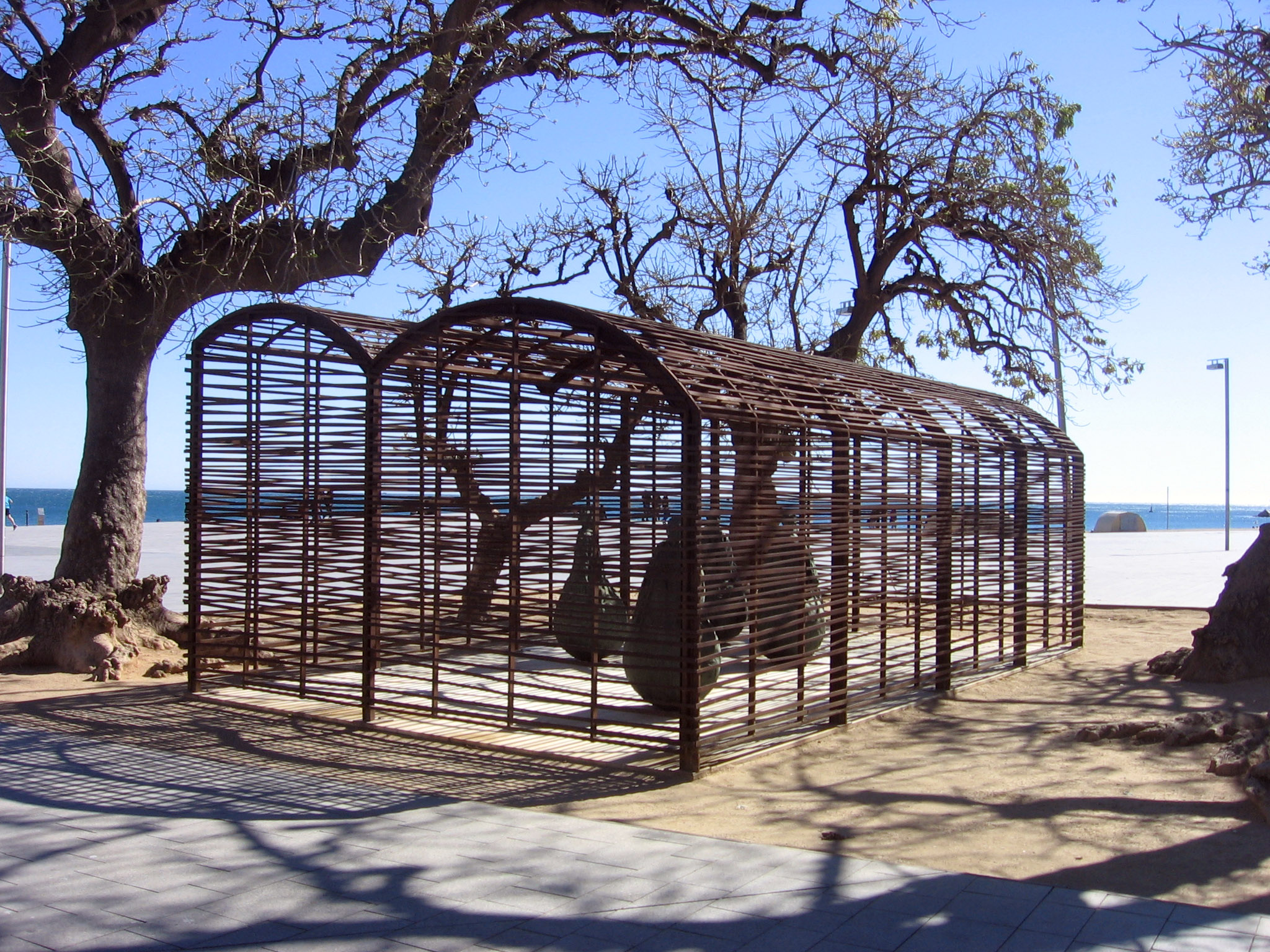
Una habitació on sempre plou (1992), de Juan Muñoz, Plaça del Mar.
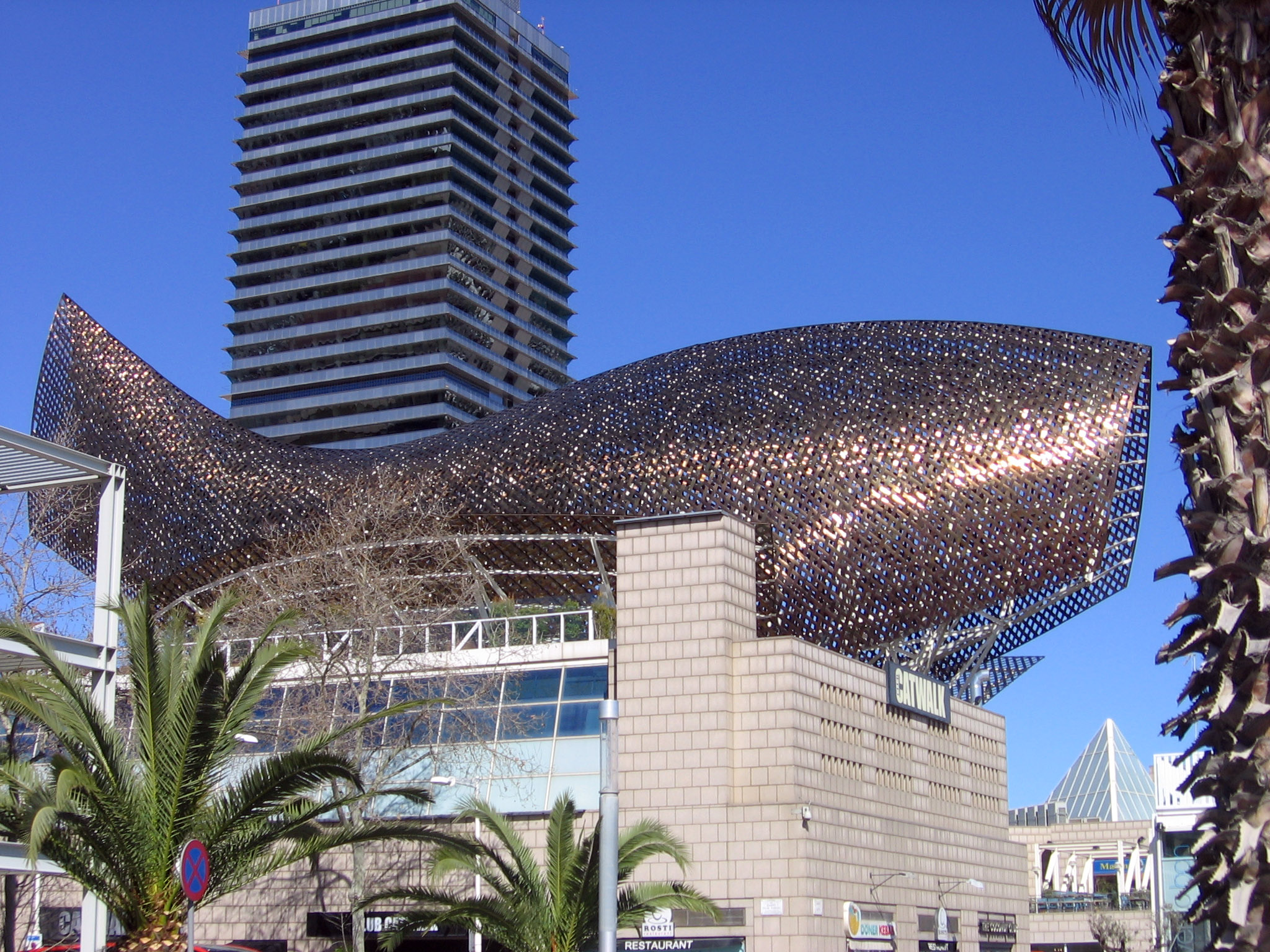
El Peix (1992), de Frank Gehry, Passeig Marítim de la Barceloneta.
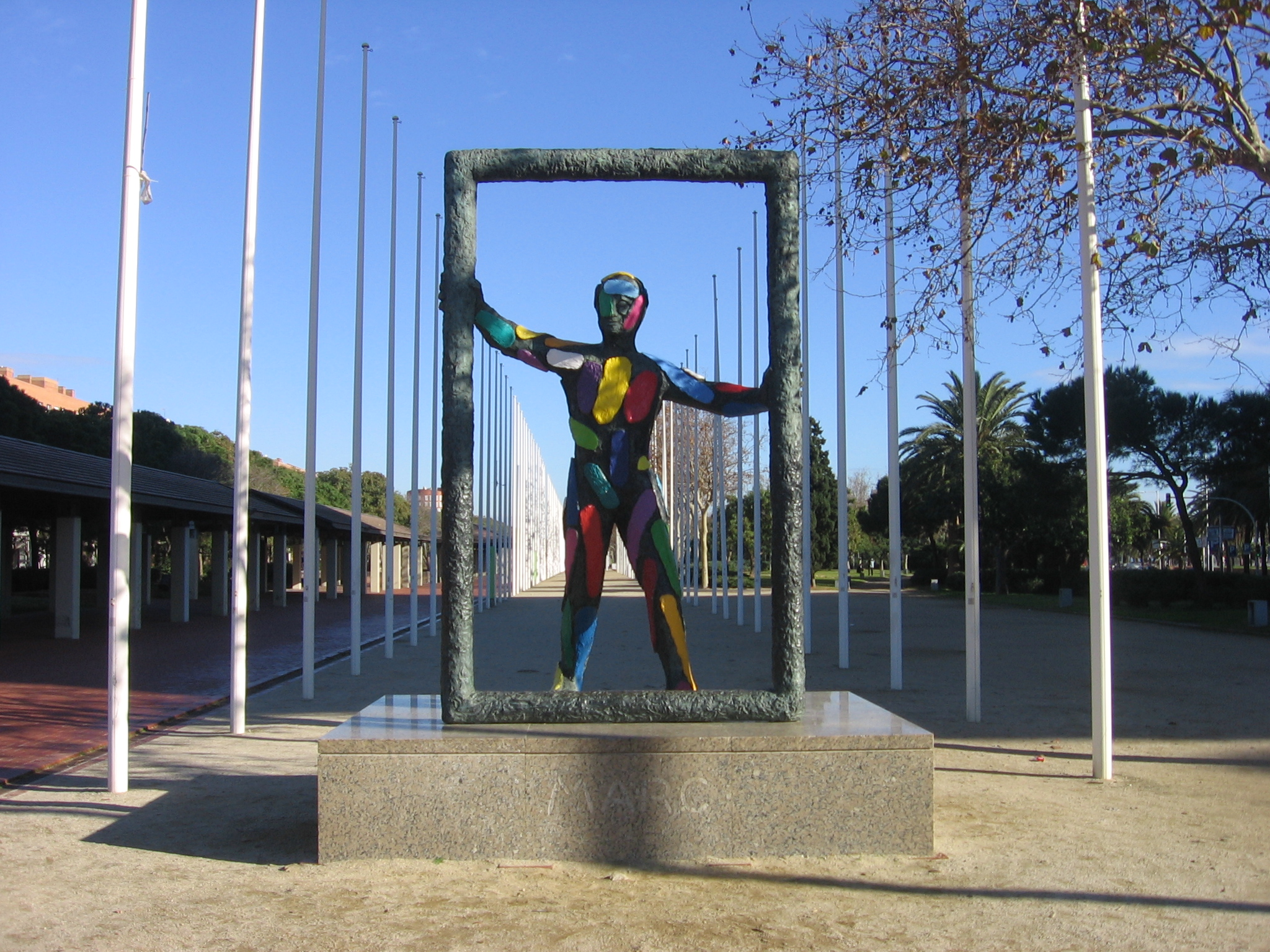
Marc (1997), de Robert Llimós, Parc del Port Olímpic.
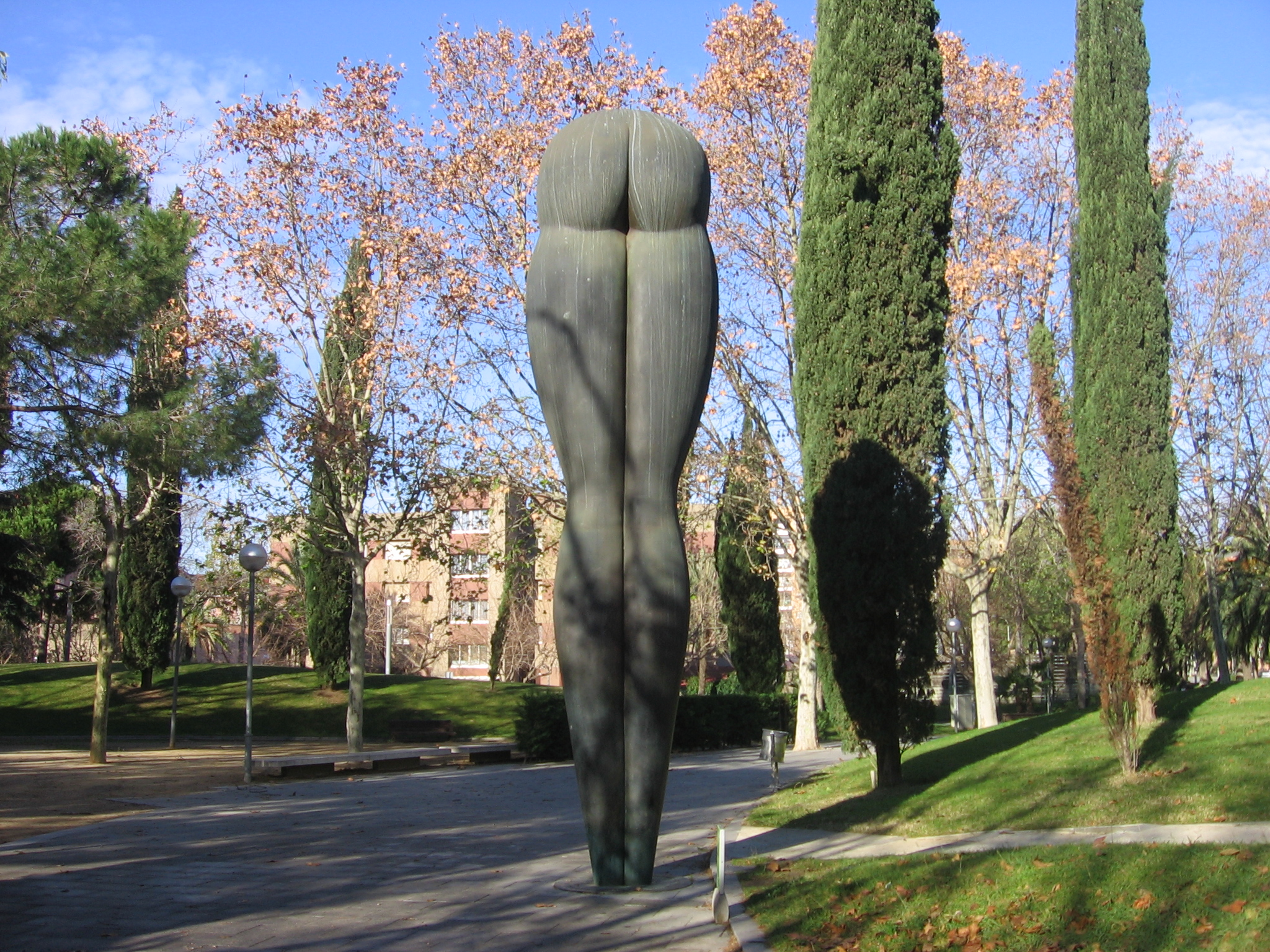
El cul (Homenatge a Santiago Roldán) (1999), d'Eduardo Úrculo, Parc de Carles I.
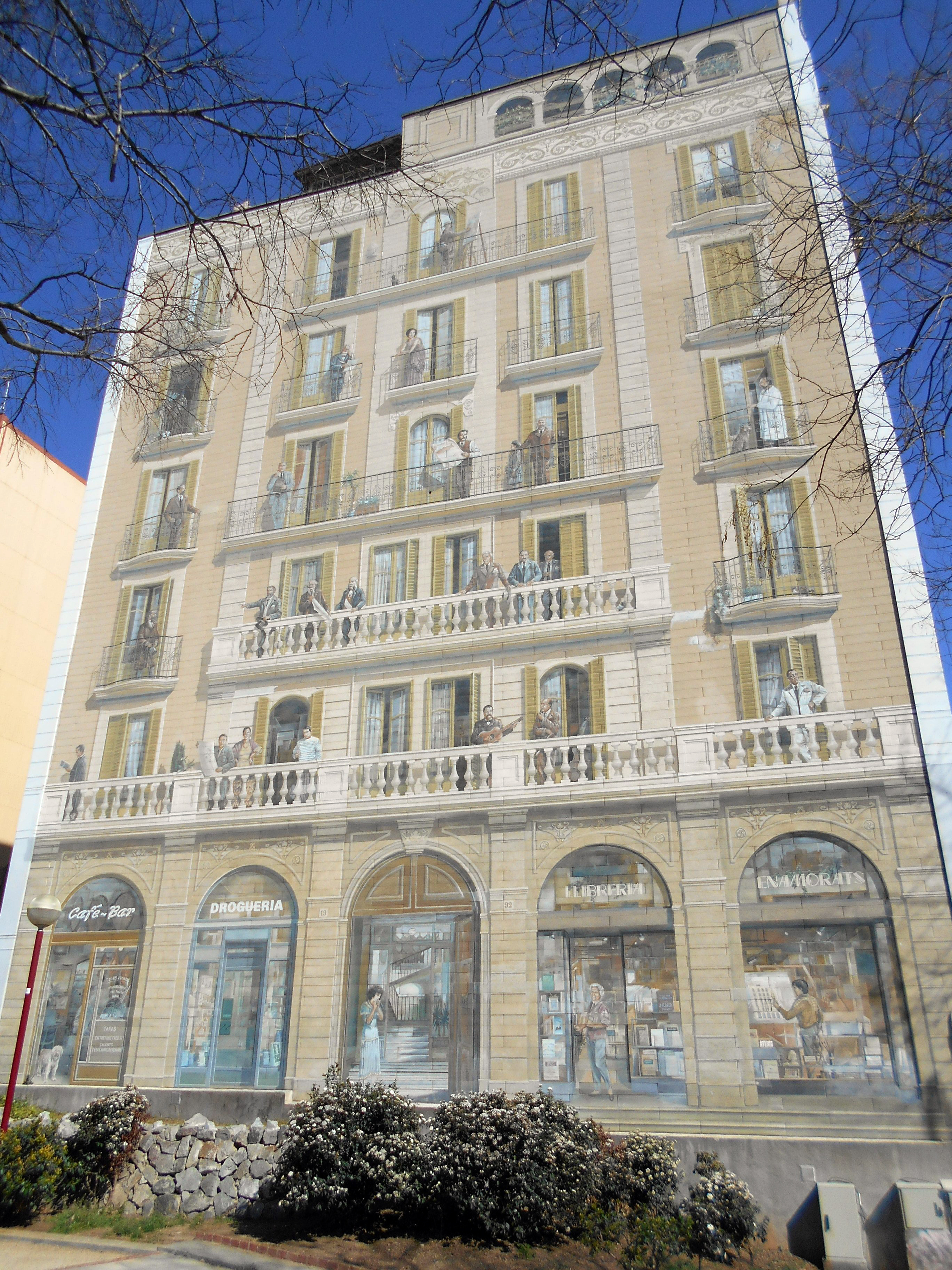
Balcons de Barcelona, campanya Barcelona posa't guapa.

Durant l'any 1992 també es van col·locar diverses escultures i monuments a part dels esdeveniments olímpics: Barcelona's Head, de Roy Lichtenstein, al Moll de Bosch i Alsina, una obra de quasi vint metres d'altura feta de formigó revestit de ceràmica, que representa un cap de dona amb els cabells al vent, confeccionat amb una trama que recorda a la impressió d'un còmic; al mateix moll hi ha els monuments A Joan Salvat Papasseit i A Ròmul Bosch i Alsina, ambdós de Robert Krier. Al carrer Aragó amb Meridiana s'hi instal·là Las pajaritas, una reproducció de l'obra de Ramón Acín situada al Parc Miguel Servet d'Osca —original de 1923—, que representa aquestes populars figures de papiroflèxia. A la Rambla Prim amb Guipúscoa s'hi emplaçà El llarg viatge, de Francesc Torres Monsó, un monòlit fragmentat que representa la relació de l'ésser humà amb el cosmos, segons el mateix autor. A la Placeta del Comerç s'ubicà Arc 44,5°, de Bernar Venet, una obra minimalista en forma d'un arc d'acer patinable de 14 metres d'altura. En darrer lloc, a la Rambla Prim amb Garcia Fària es realitzà un homenatge als afusellats al Camp de la Bota, titulat Fraternitat, obra de Miquel Navarro, en forma d'un monòlit de 28 metres d'altura que recorda les antigues creus de terme.

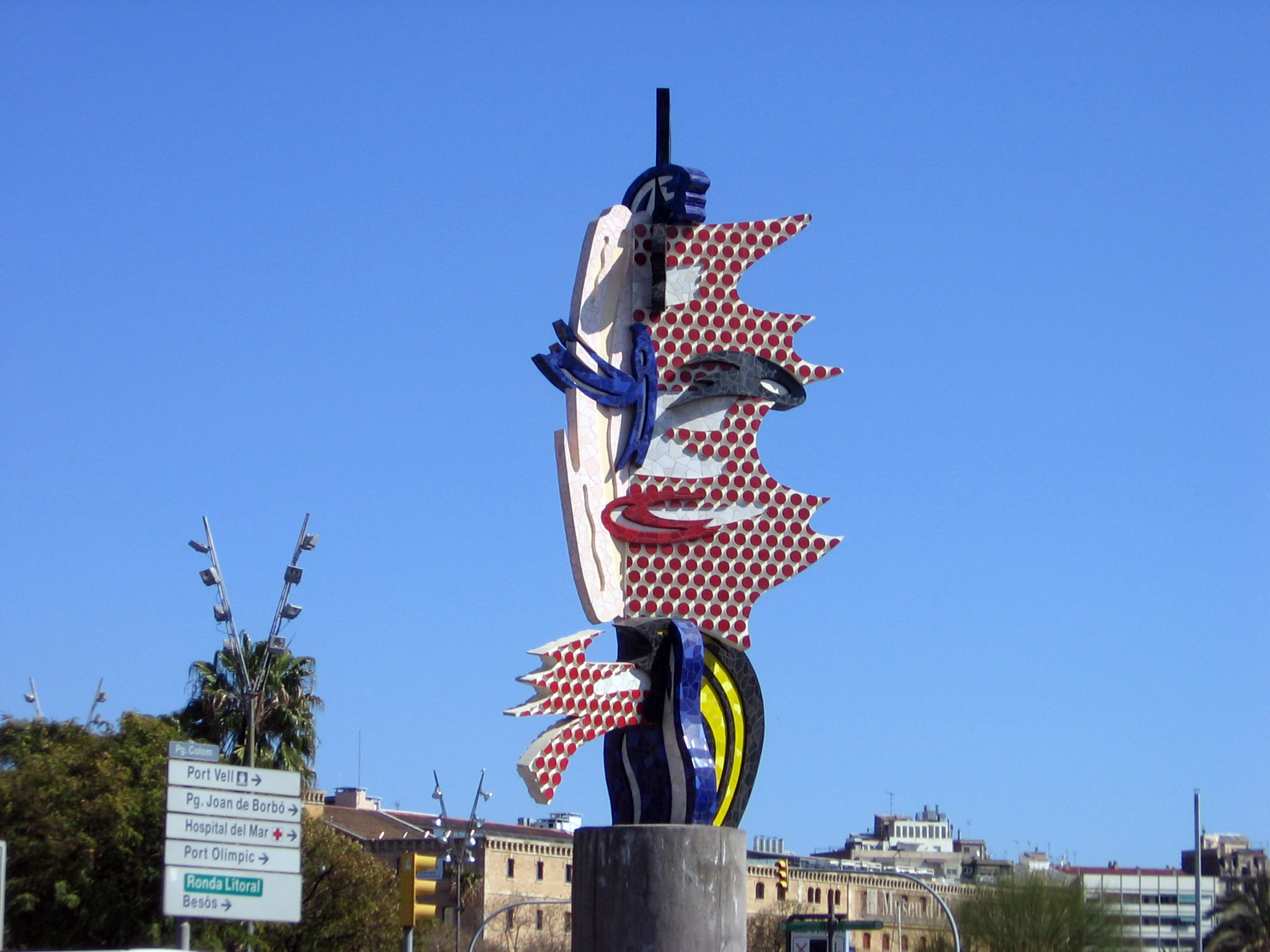
Barcelona's Head (1992), de Roy Lichtenstein, Moll de Bosch i Alsina.

Als anys següents continuà a bon ritme la col·locació d'obres d'art a espais públics: Dona banyant-se, de Rafael Bartolozzi, i Cavalls desbocats, de Joaquim Ros i Sabaté, al Parc de la Trinitat (1993); Bàrcino (1994), de Joan Brossa, a la Plaça Nova, una instal·lació amb les lletres que formen el nom de la Barcelona romana; Homenatge al llibre (1994), de Joan Brossa, a Gran Via amb Passeig de Gràcia, una planxa d'acer pintada en forma de llibre obert sobre una semiesfera a manera de saltamartí; Yo, América (1995, original de 1977), d'Alberto Cavazos, al carrer Potosí, un estilitzat tors femení quasi abstracte, còpia d'un original situat a Monterrey (Mèxic), donada a Barcelona en l'acte de germanor d'ambdues ciutats; Mistral (1996), de Lawrence Weiner, a l'Avinguda Mistral, formada per tres paral·lelepípedes de formigó amb versos del poeta provençal Frédéric Mistral; Circ en ferro (1996), de Rolf Knie i Miquel Sarasate, al carrer Constança, on s'ubiquen diverses figures i elements relacionats amb el circ dins d'un anell de set metres de diàmetre; Personatge (1997, original de 1970), de Joan Miró, a la fundació homònima, una figura antropomòrfica confeccionada en bronze; Homenatge a la Mútua Escolar Blanquerna (1998), de Núria Tortras, a la Plaça Blanquerna, format per tres anells i dues figures de nens; Barcelona 1998 (1998), d'Eduardo Chillida, a la Plaça dels Àngels —enfront del MACBA—, un mural de sis metres d'altura i quinze de llarg que presenta una figura abstracta semblant a les de les seves escultures, perfilada en negre sobre blanc; L'ona (1998), de Jorge Oteiza, al mateix emplaçament que l'anterior, una planxa d'alumini de formes abstractes; i L'ordre d'avui (1999), d'Ian Hamilton Finlay, al Parc del Carmel, una cita del revolucionari francès Saint-Just escrita en catorze blocs de pedra situats a terra, simulant làpides d'una necròpoli.

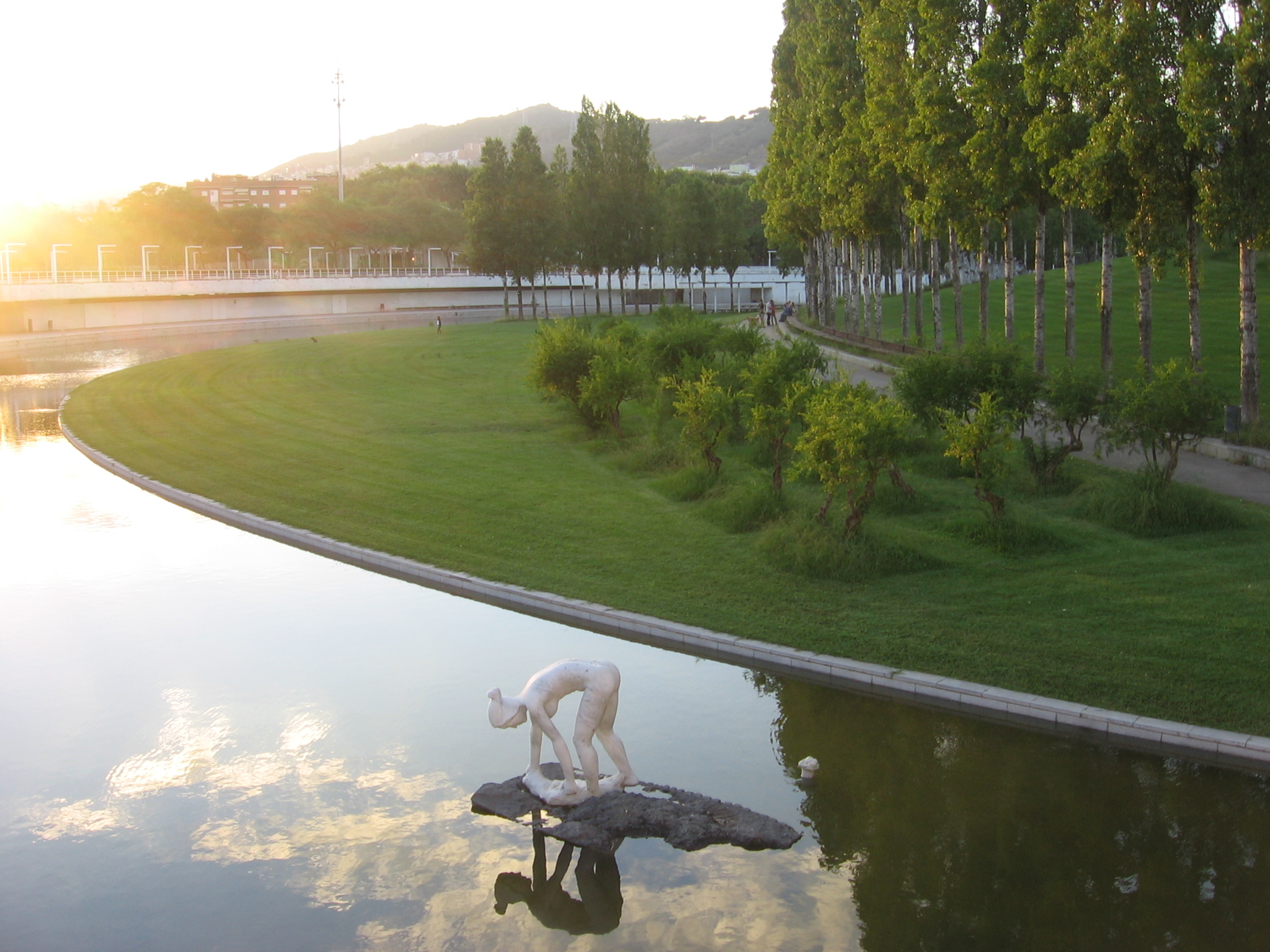
Dona banyant-se (1993), de Rafael Bartolozzi, Parc de la Trinitat.

Moltes d'aquestes obres foren en dedicació a diversos personatges: Als Santpere (1995), de Juan Bordes, a la Rambla de Santa Mònica, una font que té la forma del teatre d'Epidaure, amb un fris amb escenes de la vida artística de Josep i Mary Santpere; A Simón Bolívar (1996), de Julio Maragall, al Parc de la Barceloneta, una efígie de cos sencer del llibertador veneçolà; A Francesc Cambó (1997), de Víctor Ochoa, a la Via Laietana, un bust dedicat al polític català; A Lluís Companys (1998), al Passeig de Sant Joan, obra de Francisco López Hernández, que amb el bust del president inclou una estàtua de Conxita Julià, una admiradora seva que li enviava cartes quan estava pres; A Josep Tarradellas (1998), a l'avinguda homònima, obra de Xavier Corberó, una columna de 23 metres d'altura amb blocs de marbre i basalt intercalats, simulant la bandera catalana; Al General Moragues (1999), de Francesc Abad, a la Plaça Pau Vila, sis blocs de marbre amb versos gravats de Paul Celan i Àngel Guimerà; A Prat de la Riba (1999), a la plaça homònima, d'Andreu Alfaro, una columna de 10 metres d'altura de la qual surten vuit tubs d'acer que formen una Victòria alada en versió abstracta; i A Antoni Gaudí (1999), de Joaquim Camps, al Passeig de Manuel Girona, una efígie de l'arquitecte situada al Portal Miralles, una de les seves obres. Per altra banda, entre 1998 i 2001 s'instal·là el Monument a Anna Frank a la plaça d'Anna Frank, dissenyat per Ignasi Sanfeliu, Sara Pons i un mural dels alumnes de l'Escola Massana. Consta d'un monòlit amb un fragment del diari d'aquesta jove escriptora víctima del nazisme, un mural de ceràmica (desaparegut) dedicat als nens víctimes de la guerra i una escultura realista amb la imatge de la noia ajaguda amb un llibre a les mans. Per altra banda, al carrer de Sèneca, en el tram comprès entre la Via Augusta i el Carrer de la Riera de Sant Miquel, hi ha el paviment d'Anna Frank consistent en unes incrustacions d'acer i de panots en el paviment en honor als col·lectius i víctimes de la repressió i persecució del nazisme i el feixisme durant la Segona Guerra Mundial i el període que la va precedir, amb especial dedicació a la personalitat d'Anne Frank, hi apareixen el seu nom, cognom i dates vitals.
Caldria citar en darrer lloc unes quantes fonts instal·lades als darrers anys del segle, com la Font Màgica Manuel de Falla (1994), obra de Pedro Barragán, al Parc de Josep Maria Serra Martí, formada per un estany que alberga una plataforma metàl·lica de la qual cau l'aigua en cascada, i dues grans roques al costat d'uns brolladors d'aigua; la de la Plaça Islàndia (1995), d'Andreu Arriola i Carme Fiol, un estany amb cinc cascades i un guèiser de 18 metres d'altura; la Font cibernètica de Can Fabra (1995), de Ramon Llopart, una font musical interactiva; i la Font de la Harry Walker (1999), de Màrius Quintana, amb una pèrgola de deu metres d'altura de la qual cau aigua en un estany triangular.

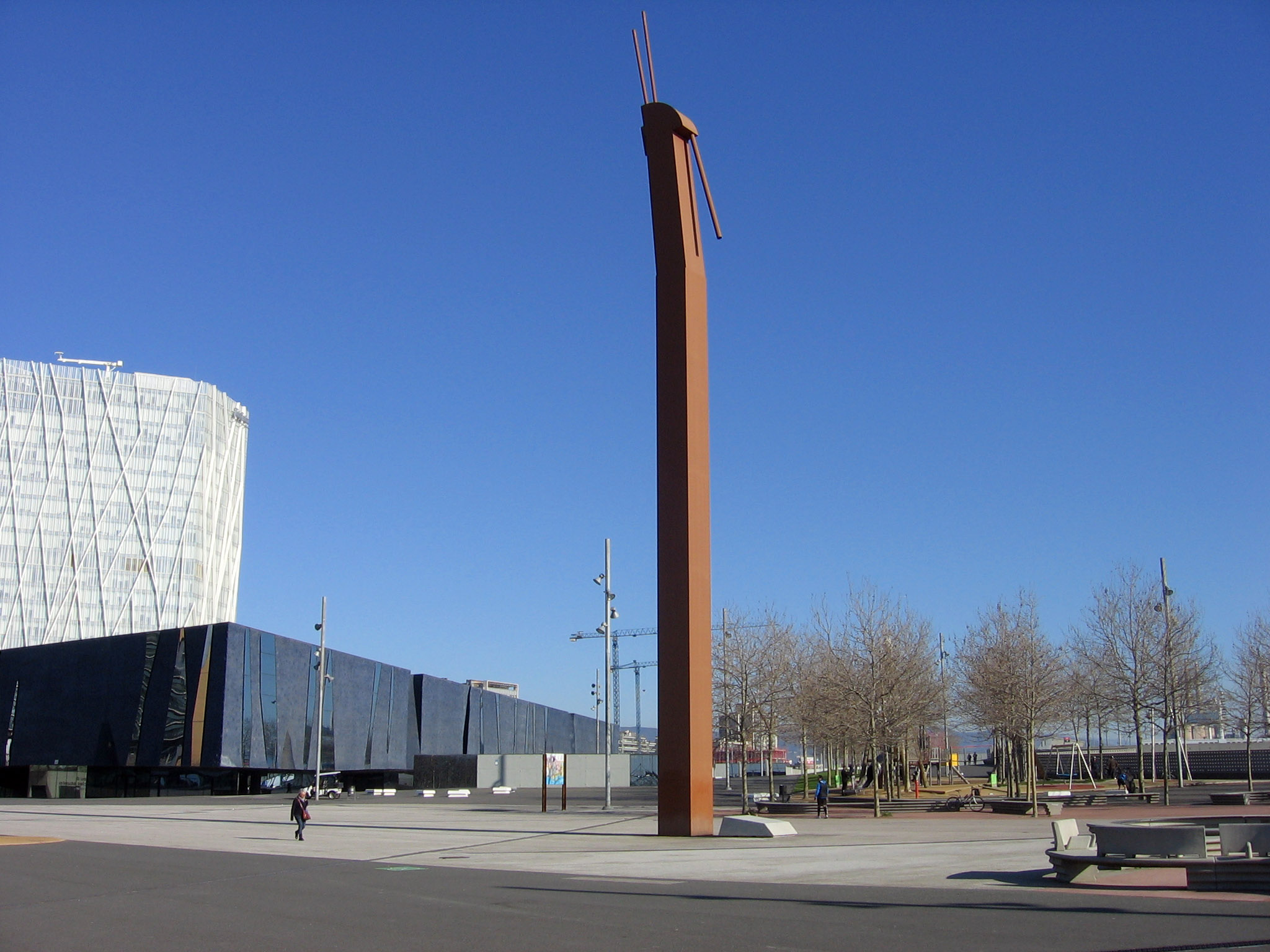
Fraternitat (1992), de Miquel Navarro, Rambla Prim amb Garcia Fària.
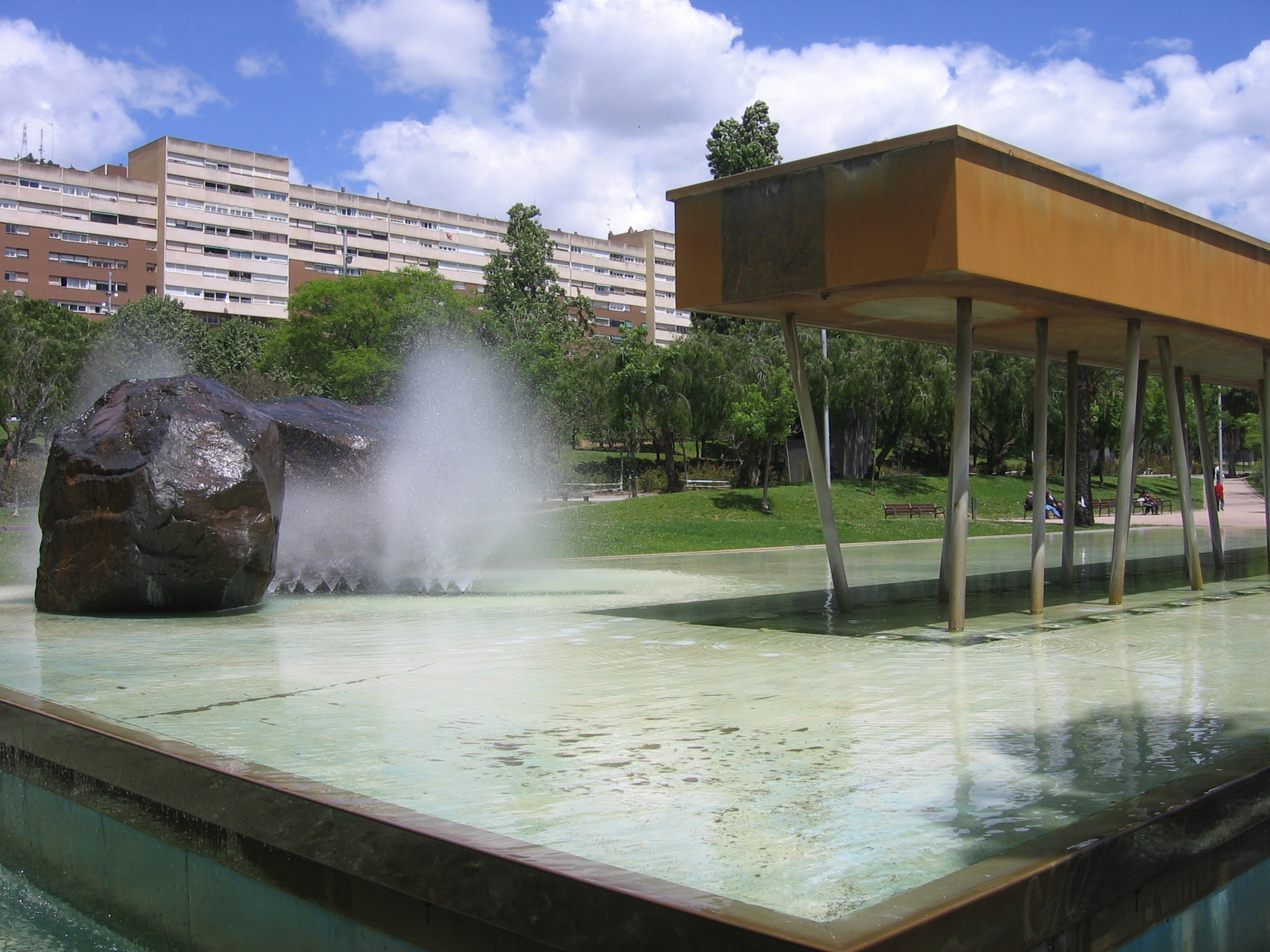
Font Màgica Manuel de Falla (1994), de Pedro Barragán, Parc de Josep Maria Serra Martí.
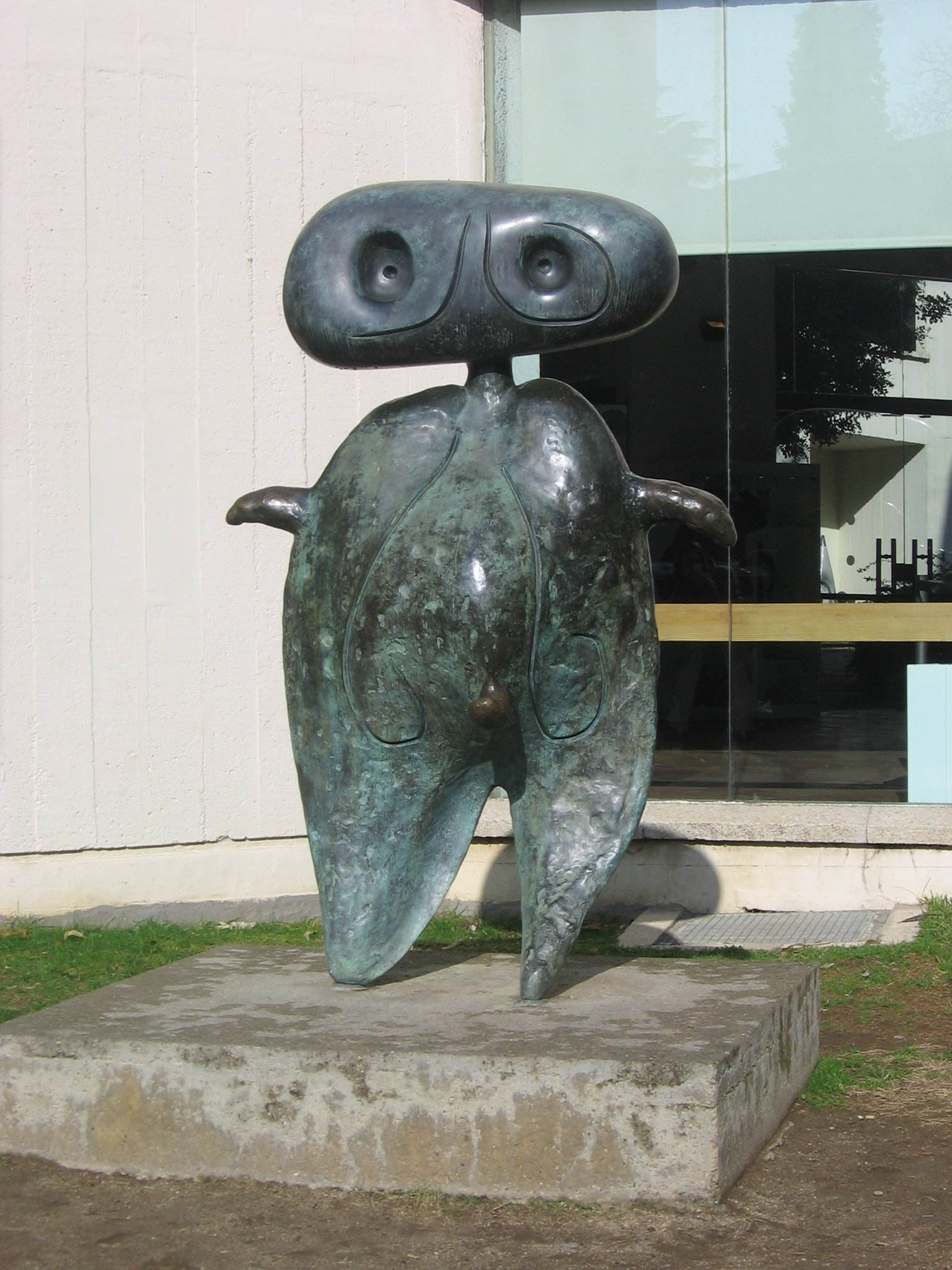
Personatge (1997, original de 1970), de Joan Miró, Fundació Miró.
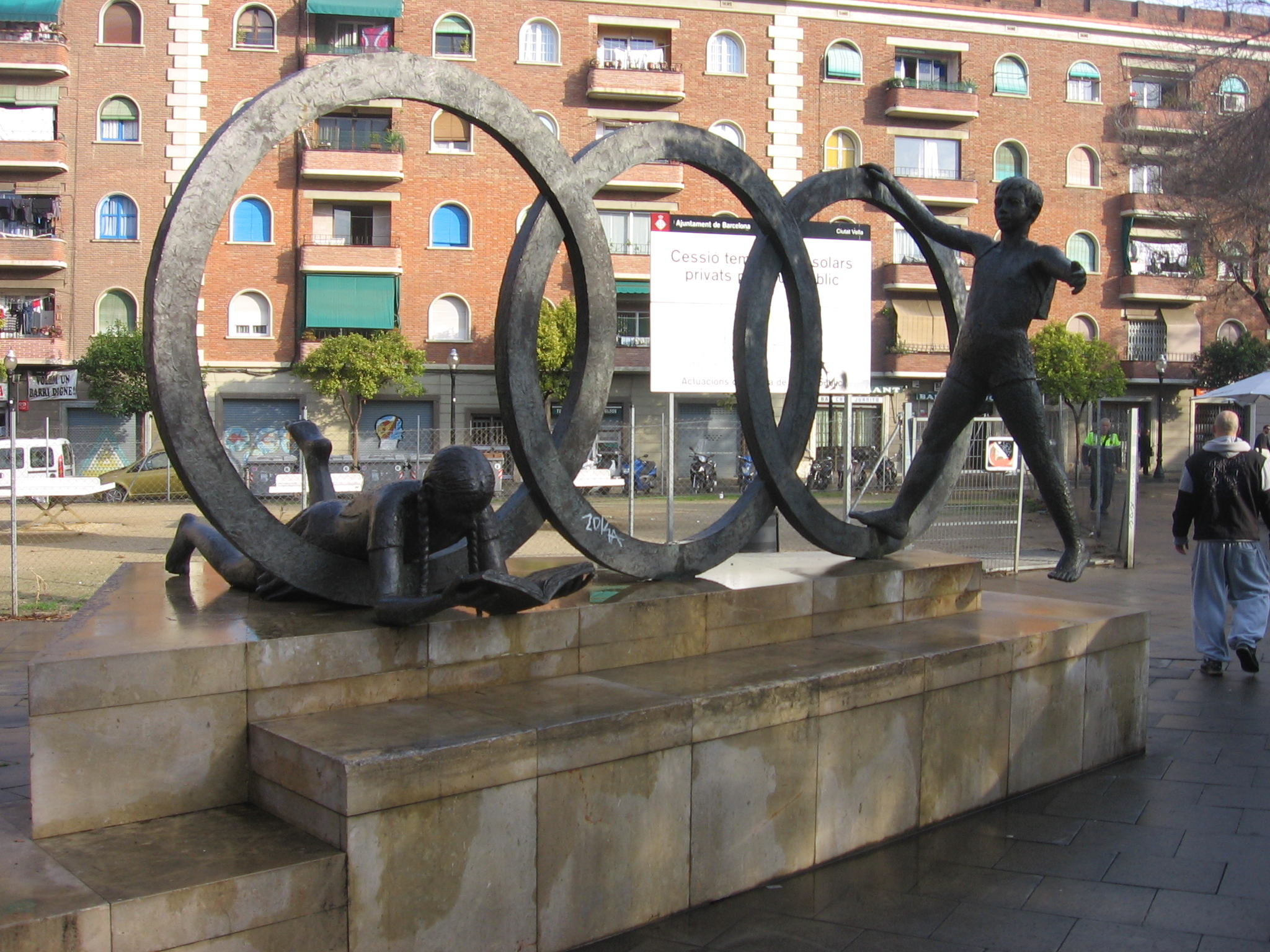
Homenatge a la Mútua Escolar Blanquerna (1998), de Núria Tortras, Plaça Blanquerna.
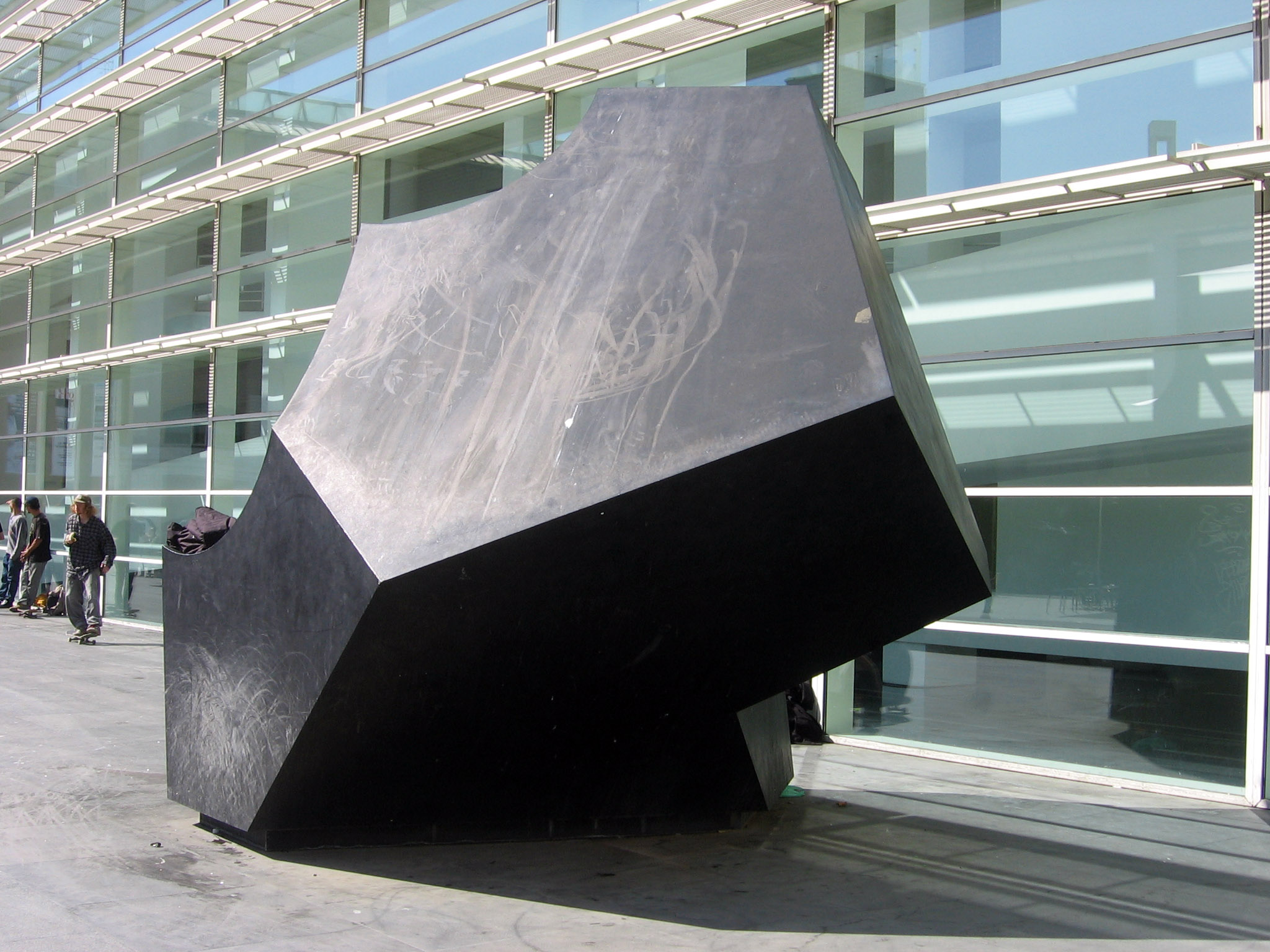
L'ona (1998), de Jorge Oteiza, Plaça dels Àngels.
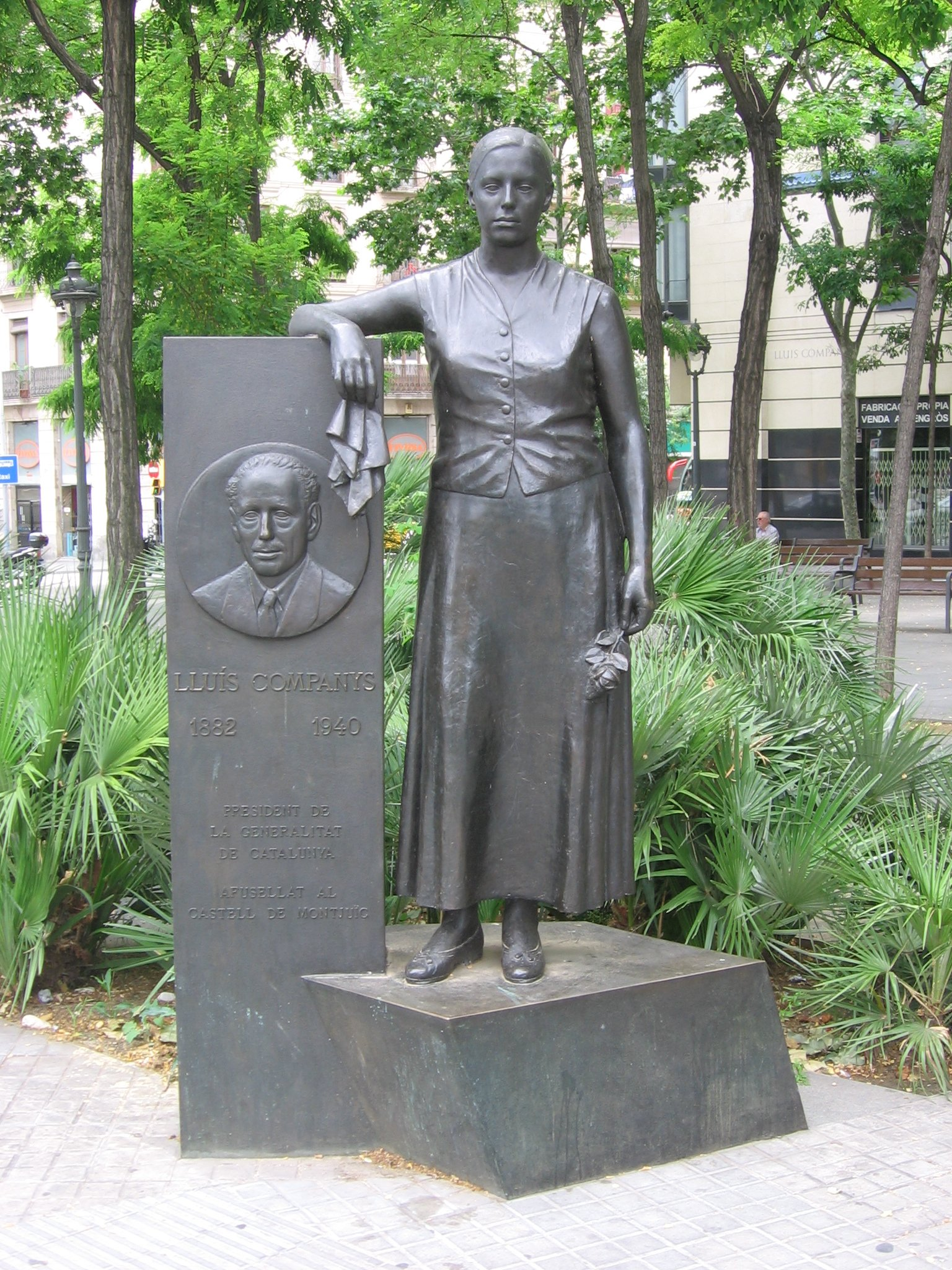
A Lluís Companys (1998), de Francisco López Hernández, Passeig de Sant Joan.
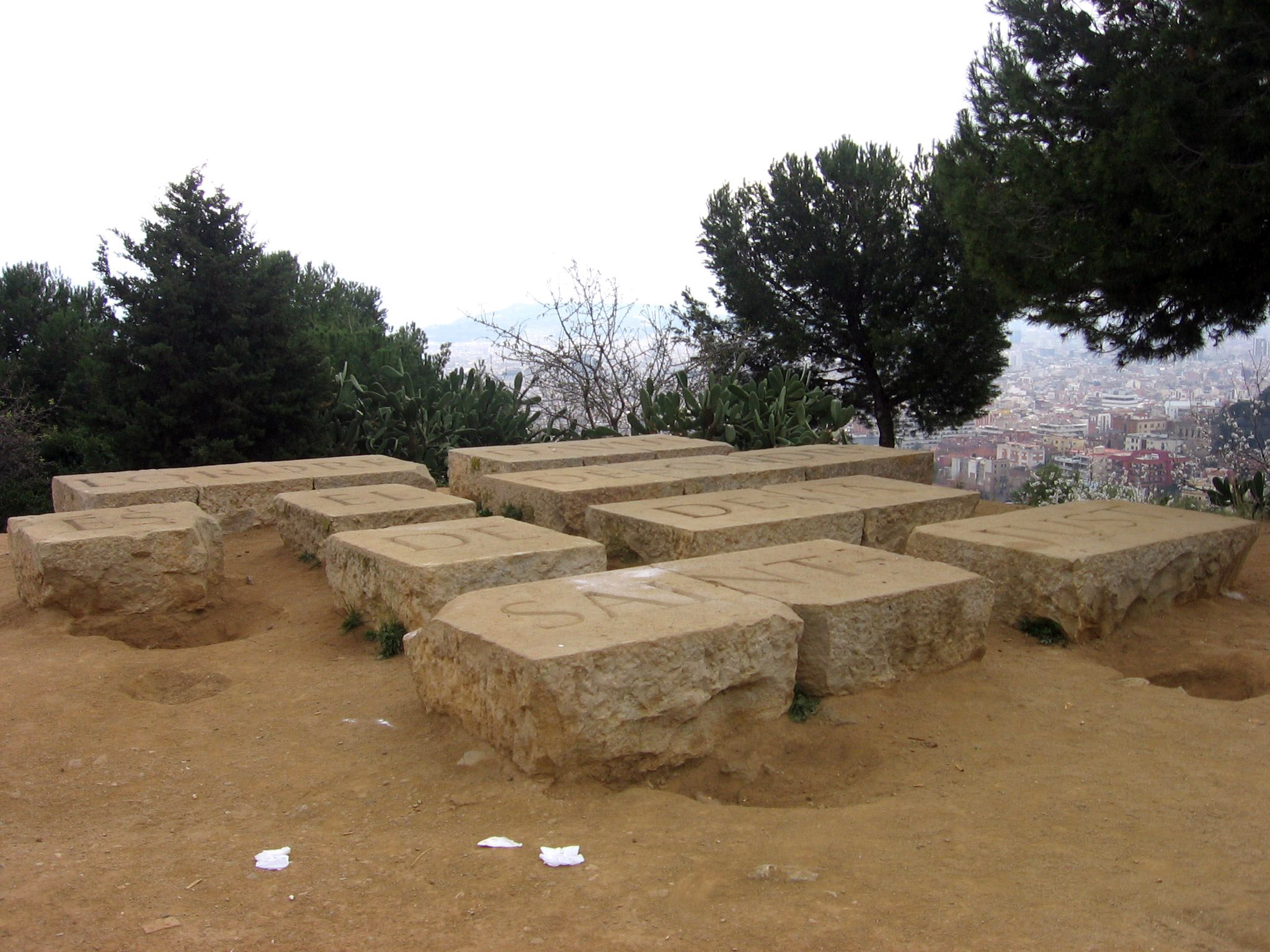
L'ordre d'avui (1999), d'Ian Hamilton Finlay, Parc del Carmel.

### Segle XXI

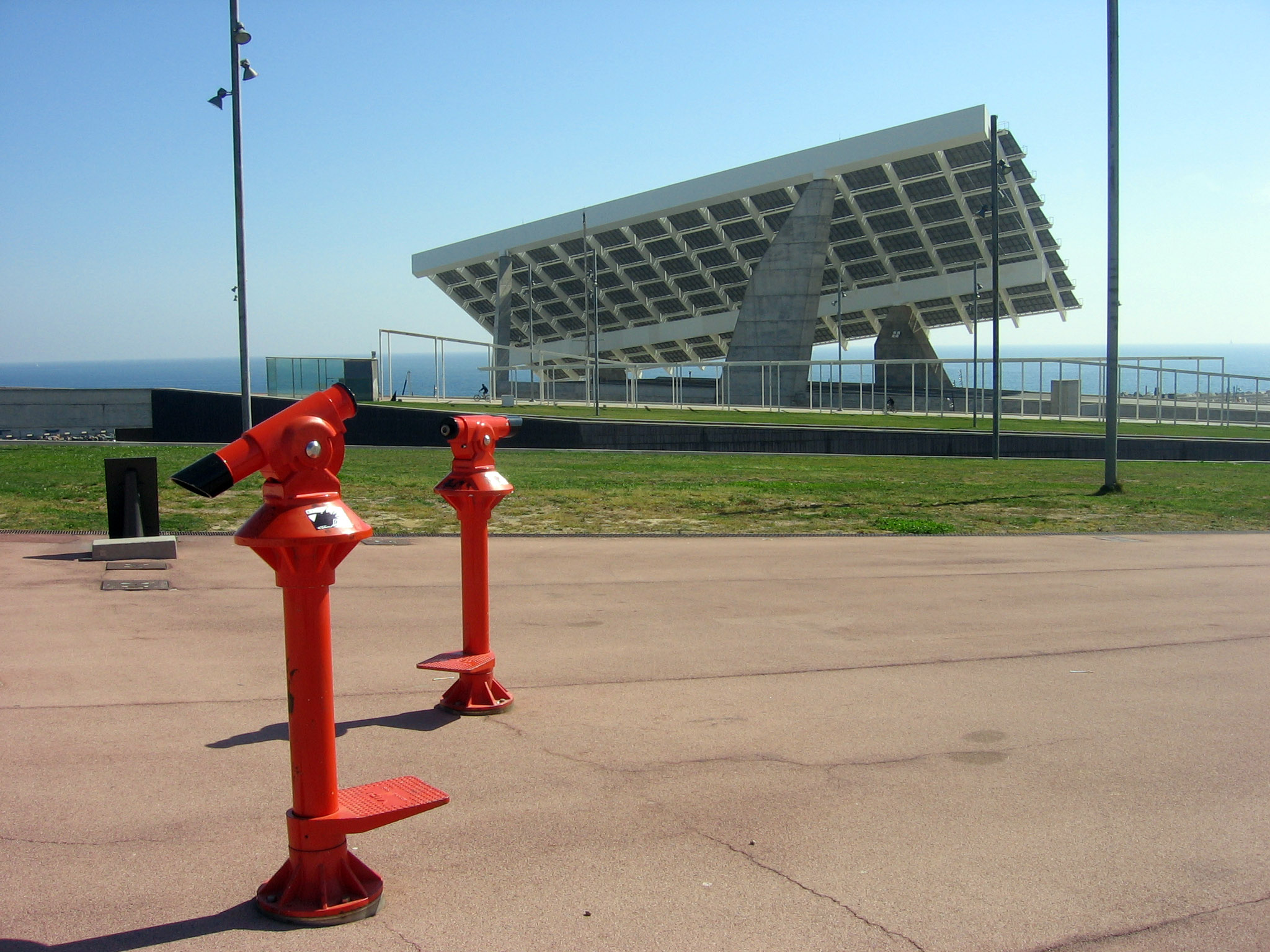
Aquí hay tomate (2004), d'Eulàlia Valldosera, instal·lació realitzada per al Fòrum Universal de les Cultures de 2004.

El canvi de segle no va portar una modificació substancial a l'esdevenidor de la ciutat, que va seguir apostant per la innovació i el disseny com a projectes de futur, juntament amb l'ús de noves tecnologies i l'aposta per la sostenibilitat ambiental. En l'àmbit artístic, continuà un cert eclecticisme derivat de les tendències postmodernes iniciades als anys 1980, que suposen una reinterpretació d'estils anteriors que dona llibertat a l'artista per a utilitzar qualsevol tècnica o estil i transformar-los de forma personal. Un dels esdeveniments més destacats del nou mil·lenni fou la celebració del Fòrum Universal de les Cultures de 2004, que va permetre nous canvis urbanístics a la ciutat: es va recuperar tota la zona del Besòs, fins aleshores poblada d'antigues fàbriques en desús, regenerant tot el barri del Poblenou i construint el nou barri de Diagonal Mar, i es va dotar a la ciutat de nous parcs i espais per a l'oci dels ciutadans.
Les primeres obres elaborades en el nou mil·lenni es van planificar amb un cert continuisme respecte a realitzacions anteriors. Continuaren així els homenatges a personatges destacats de l'àmbit social i cultural del país, com el Conjunt Homenatge a Joan Brossa (2000), al carrer Bon Pastor, realitzat per Jaume Barrera, Carme de la Calzada i Joan Ardévol —amb diversos col·laboradors més—, compost d'un paviment amb plaques dedicatòries al poeta i l'anomenada Escultura de Llum, un conjunt de focus amb llums de colors que il·luminen la façana de l'edifici del Col·legi d'Aparelladors; A Gandhi (2000, original de 1967), als jardins del mateix nom, d'Adolfo Pérez Esquivel, una figura en bronze de cos sencer del polític indi; A Ramon Calsina (2001), a la plaça homònima, obra de Jaume Cases, amb un bust del pintor; Diàleg. A Ernest Lluch (2001), de Ricard Vaccaro, a l'Avinguda Diagonal (Facultat de Ciències Econòmiques), un conjunt d'onze flames de metacrilat sobre una peanya de fusta; Poema de Catalunya. A J. V. Foix (2002), de Màrius Quintana, a la Via Augusta, amb un cal·ligrama del mateix poeta que forma la paraula Mediterrània; A Manuel Carrasco i Formiguera (2003), de Josep Admetlla, a la Plaça Adrià, un cub de la mida d'una persona amb diverses perforacions; i Soledat en conversació. Homenatge a Enric Granados (2003), de Javier Peñafiel, al carrer Enric Granados amb Diputació i Consell de Cent, un projector de llum en moviment.

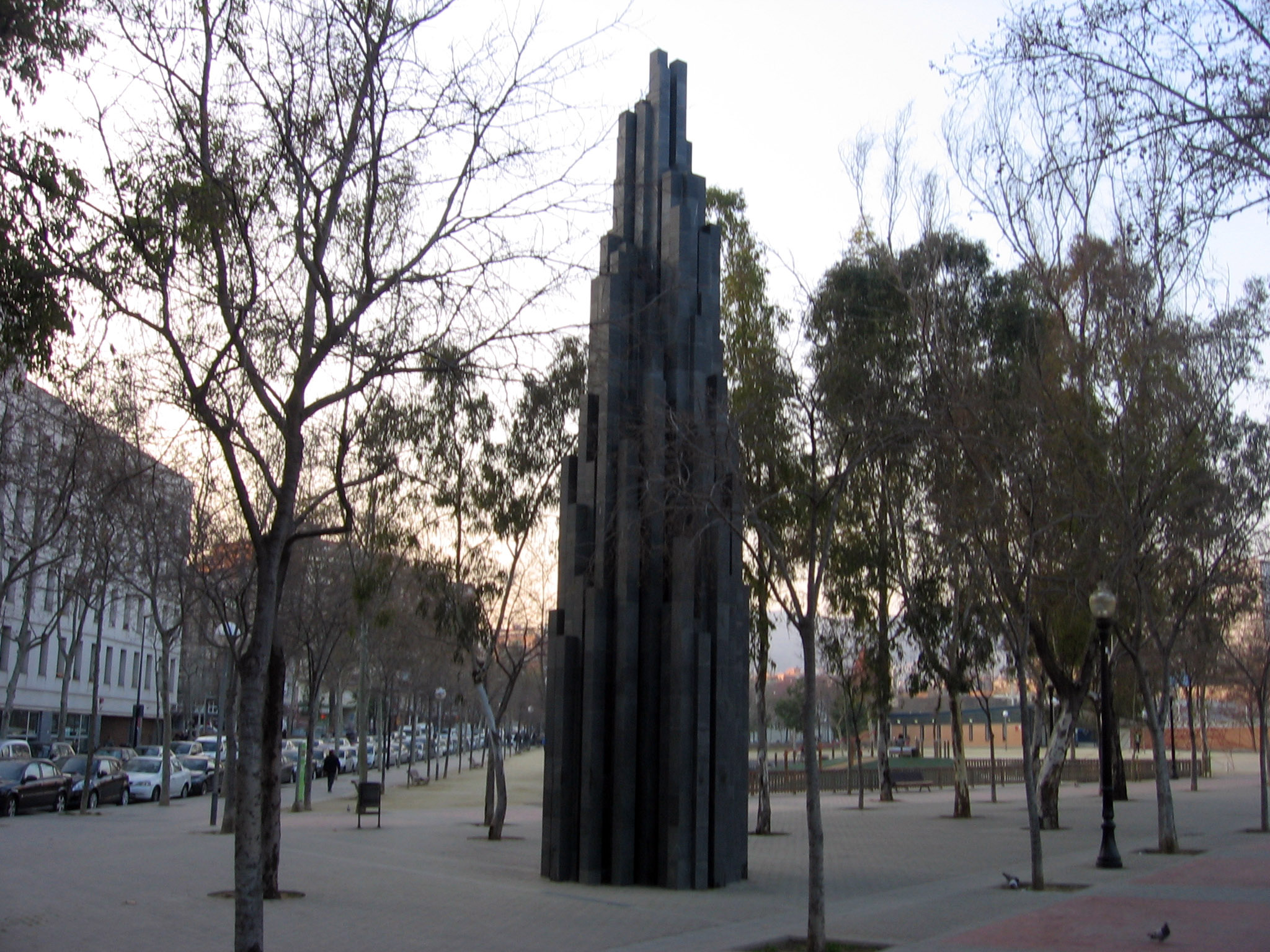
Tall Irregular Progression. A les víctimes del terrorisme (2003), de Sol LeWitt, Avinguda Meridiana.

D'igual forma, es van realitzar diversos homenatges col·lectius, com el Memorial de la SIDA (2003), de Patrizia Falcone —amb la col·laboració de Lluís Abad—, al Jardí d'Aclimatació de Barcelona, una iniciativa de l'ONG Projecte dels Noms que tenia per objectiu conscienciar a la gent sobre la malaltia de la SIDA, amb un parterre amb lloses allargades de pedra sobre el qual s'hi aixeca una olivera, símbol de la pau, i un poema de Miquel Martí i Pol; Encaix. A les víctimes dels bombardejos de 1938 (2003), de Margarita Andreu, a la Gran Via de les Corts Catalanes, format per vuit barres d'acer de deu metres d'altura; i Tall Irregular Progression. A les víctimes del terrorisme (2003), de Sol LeWitt, a l'Avinguda Meridiana, compost per diversos blocs de granit negre que es van sobreposant fins als dotze metres d'altura.
Altres obres dels primers anys del segle són: Arbres bessons (2001), d'Arata Isozaki, al CaixaForum de Montjuïc —antiga Fàbrica Casaramona, obra de Josep Puig i Cadafalch—, una làmina de vidre sobre dues bases d'acer en forma d'arbres; La parella (2002), de Lautaro Díaz, al Moll de Bosch i Alsina, una estilitzada parella d'enamorats enfront del mar; Al·legoria als Països Catalans (2002), de Salvador Alibau i Arias, al carrer Carme, formada per quatre cintes d'acer de cinc metres d'altura que a la seva part superior es despleguen com un ventall; Ones (2003), d'Andreu Alfaro, al Moll de Barcelona, formada per set grans anells d'acer —el més alt de 42 metres— que representen unes ones marines; i La família (2003), de Xavier Corberó, a Ciutat de Granada/Sancho de Ávila, unes figures lleument antropomòrfiques elaborades en basalt.

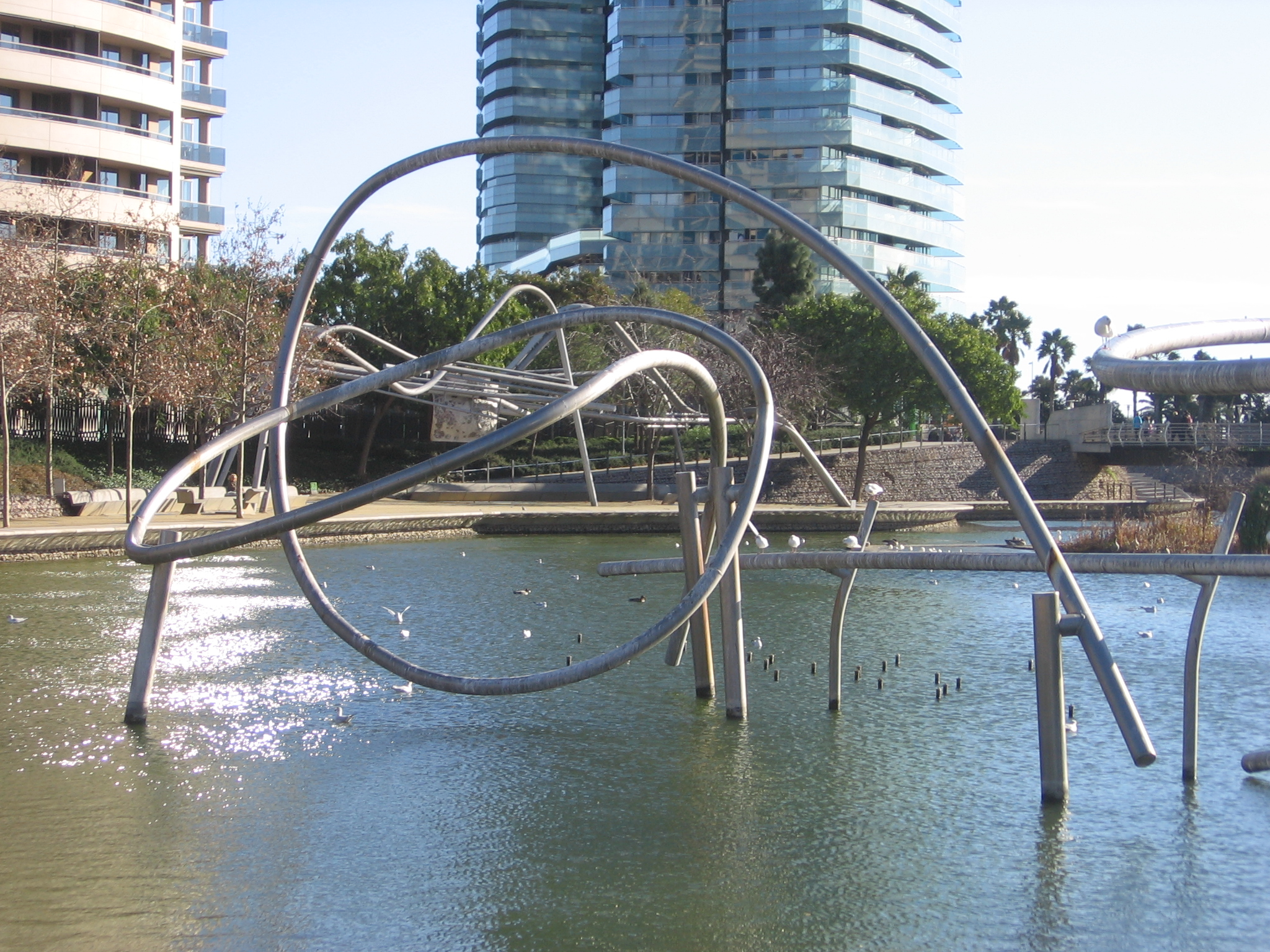
Parc de Diagonal Mar (2002), d'Enric Miralles i Benedetta Tagliabue.

Amb la celebració del Fòrum de les Cultures el 2004 es van crear nous espais per a l'oci ciutadà: al recinte del Fòrum s'hi va habilitar una gran esplanada i diversos auditoris per a la celebració de concerts i esdeveniments a l'aire lliure, junt amb els elements més característics de l'esdeveniment, la placa fotovoltaica i l'Edifici Fòrum. En aquest darrer s'hi van col·locar dues instal·lacions: Barcelona postals de postals, d'Eugènia Balcells, un conjunt de nou plafons als quals havia enganxat un total de 6318 postals —retirat el 2010 quan l'edifici va acollir el Museu de Ciències Naturals de Barcelona—; i una instal·lació de vídeo titulada Sisena paret, obra de Tony Oursler, visible solament en horari nocturn, la qual reprodueix imatges seleccionades per l'autor tant a l'Edifici Fòrum com al gratacel contigu i a l'esplanada entre ambdós. Per altra banda, al Centre de Convencions annex a l'Edifici Fòrum s'hi instal·là Passatge courenc, de Cristina Iglesias, format per 16 plafons de filferro trenat que ocupen una extensió de 150 metres de llarg per 30 d'ample. A l'esplanada contigua —anomenada posteriorment Plaça d'Ernest Lluch—, s'hi instal·là el Rellotge analemàtic, obra de Ramon Farré-Escofet i Joan Claudi Minguell, un rellotge de sol situat a terra que requereix la participació de l'espectador per a assenyalar l'hora; i la instal·lació Aquí hay tomate, d'Eulàlia Valldosera, formada per set lents de llarga visió de les que se solen posar a miradors de zones turístiques i que funcionen amb monedes, pintades de vermell, i que mostren un vídeo del paisatge que hi havia abans del Fòrum.
Proper a la zona del Fòrum es va crear el Parc de Diagonal Mar, obra dels arquitectes Enric Miralles i Benedetta Tagliabue, on hi destaquen diverses estructures metàl·liques semblants a filigranes tubulars de capricioses formes, que a manera de peces escultòriques jalonen tot el recinte, i que en certs punts sostenen unes grans gerres confeccionades en ceràmica de colors, obra del ceramista Antoni Cumella i Vendrell.

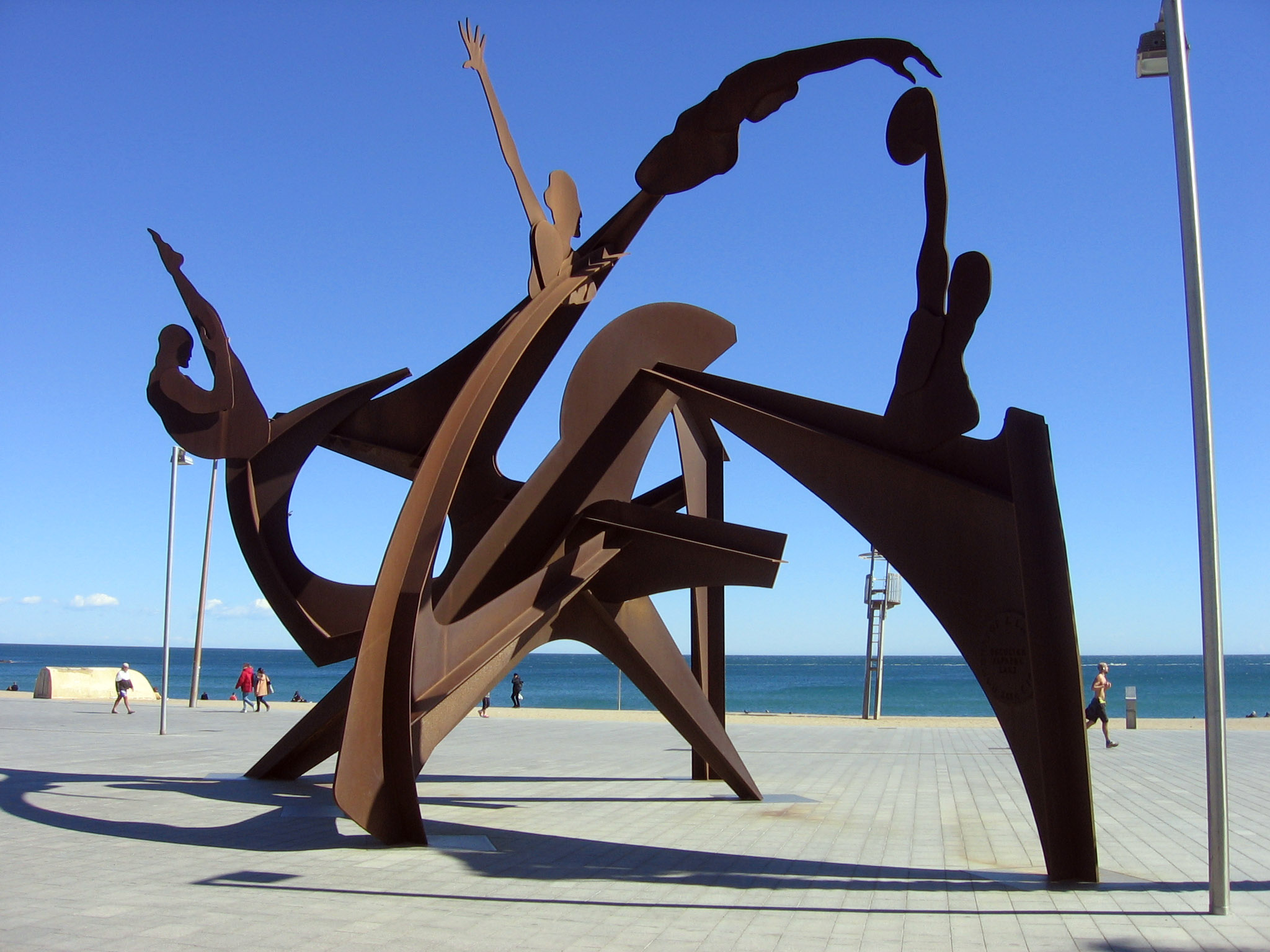
Homenatge a la natació (2004), d'Alfredo Lanz, Plaça del Mar.

Altres obres realitzades l'any de celebració del Fòrum són: Homenatge a la natació, d'Alfredo Lanz, a la Plaça del Mar, una obra d'acer de quasi 10 metres d'altura que representa diversos esports relacionats amb l'aigua; A, d'Emili Armengol, al carrer Major de Can Caralleu, tres pilars de ferro que formen una piràmide, que també es pot veure com a lletra A; Panta rei, de Tom Carr, a l'Avinguda J.V. Foix, una mena de penell format per triangles d'acer argentat; i Món, d'Antoni Llena, a Villarroel/Buenos Aires, format per tres pedres i tres miralls triangulars dins d'un rectangle de vuit metres d'alt per deu de llarg.

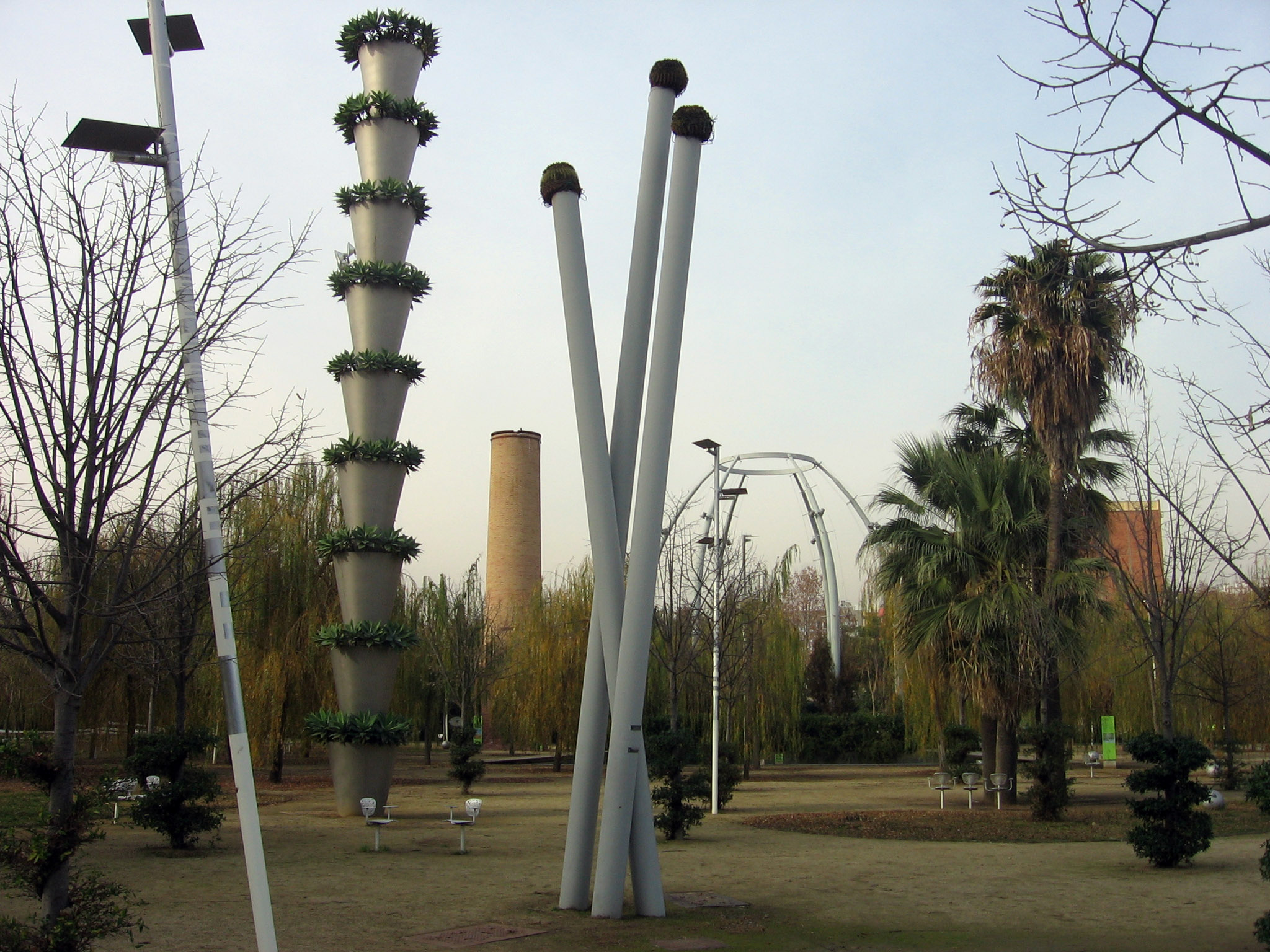
Parc del Centre del Poblenou (2008), de Jean Nouvel.

Posteriorment s'ha anat incrementant el patrimoni artístic de la ciutat amb obres de variat signe: Adam (2005, original de 1968), de Jacinto Bustos Vasallo, al Parc de Cervantes, una figura masculina nua en posició reclinada que representa al primer home; Full blau (2005), d'Àngels Freixanet, als Jardins del Palau Robert, un llibre-escultura elaborat en ferro; Art poètic i poema visual (2007), de Joan Manuel Clavillé, situat en una paret mitgera del carrer València, basat en dos poemes de Josep Maria Junoy i Joan Brossa; i Boogie-Woogie (2008), d'Antoni Roselló, a la Gran Via de Carles III, una estructura de ferros de colors de 15 metres d'altura.
El 2008 s'inaugurà el Parc del Centre del Poblenou, al districte de Sant Martí, obra de l'arquitecte francès Jean Nouvel. Es divideix en diversos espais temàtics, creats per a evocar distintes sensacions, on predomina el disseny i un concepte avantguardista de l'ordenació de l'espai verd: es troba així el Pou del Món, un cràter format per diverses espirals de terra i buguenvíl·lees, una obra propera a l'art natura; inicialment havia de tenir una pantalla amb projecció d'imatges i una connexió via internet amb la ciutat equatoriana de Guayaquil —agermanada amb la capital catalana—, però el projecte quedà desvirtuat. Al costat del cràter s'hi troba un camp de falsos pebrers amb una sèrie d'estructures metàl·liques que suposen una perfecta integració de l'escultura a l'entorn natural, titulades Els Nius i Pous del Cel.

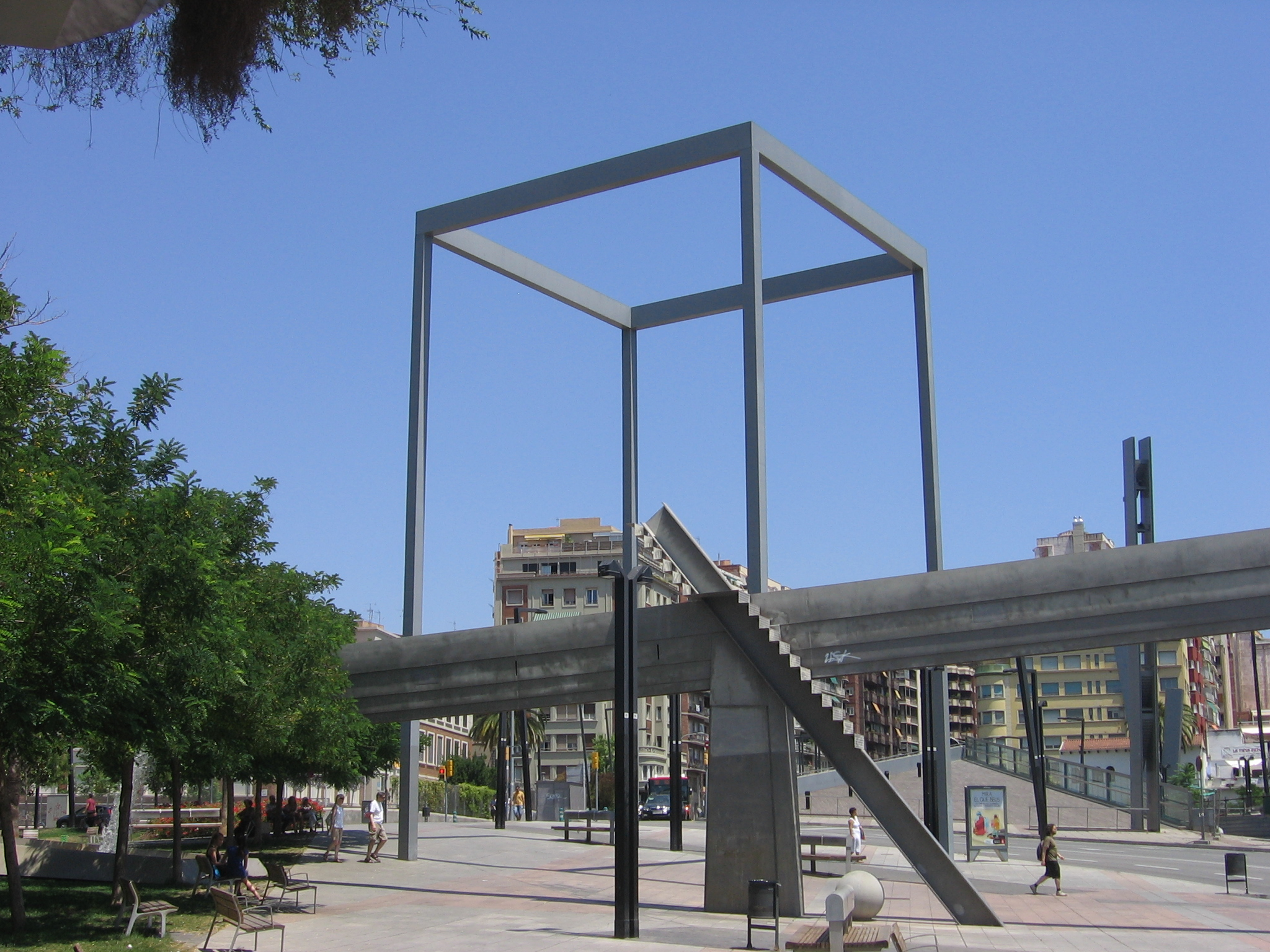
El Canal de Suez (2009), d'Albert Viaplana, Plaça de Lesseps.

L'any següent, el 2009, es va finalitzar la remodelació de la Plaça de Lesseps, amb un projecte de l'arquitecte Albert Viaplana, que incloïa la instal·lació El Canal de Suez, un monument a l'enginyer francès al qual està dedicada la plaça, constructor del gran canal que uneix la mar Mediterrània amb la mar Roja. Així, un canaló metàl·lic elevat creua tota la plaça, amb un flux d'aigua que desemboca en un salt sobre una bassa situada enfront de la Biblioteca Jaume Fuster; aquest canal està complementat amb dos ponts que alberguen diverses jardineres, així com dues plataformes inclinades a ambdós extrems de la plaça, que recorden la proa i la popa d'un vaixell, mentre que unes torres d'il·luminació i una alta estructura metàl·lica en forma de paral·lelepípede i que recorda un pal·li, situada enmig de la plaça, simularien la cabina i els pals d'aquest vaixell. Aquell any es va instal·lar al passeig Marítim l'obra Les quatre barres de la senyera catalana (2009), de Ricard Bofill, formada per quatre columnes ortoèdriques de 6 metres d'altura, amb un gir helicoidal per a donar moviment; Cavall de Troia (2009), de María Helguera, a l'Auditori de Barcelona, un cavall de fusta de 4 metres d'alçada inspirat en la Ilíada d'Homer; i, a la Plaça de la Prosperitat, A Brossa (2009), de Perejaume, un espai format per terra i paret amb dibuixos de resina blanca que formen les sis lletres del cognom del poeta Joan Brossa.

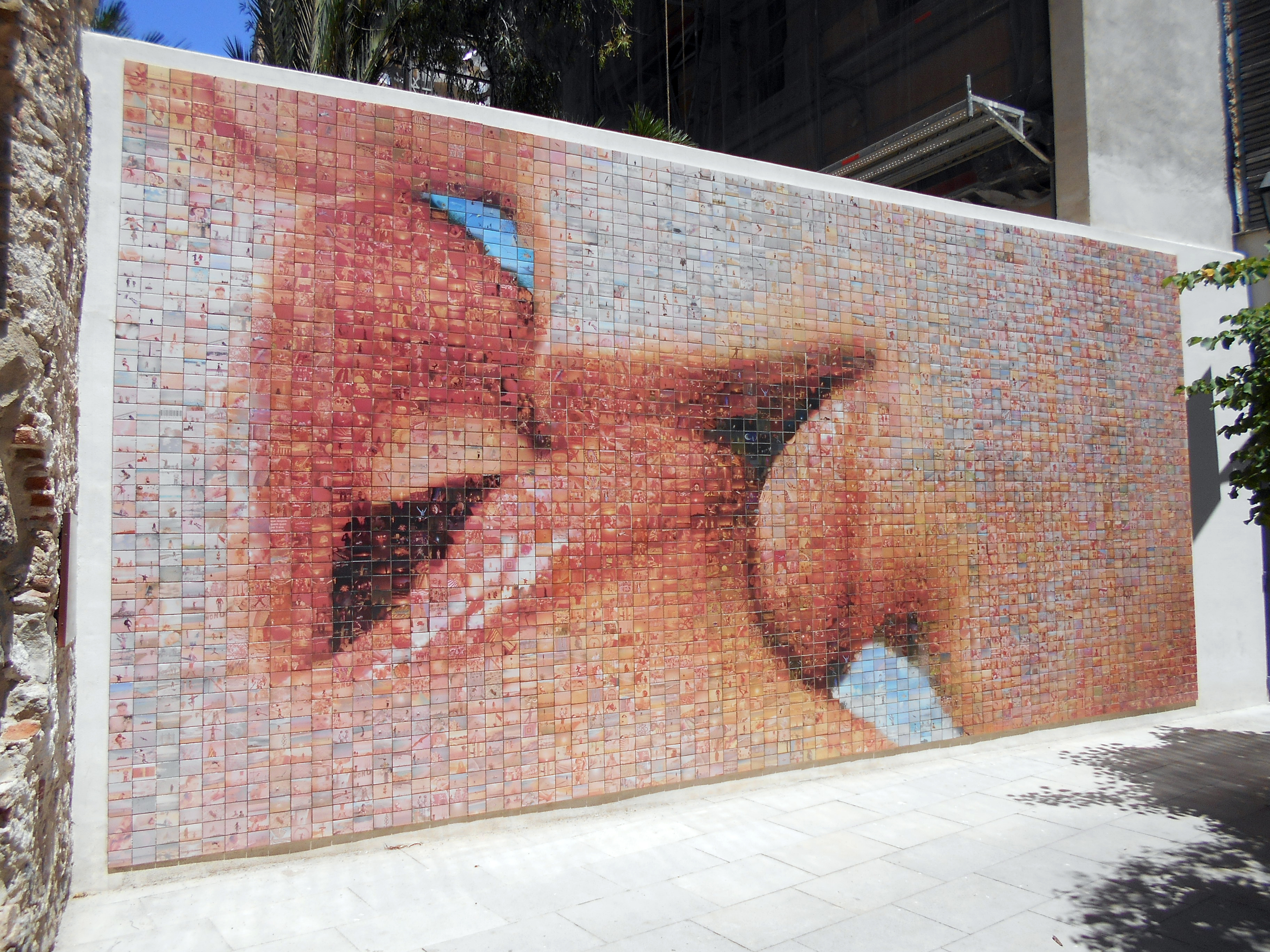
El món neix en cada besada (2014), de Joan Fontcuberta, plaça d'Isidre Nonell.

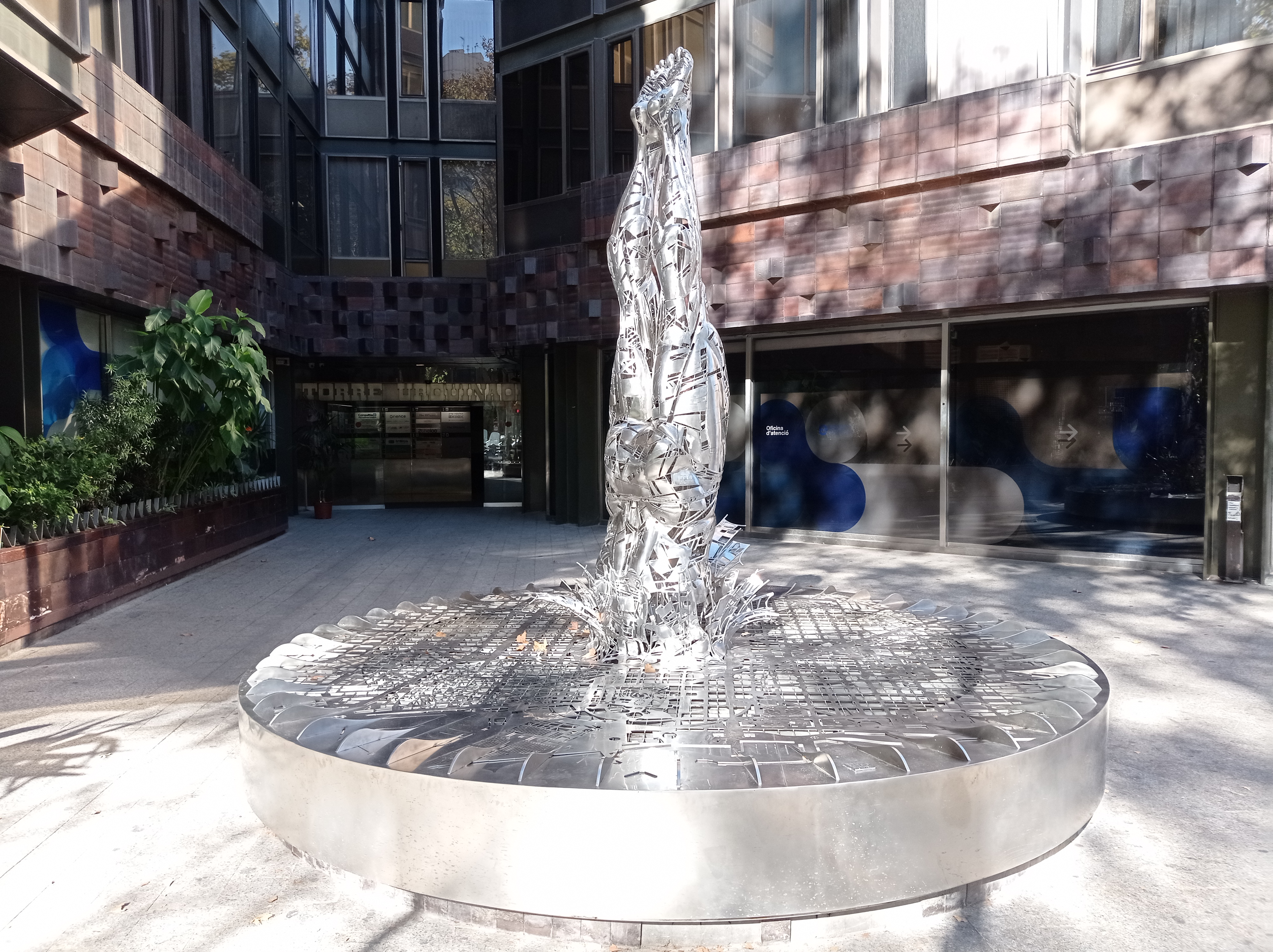
El saltador (2023), de Jordi Díez, plaça d'Urquinaona.

Entre les obres col·locades a la ciutat als anys 2010 cal destacar: Miraestels (2010), de Robert Llimós, a la Rambla de Mar, dues escultures flotants situades al port enfront del Maremàgnum; Als gais, lesbianes i transsexuals (2011), al Parc de la Ciutadella, una placa de forma triangular en memòria de la repressió a la qual s'ha vist sotmès aquest col·lectiu al llarg de la història; A Joan Llongueres (2011) i A Richard Wagner (2012), a les places que duen els seus respectius noms, ambdues obres de Ricard Vaccaro, composta la primera per dotze plaques amb títols de cançons del músic Llongueras, i a la segona 17 lloses amb noms de personatges de les òperes de Wagner, així com una escultura formada per cinc plaques d'acer coronades per peces de metacrilat; Als castellers (2012), d'Antoni Llena, a la Plaça de Sant Miquel, una obra abstracta d'acer de 27 metres d'altura en homenatge als castells humans del folklore català; Arquer olímpic (2012), de Rosa Serra, a l'Avinguda de l'Estadi —enfront del Museu Olímpic—, una estilitzada figura d'arquer que apunta al peveter de l'Estadi Olímpic, en commemoració del vintè aniversari dels Jocs Olímpics; A Isaac Albéniz i Alícia de Larrocha (2012), d'Alfons Alzamora, al carrer Lepant —enfront de l'Auditori Nacional—, una obra que representa un piano de forma abstracta; BRUUM-RUUM (2013), de David Torrents Janer, al Centre Disseny Hub de la Plaça de les Glòries Catalanes, una instal·lació formada per leds i ona sonora que funciona amb un programa fix informàtic o bé amb un altre que deixa que els llums variïn en funció de la intensitat del soroll ambiental; General Moragues (2013), de Rosa Martínez Brau, al Pla de Palau, un bust del general austriacista; El món neix en cada besada (2014), de Joan Fontcuberta, a la plaça d'Isidre Nonell, un fotomosaic d'un petó; Solc. A Salvador Espriu (2014), de Frederic Amat, als Jardins de Salvador Espriu, una obra excavada a terra amb un solc de 17 metres de llarg en forma d'obelisc, realitzat en formigó i rodejat de gespa; A Václav Havel (2014), de Borek Sípek, al Parc de la Ciutadella, una instal·lació formada per una taula al voltant d'un arbre i dos bancs, en memòria del president txec; el Monument a les il·lusions perdudes (MALIP) (2015), d'Antoni Batllori, a l'Av. Diagonal / Bolívia, un monòlit de 5 m d'altura amb forma de branca de bonsai, plantejat com una espècie d'«antimonument» d'intencions satíriques; i el Monument a Salvador Puig Antich (2016), de Gerard Cuartero i Nicolás Aparicio, a la plaça que duu el nom de l'homenatjat, format per una estructura en forma de balcó d'acer, formigó i panots «flor de Barcelona»; Carmela (2016), de Jaume Plensa, un cap de noia de 4,5 m d'altura situat enfront del Palau de la Música Catalana, que l'artista va cedir a la ciutat per vuit anys prorrogables; i Guardians (2018), de Xavier Mascaró, al carrer Sancho de Ávila, un conjunt de sis figures de ferro de tres metres d'altura en posició sedent i sostingudes per set potes cadascuna.
El 4 de març de 2019 es va inaugurar un memorial en record de les víctimes de l'atemptat del 17 d'agost de 2017 a Barcelona, situat en el lloc dels fets, a la Rambla, al costat del paviment Miró. Es tracta d'una inscripció de 12 metres de llarg situada en el paviment, en la qual es llegeix la frase «Que la pau et cobreixi, oh ciutat de pau», escrita en àrab, català, castellà i anglès, al costat del dibuix de Barcelona de Frederic Amat i la data i hora exacta de l'atemptat: 17-08-2017, 16.50 h. El mateix any es va instal·lar enfront de l'església de Santa Anna l'escultura Jesus Homeless (Jesús sense sostre), obra de l'escultor canadenc Timothy Schmalz, rèplica d'un original elaborat el 2013 i situat a Toronto (Canadà). Representa a Jesús de Natzaret, embolicat amb una manta i amb els peus descalços, recolzat en un banc, com a denúncia de la situació de les persones sensesostre.
Als anys 2020 cal ressenyar: Blau (2020), de Jaume Plensa, situada al vestíbul de l'Hospital Clínic de Barcelona, un cap de dona amb els ulls tancats realitzat en pedra basàltica i granit; i Himne, mite i paradís (2021), de Susana Solano, als jardins de Ca l'Aranyó, una estructura de cristall, teixit metàl·lic i acer inoxidable, oberta al sentit d'interpretació que cada espectador vulgui atorgar-li. i El saltador (2023), de Jordi Díez, una obra d'acer inoxidable de tres metres d'altura que representa la part inferior d'un tors humà en el moment de submergir-se en l'aigua —una superfície igualment d'acer que representa el mapa de Barcelona—, situada al costat de la Torre Urquinaona, de la qual sembla llançar-se.

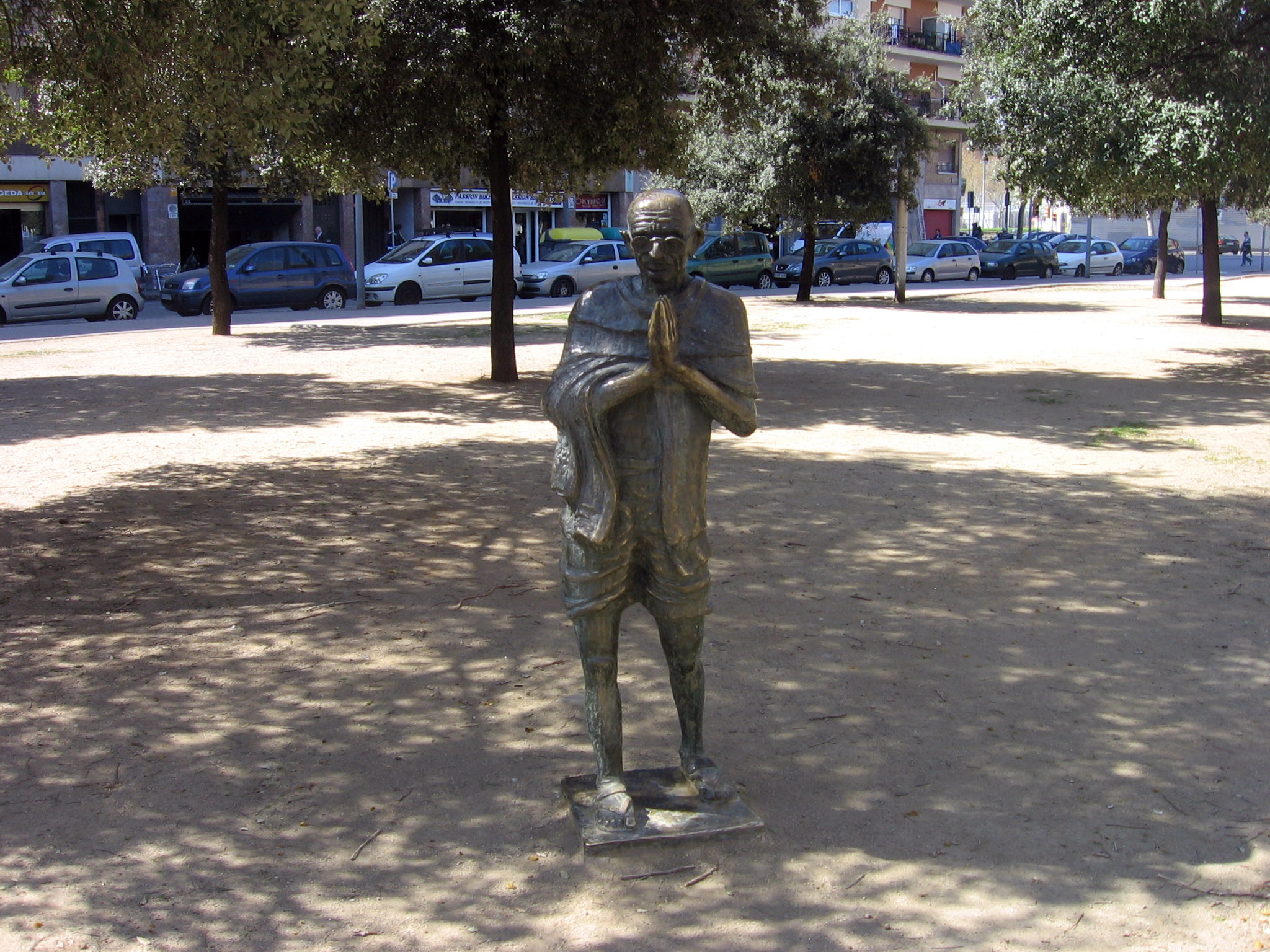
A Gandhi (2000, original de 1967), d'Adolfo Pérez Esquivel, Jardins de Gandhi.
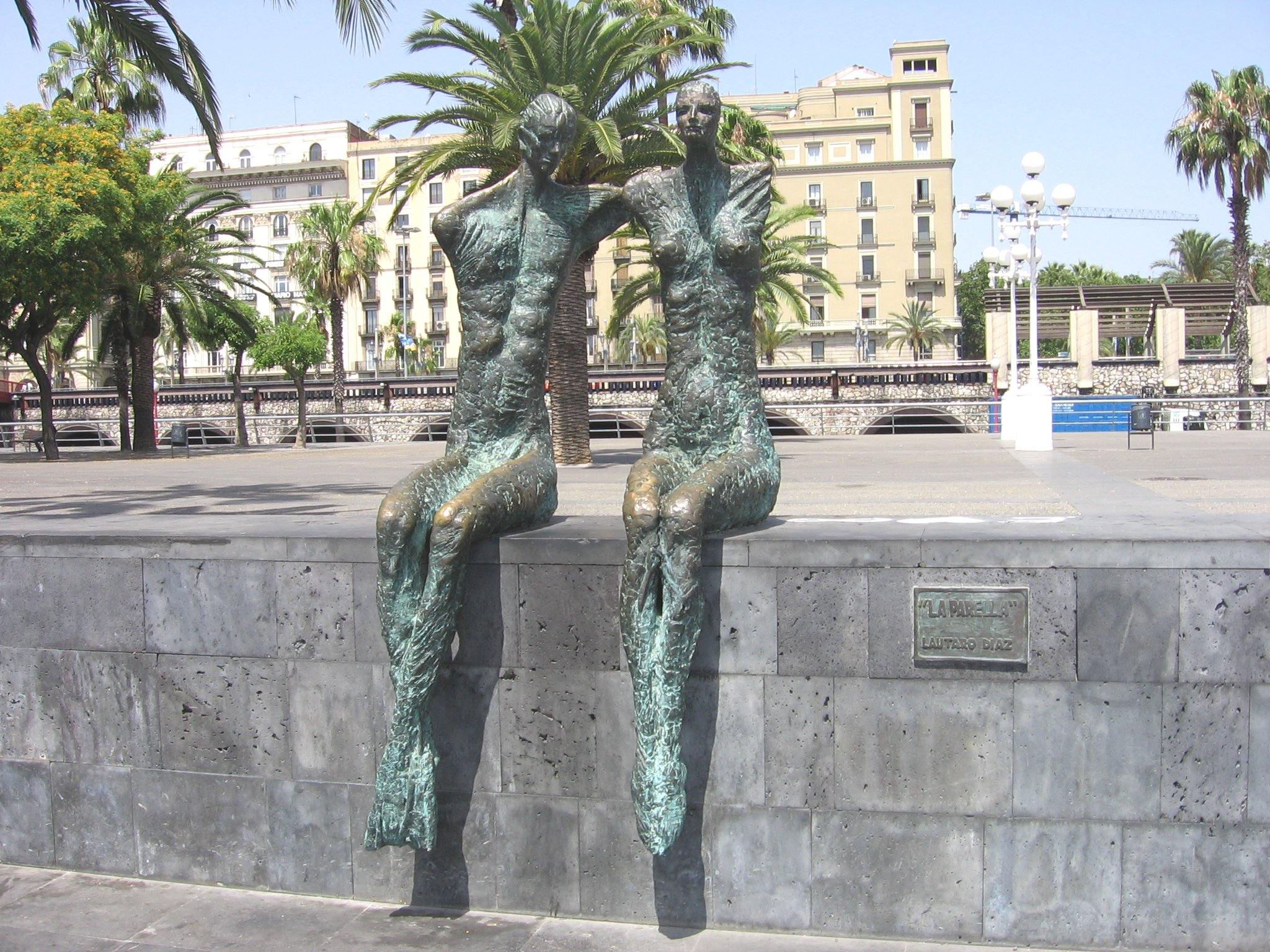
La parella (2002), de Lautaro Díaz, Moll de Bosch i Alsina.
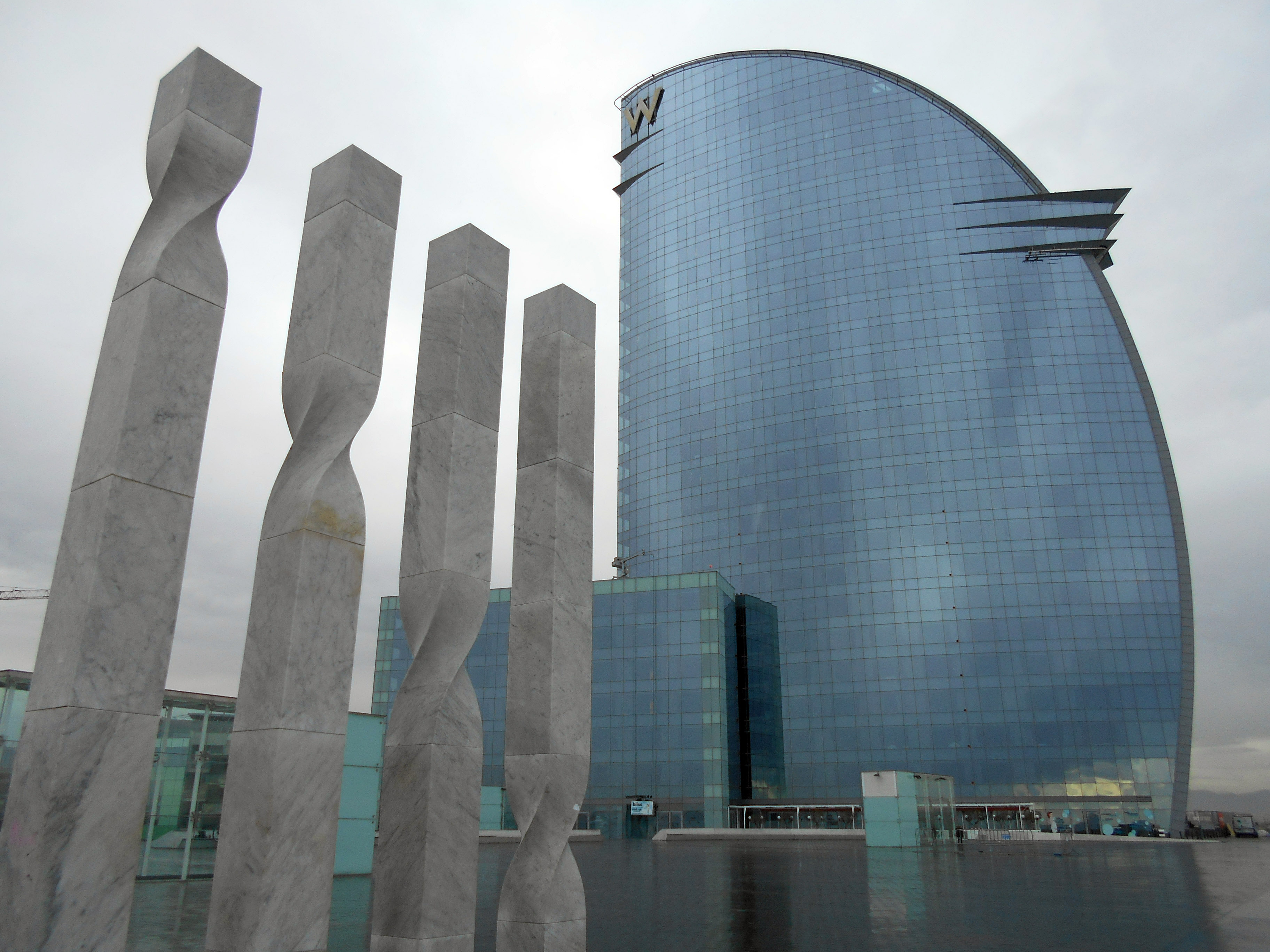
Les quatre barres de la senyera catalana (2009), de Ricard Bofill, plaça de la Rosa dels Vents.
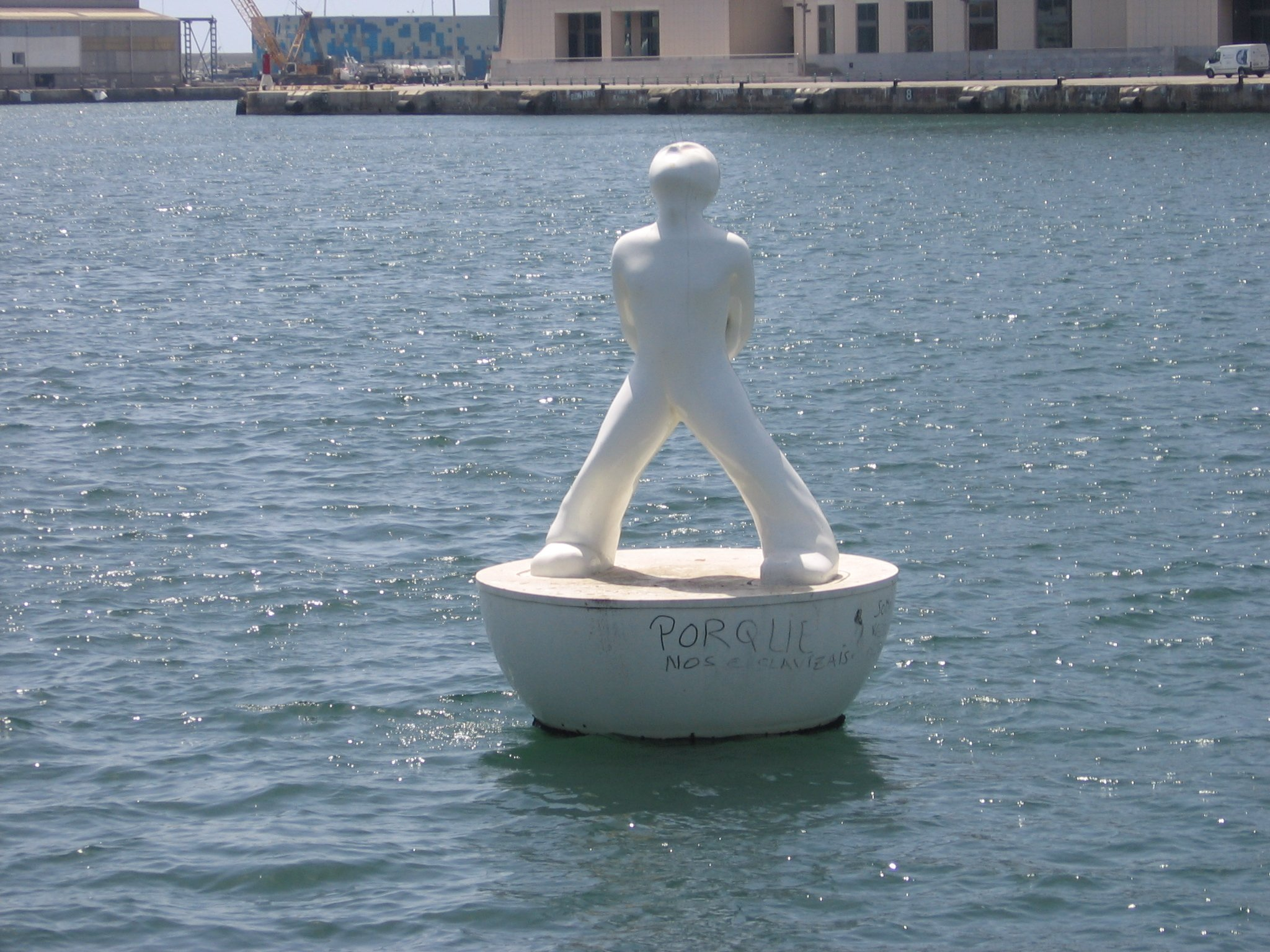
Miraestels (2010), de Robert Llimós, Rambla de Mar.
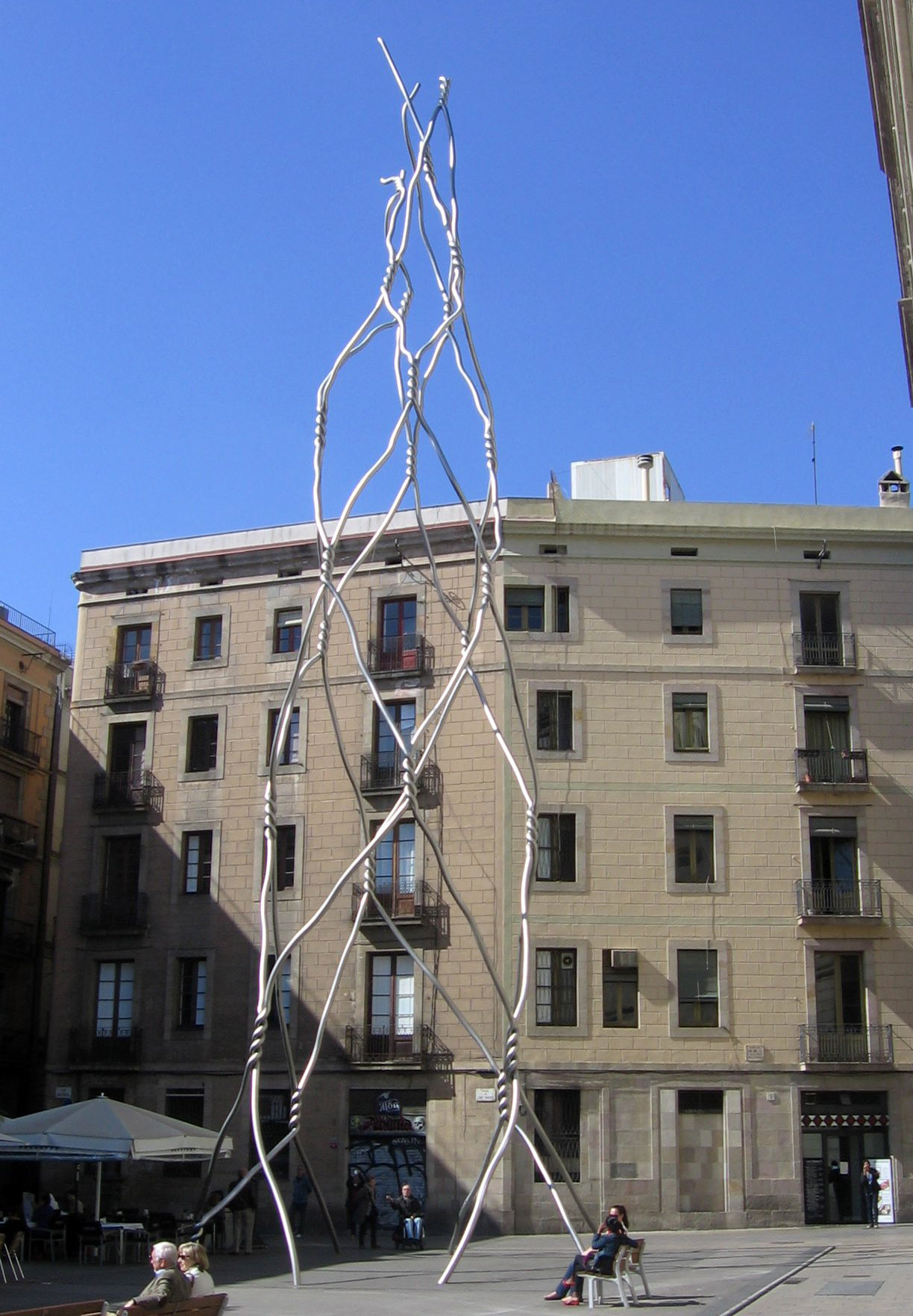
Als castellers (2012), d'Antoni Llena, Plaça de Sant Miquel.
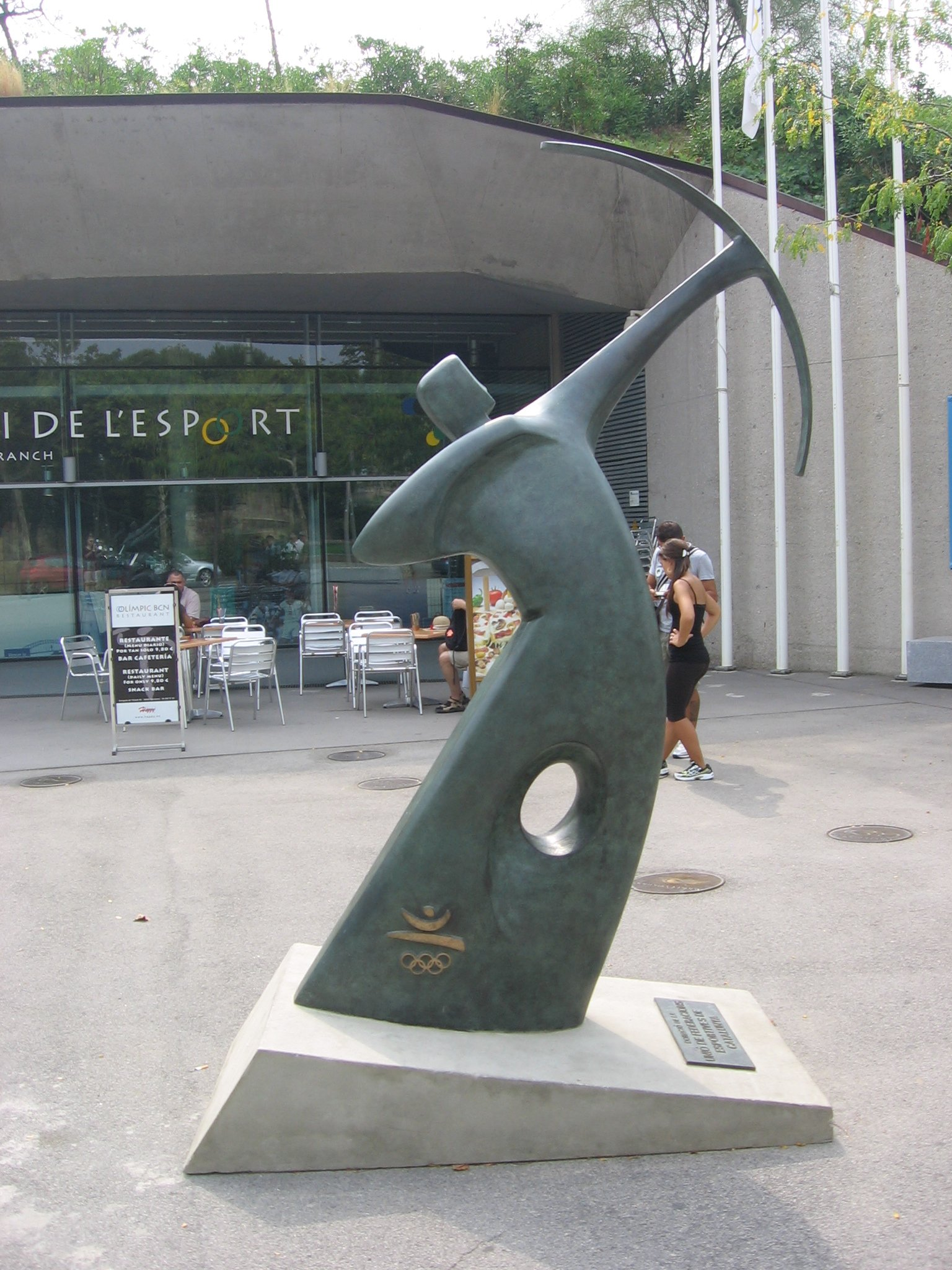
Arquer olímpic (2012), de Rosa Serra, Avinguda de l'Estadi.
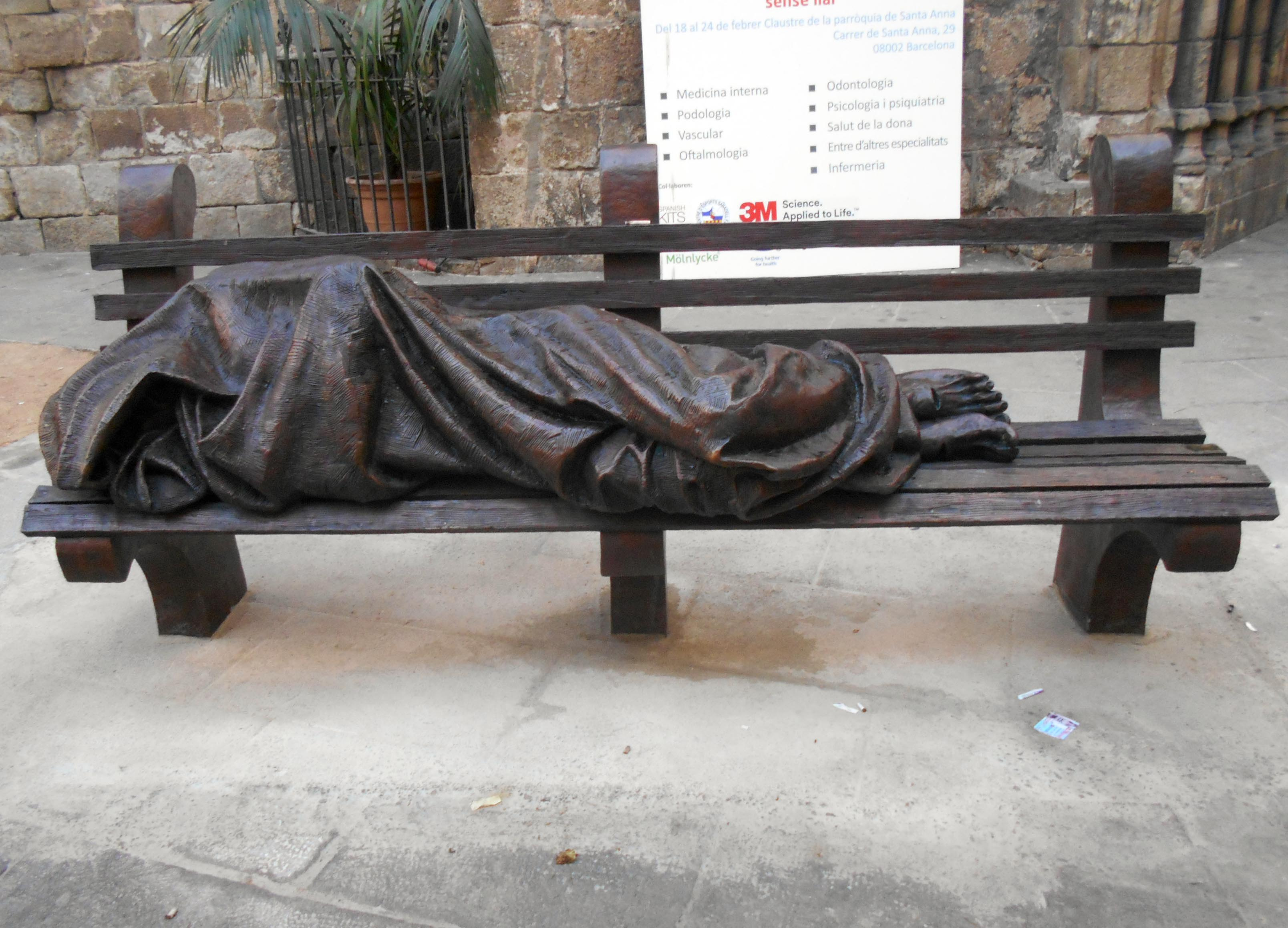
Jesus Homeless (2019), de Timothy Schmalz, placeta de Santa Anna.

## Petits paisatges de Barcelona

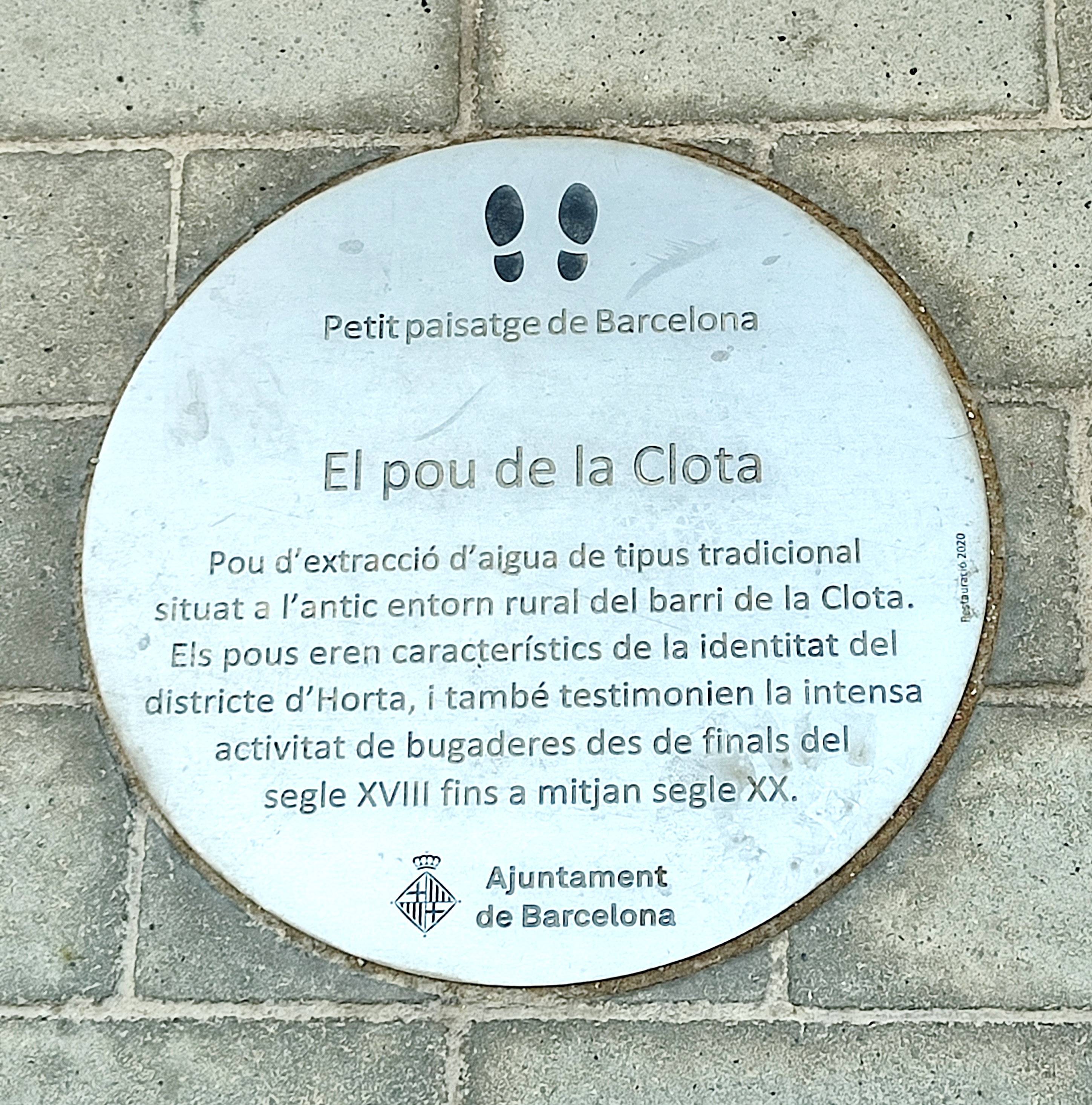
Exemple de placa de Petit paisatge de Barcelona: el pou de la Clota

El 1996 va sorgir la iniciativa Petits paisatges de Barcelona, un inventari d'elements d'interès paisatgístic de la ciutat elaborat per l'Institut Municipal del Paisatge Urbà i la Qualitat de Vida de l'Ajuntament de Barcelona. Per a la seva confecció, va emprendre una campanya de consulta a la ciutadania, per a la qual va comptar amb el patrocini d'Adidas i l'ajuda de Correus, que va instal·lar a la ciutat cinc bústies especials de recollida on els barcelonins van poder proposar els elements que els agradaria veure inventariats. Es van rebre 200 propostes, a les quals un equip de la Universitat de Barcelona va afegir altres pròpies, arribant a un nombre de 406. Un consell assessor interdisciplinari presidit pel rector Antoni Caparrós en va seleccionar 101, i la periodista Patricia Castan (El Periódico de Catalunya) va confeccionar unes fitxes de cada element, que Maria Favà (Avui) va continuar i que va publicar al llibre Petits paisatges de Barcelona.
L'Ajuntament ha anat col·locant plaques en alguns dels elements, fetes d'acer i instal·lades en el paviment. Es poden trobar «petits paisatges» de tota mena: arbres, elements arquitectònics, escultures, fonts, relleus, esgrafiats, murals, columnes, xemeneies, rellotges, plaques, anuncis, cartells, grafitis i objectes diversos i fins i tot animals. Entre els més destacats convé ressaltar: les Cases dels Cargols, la torre d'aigua del Patronat Ribas, el quiosc de la Transsexual Sònia, el gat de la plaça dels Països Catalans, l'escultura de ninot del Mercat del Ninot, l'escultura d'àngel de la plaça de l'Àngel, el cim del mont Tàber, el forat de la Casa de la Misericòrdia on es deixava als bebés abandonats, la metralla de la Guerra Civil a la façana de l'església de Sant Felip Neri, l'escultura El Negre de la Riba, els panots de la ciutat —como la famosa flor de Barcelona—, el termòmetre Cottet al Portal de l'Àngel, les teieres de la plaça del Rei, la font de Santa Anna, la bàscula d'El Regulador (una joieria de la Rambla), la bústia de la Casa de l'Ardiaca, la premsa de vi de la plaça Xandrí, les oques de la Catedral de Barcelona, el rellotge de Governació a la Via Laietana, el grafiti del «milicià desconegut» a la plaça de Sant Josep Oriol, l'alzina de Mossèn Cinto al passeig de Gràcia, el jardinets d'en Carles Soler, l'escultura La Gamba, etc.

## Monuments desapareguts i no realitzats

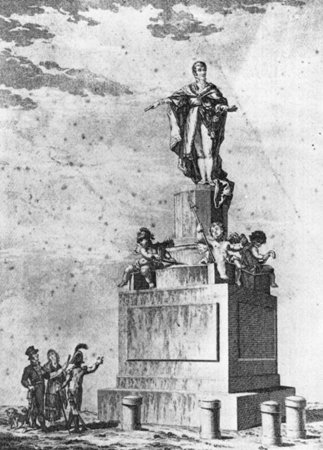
Monument a Ferran VII (1831), de Pierre Joseph Chardigny d'Aix, Pla de Palau, destruït el 1835.

La col·locació d'estatuària pública en una ciutat com Barcelona està en contínua transformació, a causa de les vicissituds esdevingudes en el transcurs de la història per múltiples factors, des de canvis de règims polítics fins a l'evolució dels gustos estètics, a més de factors provocats per l'obsolescència dels materials o per actes de vandalisme.
Entre els monuments instal·lats el seu dia a la ciutat i avui desapareguts caldria ressenyar: 
- l'Obelisc de la Puríssima Concepció erigit el 1706 al Passeig del Born per l'arxiduc Carles d'Àustria en commemoració d'una victòria sobre el bàndol borbònic a la Guerra de Successió, destruït el 1716 després del triomf de Felip V, tot i que l'estàtua de la Verge, obra de Conrad Rudolf, sobrevisqué fins al 1936;[220]
- el Monument a Ferran VII instal·lat al Pla de Palau el 1831, obra de Pierre Joseph Chardigny d'Aix, i que tan sols va romandre-hi quatre anys, ja que va ser destruït en les revoltes populars del 1835;[221]
- el Monument a Ferran el Catòlic, erigit el 1850 a la Plaça Reial, obra de Josep Piquer, que en ser realitzat en guix es va descompondre en un termini de tretze anys;[222]
- el Monument hortícola erigit en honor d'Isabel II al Pla de Palau el 1860, desaparegut al cap de poc;[223]
- el Monument a la Pau, aixecat a la plaça del Portal de la Pau el 1876, obra d'Antoni Rovira i Trias, que commemorava la fi de les guerres carlines, fet malbé pels seus materials obsolets (fusta i guix);[224]
- el Monument al ferrocarril Barcelona-Mataró (1877), instal·lat a la plaça de la Universitat per a l'Exposició Catalana d'aquell any, i que constava d'un pedestal de pedra i maó amb forma d'arc, sobre el qual es va col·locar la màquina de vapor del primer tren que circul·là a la península Ibèrica, entre Barcelona i Mataró (1848);[225]
- el grup L'edat de pedra (1895), de Josep Campeny, que representava un home lluitant amb un os, situat al costat de l'Hivernacle del Parc de la Ciutadella i desaparegut en data incerta;[226]
- Minerva, una estàtua de Josep Campeny del 1896 instal·lada als jardins del Palau de les Heures, desaparescuda;[227]
- el Monument a Ulises Heureaux, una estàtua eqüestre encarregada pel dictador dominicà a Pere Carbonell el 1897 que finalment no va anar al seu destí, i que en ser redescoberta el 1933 fou col·locada en uns jardins de l'Avinguda Icària, per a desaparèixer pocs anys després en circumstàncies indeterminades;[228]
- el Monument al Soldat Desconegut, obra de Miquel Paredes, instal·lat el 1937 a la Plaça de Catalunya i destruït després de la Guerra Civil;[229]
- el Monument a la Legió Còndor, erigit el 1941 a la Diagonal amb Gran Via de Carles III, i retirat el 1980;[230]
- Noia amb gos, de Josep Dunyach, robat el 1946 dels Jardins de Laribal segurament per a aprofitar el bronze;[231]
- Al General Moscardó, de José María Navarro, emplaçat el 1959 al carrer Joaquim Blume i retirat el 2004;[232]
- el Monument a Ildefons Cerdà, situat el 1959 a la plaça homònima, obra de l'arquitecte Manuel Riera i Clavillé, i desmuntat el 1970 en una reforma urbanística de la zona;[233]
- Camins de llibertat (1963), d'Andreu Alfaro, traslladat el 2009 a Sant Cugat del Vallès;[234]
- la Dama d'Elx, una estela amb un relleu del famós bust ibèric col·locada a la Plaça dels Jardins d'Elx el 1966, obra de Ferran Bach-Esteve, i desmuntada el 1983 en una remodelació de la plaça;[235]
- Banyant-se (Nu) (1970), de Jaume Martrús, ubicada als Jardins de Vil·la Amèlia i feta malbé per actes vandàlics uns anys després;[236]
- La Barcelona romana (1975), de Josep Maria Subirachs, situada a la Via Augusta i traslladada més tard al Prat de Llobregat;[237]
- Cintes, de Robert Llimós, instal·lada el 1981 al Moll de la Fusta i retirada el 1991 en una remodelació del moll;[238]
- A Mossèn Clapés, a la plaça homònima, obra de Joan Mora del 1982, danyada en unes obres de reforma el 2001;[239]
- Far olímpic, de Josep Lluscà, emplaçat a la Via Augusta el 1990 i donat posteriorment al Museu Olímpic de Montjuïc, on no es va poder instal·lar degut a la seva altura.[240]

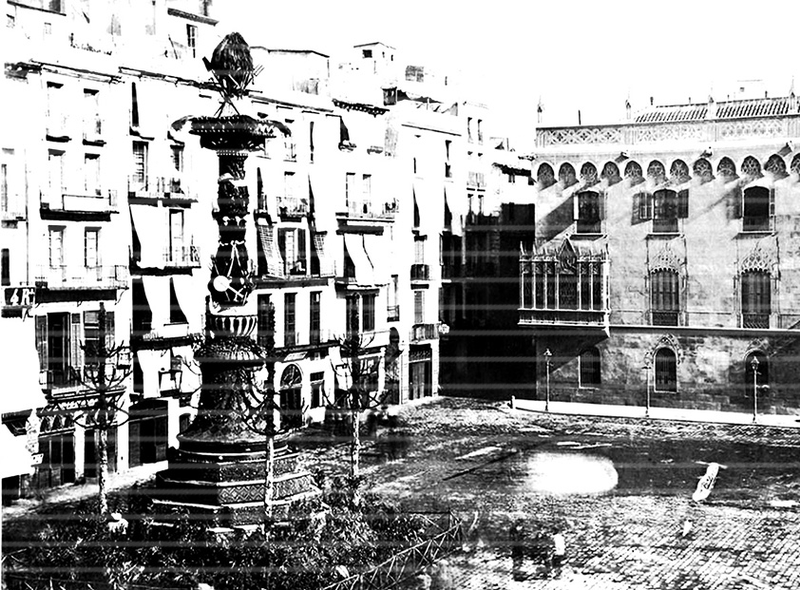
Monument hortícola (1870).
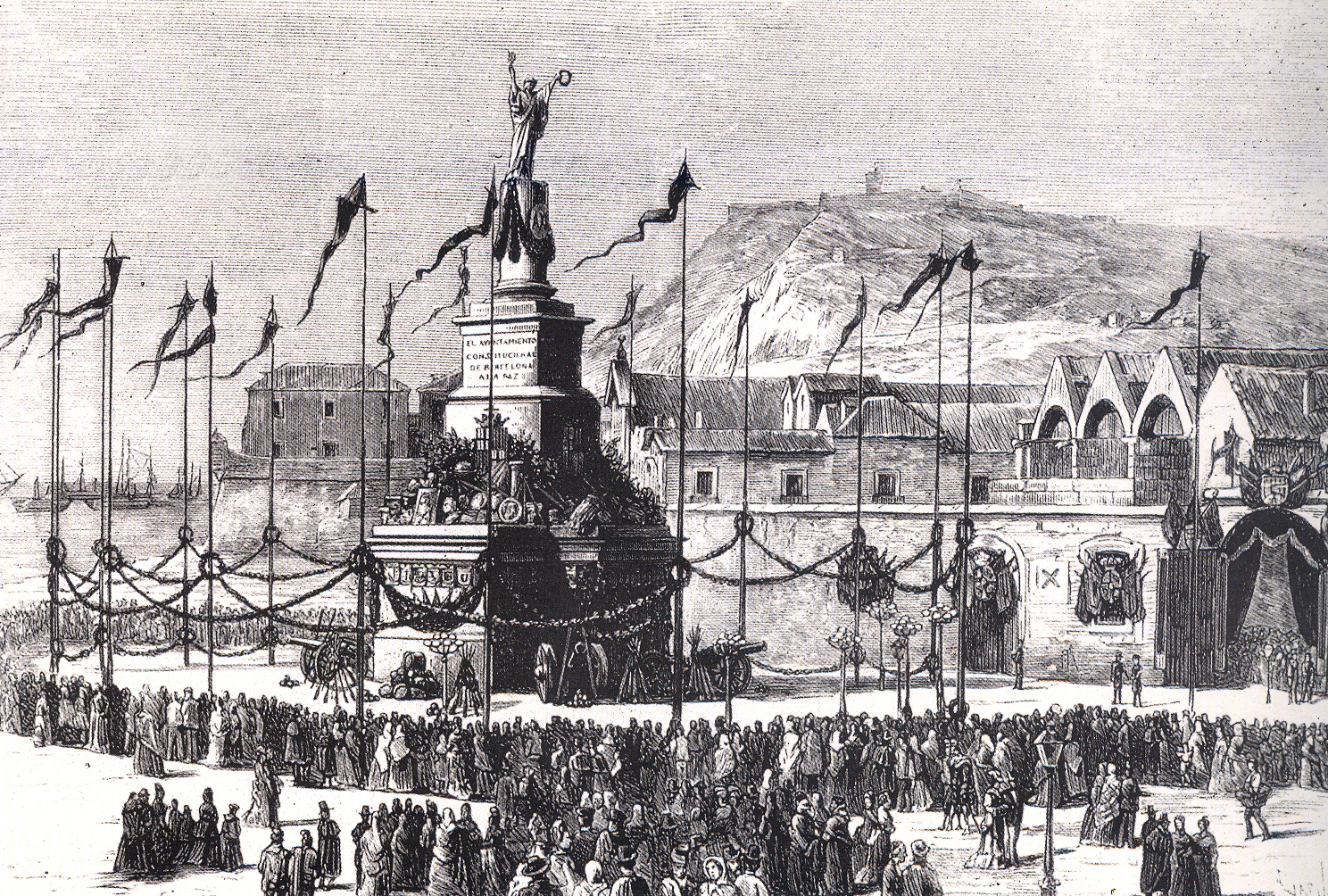
Monument a la Pau (1876), d'Antoni Rovira i Trias.
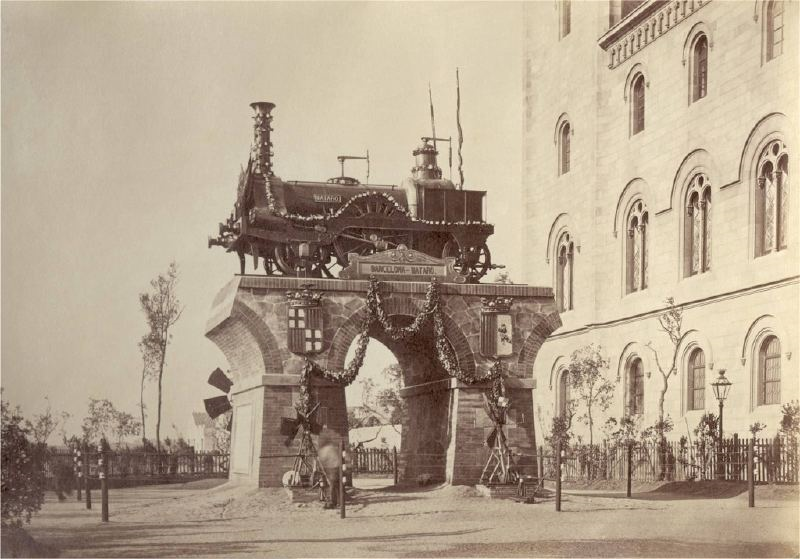
Monument al ferrocarril Barcelona-Mataró (1877).
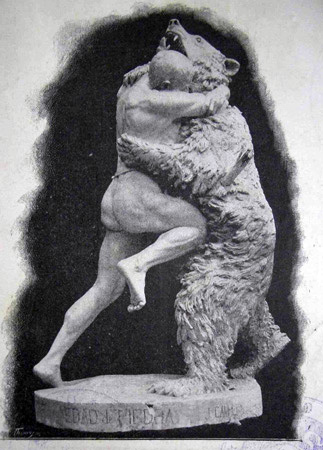
L'edat de pedra (1895), de Josep Campeny.
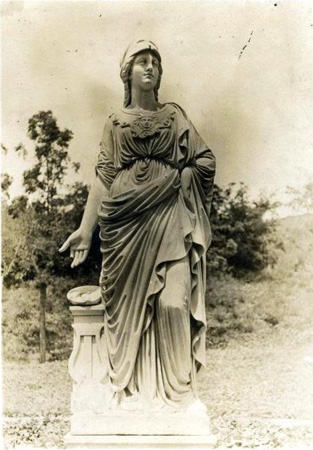
Minerva (1896), de Josep Campeny.
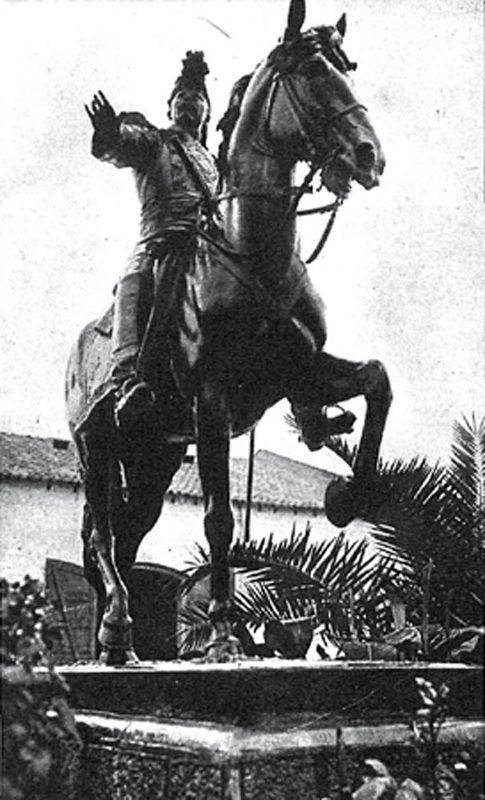
Monument a Ulises Heureaux (1897), de Pere Carbonell.

Projectes

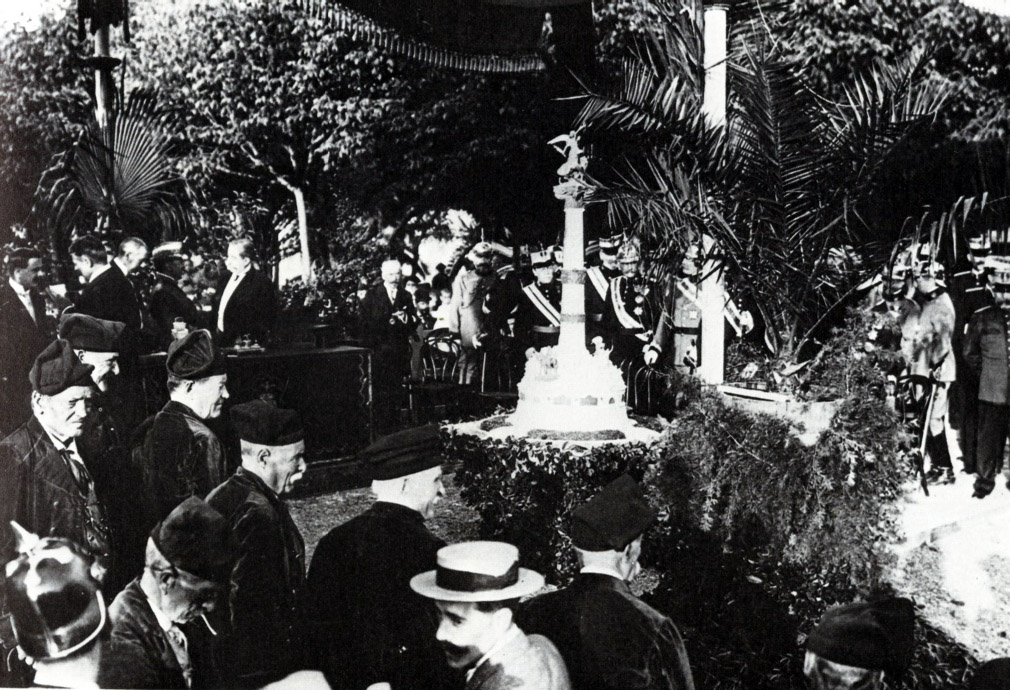
Cerimònia de col·locació de la primera pedra d'un Monument a les Glòries d'Àfrica a la Plaça de Tetuan (1910).

Caldria citar en darrer lloc alguns dels monuments que foren projectats i finalment no realitzats, com la piràmide dedicada a Sant Ramon de Penyafort que es va projectar el 1689 i finalment no es va dur a terme; l'estàtua eqüestre de Carles III que el 1785 pretenia confeccionar la Junta de Comerç; el Monument a Carles IV, del qual es va posar la primera pedra el 1802 al Pla de la Boqueria, encarregat a Damià Campeny i suspès amb la invasió francesa; el Monument al General Lacy previst el 1821 i anul·lat amb el canvi de règim; el Monument a Isabel II planejat el 1836 al Portal del Mar; l'any 1852 es van projectar dos monuments, al capità general Castaños i als regidors morts en l'epidèmia de febre groga del 1821, ambdós encarregats a Francesc Daniel Molina, que no van arribar a bon port, com la dedicatòria a Antoni de Capmany per part de la Diputació de Barcelona el 1855; el Monument al Marquès del Duero del 1875; un Monument a la Indústria el 1882; per l'Exposició Universal de 1888 es van projectar dues torres que finalment no es van realitzar per motius pressupostaris, una dissenyada per l'enginyer tolosà J. Lapierre, de fusta i 200 metres d'altura, i altra projectada per Pere Falqués —anomenada Torre Comtal—, d'igual altura i dissenyada en pedra, maó i ferro; un monument dedicat a Ildefons Cerdà el 1889; el 1908, una còpia del Monument a Jaume el Conqueridor situat a València, que no va quallar; a l'any següent es va voler homenatjar a Cervantes, projecte reprès el 1929 igualment sense èxit; el 1910 es va posar la primera pedra d'un Monument a les Glòries d'Àfrica a la Plaça de Tetuan, encarregat a l'arquitecte August Font i a l'escultor Manuel Fuxà, que no prosperà; un bust previst a Josep Torras i Bages no s'executà degut a l'esclat de la Primera Guerra Mundial el 1914; el 1920 es va presentar una maqueta d'un monument dedicat a Enric Granados del qual no se'n va saber més; tampoc no va prosperar la dedicatòria a Francesc Ferrer i Guàrdia que es va voler fer el 1931; l'agost de 1938 la primera pedra d'un monument a Manuel Carrasco i Formiguera a la plaça d'Adrià, tampoc no va tenir continuació en aquell moment, no obstant el projecte finalment es realitzaria el 2003 amb la inauguració del monument A Manuel Carrasco i Formiguera, al mateix emplaçament; el 1960 es va voler fer un Monument als Pescadors en desgreuge de l'abstracta Evocació marinera de Subirachs; un homenatge a Josep Maria Folch i Torres tampoc no tingué concreció ni el 1964 ni el 1984.